# Autorretrato feminino na pintura

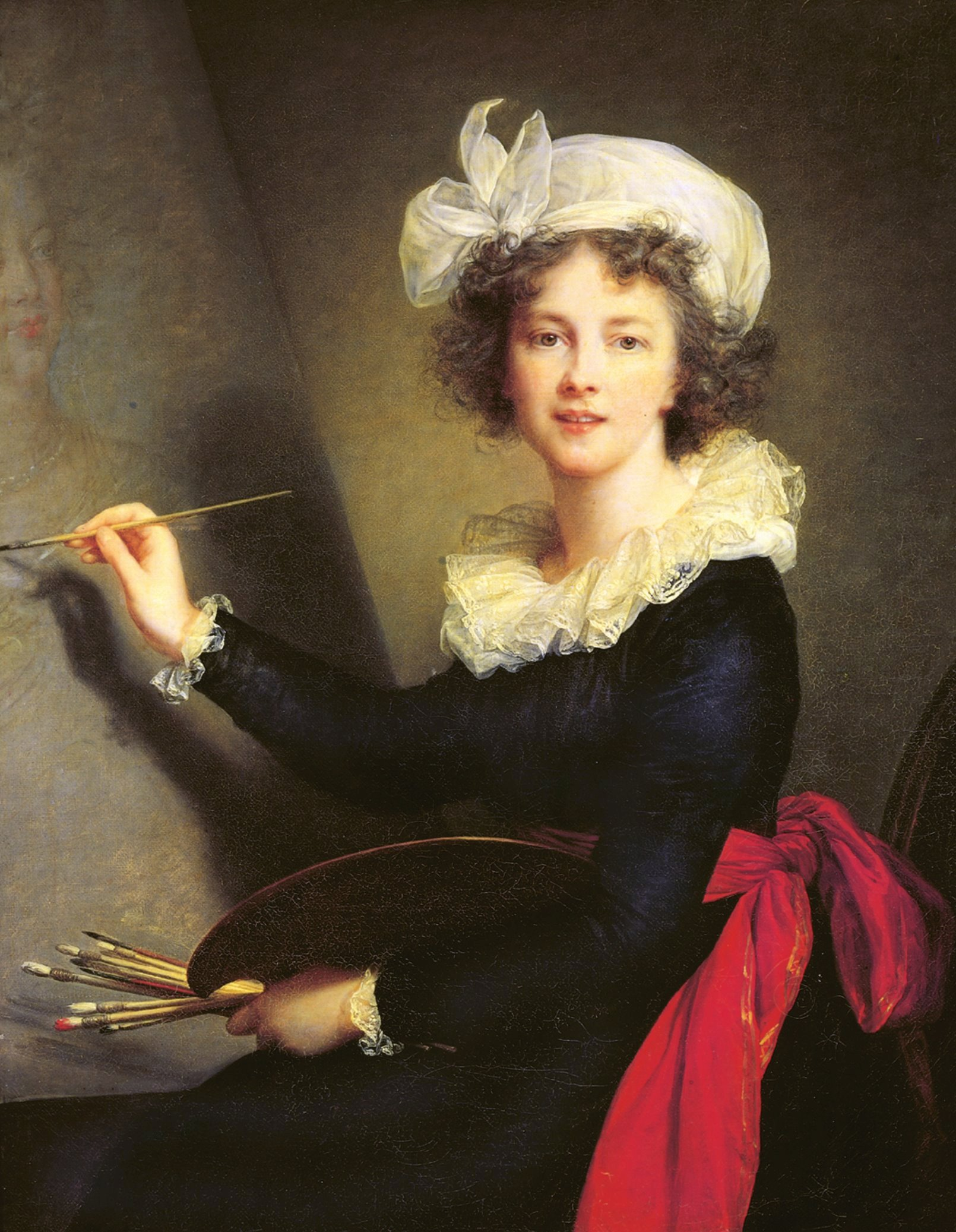
Élisabeth Vigée Le Brun, Autorretrato pintando Maria Antonieta, 1790, Galeria Uffizi

O autorretrato feminino na pintura é a representação de uma pessoa feminina pintada por ela mesma.
Embora utilize técnicas pictóricas e responda às motivações do autorretrato em geral, o autorretrato feminino difere do masculino por aspectos relativos à fisionomia, à anatomia e fisiologia do sujeito representado, ou relacionados à sua psicologia.
O autorretrato, como gênero artístico, tem desempenhado um papel fundamental ao longo da história da arte, servindo como um meio através do qual os artistas exploram sua própria identidade, reflexões interiores e sua relação com o mundo exterior. Entretanto, quando mulheres se retratam, o autorretrato adquire significados adicionais, muitas vezes subvertendo normas sociais e artísticas. Para as mulheres artistas, a prática do autorretrato historicamente representou um território de reivindicação de espaço em um mundo predominantemente masculino, no qual suas contribuições frequentemente eram ignoradas ou marginalizadas.
Desde os primeiros exemplos no Renascimento até as inovadoras abordagens contemporâneas, o autorretrato feminino se revela como uma forma de resistência, introspecção e reinterpretação do feminino no campo das artes visuais. Artistas como Sofonisba Anguissola, Artemisia Gentileschi, Frida Kahlo, Cindy Sherman e muitas outras, através de seus autorretratos, não apenas registram sua aparência, mas também comentam sobre suas experiências pessoais, sociais e políticas. A prática do autorretrato permitiu que essas artistas expressassem suas identidades de maneira complexa e multifacetada, enfrentando os desafios impostos pelas normas de gênero, pelas restrições sociais e pela visão patriarcal do corpo e da mente feminina.
Neste sentido, a historiadora Griselda Pollock afirma que a história da arte, como disciplina, foi estruturada a partir de perspectivas patriarcais e eurocêntricas, que marginalizaram e silenciaram as contribuições femininas, foi moldada por um sistema de poder que reforça uma hierarquia de gênero, onde o masculino é associado ao poder e à criação, e o feminino é muitas vezes relegado a objeto de representação, e não como agente criador.
De fato, ao consultar um famoso e conceituado dicionário de artistas, do início ao fim, constata-se quão poucas mulheres estão ali representadas, apesar de ter sido republicado no final do século XX.

## Lugar do Autorretrato Feminino
O autorretrato feminino há muito é considerado uma variedade menor de retrato. Da famosa coleção de autorretratos exposta no Corredor Vasari em 1973, apenas 21 (5%) eram de mulheres. Nos catálogos de exposições e nas obras dedicadas aos autorretratos publicados entre 1936 e 2016, na maioria das vezes assinados por autores do sexo masculino, o lugar dos autorretratos femininos na pintura é muitas vezes ainda inferior a 5%, ou de 5 a 10%, às vezes de 10 a menos de 20%; entretanto, um trabalho mais recente (2021) lhe confere quase paridade.
Dependendo da época e do género dos autores ou curadores das exposições, a participação do autorretrato feminino na pintura é avaliada de forma muito variável; o aumento recente não é consequência de uma atividade renovada dos artistas em causa, mas de uma reavaliação positiva, a partir da década de 1970, do contributo das mulheres na pintura. No entanto, tendo em conta o fato de o autorretrato feminino ter surgido mais de um século depois do autorretrato masculino, e de que durante muito tempo houve menos artistas femininas, pareceria bastante razoável situar a proporção num máximo de 15 a 20%. Este valor dificilmente deverá variar no futuro próximo, porque o autorretrato na pintura diminuiu acentuadamente durante o século XX, marcado por novos movimentos pictóricos que conduziram ao que se tem chamado de “desaparecimento da figura”, ou “crise da representação mimética”, e pela ascensão da fotografia e depois da arte digital.

## As Artistas

### Celebridades
As artistas que aparecem no “Top 5” das obras acima referenciadas são Sofonisba Anguissola, Artemisia Gentileschi, Frida Kahlo, Angelica Kauffmann e Élisabeth Vigée Le Brun, seguidas de Rosalba Carriera, Lavinia Fontana, Paula Modersohn-Becker, Helene Schjerfbeck e Suzanne Valadon. Embora tenham produzido poucos autorretratos, as impressionistas Berthe Morisot e Mary Cassatt são frequentemente citadas, assim como a pioneira Catarina van Hemessen e a icônica Tamara de Lempicka.

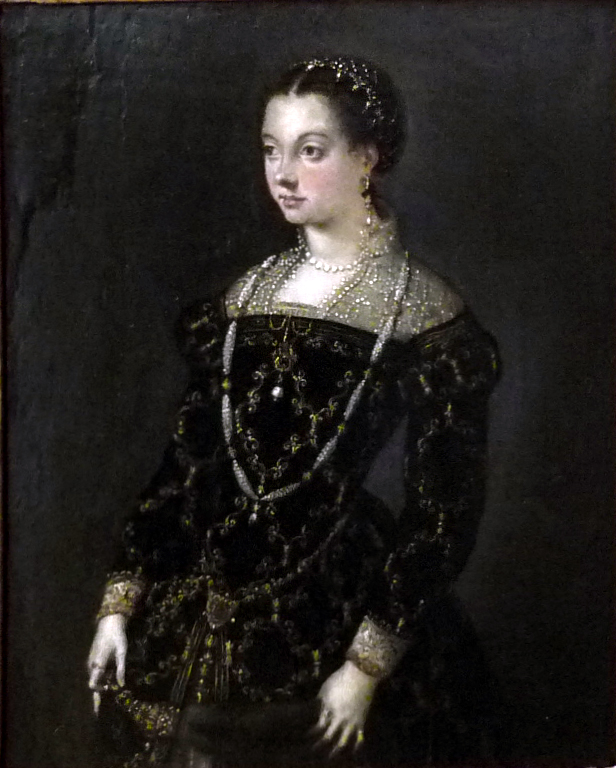
Sofonisba Anguissola
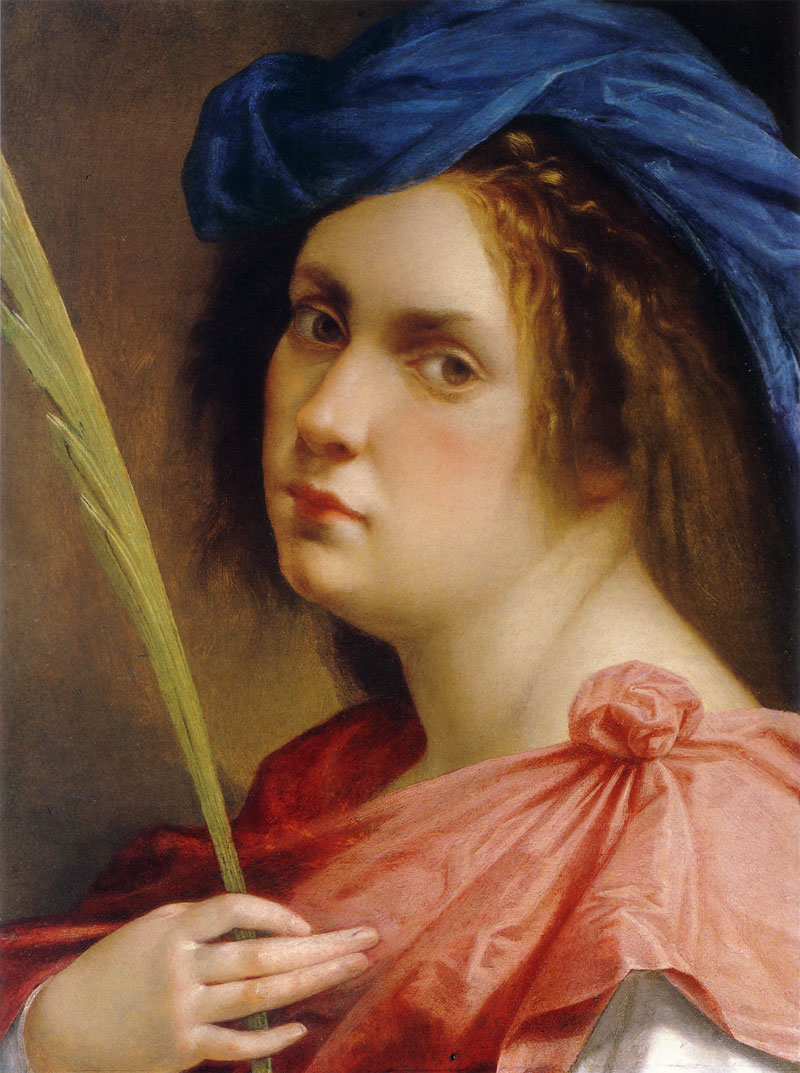
Artemisia Gentileschi
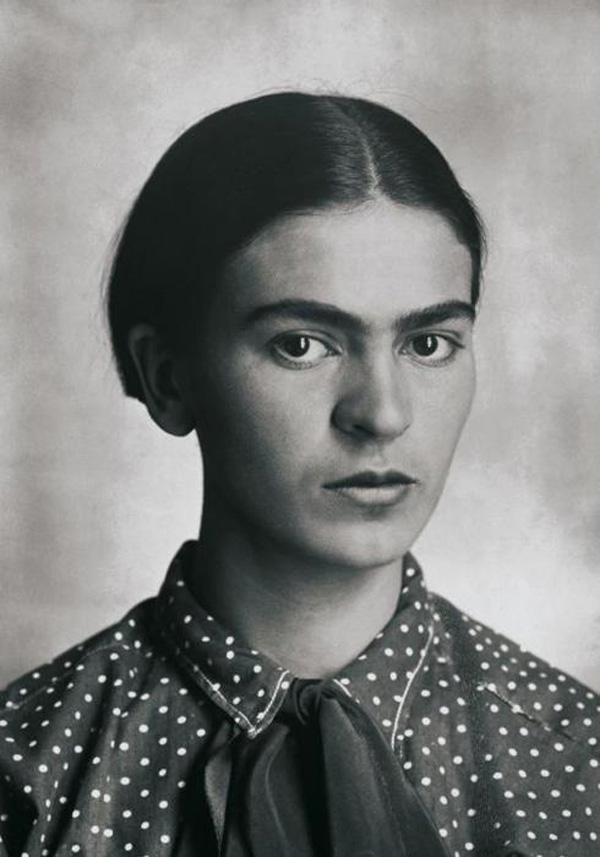
Frida Kahlo
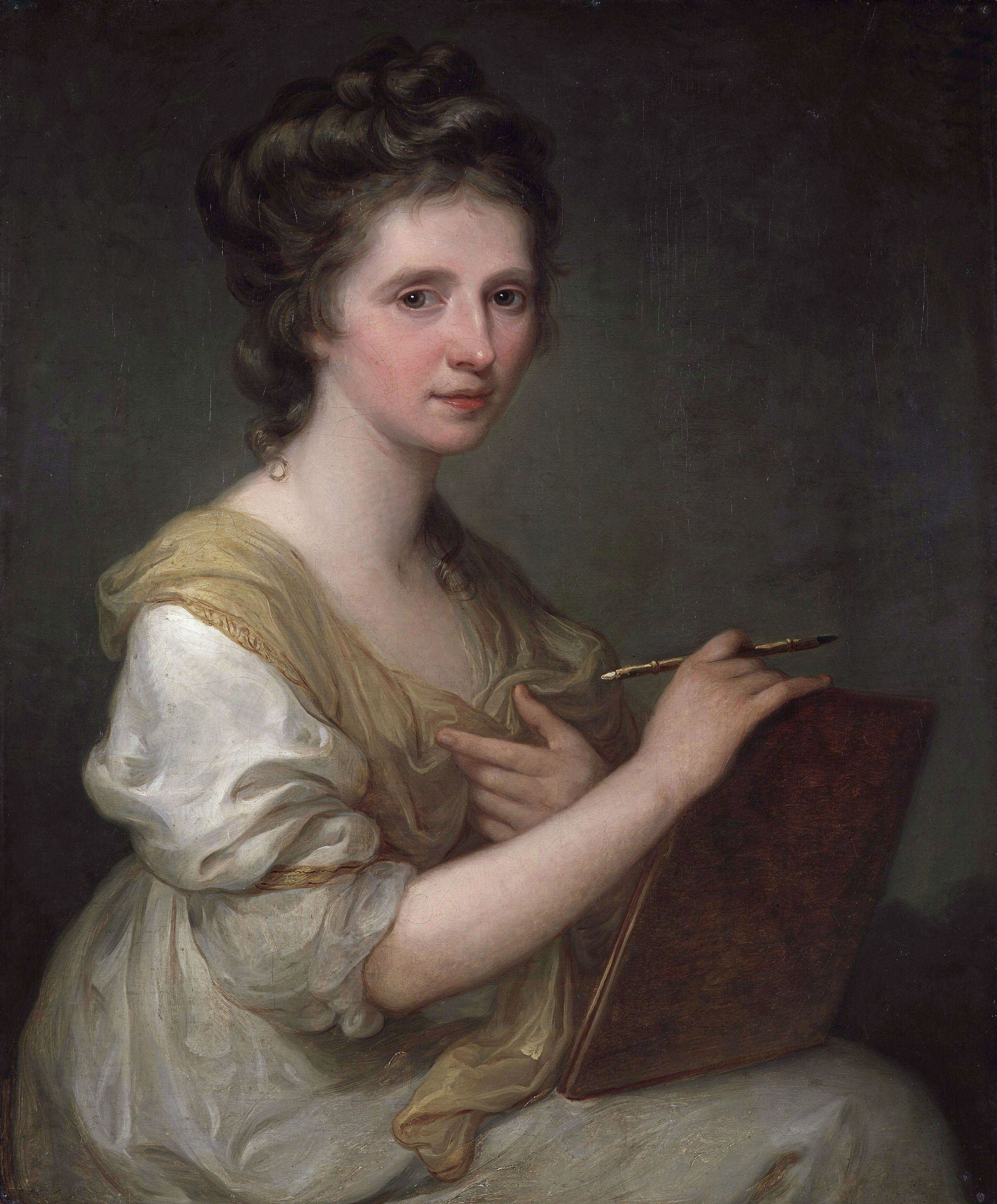
Angelica Kauffman
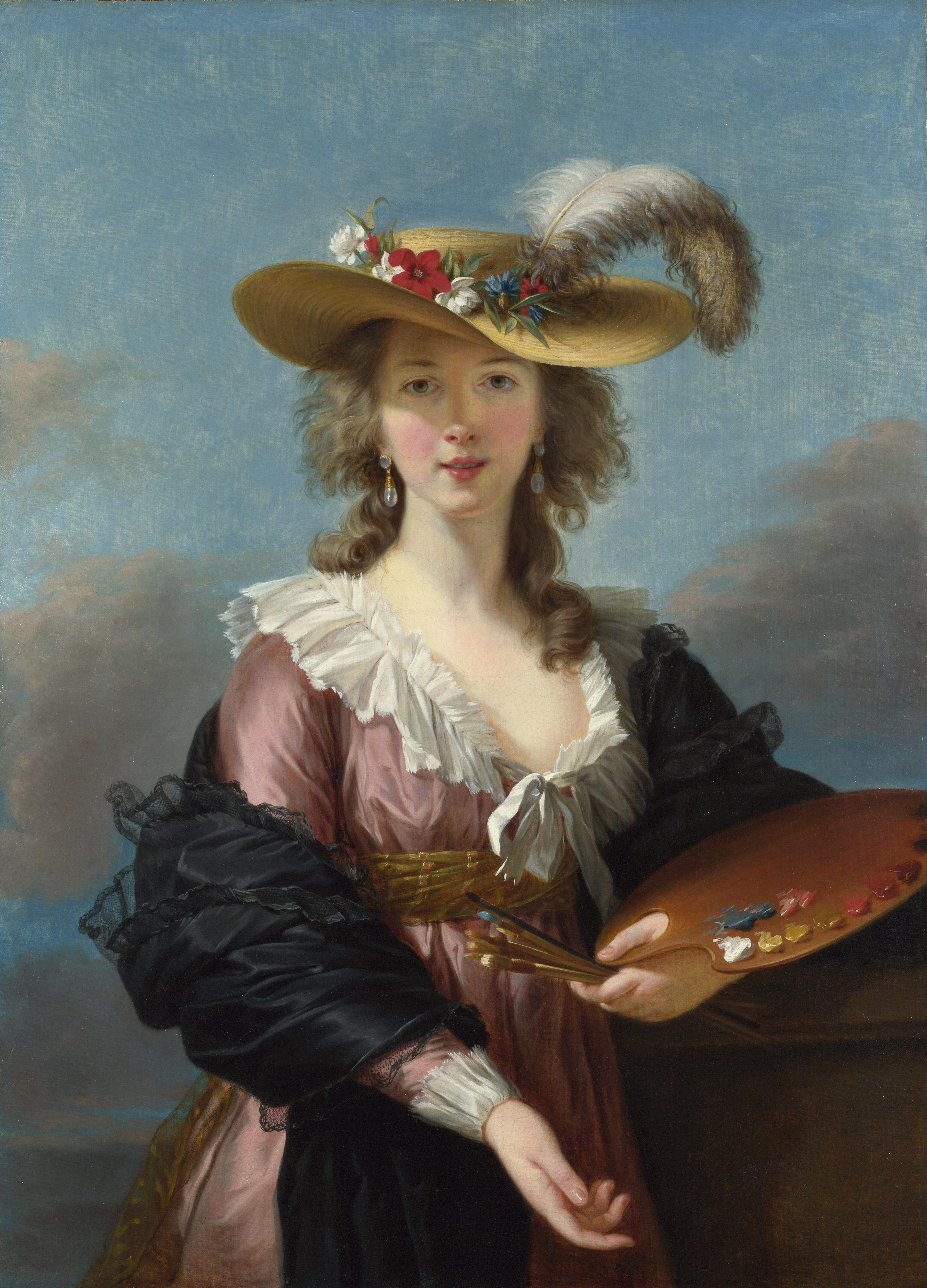
Élisabeth Vigée Le Brun

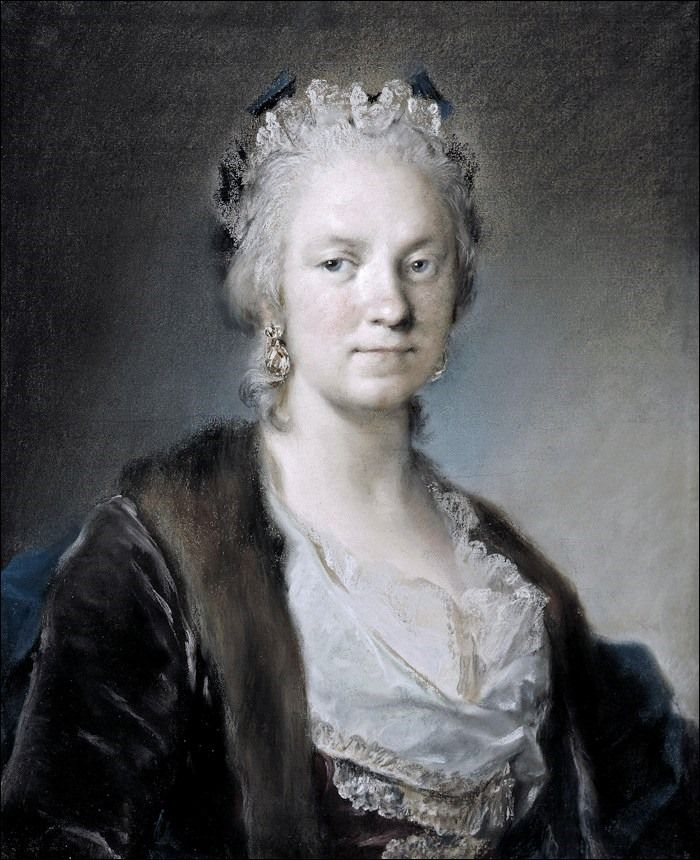
Rosalba Carriera
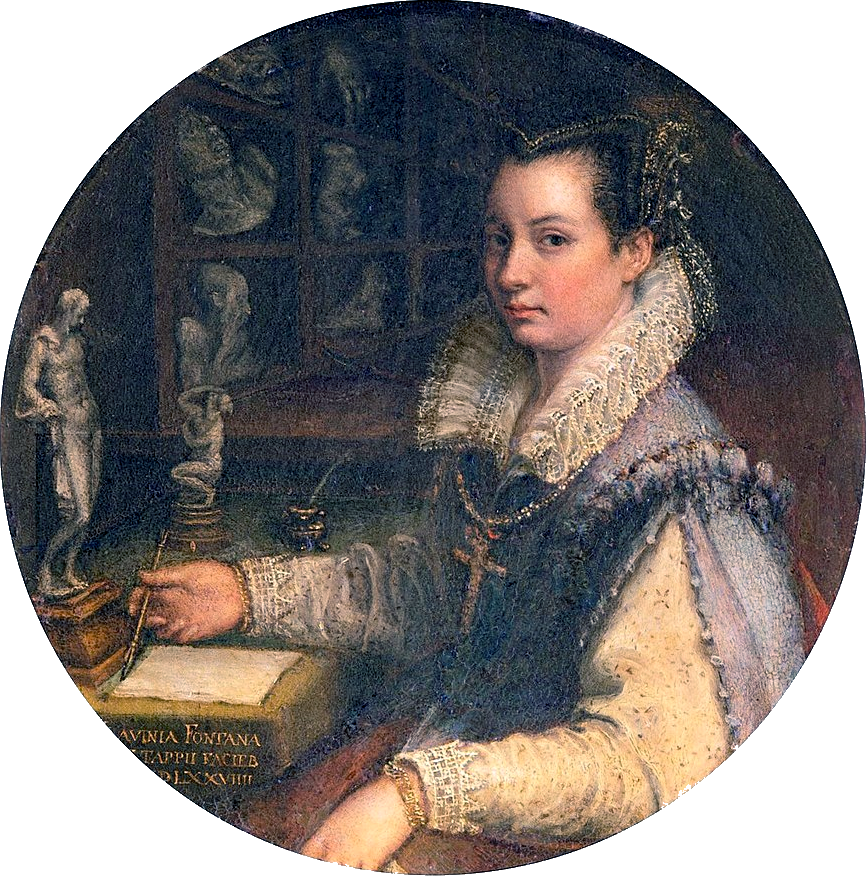
Lavinia Fontana
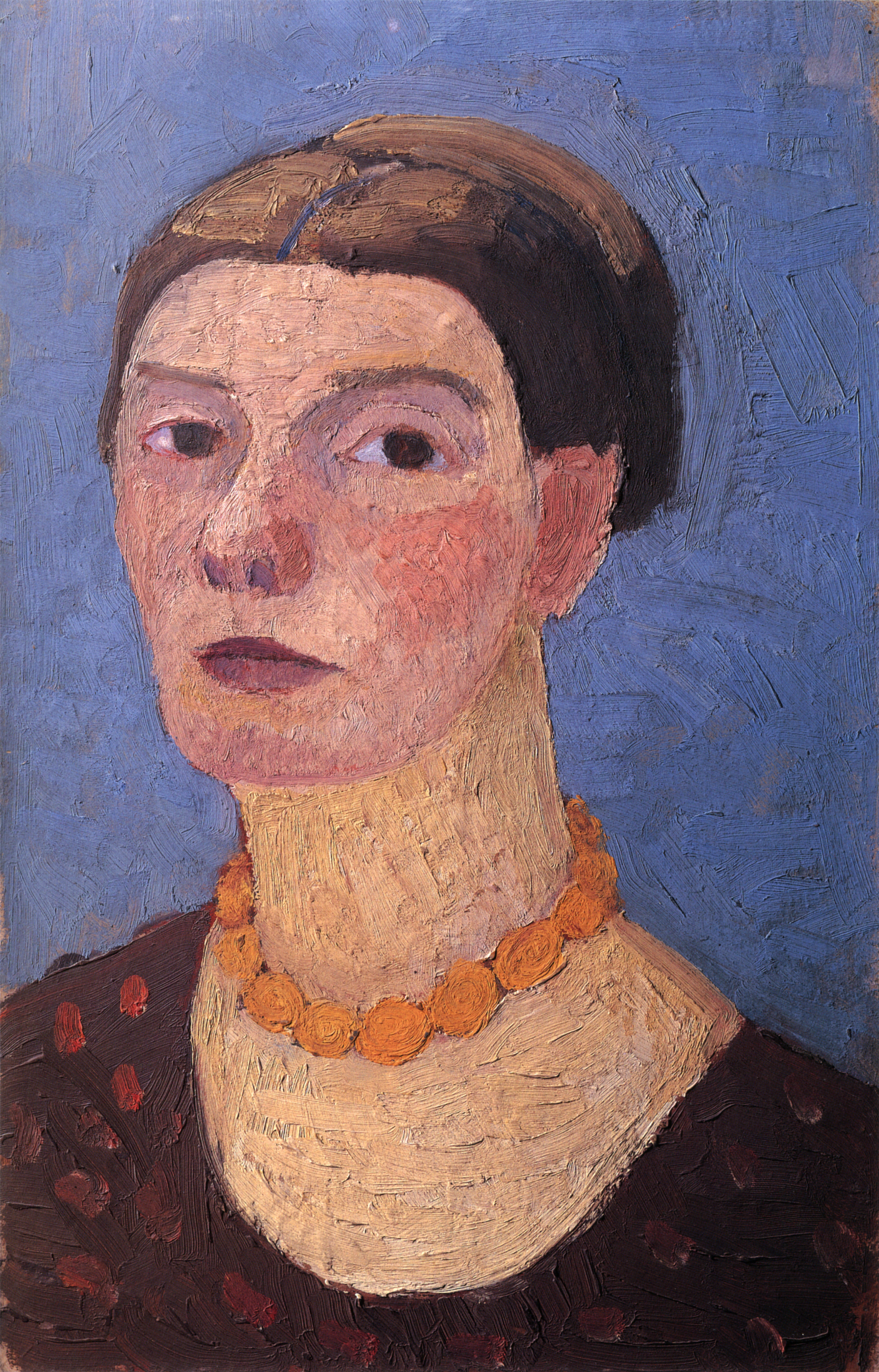
Paula Modersohn-Becker
Helene Schjerfbeck
Suzanne Valadon
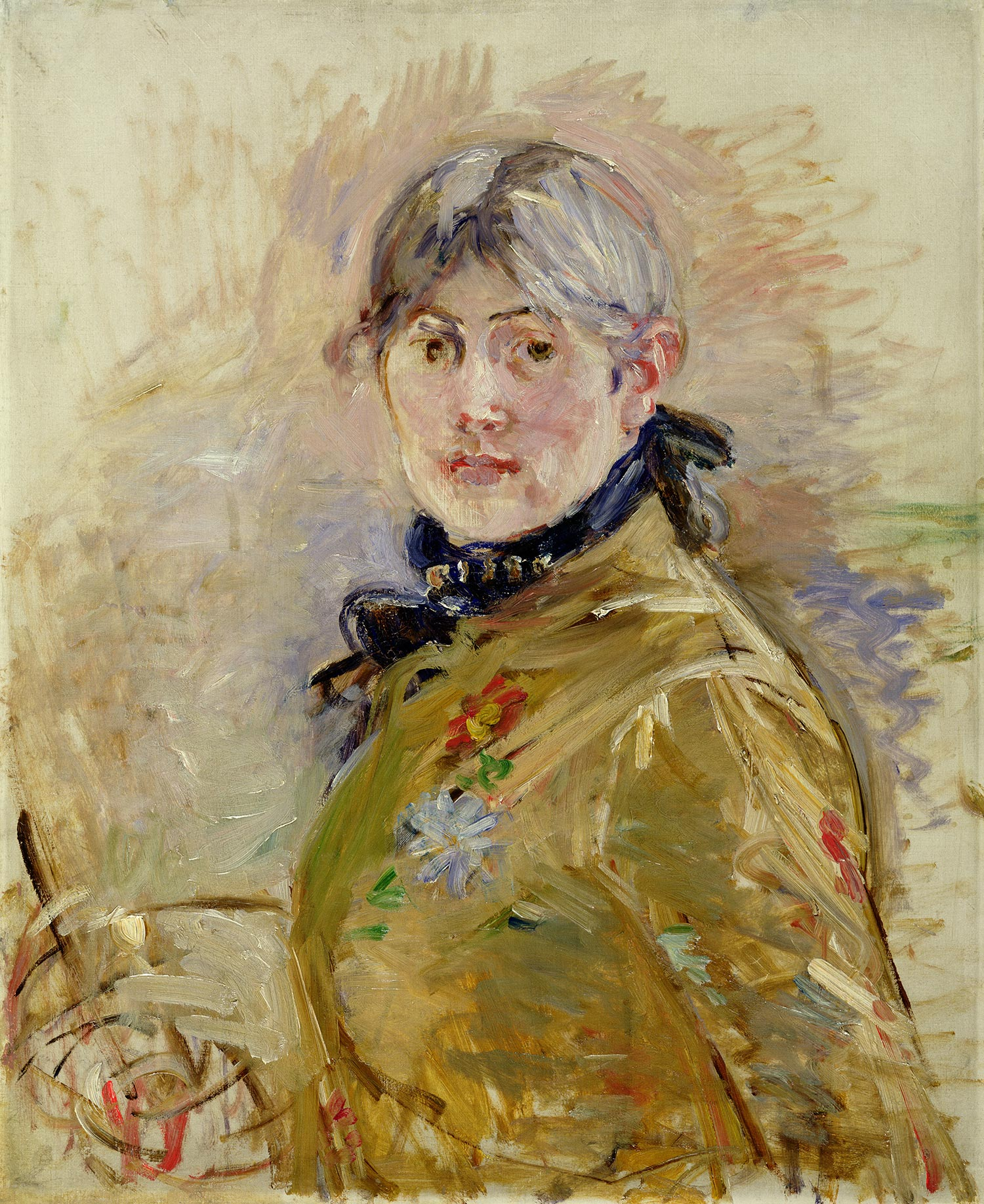
Berthe Morisot
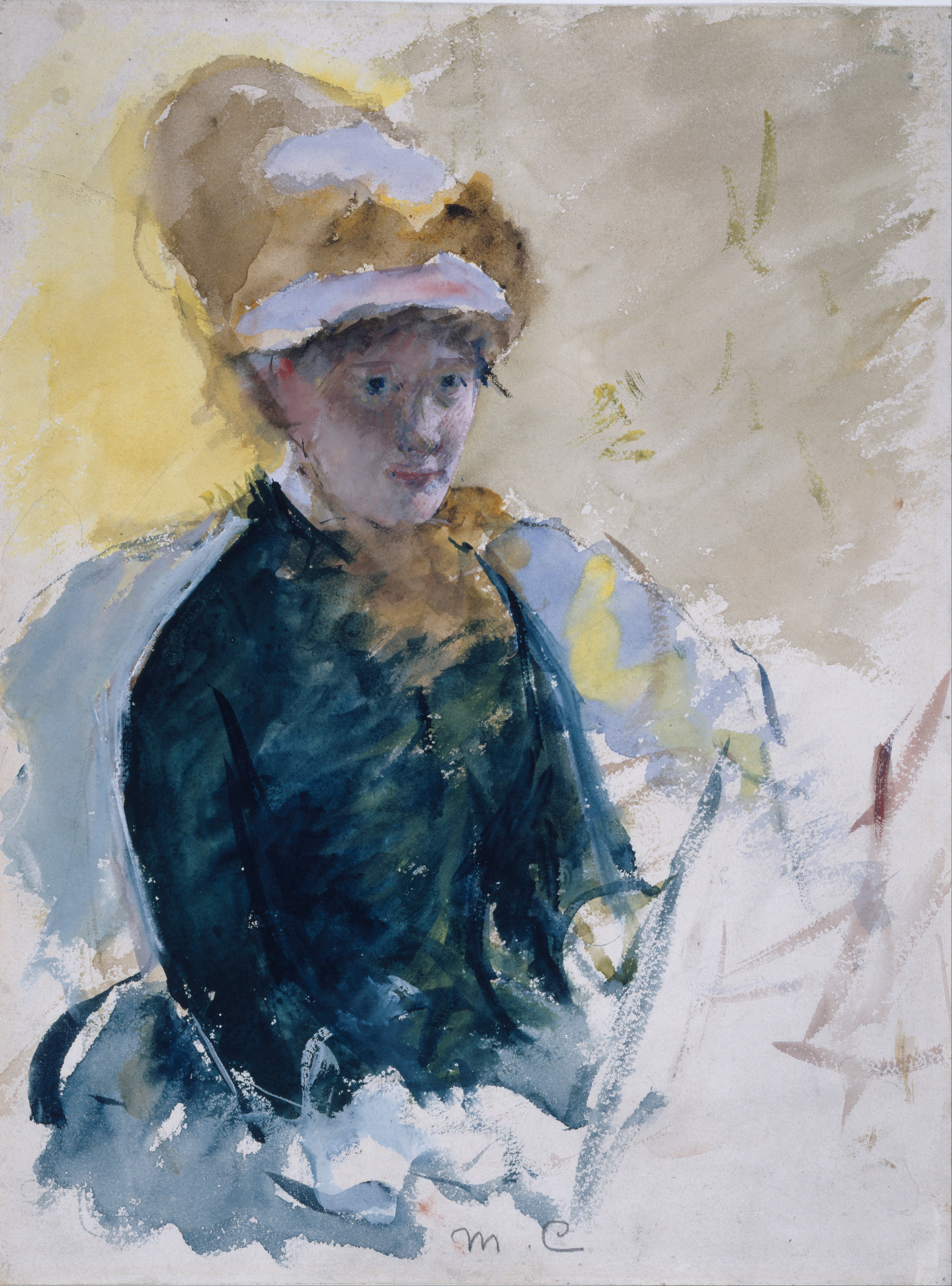
Mary Cassatt

### As Aristocratas
Uma singularidade do autorretrato feminino é o encontro de artistas provenientes de famílias principescas, reais e imperiais, principalmente nos séculos XVII e XVIII. Enquanto os filhos destas famílias nobres eram treinados para a guerra ou ao clero, as meninas recebiam uma educação artística completa, na música, nas letras e belas artes. Equipadas com essa formação, algumas se tornaram pintoras talentosas. É nomeadamente o caso de Ulrica Leonor da Dinamarca, Ana de Hanôver, Condessa Ludovika von Thürheim, Leonor de Almeida Portugal, Marquesa de Alorna, Carolina Luísa de Hesse-Darmstadt, Condessa Julie von Egloffstein, Princesa Carlota Bonaparte, Ernestine Charlotte von Nassau-Siegen, que se retrata como Santa Cacilda, Isabel Cristina de Brunsvique-Volfembutel-Bevern como jardineira, Lady Diana Beauclerk como Terpsícore, Luísa Holandina do Palatinado como uma alegoria da pintura, Amalia Wilhelmina von Königsmarck e Maria Antónia da Baviera com paleta e pincéis.

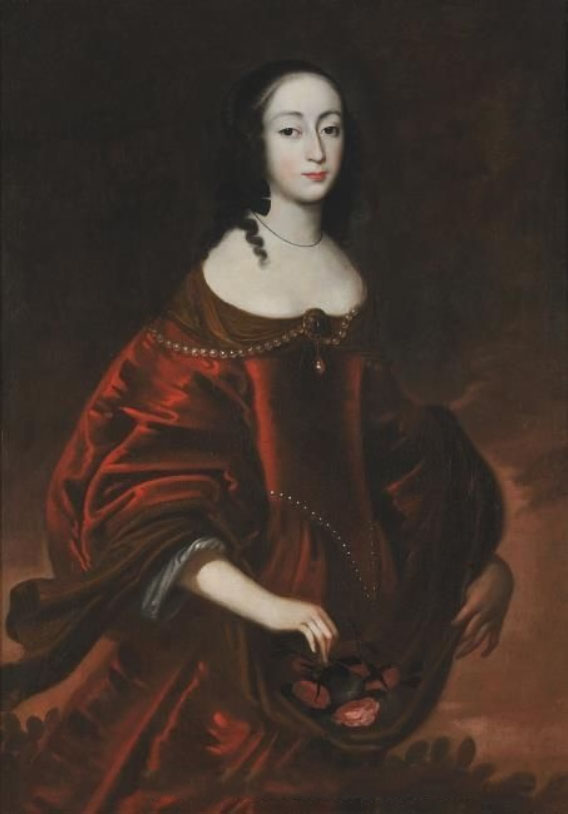
Ernestine Charlotte von Nassau-Siegen, c.1645
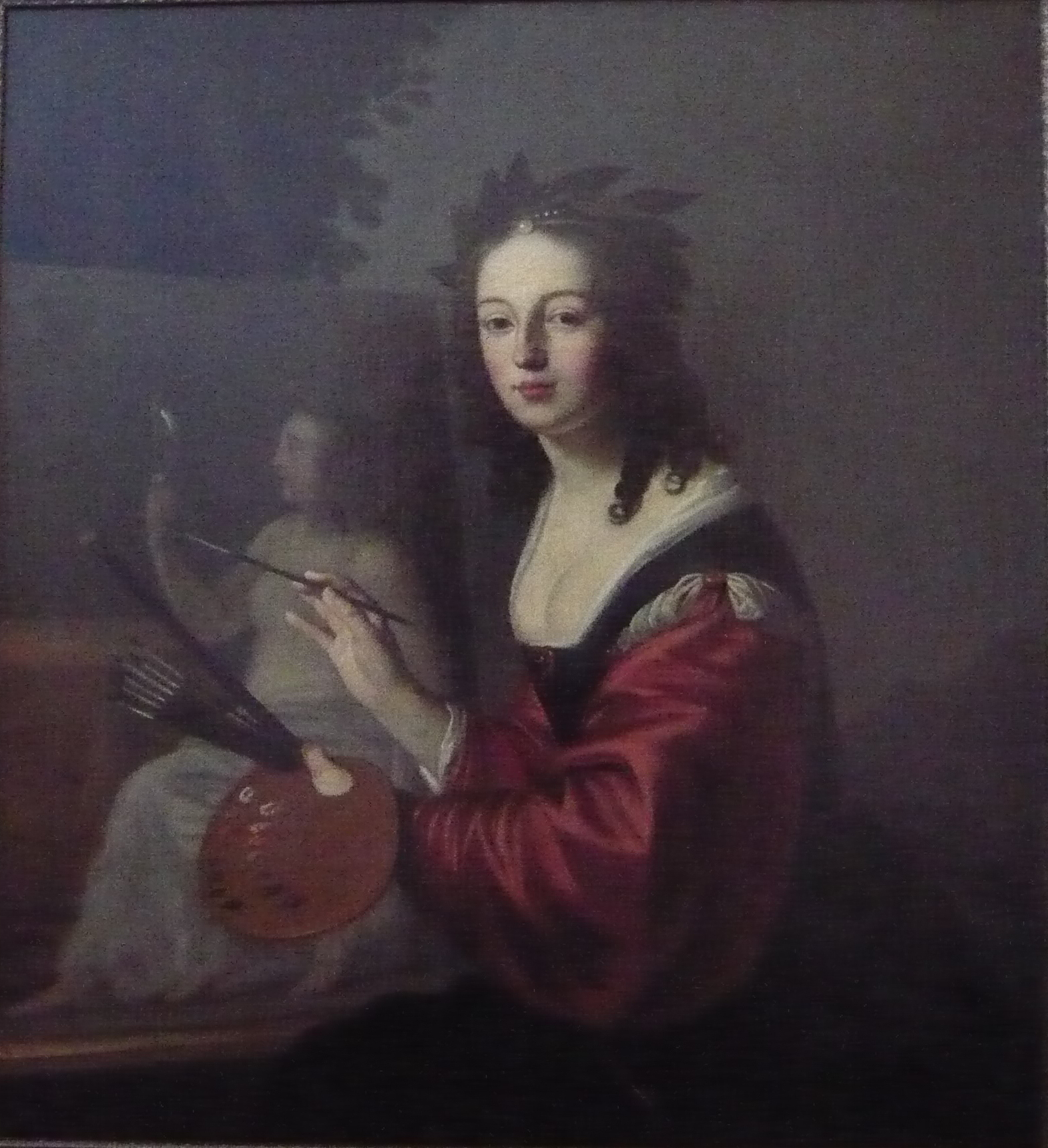
Princesa Luísa Holandina do Palatinado , c.1675
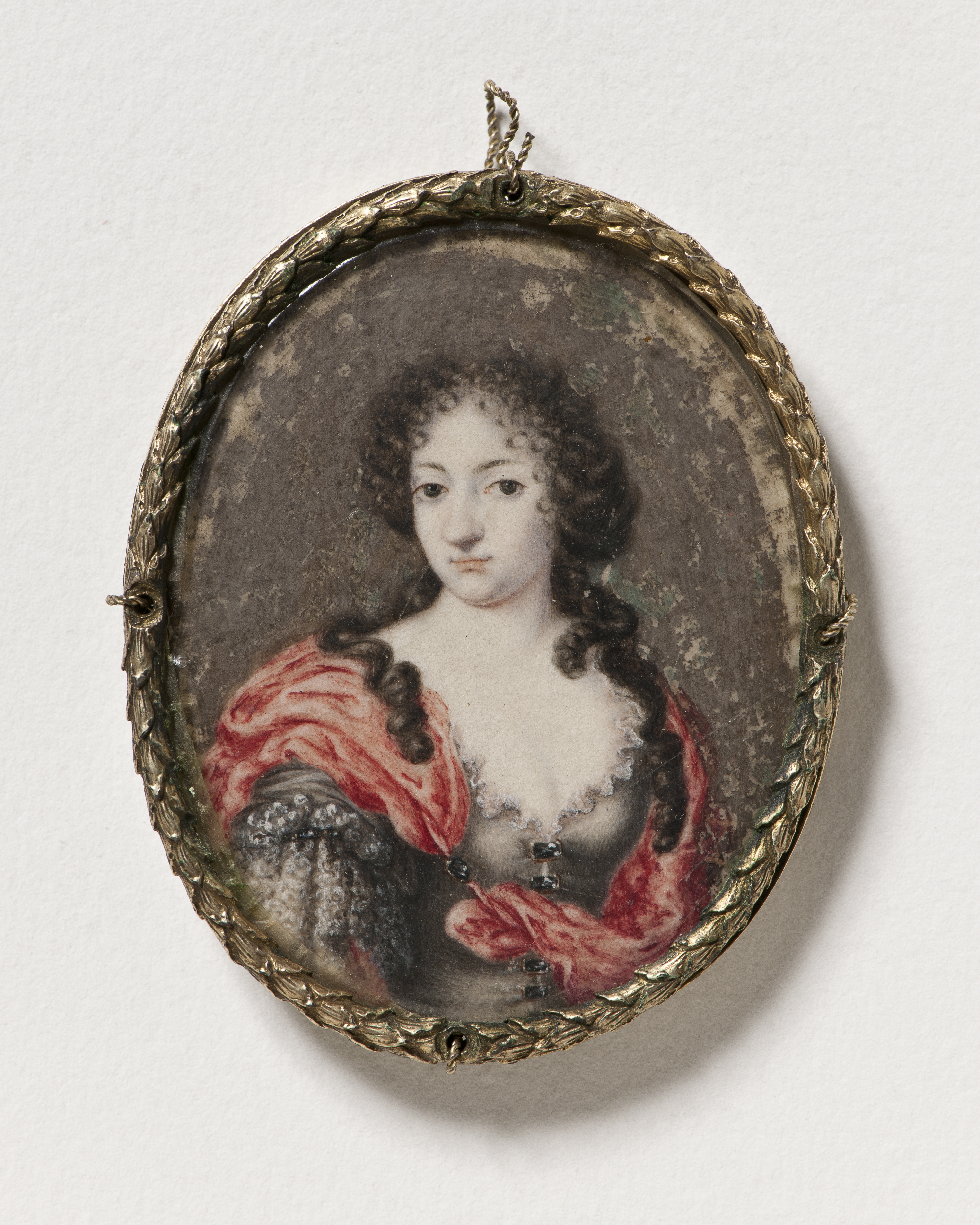
Ulrica Leonor da Dinamarca [n.d.]
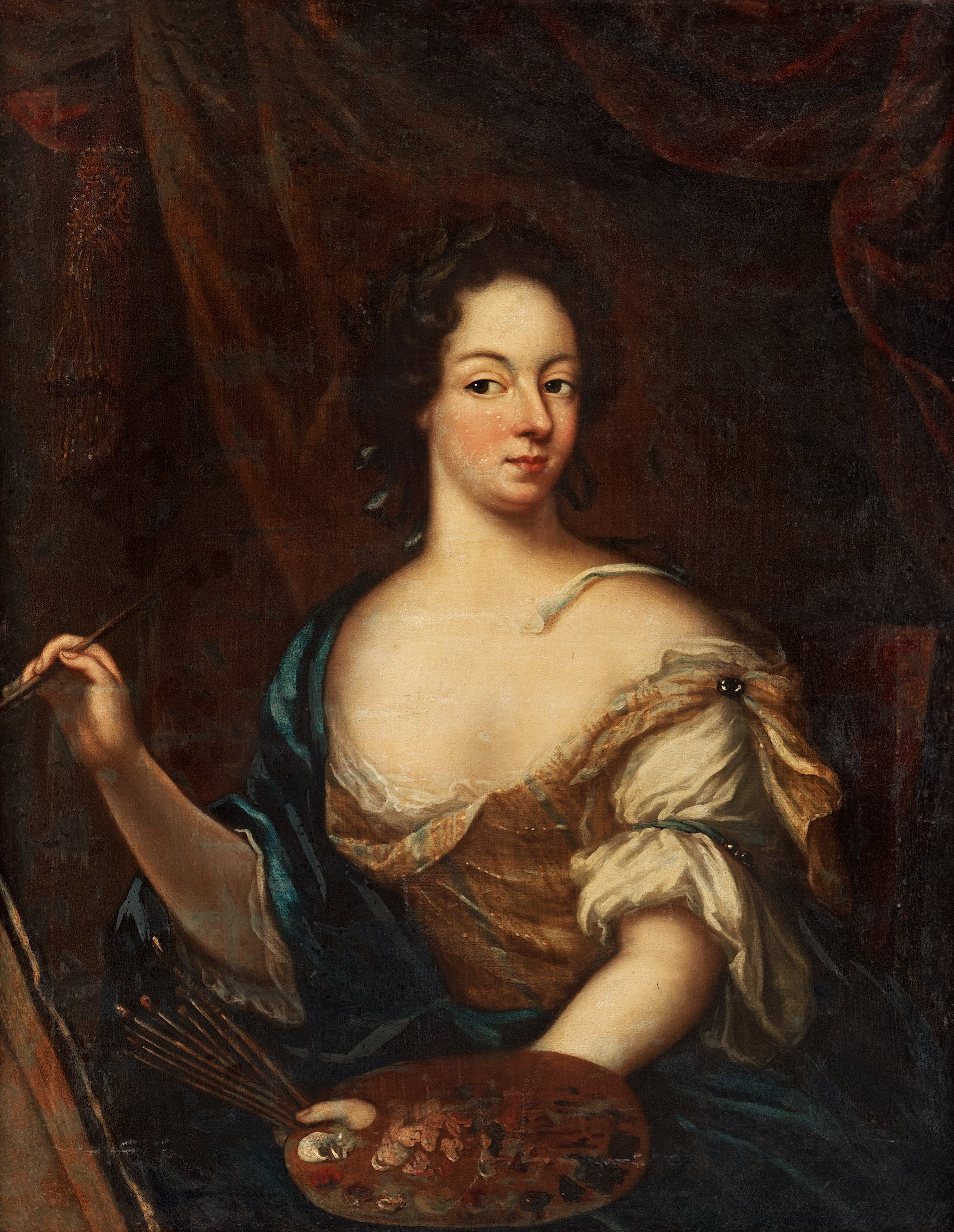
Amalia Wilhelmina von Königsmarck, 1687
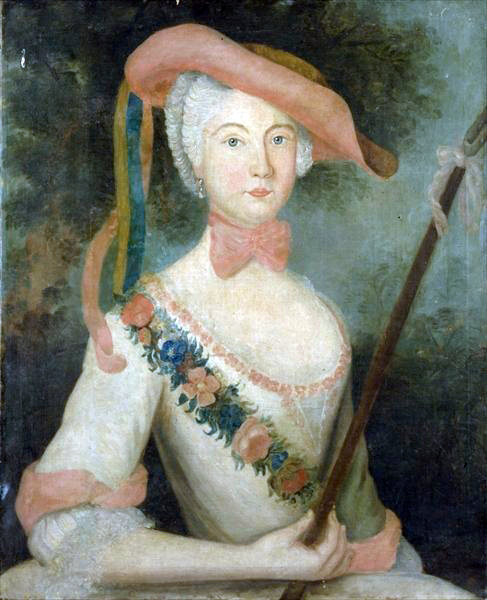
Isabel Cristina de Brunsvique-Volfembutel-Bevern c.1739

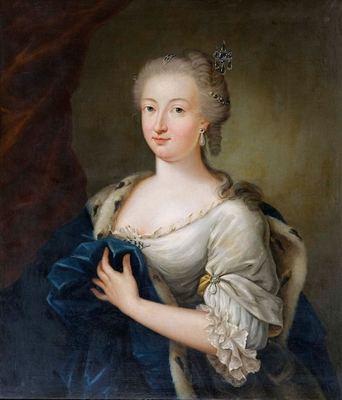
Ana de Hanôver 1740
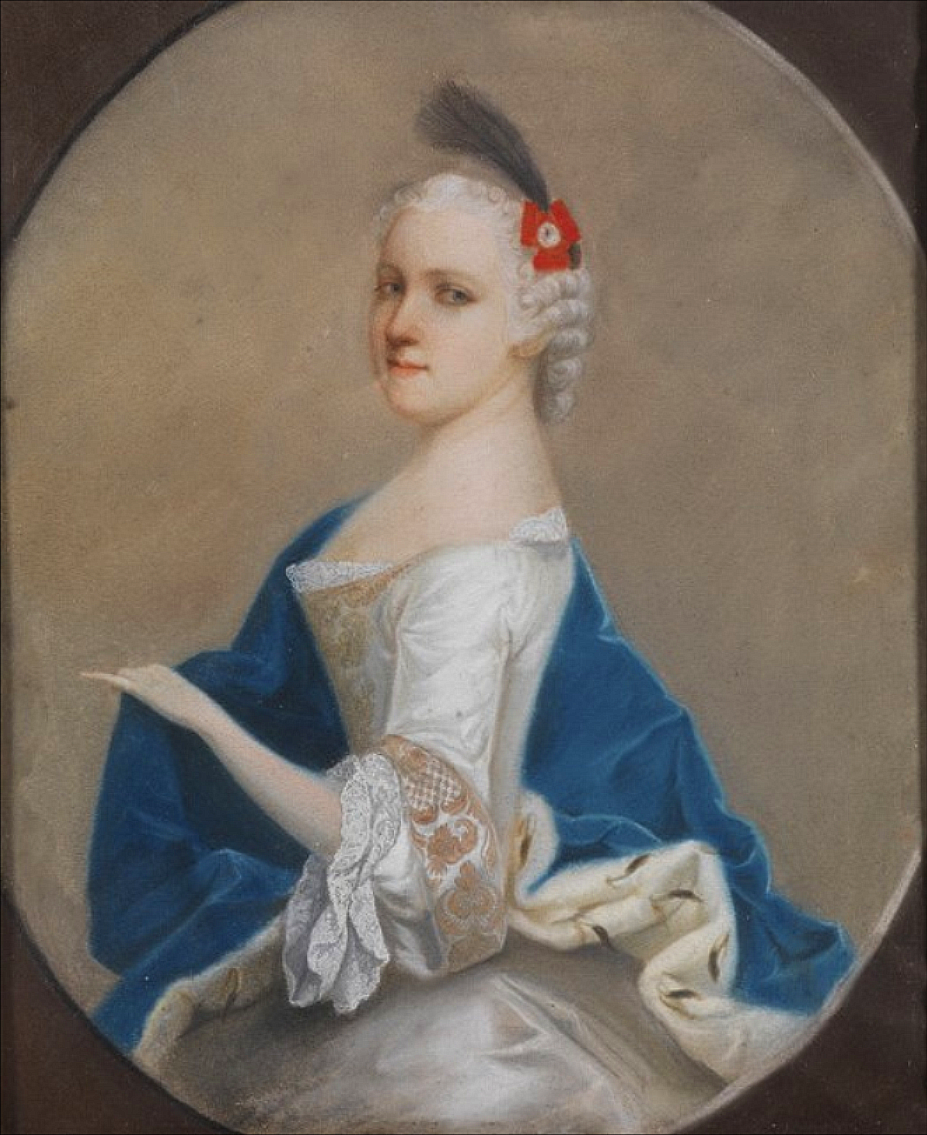
Carolina Luísa de Hesse-Darmstadt c.1745
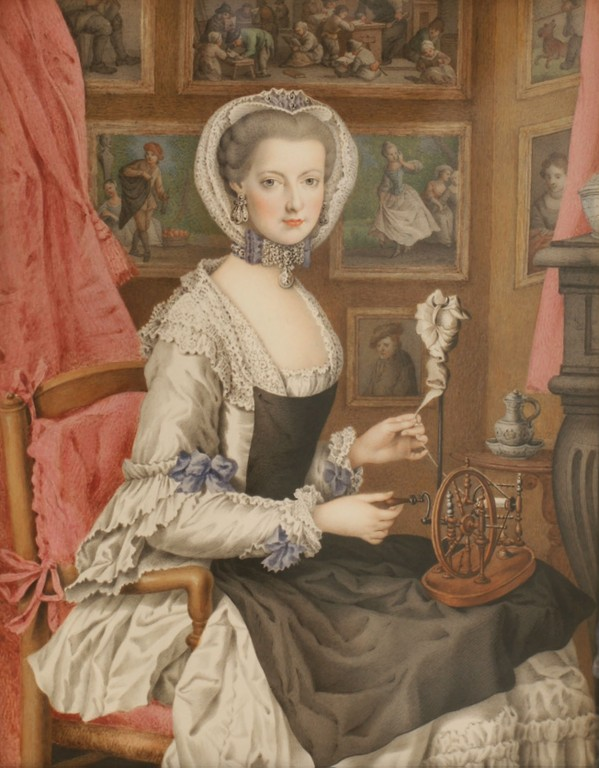
Maria Cristina, Duquesa de Teschen, 1765
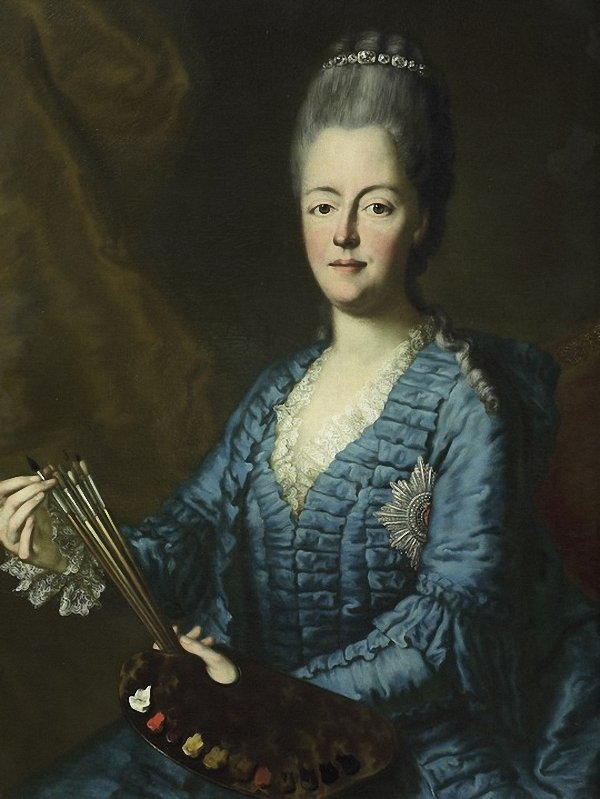
Maria Antónia da Baviera, c.1772
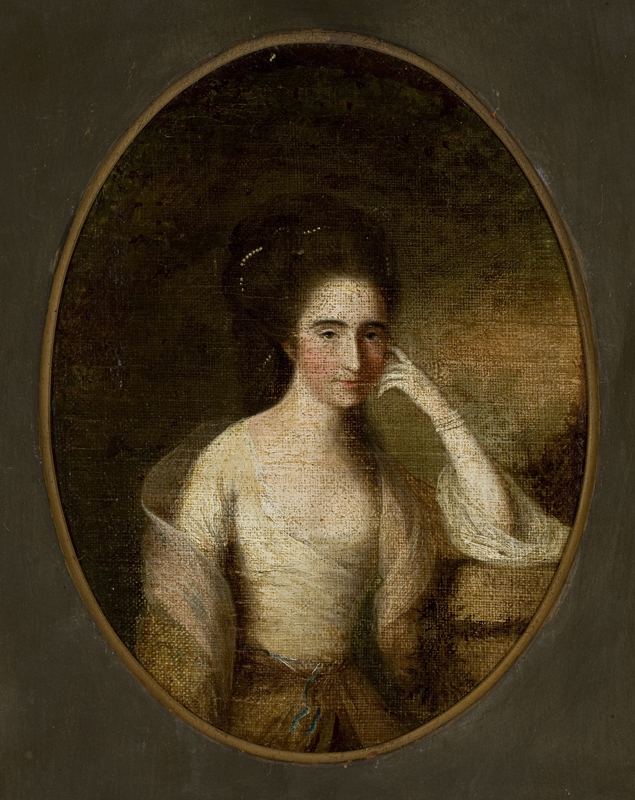
Leonor de Almeida, c.1788
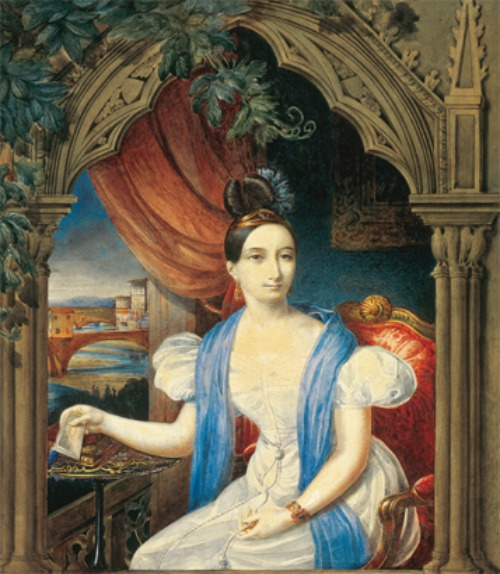
Carlota Bonaparte 1834

### Idades Extremas
Segundo James Hall, Omar Calabrese, Whitney Chadwick ou Martine Lacas, o autorretrato era frequentemente um género de jovens pintores. Existem, no entanto, exceções notáveis. A maior expectativa de vida das mulheres, uma vez ultrapassadas as possíveis complicações de um parto, leva à criação de autorretratos femininos em idades muito avançadas. Enquanto entre os homens, Ticiano (78 anos), Ingres (79 anos), Claude Monet (77 anos), Pierre Bonnard (78 anos), Edvard Munch (80 anos) e especialmente Picasso (90 anos) são exceções, entre as mulheres encontramos muitas septuagenárias, sendo a primeira Sofonisba Anguissola, com 78 anos em 1610, autora de cerca de quinze autorretratos num período de sessenta e cinco anos, e várias octogenárias ; Helene Schjerfbeck produziu cerca de quarenta autorretratos, metade dos quais nos dois anos anteriores à sua morte, aos 83 anos, e Rosalba Carriera se representou aos 71 anos como a musa da Tragédia - com uma máscara mais melancólica que trágica -, sua tragédia pessoal foi uma perda progressiva da visão resultando em cegueira total. Entre as pintoras em idade muito avançada, estão também Johanne Mathilde Dietrichson, 81 anos em 1918, Susan Macdowell Eakins, 84 anos em 1935, Mina Carlson-Bredberg, 81 anos em 1938, Vanessa Bell, 80 e 81 anos em 1959 e 1960; também em 1960, Charlotte Berend-Corinth, 80 anos e Émilie Charmy, 82 anos; mais tarde, Lotte Laserstein aos 82 anos e aos 85 anos, Marie Vorobieff aos 85 anos em 1977. Após limitar seus autorretratos apenas ao corpo, Joan Semmel pintou seu rosto como uma mulher idosa na série Heads em 2008. Adriana Pincherle pintou-se diante de seu cavalete aos 85 anos, e, aos 87, como uma senhora de muita elegância. Alice Neel, em 1980, retratou-se nua aos 80 anos: “pelo menos ele mostra uma certa revolta contra tudo o que é decente”, declarou ela. Eve Drewelowe faz seu autorretrato intitulado "Não-conformista" aos 85 anos (1984). Maria Lassnig, que se desenhou nua em diversas ocasiões durante mais de setenta anos, produziu seus últimos autorretratos aos 86 anos e aos 94, um ano antes de sua morte em 2013 e/ou na maturidade.

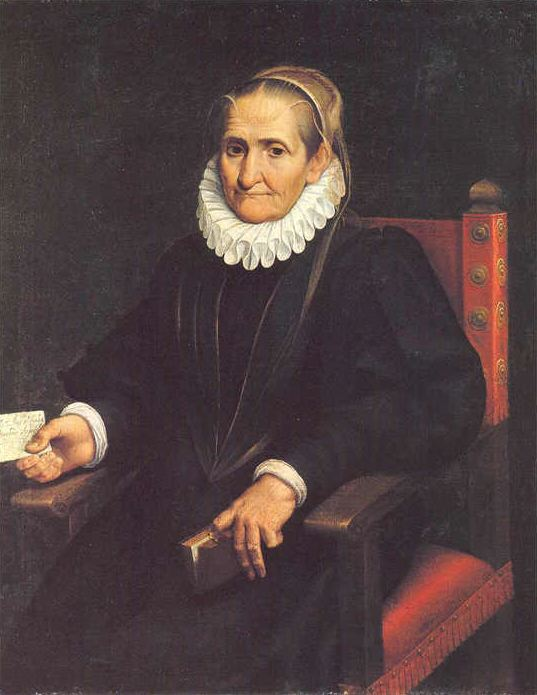
Sofonisba Anguissola aos 78 anos
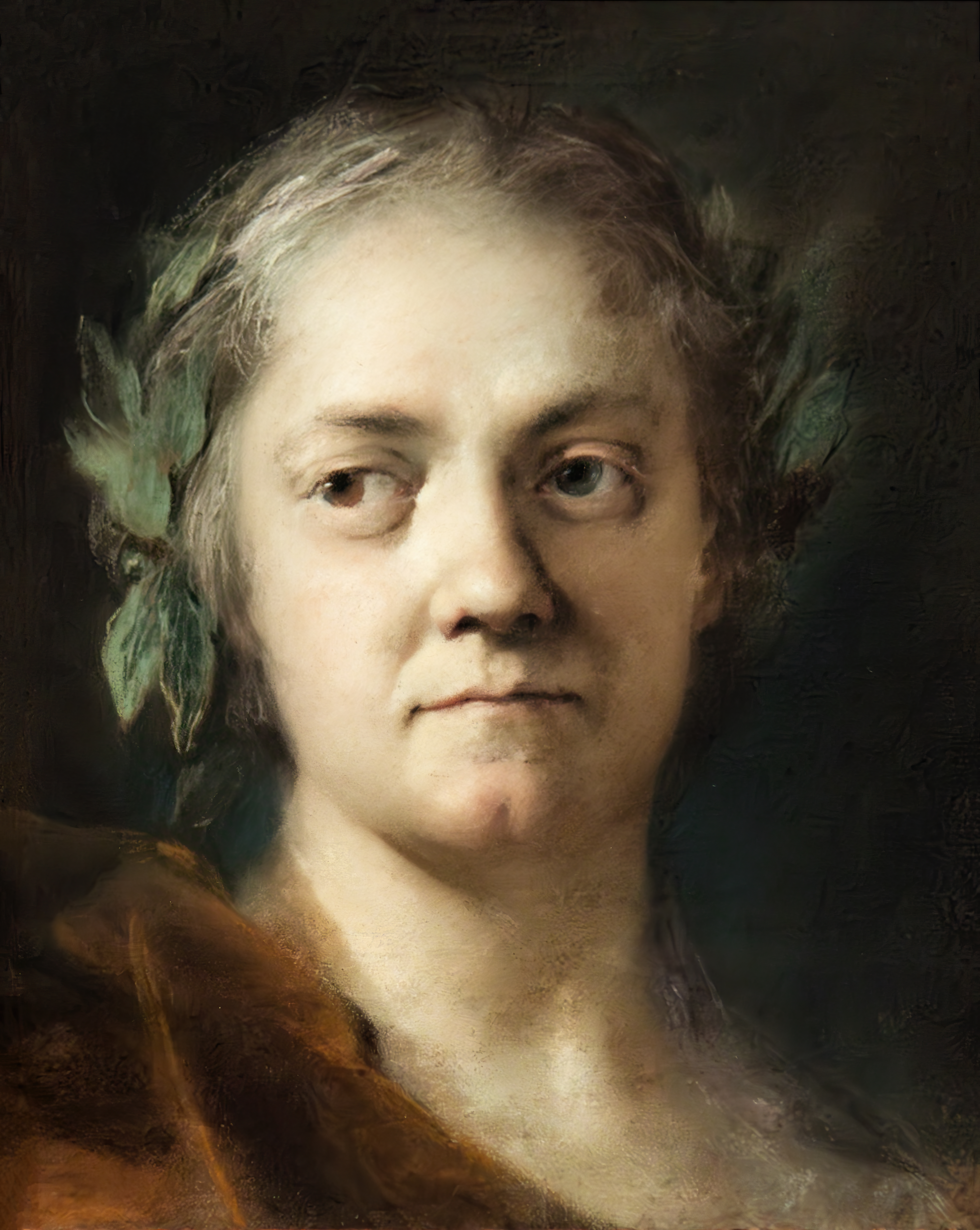
Rosalba Carriera aos 71 anos
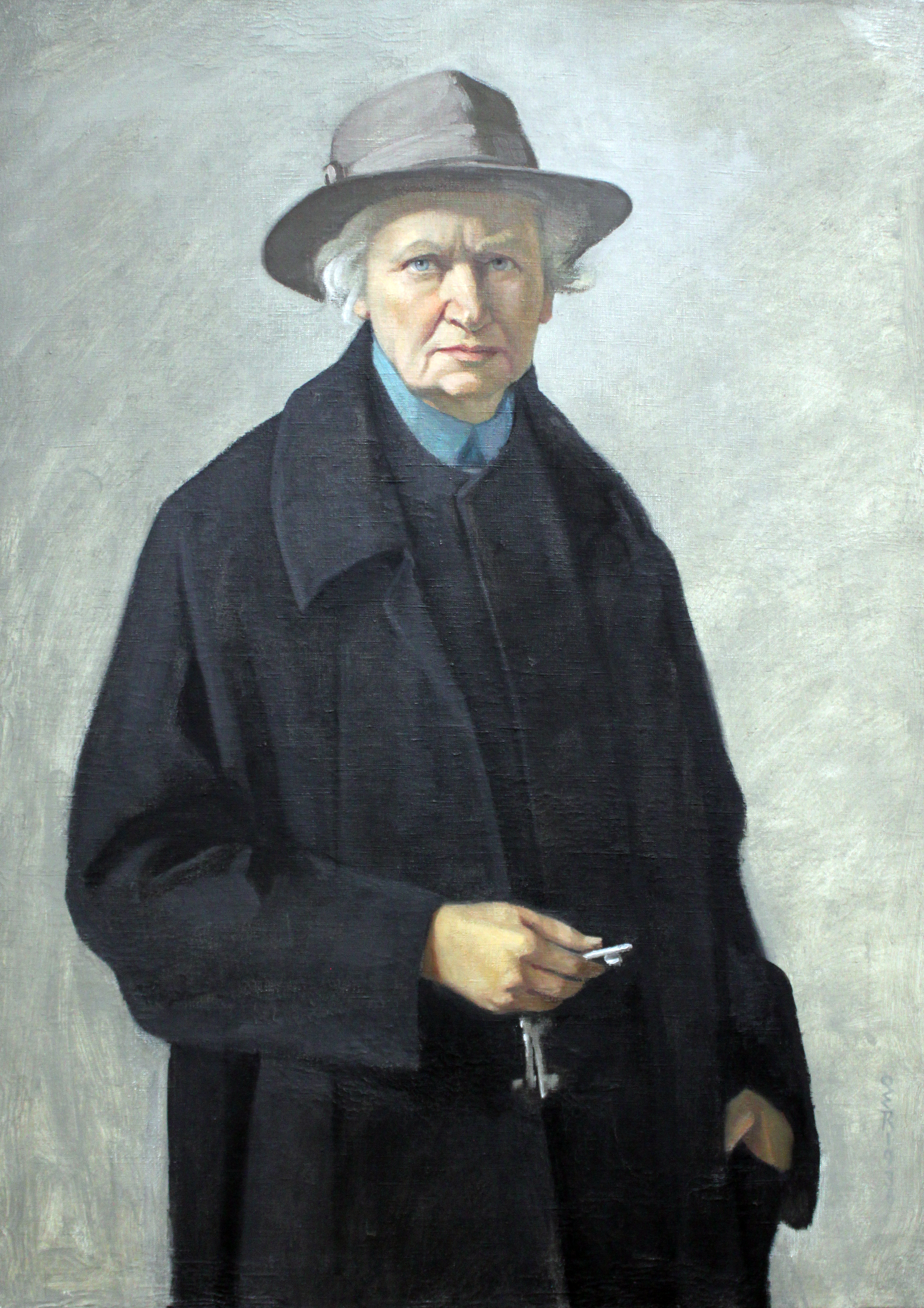
Ottilie Roederstein aos 77 anos
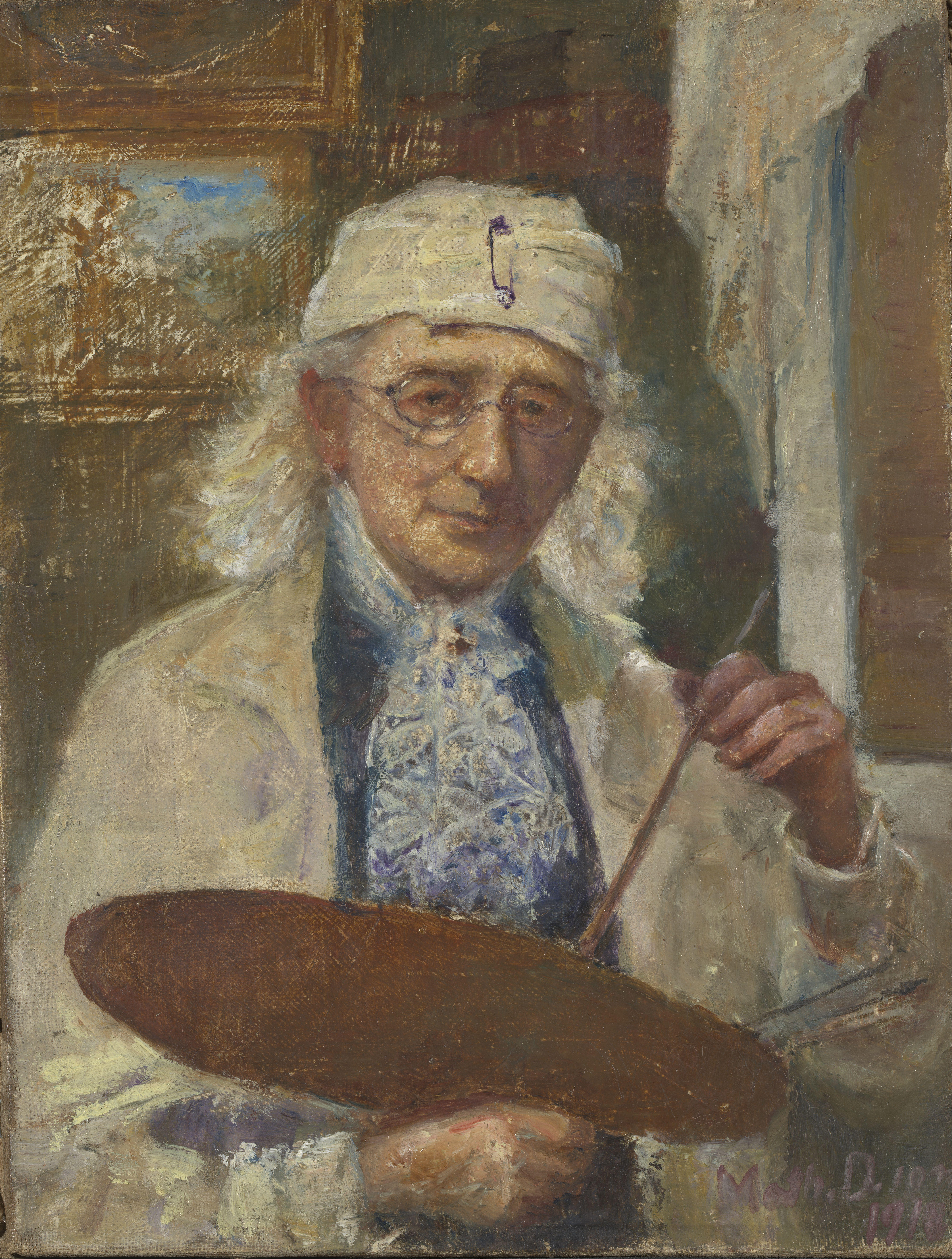
Johanne Mathilde Dietrichson aos 81 anos
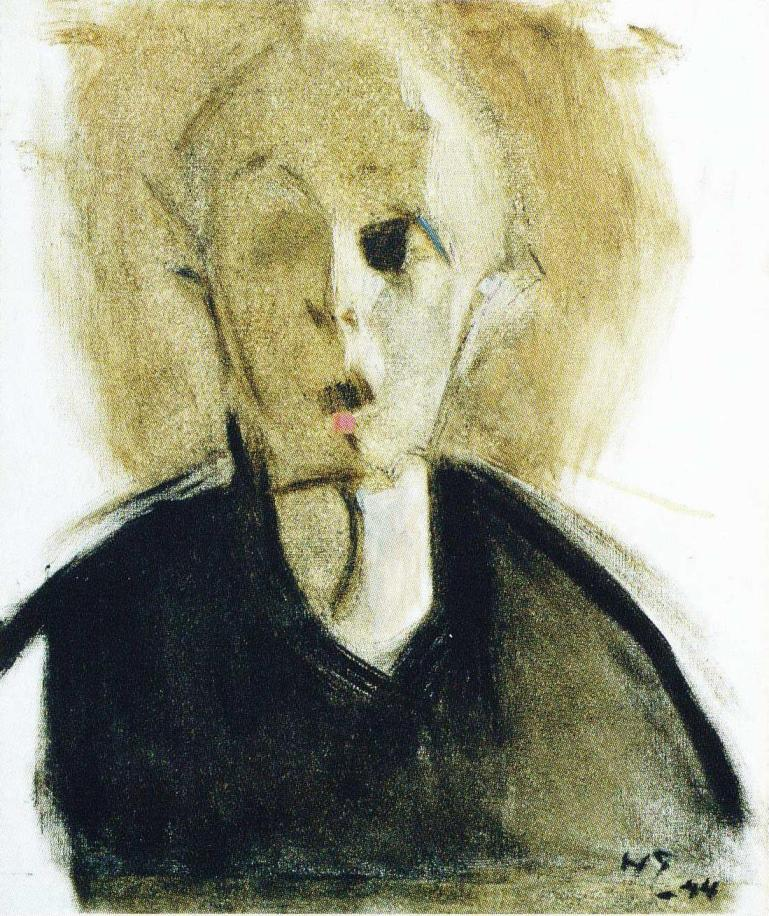
Helene Schjerfbeck aos 82 anos
Helene Schjerfbeck aos 83 anos

No outro extremo temos alguns autorretratos femininos produzidos muito precocemente, como são os exemplos das artistas abaixo:

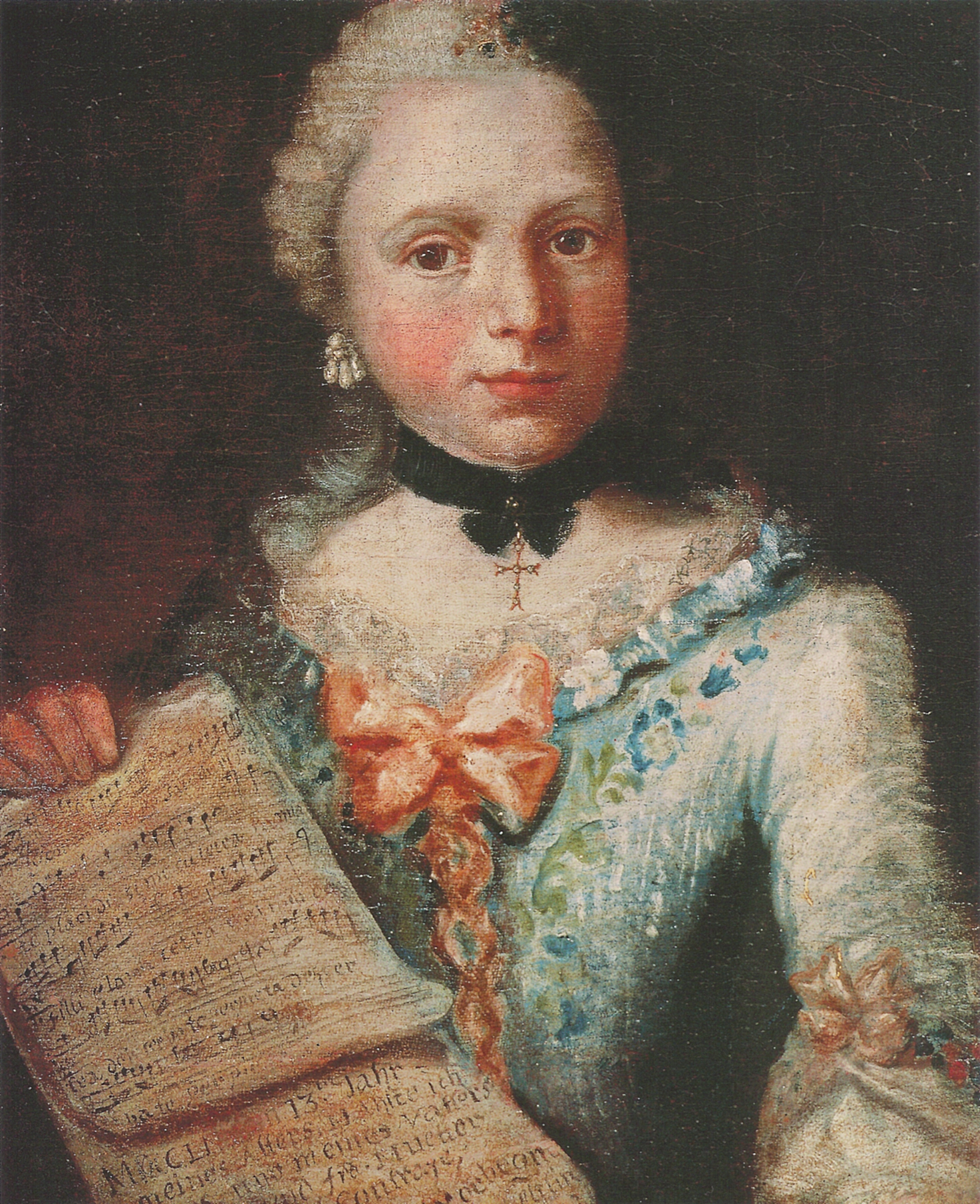
Angelica Kauffmann aos 11 ou 12 anos, 1753
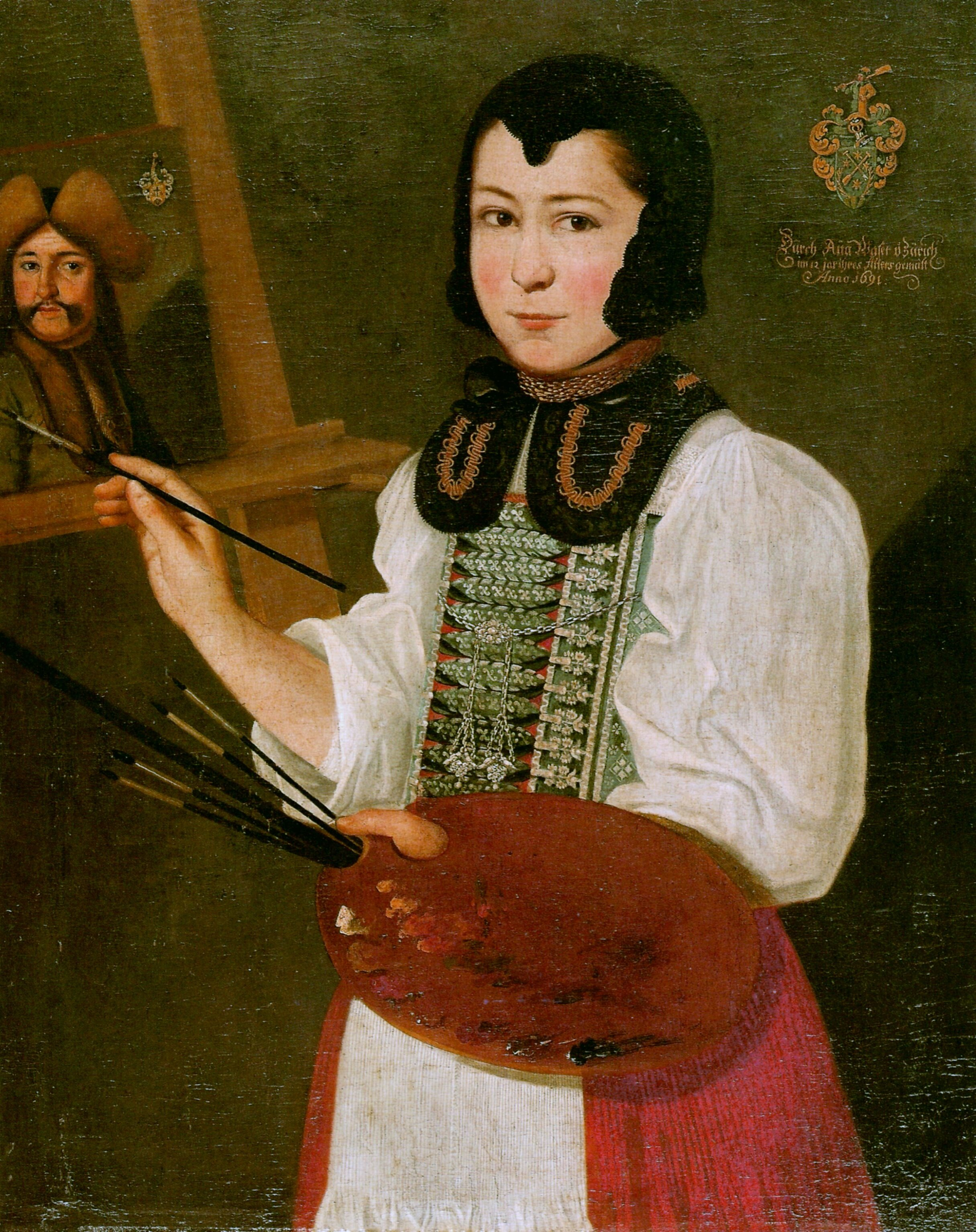
Anna Waser aos 12 anos, 1691
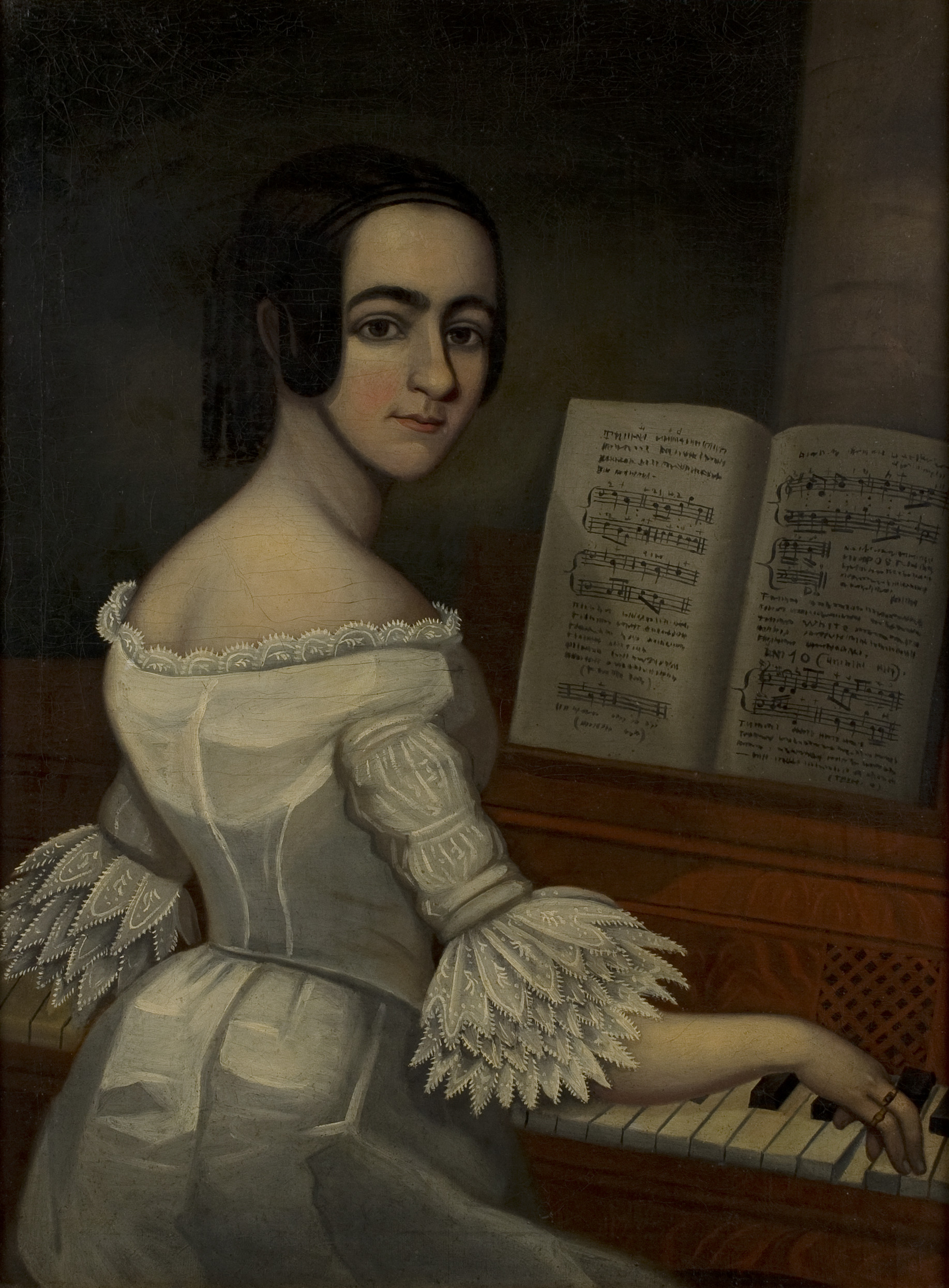
Lucinda Redmon Orear aos 12 anoa, 1835
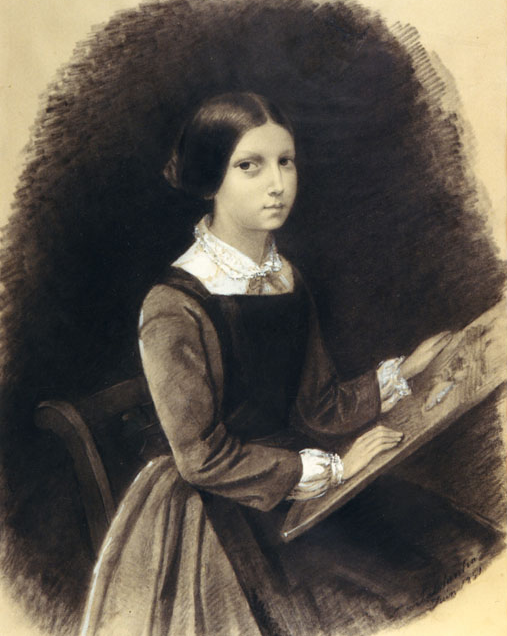
Teresa de Saldanha aos 13 anos, 1851
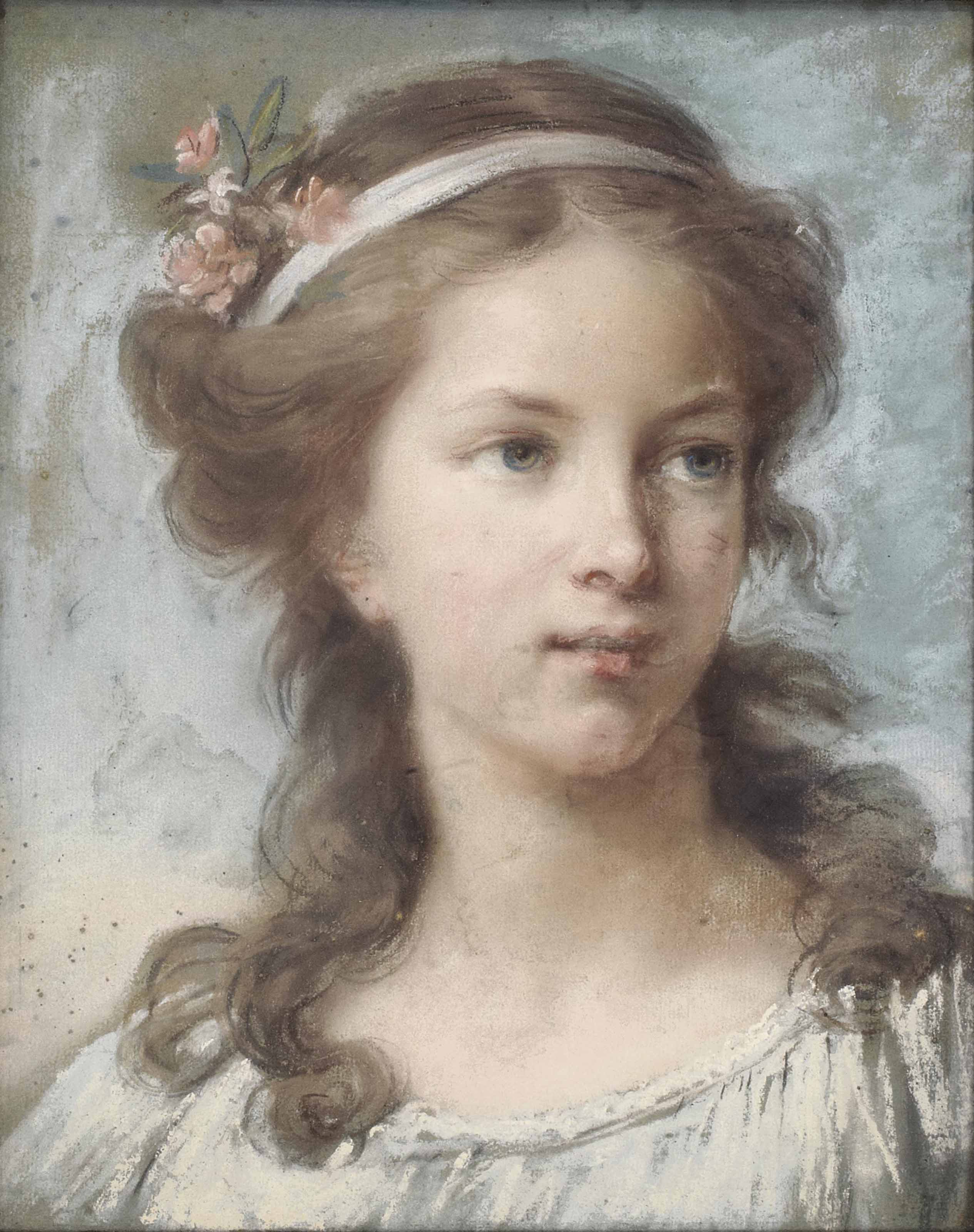
Élisabeth Vigée Le Brun aos 16 anos, 1771
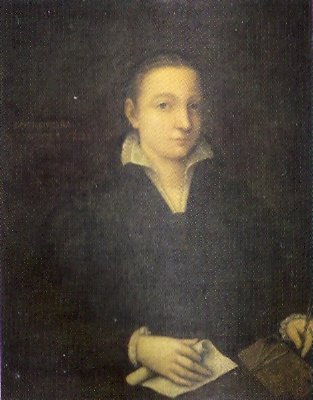
Sofonisba Anguissola aos 18 anos, c.1550
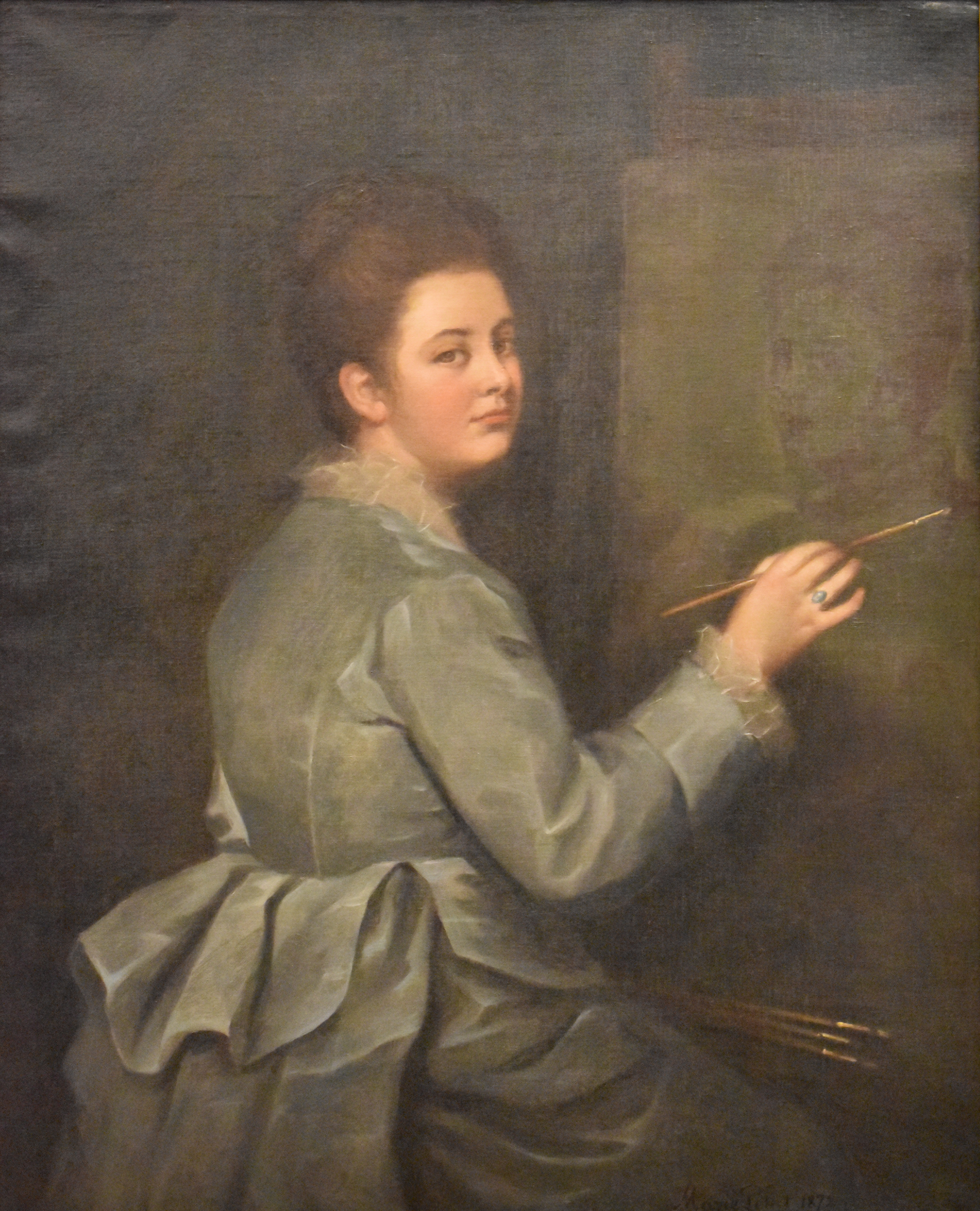
Marie Petiet aos 18 anos, 1872

### Problemas de atribuição e o Ego masculino
A pintura de Schalcken de 1680 representando uma mulher pintando foi atribuída a Godfried Schalken antes de sua restauração no século XX revelar a assinatura completa, a de sua irmã Maria Schalcken. Muitas vezes filhas de pintores, esposas ou irmãs de pintores, as artistas viram o seu trabalho não reconhecido ou minimizado - quando não foram ridicularizadas ou difamadas -, o seu talento negado ou explorado, a sua carreira esquecida e o seu nome apagado, muitas vezes pelo benefício dos seus familiares do sexo masculino, e também de pintores mais famosos, isto com maior ou menor boa-fé, ou de forma fraudulenta, falsificando uma assinatura. Um exemplo simples entre muitos outros, quando os retratos e autorretratos das alunas de Jacques-Louis David foram considerados particularmente bem-sucedidos, o professor foi suspeito de ser a autor, sendo a falsa atribuição então adotada pela posteridade. O retrato assinado "MDH Keane" (sendo as iniciais "MDH" as do nome de solteira) foi produzido após o altamente divulgado processo judicial vencido por Margaret Keane em 1986 contra Walter Keane pela autoria de todas as pinturas que ela simplesmente assinou "Keane". Este caso lembra outros, como o das pinturas de Judith Leyster assinadas por Frans Hals, de Constance Mayer assinadas por Pierre-Paul Prud'hon... ou simplesmente as ações de Jean-Baptiste-Pierre Lebrun, um pintor sem estatura mas um comerciante informado, que vendeu os quadros de sua esposa Élisabeth Vigée Le Brun sem que ela tivesse a menor ideia da fortuna que ele fez com isso e que perdeu no jogo. Mesmo adulta e depois casada, Marietta Robusti permaneceu toda a vida sob o domínio de seu pai Tintoretto, e só conseguiu deixar muito poucas pinturas de sua autoria. Problemas de atribuição também surgem para Virginia Vezzi, esposa e modelo de Simon Vouet, de quem há pelo menos um ou dois autorretratos.
As questões financeiras nem sempre estiveram envolvidas, mas os problemas de entendimento entre os cônjuges foram os mais frequentes. Louis Marcoussis tendo decidido que deveria existir apenas um cubista em seu casal, não foi ele, mas Alice Halicka quem teve que destruir parte de suas pinturas; no entanto, ainda temos o seu autorretrato de 1913. A mesma desventura aconteceu com Rita Angus, casada aos 22 anos durante alguns anos com o pintor Alfred Herbert Cook, e que posteriormente pintou 55 autorretratos ("Ele não gosto de algumas das minhas pinturas e, a seu pedido, destruí obras porque era sua esposa e também, para ter paz, concordei em abandonar a pintura”), e, certamente, várias outras de que pouco sabemos e ouvimos falar, não somente no passado, mas também no presente.
Assim como Paula Modersohn-Becker, infeliz esposa do pintor acadêmico Otto Modersohnn, Marie Bracquemond, admiradora de Renoir e Monet, foi casada com alguém que não apreciava sua aspiração estética, o artista Félix Bracquemond, gravador e renomado ceramista, vice-presidente da Sociedade Nacional de Belas Artes; de caráter melindroso, conseguiu fazê-la abandonar o impressionismo e mesmo toda a produção artística vinte anos depois de seu autorretrato de jovem noiva.

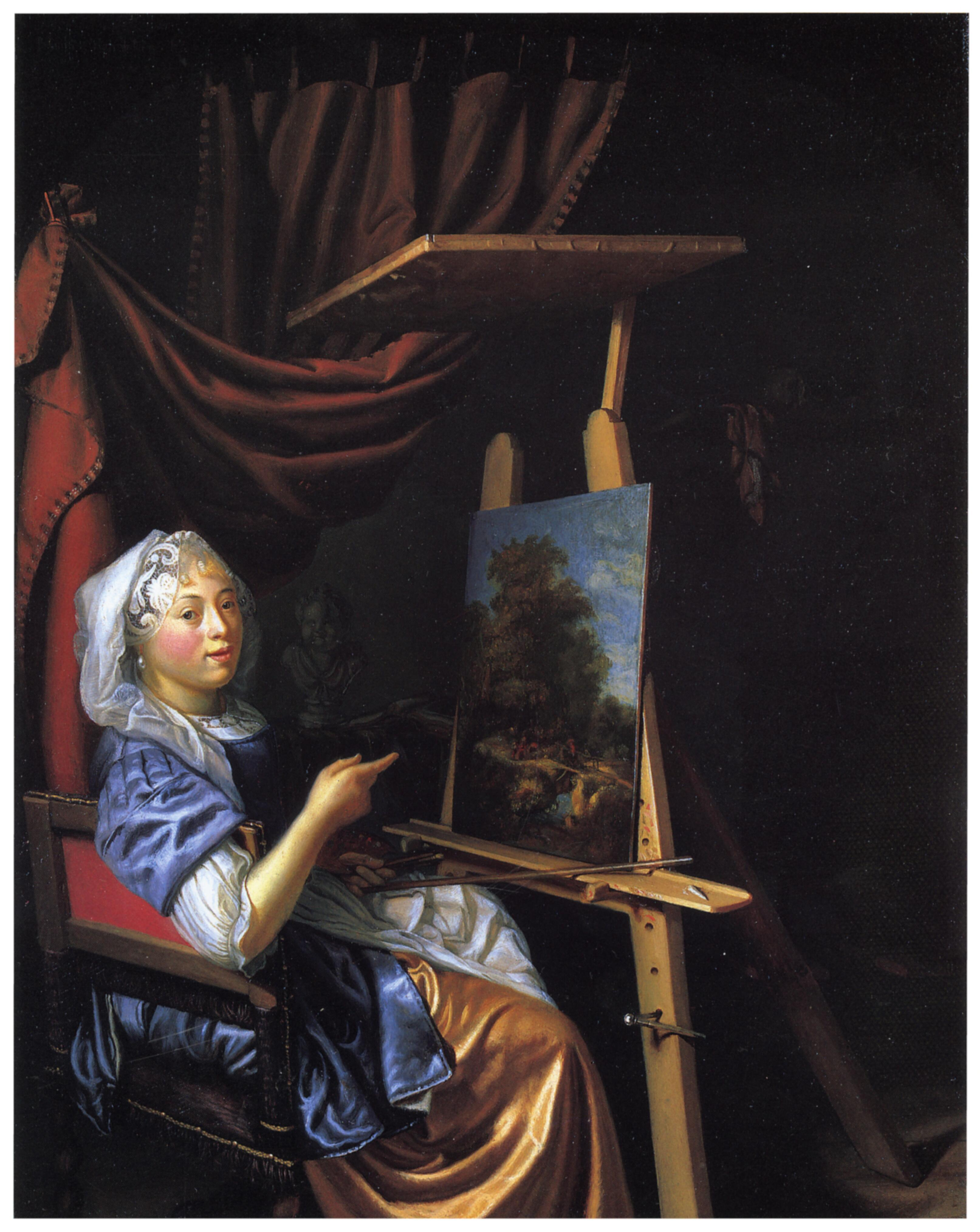
Maria Schalcken 1680
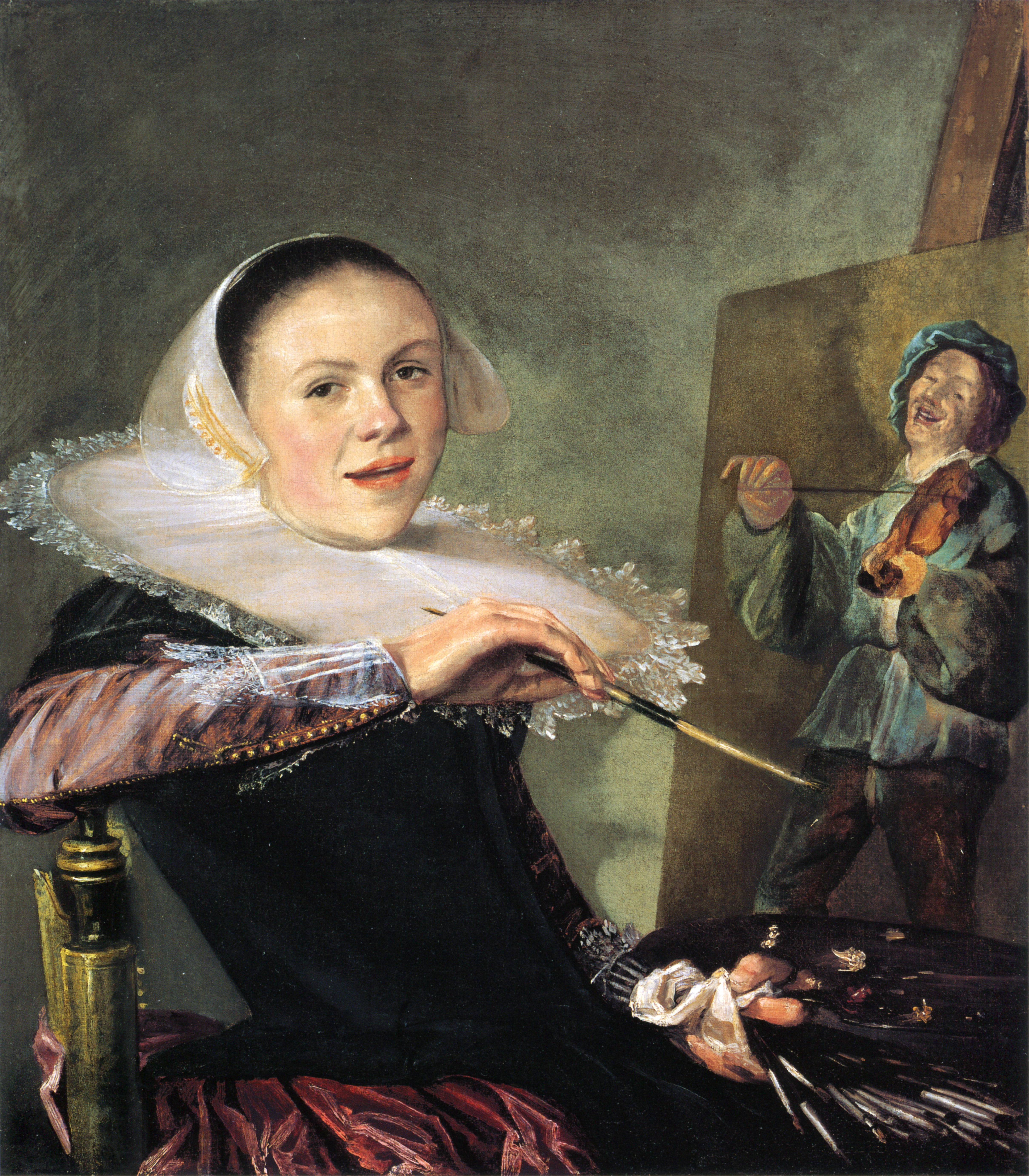
Judith Leyster c.1630
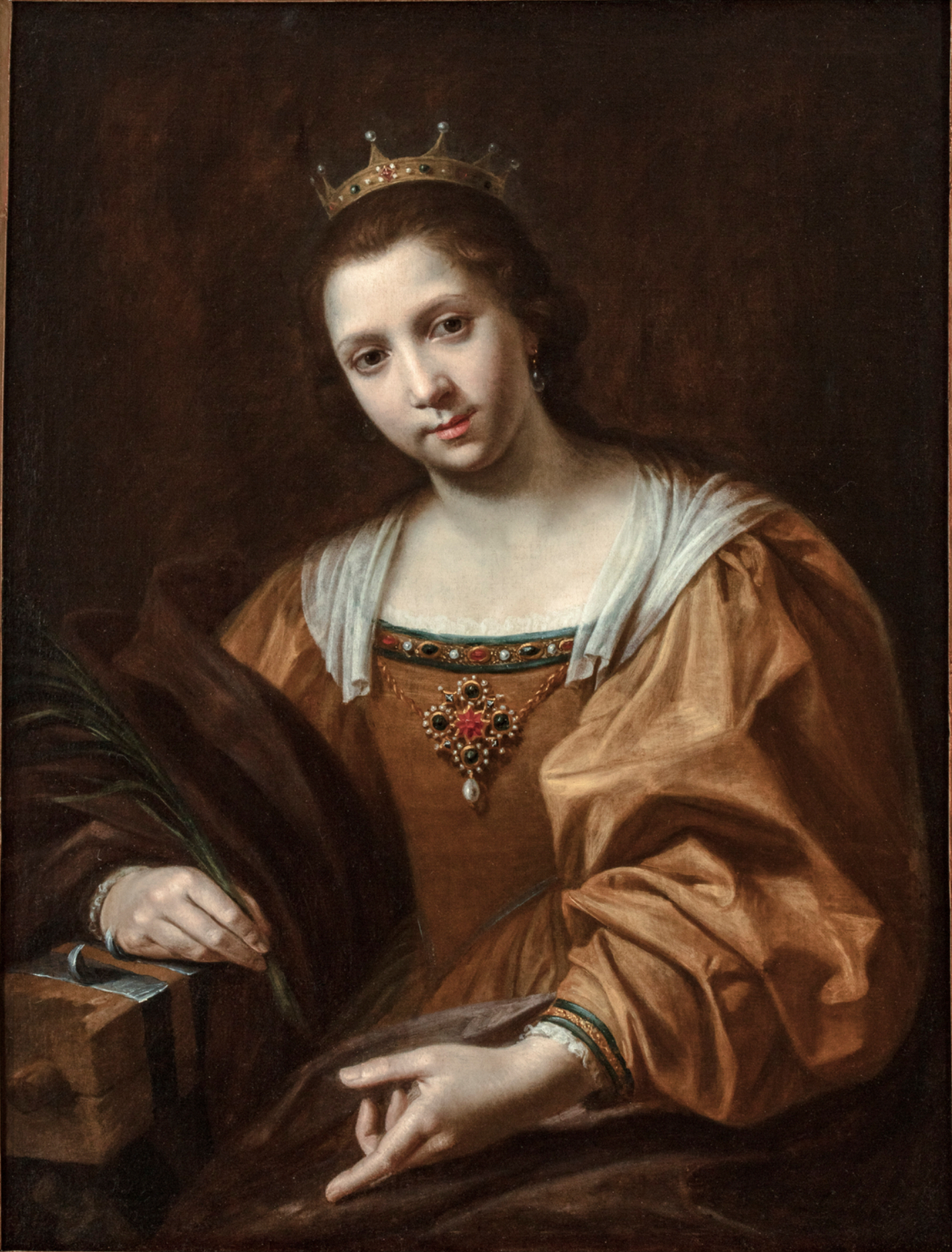
Virginia Vezzi, Autorretrato como Santa Catarina de Alexandria 1623-25
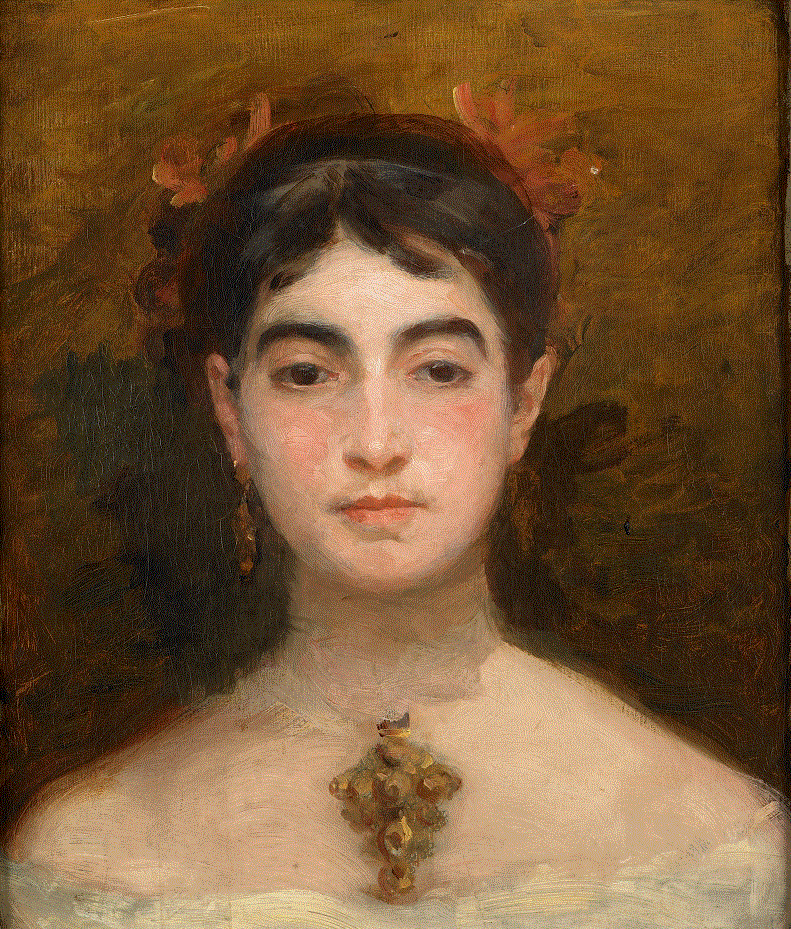
Marie Bracquemond, 1870
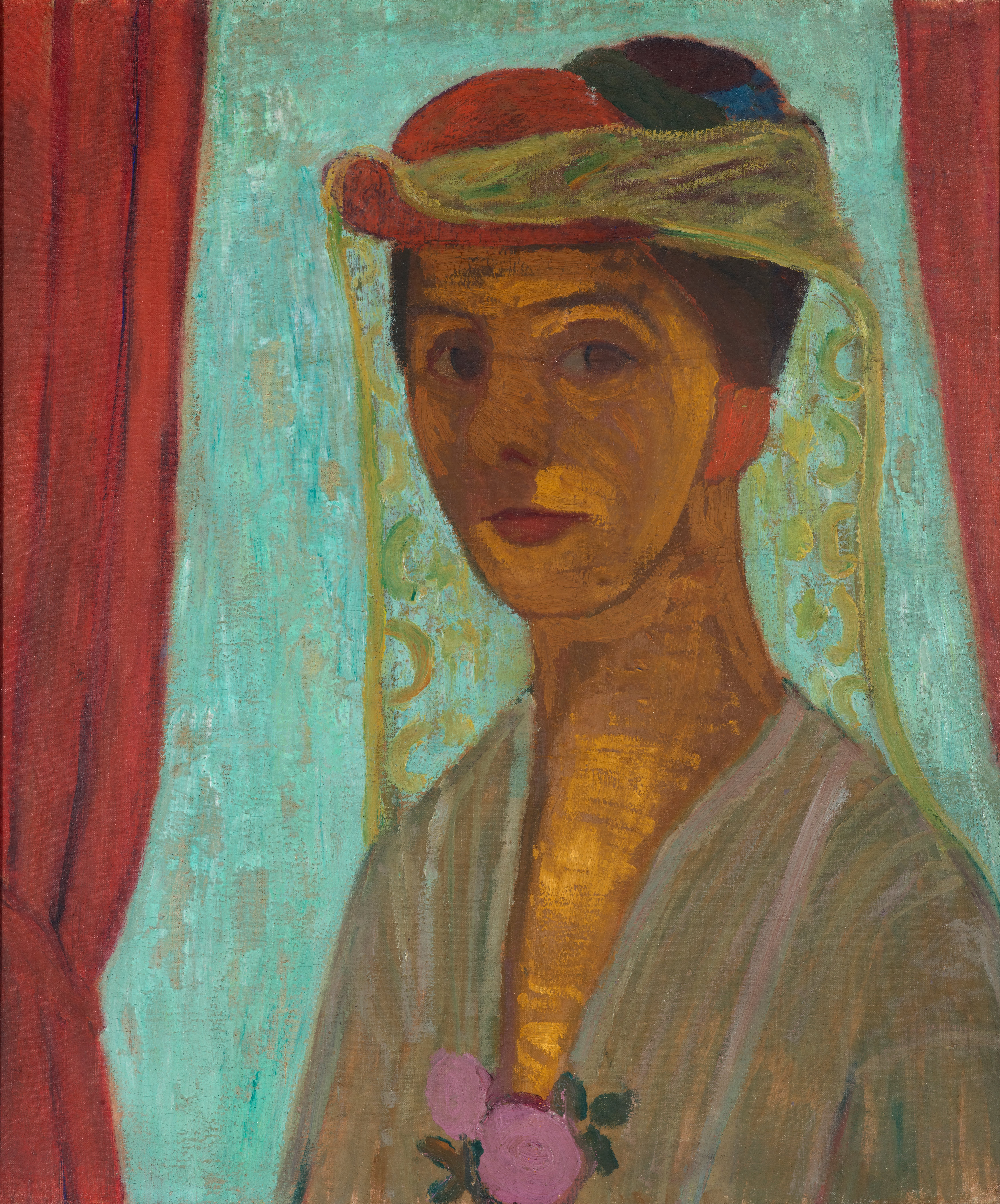
Paula Modersohn-Becker c.1906-1907

Exemplos de mulheres artistas sob influência conjugal deletéria são numerosos na história da arte, e um deles é ilustrado na pintura pelo autorretrato de Maria Cosway produzido em 1787. Formada na Itália, Maria Luisa Caterina Cecilia Hadfield criou um primeiro retrato em um modelo tradicional. Em 1781, ela se casou sem amor com Richard Cosway, um renomado pintor miniaturista em Londres, 18 anos mais velho que ela e um marido volátil. Ele usou a beleza e os talentos de sua jovem esposa - ela dirigia um salão que recebia todos em Londres, canta suas próprias composições e toca harpa e cravo - para torná-la sua embaixadora, mais prosaicamente, sua fachada publicitária. Em 1830, viúva há 9 anos, ela escreveria: “Se o Sr. C. tivesse permitido que eu me posicionasse profissionalmente, eu teria sido uma pintora melhor; mas deixada por conta própria, aos poucos, em vez de melhorar, perdi tudo o que havia adquirido durante meus estudos na Itália”. Nos retratos desenhados pelo marido, ela é como ele queria que o mundo a visse; em seu autorretrato, três anos antes da separação, ela usa novamente o turbante italiano, mas não o batom ou o camafeu, que, católica fervorosa em um país anglicano, ela substitui por uma cruz. Com o rosto fechado (resignado?), ela retrata o que sente: os braços cruzados e a mão direita escondida, a da artista, indicam que ela não pode exercer sua profissão; a aliança à esquerda, a parede preta que encerra o espaço e o céu tempestuoso ilustram tudo o que a prende.

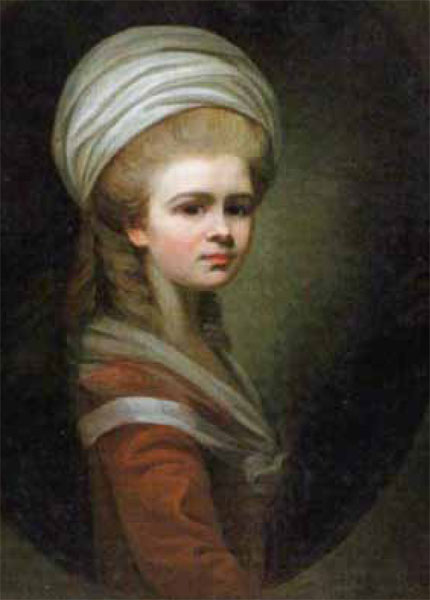
Maria Hadfield Autorretrato - 1778
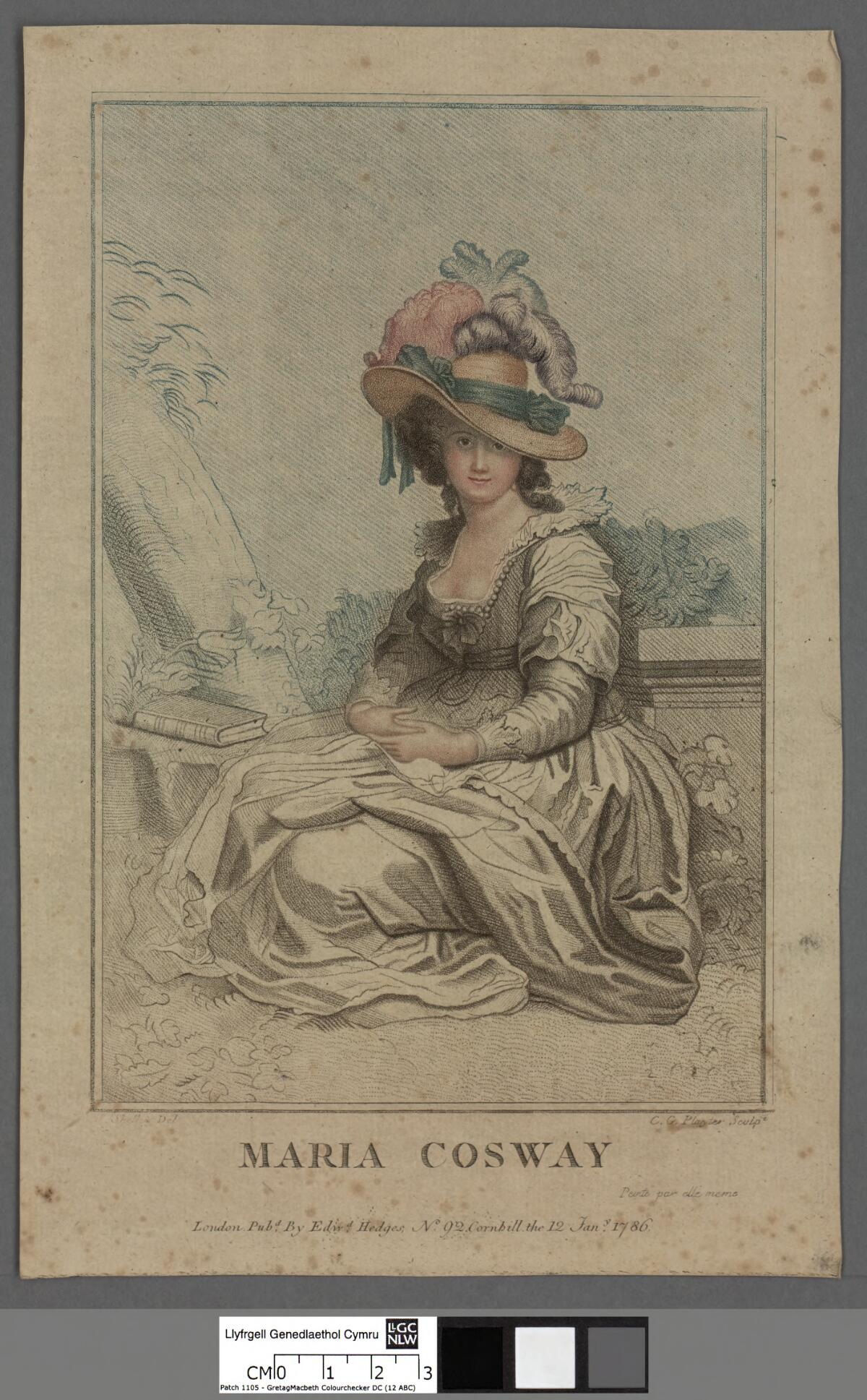
Retrato de Maria Cosway por Richard Cosway - 1785
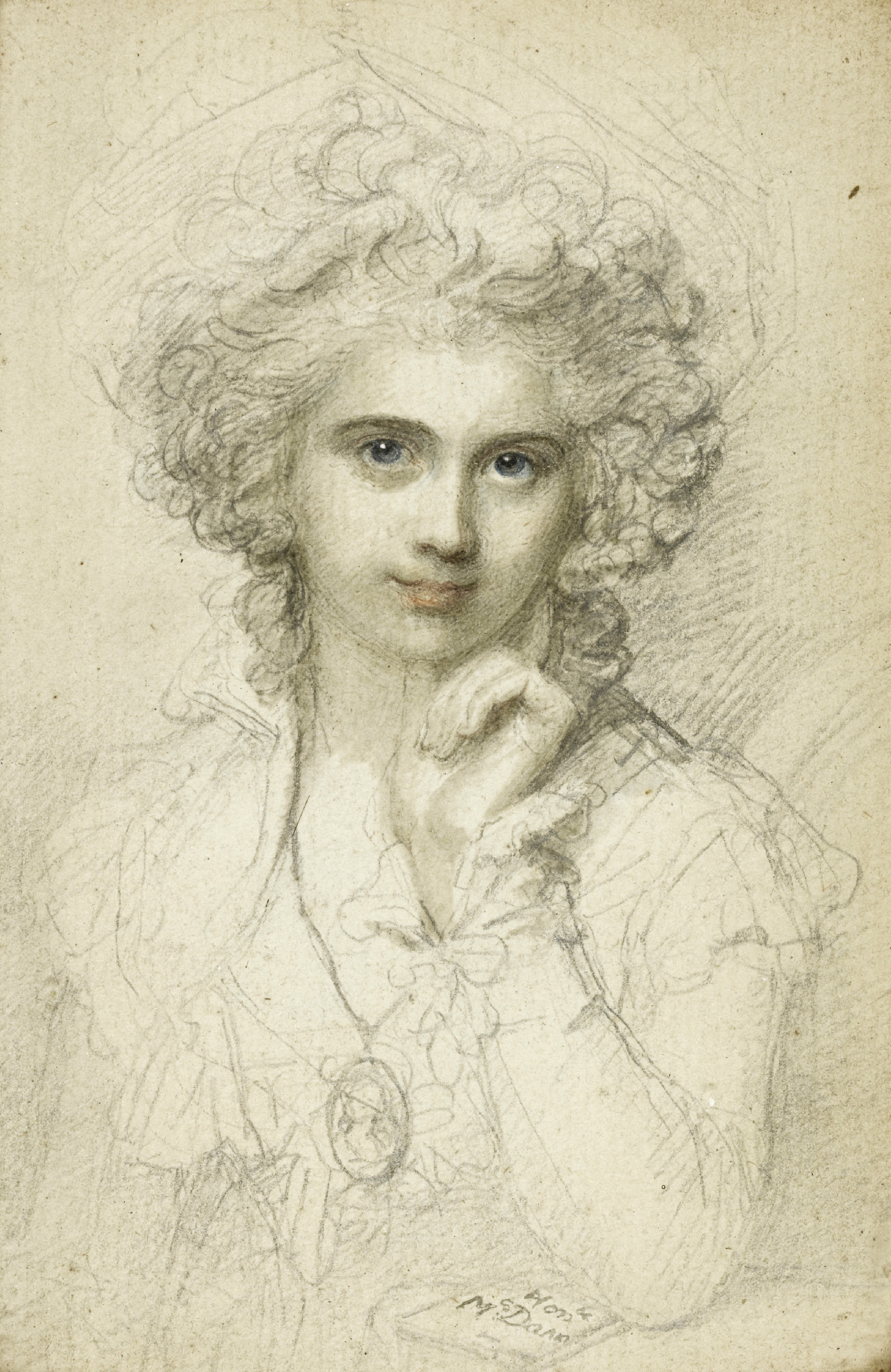
Richard Cosway, esboço para um retrato de Maria Cosway- 1785
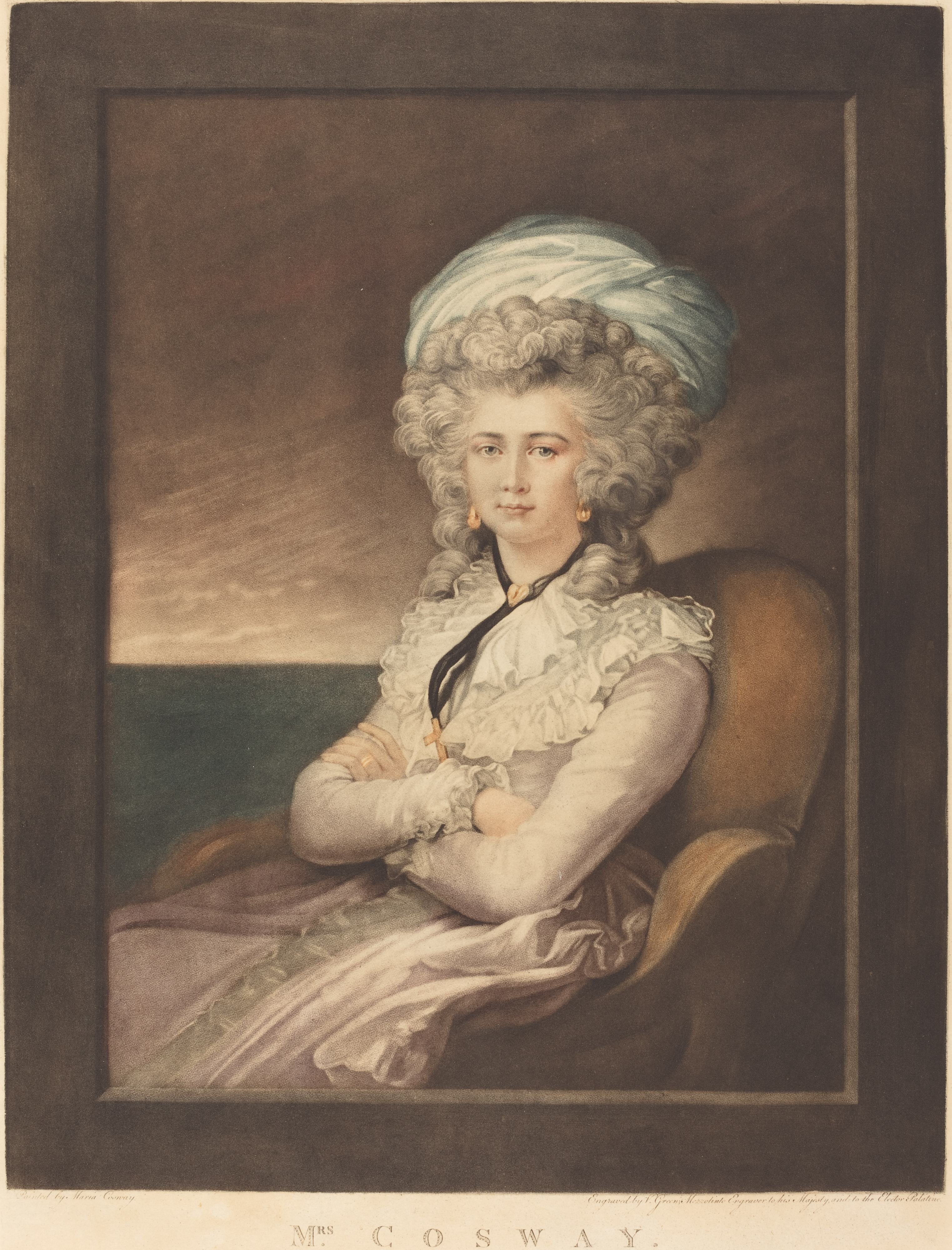
Maria Cosway Autorretrato – 1787

## História e Motivações

### Antiguidade e Idade Média
De acordo com Plínio, o Velho, em sua História Natural publicada por volta de 77 DC, Lala, uma famosa pintora de retratos romana de Cízico, fez o seu próprio retrato num espelho no século anterior. Certamente não foi o único da Antiguidade, mas nenhuma obra sobreviveu. Na Idade Média, Clarícia, a freira Guda de Weissfauen e Herrade de Landsberg, superiora da Abadia de Mont Sainte-Odile, na Alsácia, desenharam os seus autorretratos em manuscritos iluminados; imagens de Hildegarda de Bingen transcrevendo suas visões em tábuas de cera também são consideradas autorretratos. Exemplos posteriores aparecem nos breviários de Maria Ormani e Catarina de Bolonha.

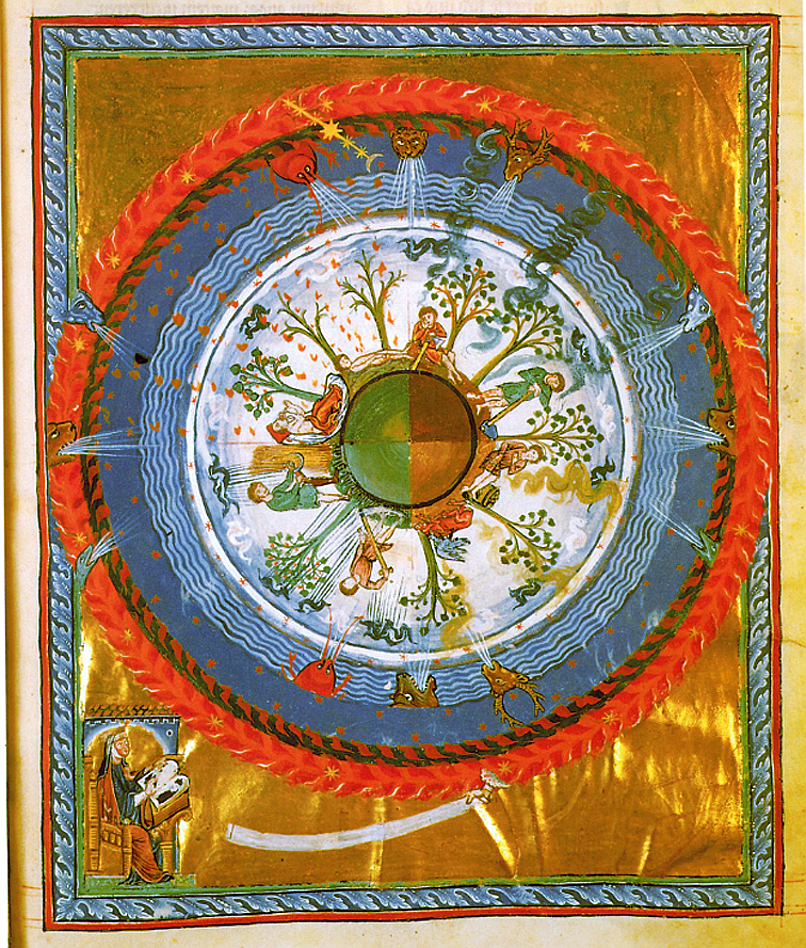
Hildegarda de Bingen c.1170
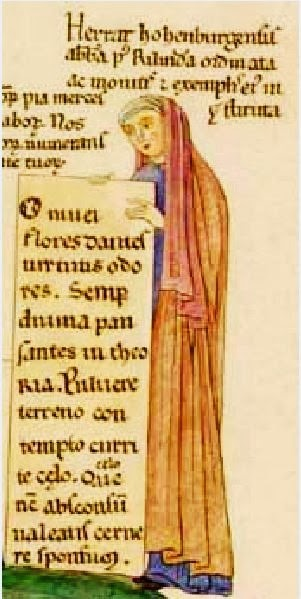
Herrad de Landsberg c.1180
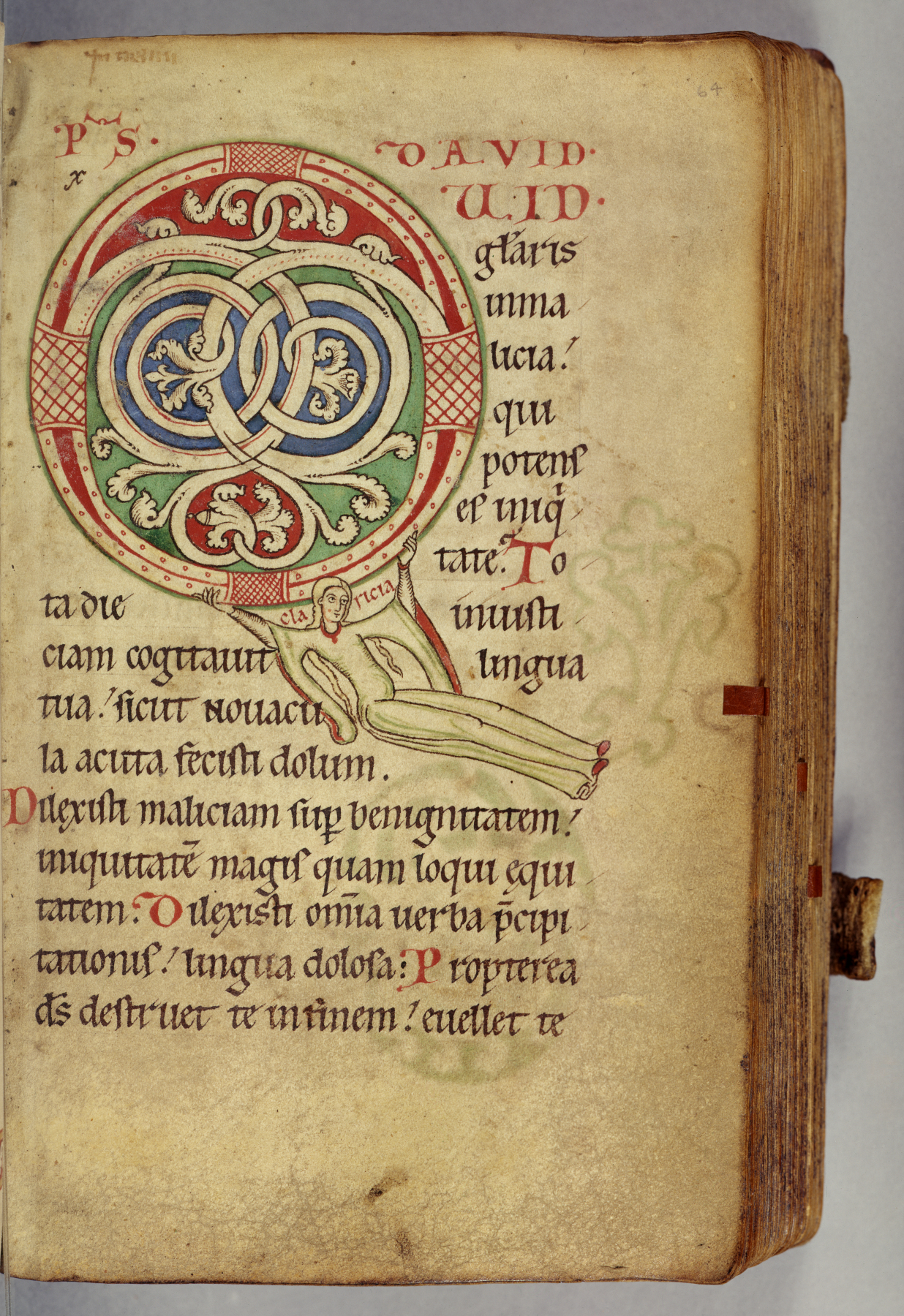
Clarícia - fim do século XII
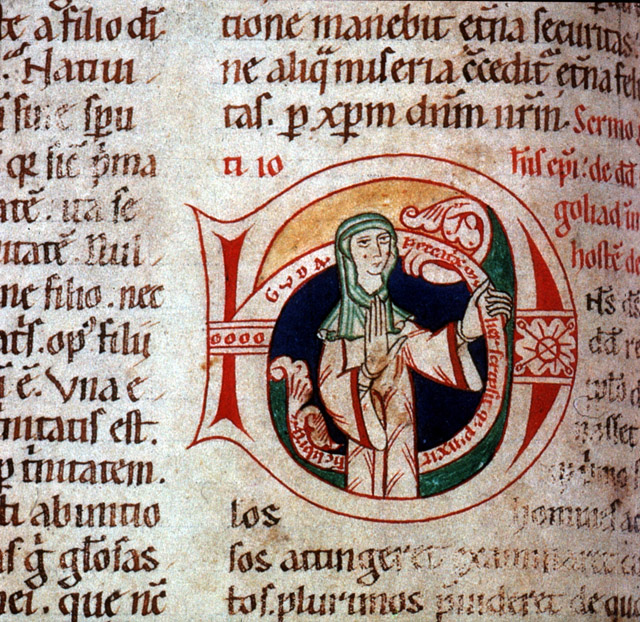
Guda de Weissfauen- c.1250-1300
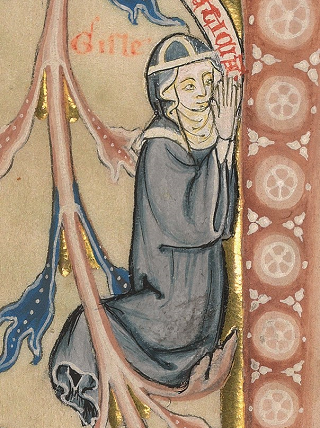
Gisela de Kerzenbroeck- século XIII
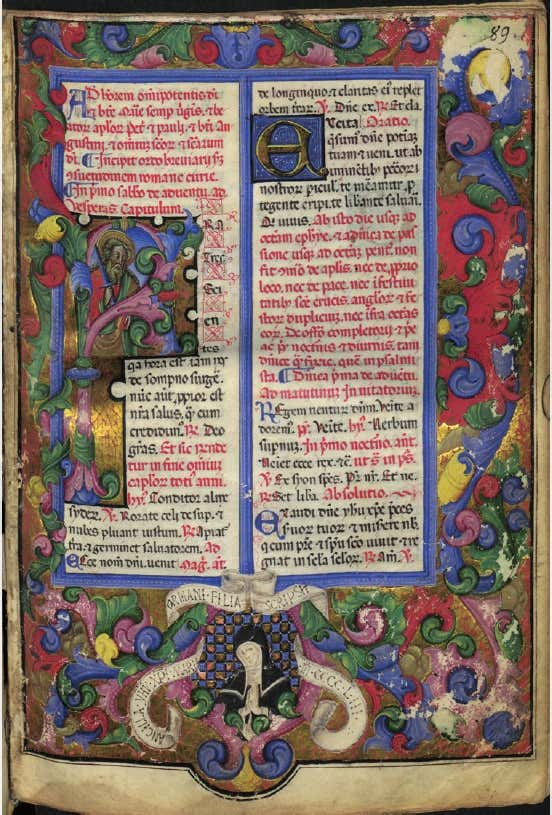
Maria Ormani 1453

### Do século XV ao século XVII
Com a redescoberta do fresco e o aparecimento da pintura a óleo, os autorretratos masculinos apareceram no Trecento e no Quattrocento na pintura histórica - um género pictórico que durante muito tempo permaneceria reservado aos homens -, enquanto Jan van Eyck pintou o seu famoso Retrato do Homem com Turbante Vermelho por volta de 1433-1436; tivemos então que esperar até meados do século XVI e início do século XVII por retratistas italianas — Plautilla Nelli (c.1550), Sofonisba Anguissola (1550), sua irmã Lucia Anguissola (1557), Lavinia Fontana ( 1577), Marietta Robusti “la Tintoretta” (1580), Barbara Longhi (1590), Artemisia Gentileschi (1620) —, dos Países Baixos — Catarina van Hemessen (1546 e 1548), Clara Peeters (1620), Judith Leyster (1633), Michaelina Wautier (1649) — ou da Inglaterra — Levina Teerlinc (1546), Esther Inglis Kello (1607 e 1615) — pintaram seus próprios retratos. Indo além do primeiro grau do aforismo “Cada pintor se pinta”, os historiadores da arte do século XX que questionaram as motivações destas pioneiras, muitas vezes representadas no ato de pintar, segurando um livro ou tocando um instrumento musical, evocam, em primeiro lugar, o desejo de serem reconhecidas como artistas. Outro motivo, muito mais anedótico, foi atender ao pedido de um patrono rico que admirava a mulher e o artista, ou colecionava autorretratos; como afirma Frances Borzello: “Todas as razões para pintar um autorretrato podem aplicar-se tanto a homens como a mulheres; só uma pertence apenas às mulheres: a satisfação da curiosidade dos colecionadores”. Algumas dessas pinturas fazem agora parte da coleção de autorretratos da Galeria Uffizi.

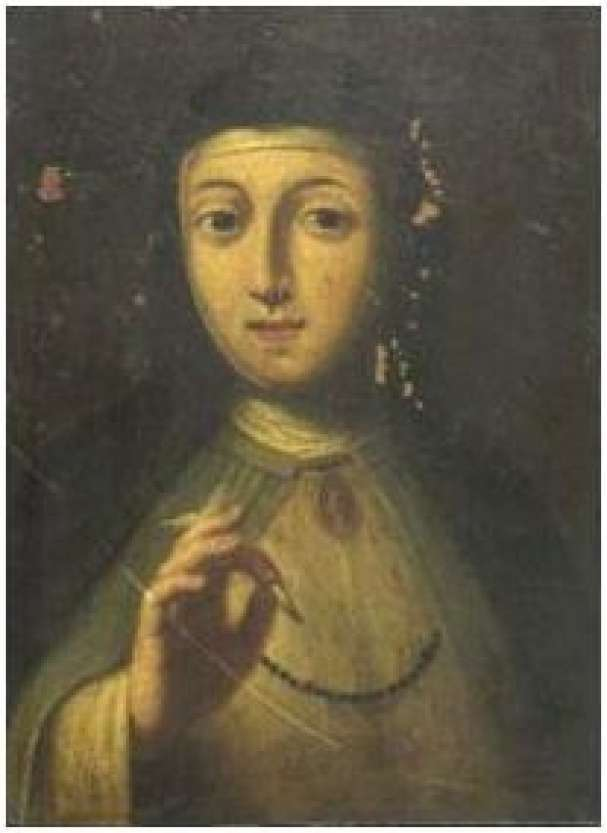
Plautilla Nelli
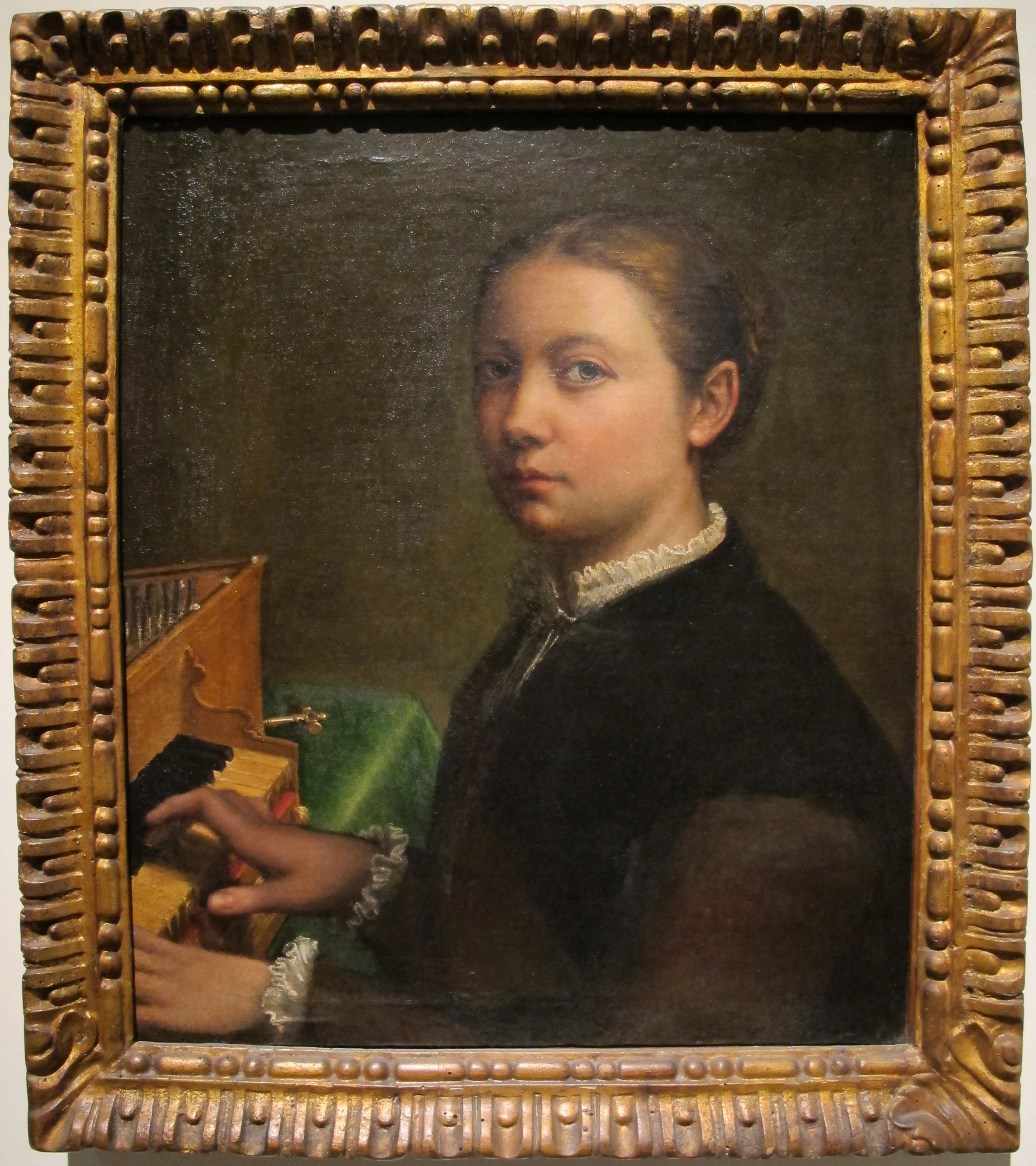
Sofonisba Anguissola
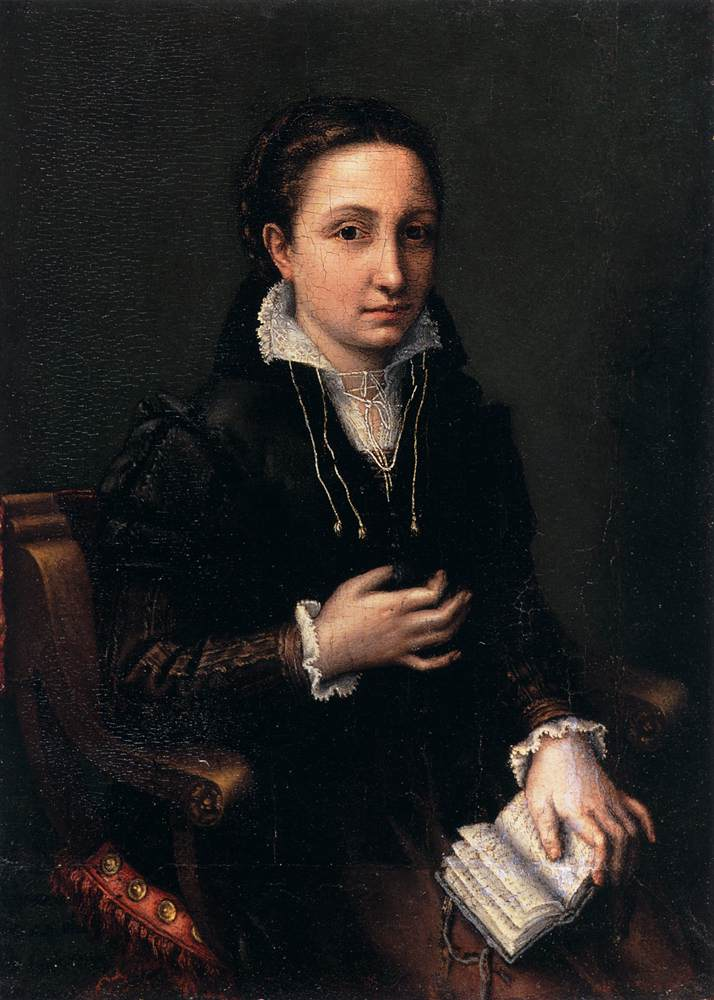
Lucia Anguissola
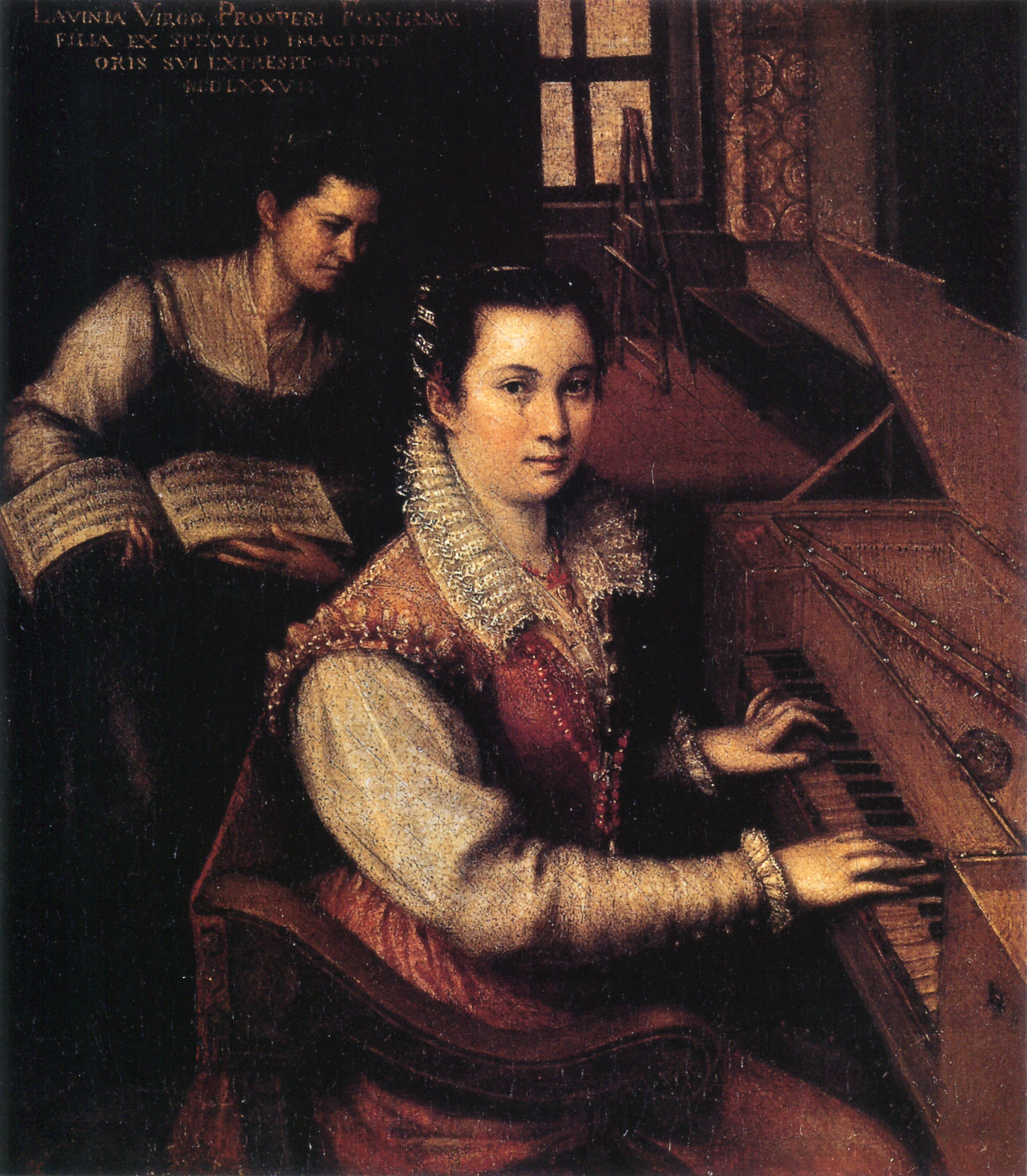
Lavinia Fontana
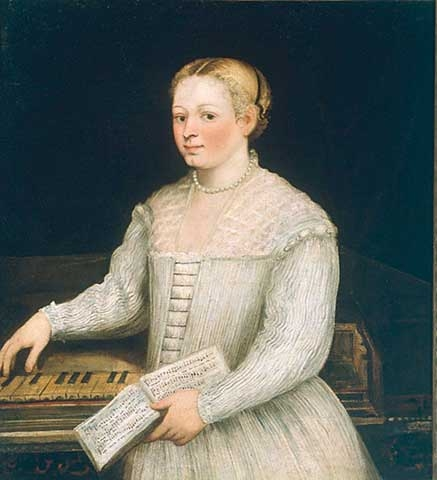
Marietta Robusti
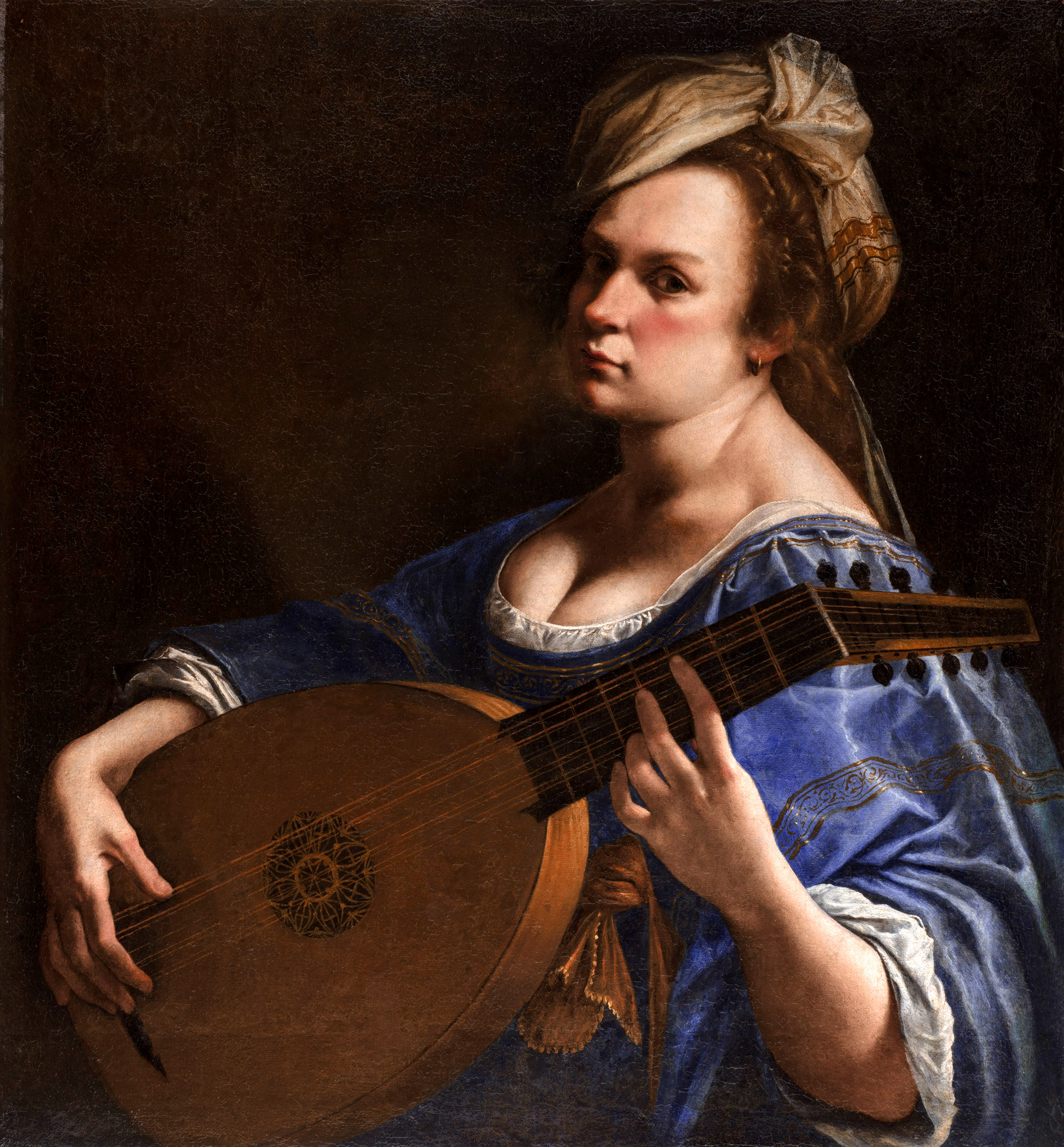
Artemisia Gentileschi

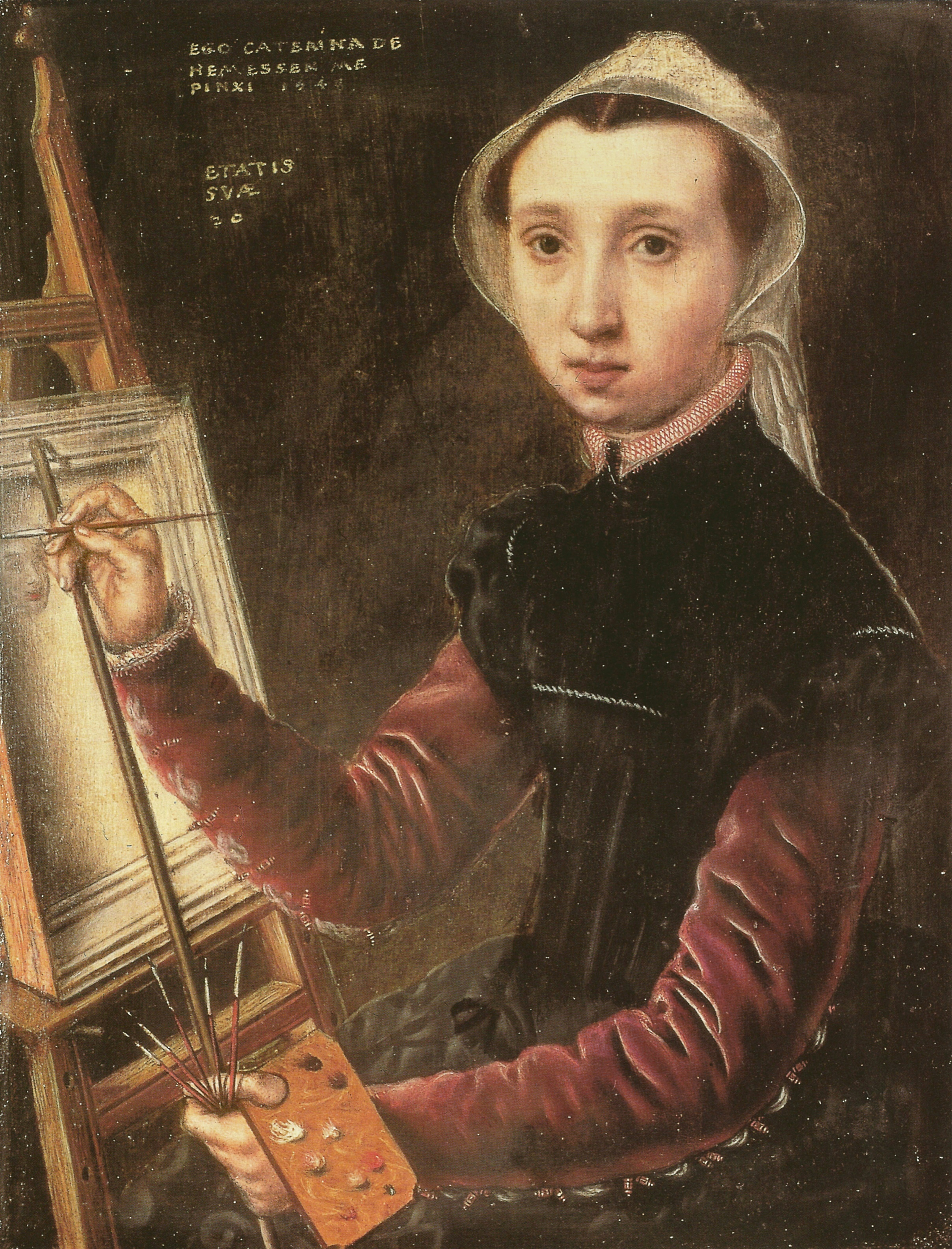
Catarina van Hemessen
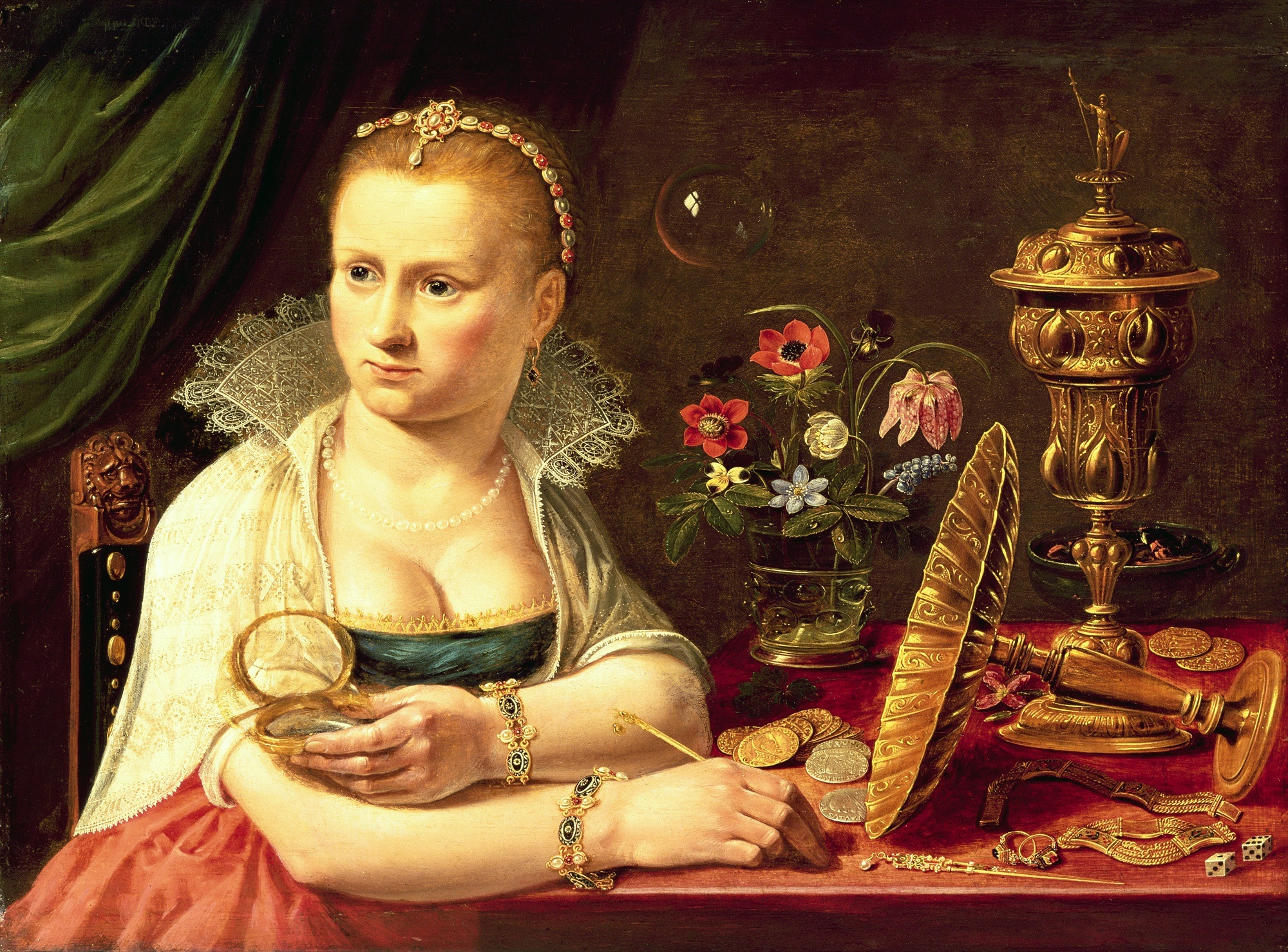
Clara Peeters
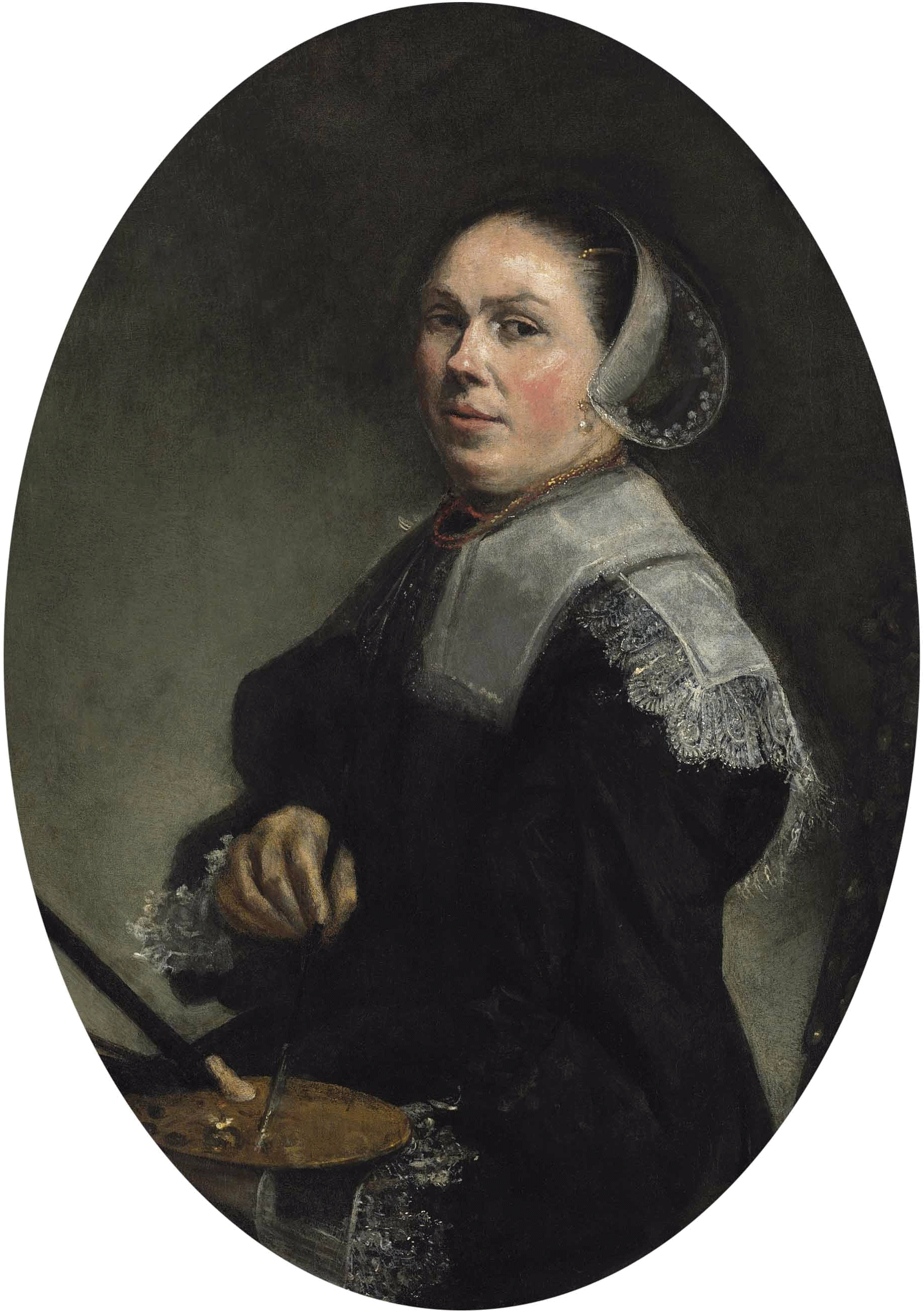
Judith Leyster
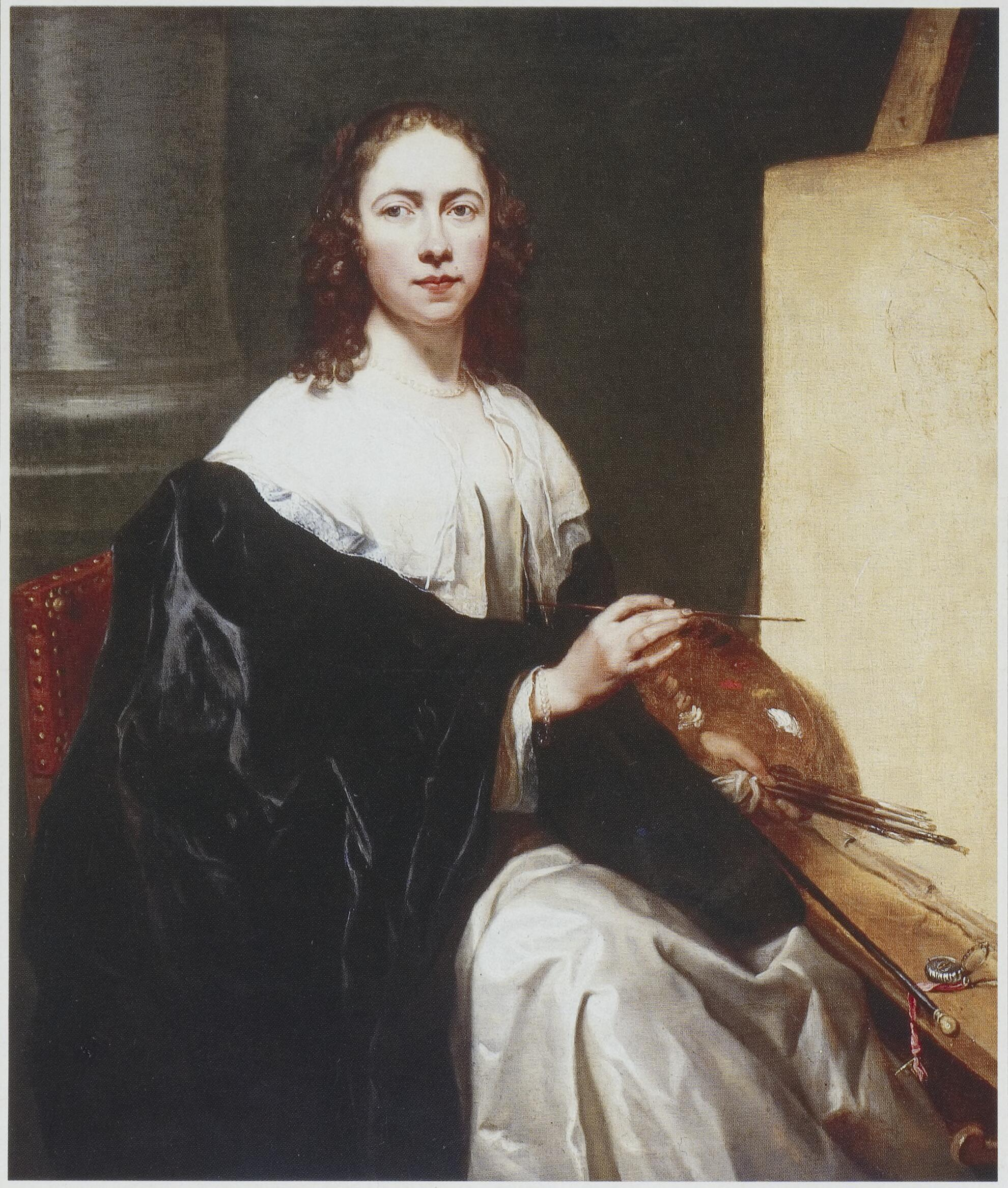
Michaelina Wautier

O estatuto de artista foi concedido muito cedo a Élisabeth-Sophie Chéron, e à necessidade de reconhecimento juntou-se uma motivação publicitária; já esboçada no século anterior, não pela própria Sofonisba Anguissola, mas pelo seu pai no papel de empresário da sua filha prodígio, que se tornou assim a primeira pintora conhecida internacionalmente, o aspecto promocional do autorretrato será amplificado no século XVIII, marcado pelos muitos grandes retratistas profissionais, Élisabeth Vigée Le Brun na liderança. Foi com o seu autorretrato de designer que Élisabeth-Sophie Chéron foi admitida na Academia Real de Pintura e Escultura, aos 24 anos, em 1672. Foi um acontecimento notável por dois motivos, já que foi a primeira mulher “pintora de retratos” admitida na Academia, num género mais conceituado do que os três “pintores de flores” que a precederam, e especialmente porque a sua pintura é o primeiro autorretrato feminino conhecido produzido na França. Desenhista, gravadora e pintora, o acadêmica tem a audácia e os meios para praticar também o grande gênero da pintura histórica; é também musicista - excelente alaudista -, estudiosa e brilhante literata, poetisa, tradutora do latim e da salonnière. Seus muitos talentos são muito apreciados e permitem que ela se livre das necessidades. Apesar dos dois casamentos, ela é e continuará a ser "a ilustre Mademoiselle Chéron". No século XVII e no seguinte, os autorretratos divulgados pelas gravuras permitiram dar-se a conhecer a um público mais vasto do que o círculo restrito da corte ou mecenas, e, para aqueles a quem fosse importante, transmitir à posteridade. Homenageada tanto na Itália como na França, "Elisabetta Sofia Schéron, pittrice francese" aparece com seu retrato gravado na Serie degli uomini i piu illustri nella pittura, sculptura et archittettura publicada em Florença em 1775, uma das cinco mulheres ao lado de trezentos homens e a única não italiana. Entre as numerosas pinturas de Élisabeth-Sophie Chéron, muitas das quais só são conhecidas através de gravuras posteriores, encontram-se pelo menos cinco autorretratos; um deles é particularmente original e inovador, por se tratar de um autorretrato em cena de género, sobretudo com animais, tema extremamente raro em autorretratos, embora um pouco mais difundido a partir de finais do século XIX, sobretudo entre mulheres.

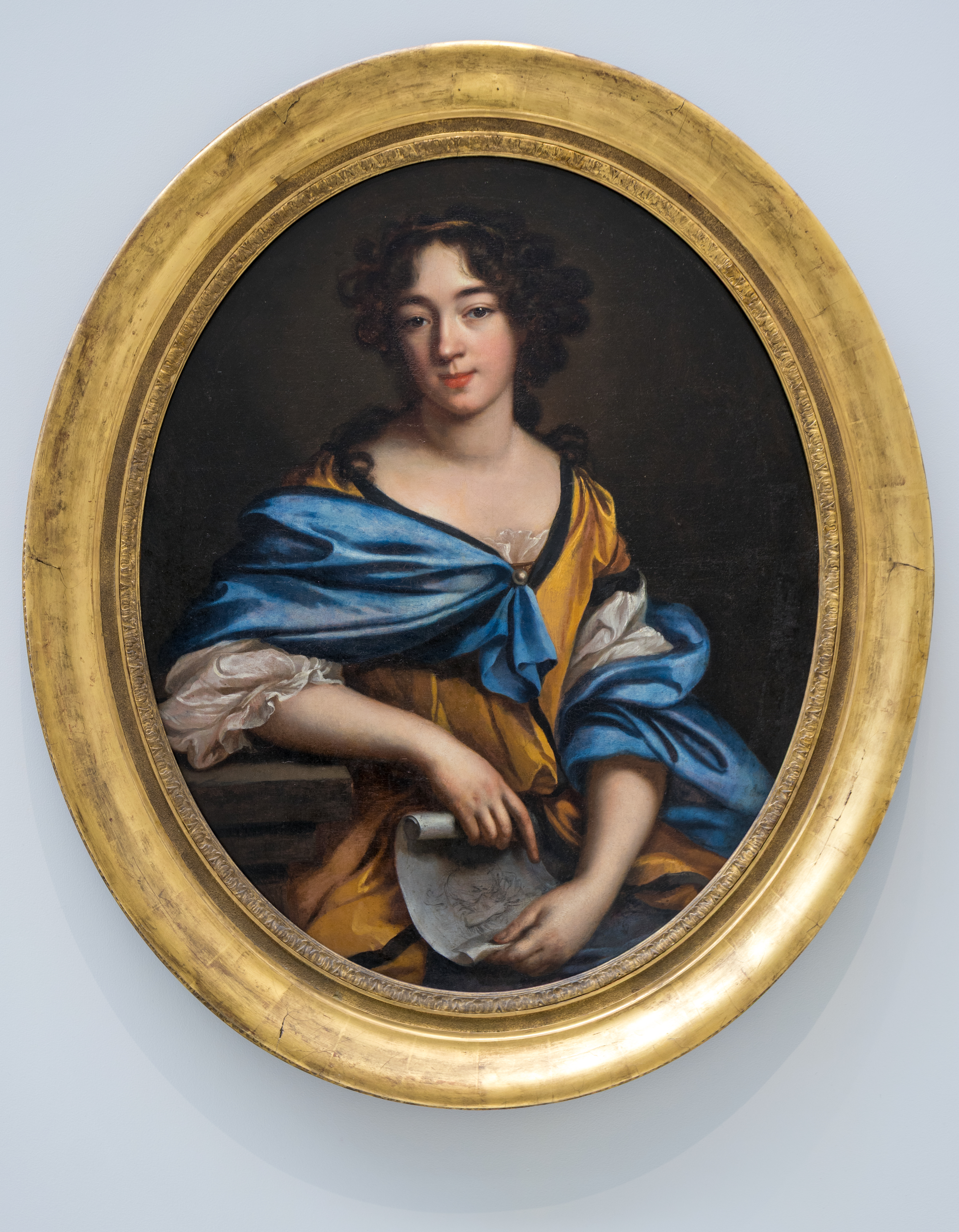
Élisabeth-Sophie ChéronÉlisabeth-Sophie Chéron - Autorretrato (1672)
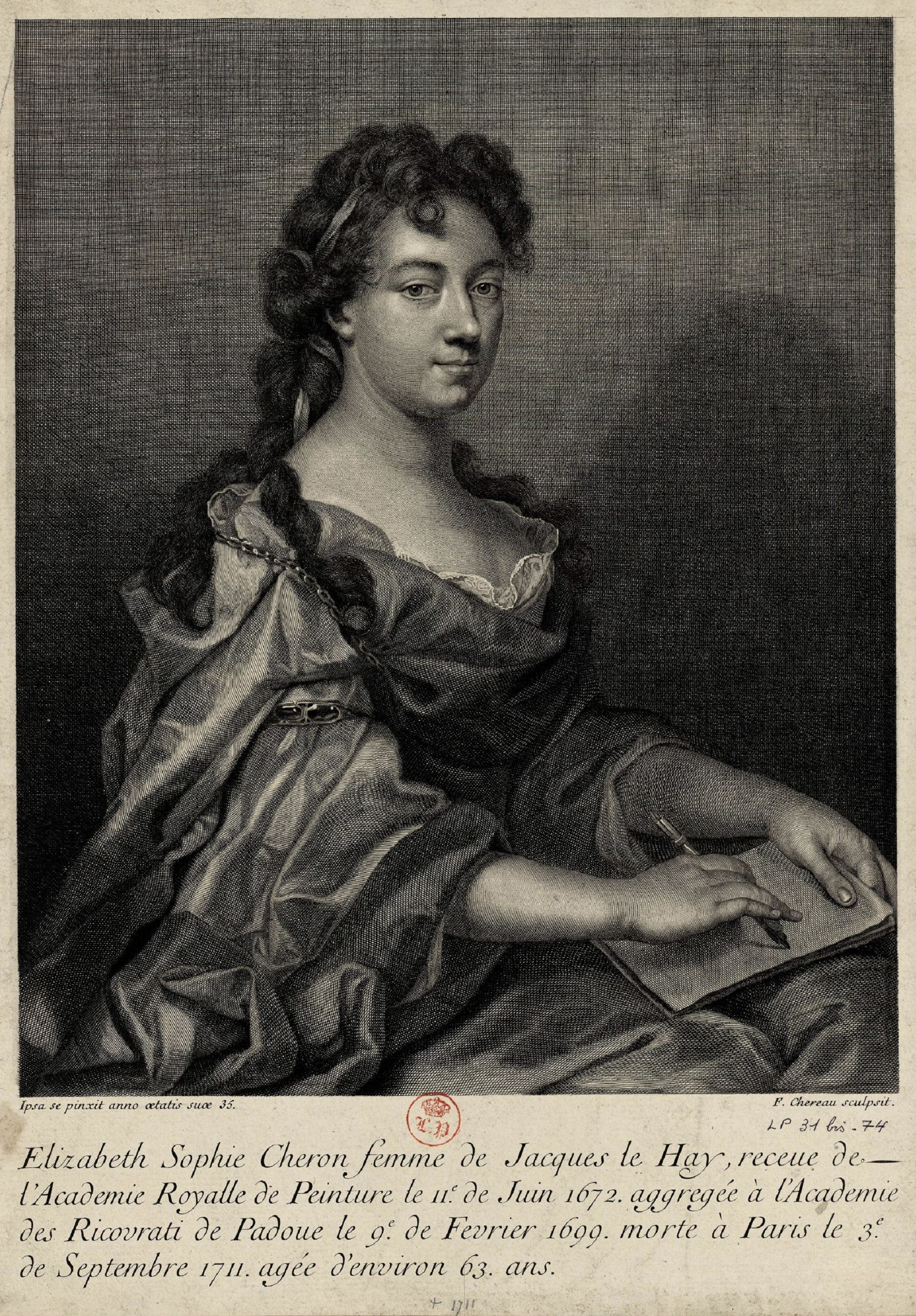
Autorretrato de Élisabeth-Sophie Chéron (1681), gravura de François Chéreau
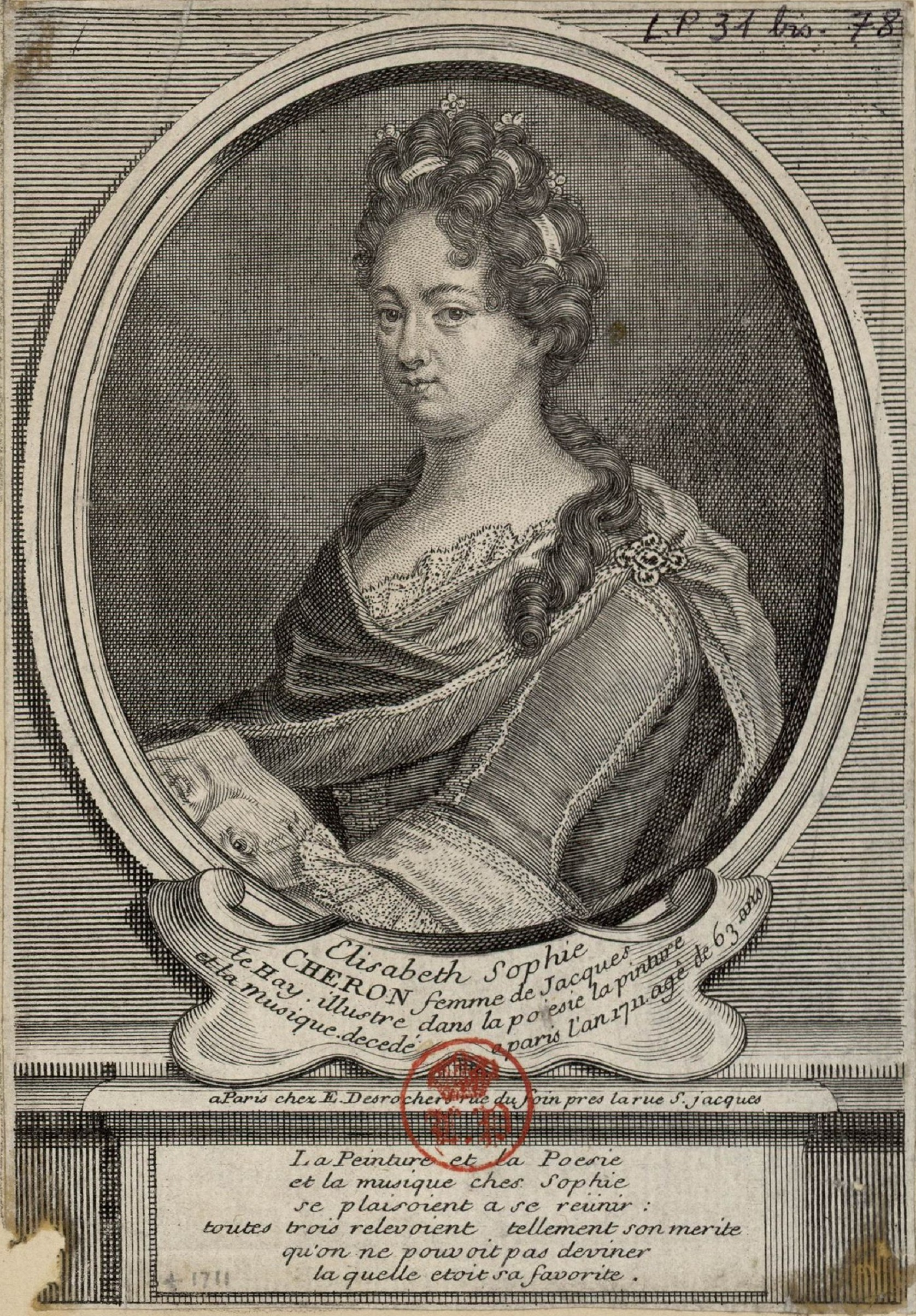
Autorretrato de Élisabeth-Sophie Chéron - gravura de Étienne Jehandier Desrochers
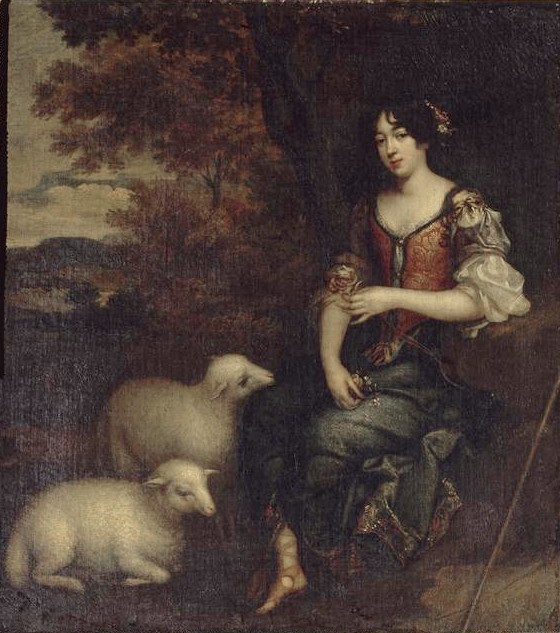
Élizabeth-Sophie ChéronÉlisabeth-Sophie Chéron -Autorretrato como pastora

A primeira artista profissional da Inglaterra, experimentadora de novas técnicas e empresária, Mary Beale, nascida quinze anos antes de Élisabeth Chéron, também utilizou o autorretrato para sua promoção comercial. Seus autorretratos também contêm diversas originalidades. Mãe de três filhos aos 22 anos, incluiu os filhos, o que era completamente novo na época, mas que se tornaria bastante comum nos séculos seguintes. Num retrato triplo com marido e filho, ela aponta para si mesma com o dedo indicador como a pessoa importante, autora do quadro e matriarca. A presença do marido também é uma novidade, mas que permanecerá excepcional no autorretrato feminino. Finalmente, como Chéron, ela se pinta como uma pastora, mas sem a ovelha. Anne Killigrew (1660-1685), conhecida por seus poemas, também foi uma notável pintora de retratos em Londres, cuja carreira foi interrompida por um caso fatal de varíola aos 25 anos.
Como pioneiras, pode-se citar, também, na Itália Chiara Varotari, autora de uma Apologia ao sexo feminino, Arcangela Paladini com o colar de pérolas essencial à moda do século XVII1, as bolonhesas Antonia Pinelli, Elisabetta Sirani, Ginevra Cantofoli e Lucrezia Scarfaglia e, na Holanda, Anna Francisca de Bruyns e Gesina ter Borch.

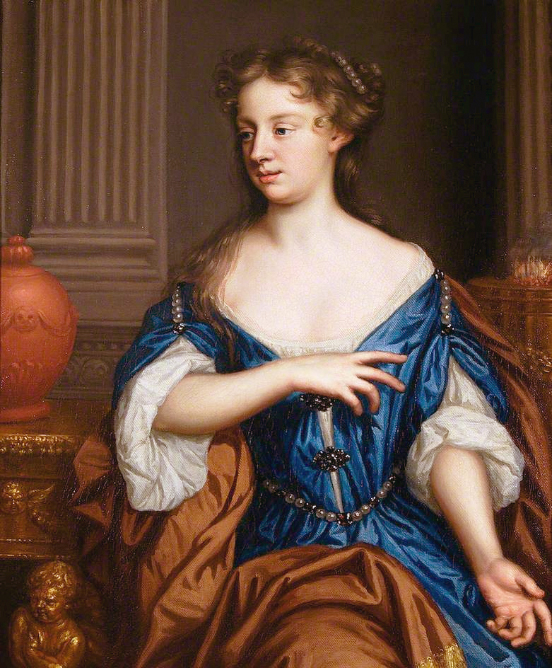
Mary Beale autorretrato c.1675
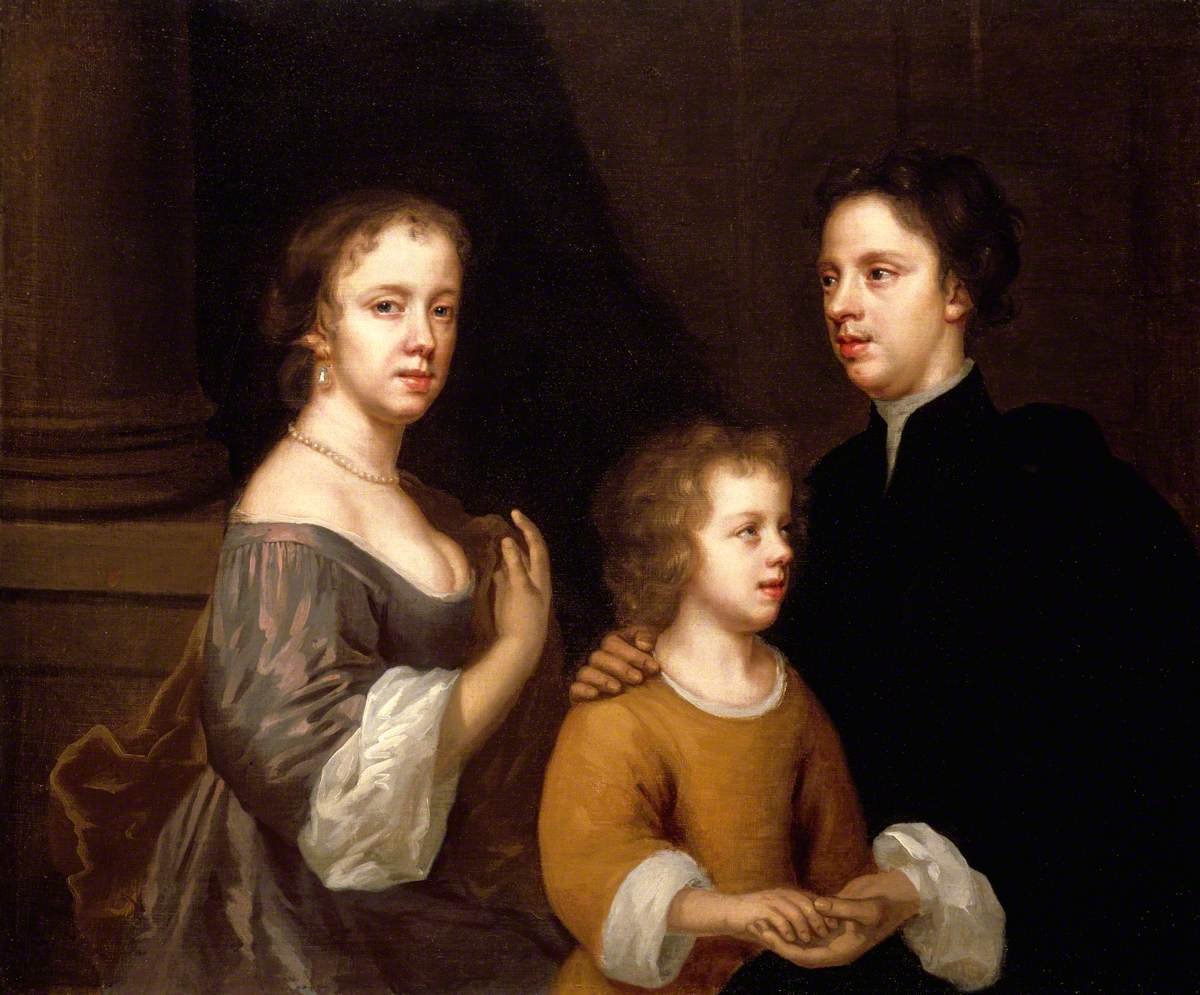
Mary Beale - Autorretrato com seu marido e o filho Bartholomew c.1663-64
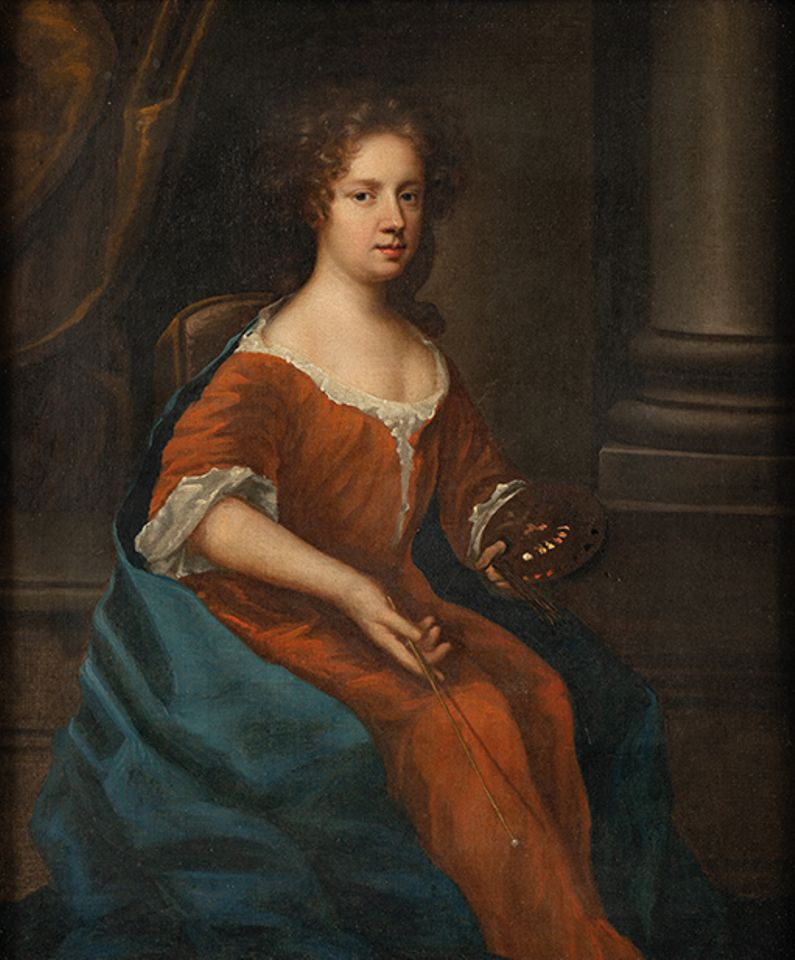
Mary Beale - Autorretrato com paleta, pincéis e apoio para as mãos – c.1675
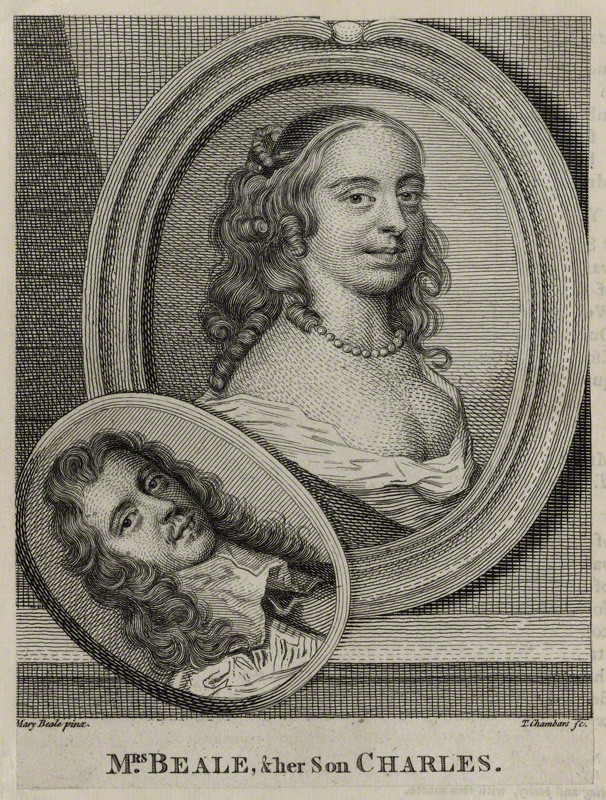
Mary Beale - Autorretrato com seu filho Charles

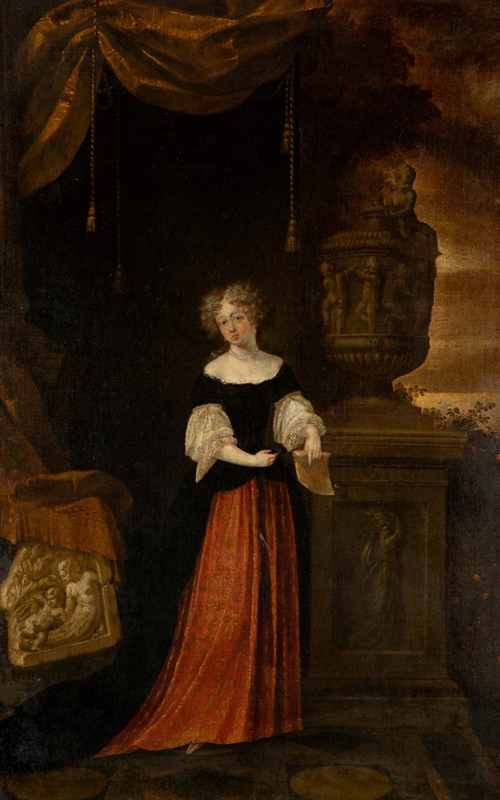
Anne Killigrew - Autorretrato, 1685
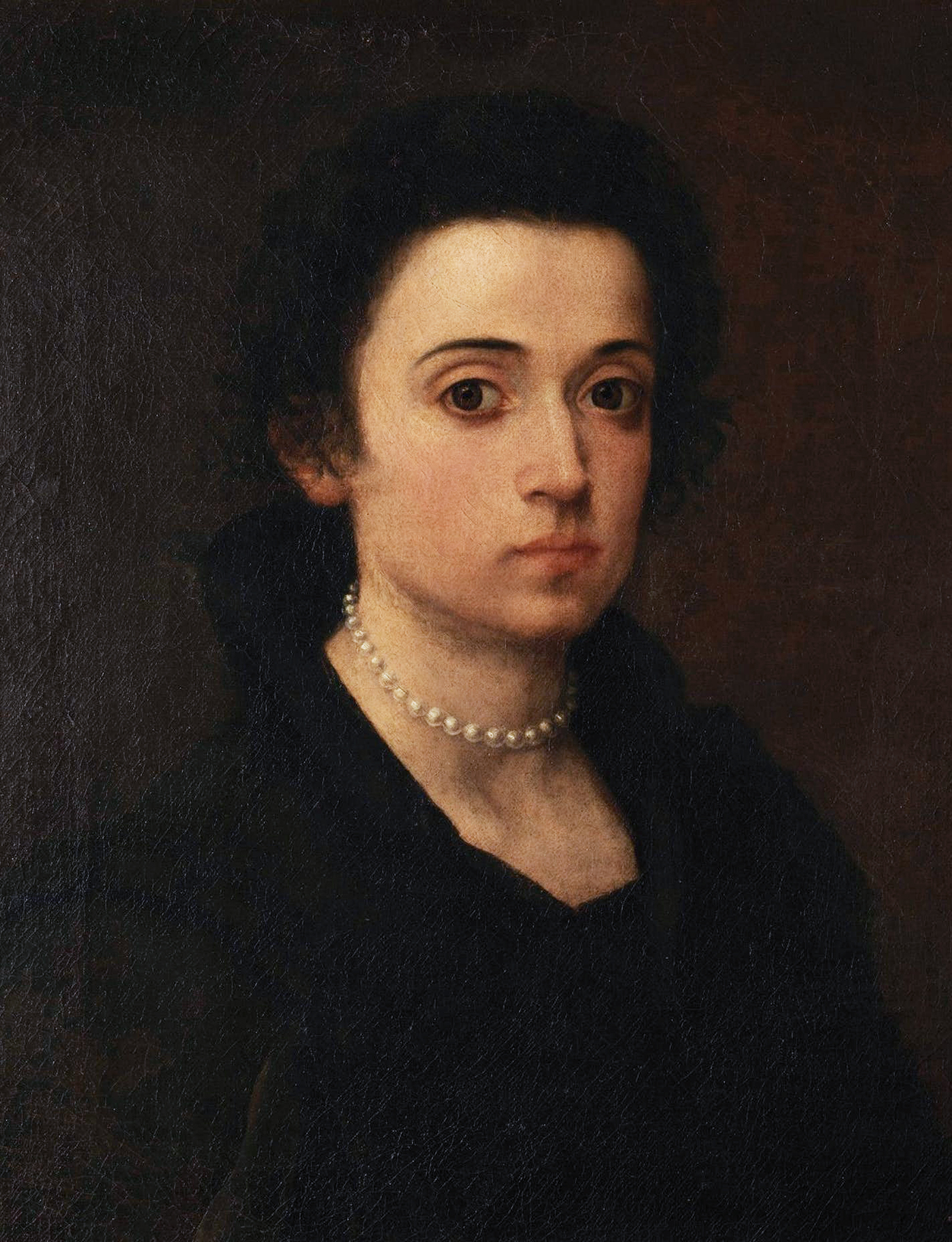
Arcangela Paladini - Autorretrato c.1620
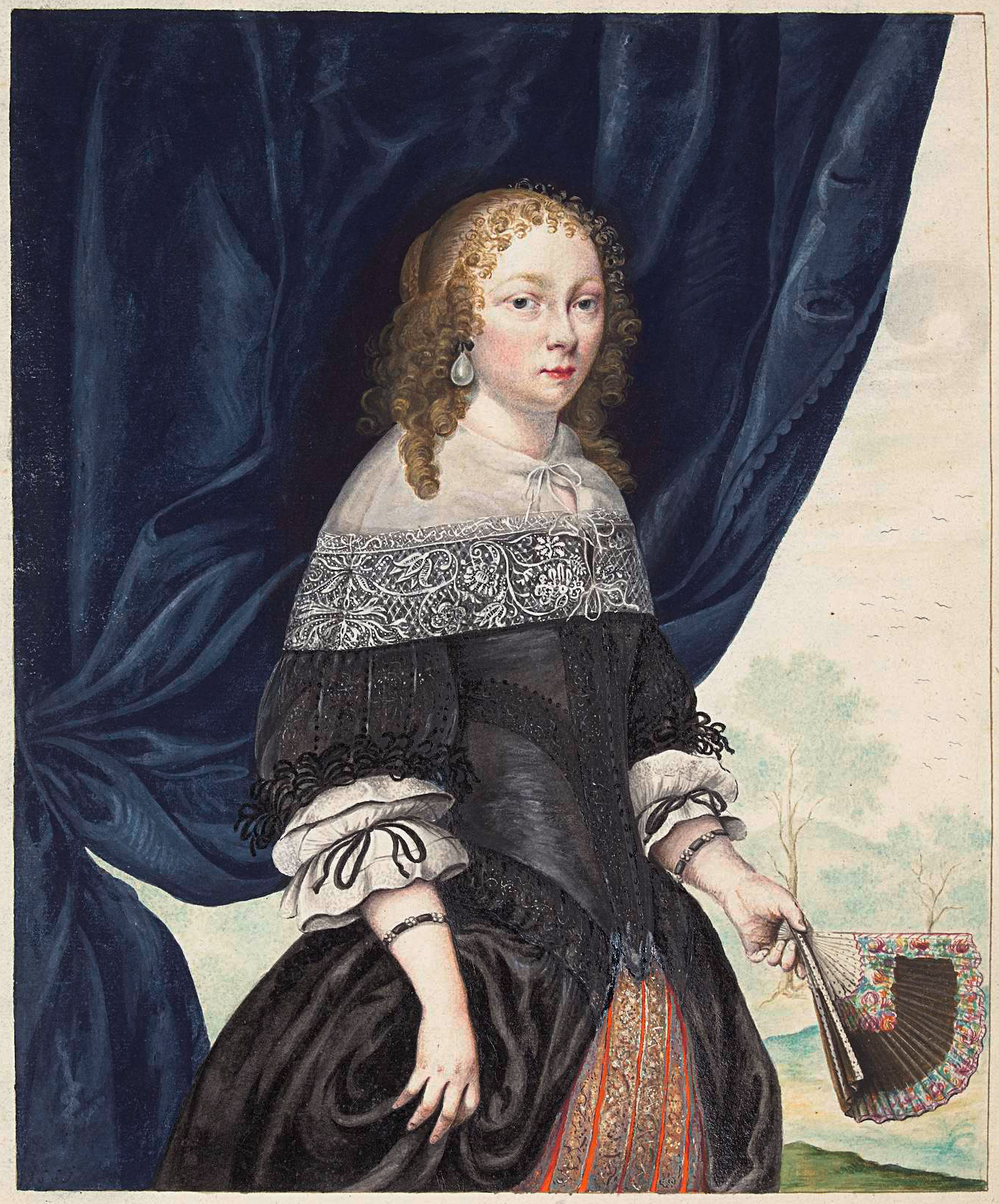
Gesina ter Borch Autorretrato - c.1661

### 1700 - 1850
Menos esquecida hoje que Lucia Casalini Torelli ou Giulia Lama, a sua compatriota veneziana, Rosalba Carriera, autora de numerosos autorretratos, foi considerada a pintora mais famosa da primeira metade do século XVIII; primeira mulher admitida na Academia de São Lucas de Roma em 1705, membro das academias de Florença e Bolonha, foi recebida em 1720 por unanimidade na Academia Real de Pintura e Escultura durante a sua estadia em Paris, onde lançou a moda pastel, que seria continuada por Françoise Basseporte, e especialmente pelo retratista Quentin de La Tour, ele próprio professor de Catherine Read e Marie-Suzanne Roslin, depois Adélaïde Labille-Guiard. Acompanhadas respectivamente por Anne Vallayer, conhecida por suas naturezas mortas, em 1770, e Élisabeth Vigée Le Brun em 1783, as retratistas Roslin e Labille-Guiard sucederam na Academia Marie-Thérèse Reboul, a primeira mulher francesa do século XVIII a ser admitida como acadêmica em 1757, mas catalogada como “pintora de miniaturas e guaches especializada em flores, borboletas e pássaros”. Segundo Marie-Jo Bonnet, para estas novas académicas trata-se de “afirmar a sua identidade a nível profissional, adquirindo um estatuto de igualdade com os homens, uma existência social, um lugar na cidade em relação ao seu talento.
Tão reconhecida internacionalmente como Rosalba Carriera, Angelica Kauffmann é a represent]ante mais emblemática do neoclassicismo na pintura. Ao longo de mais de quarenta anos, produziu numerosos autorretratos, por vezes simples, em trajes antigos, em traje austríaco ou com um chapéu da moda da época, muitas vezes como designer ou pintora, ou mesmo como figura em alegorias e pinturas mitológicas.
Entre algumas outras retratistas renomadas que realizaram autorretratos, estão Therese Concordia Maron e as duas irmãs Lisiewska, Anna Rosina de Gasc e Anna Dorothea Therbusch, esta última que se tornou membro da Academia Real de Pintura e Escultura em 1767, famosa em particular pelos seus autorretratos com monóculo, únicos na história da pintura, bem como pela sua sobrinha Friederike Julie Lisiewska.

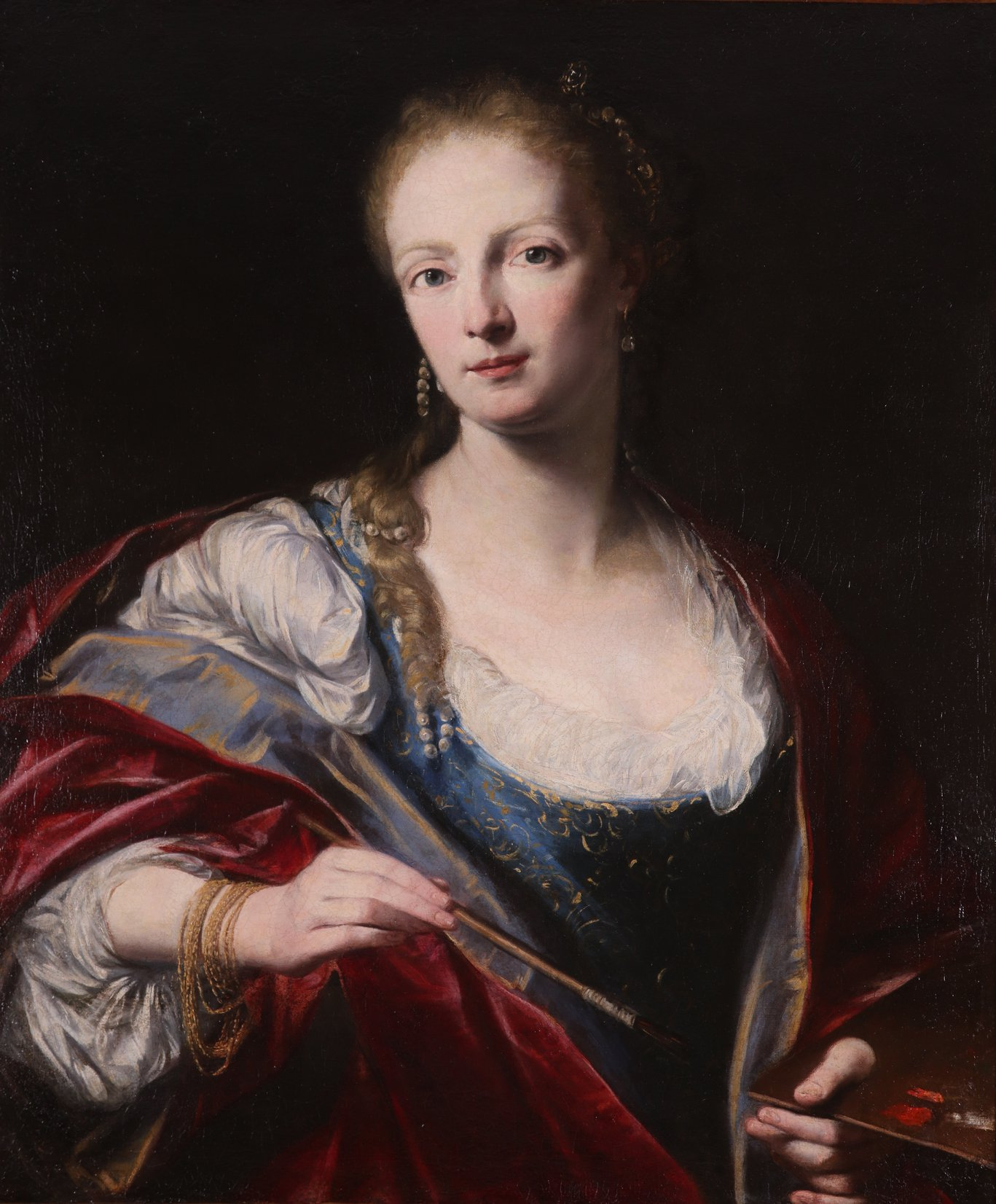
Lucia Casalini Torelli c.1715
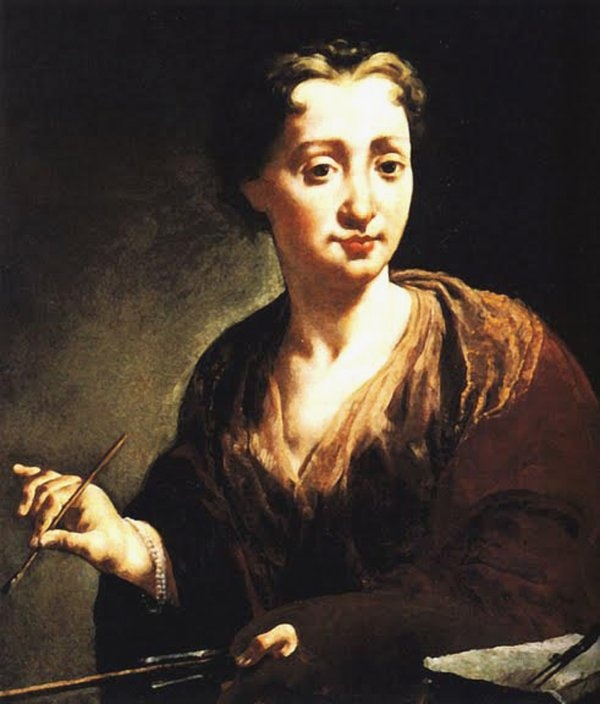
Giulia Lama, 1725
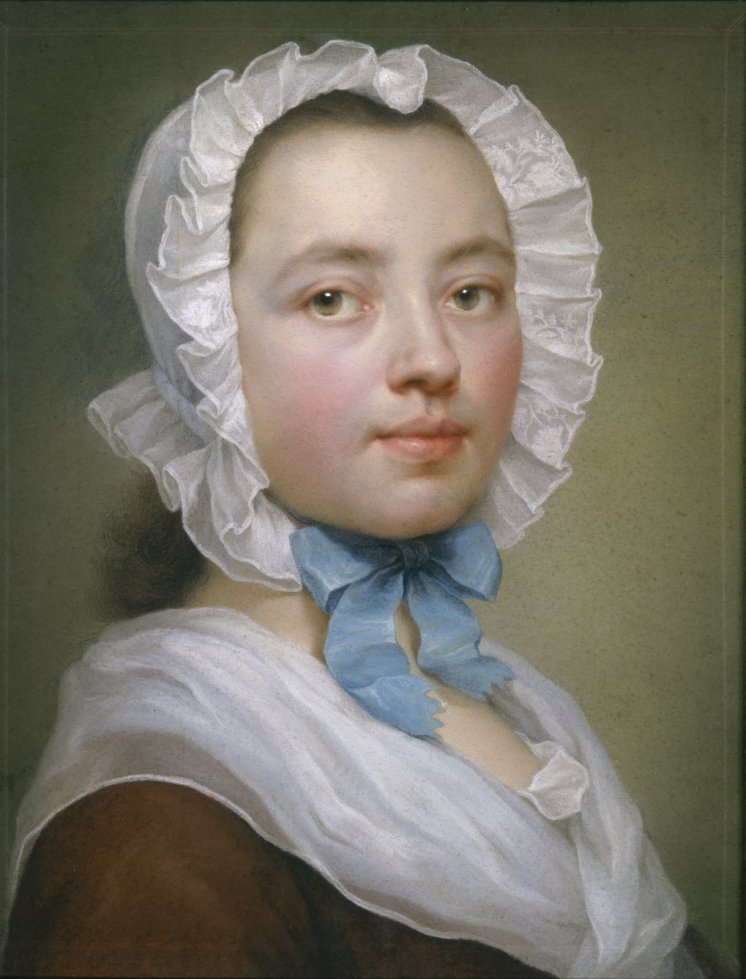
Therese Concordia Maron c.1745
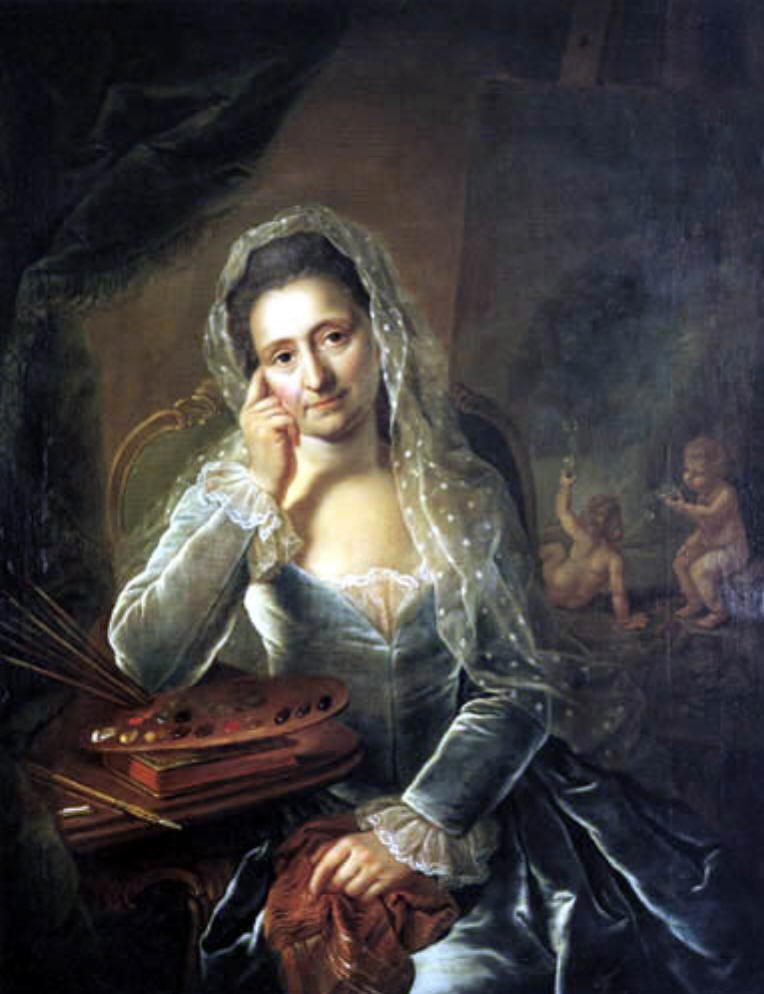
Anna Rosina de Gasc, 1767
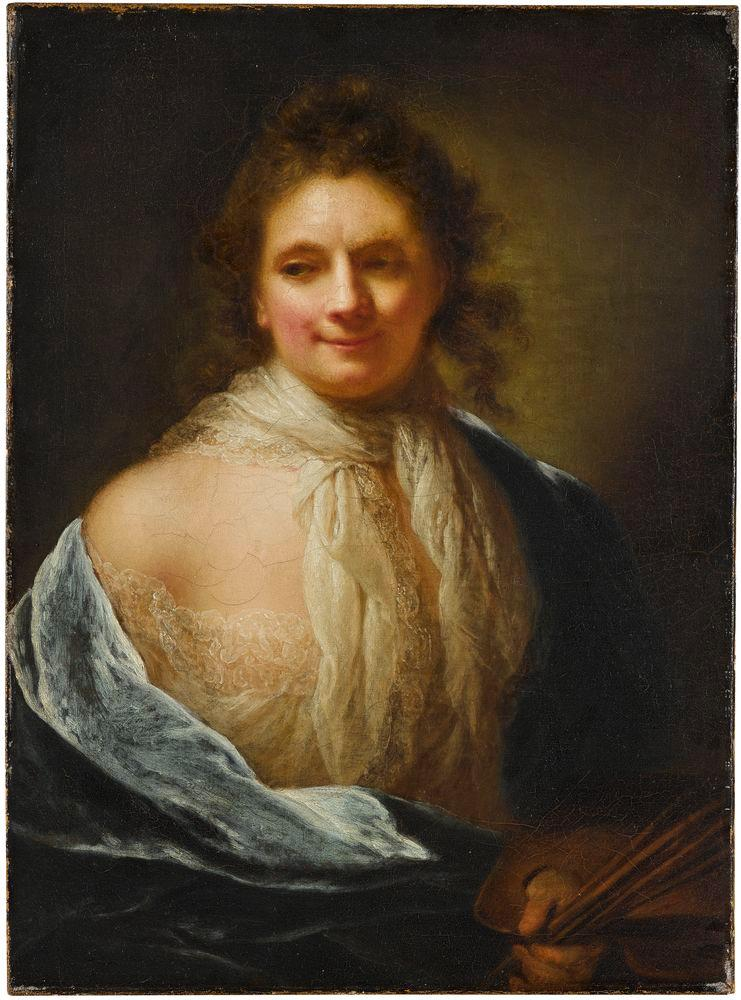
Anna Dorothea Therbusch, 1761
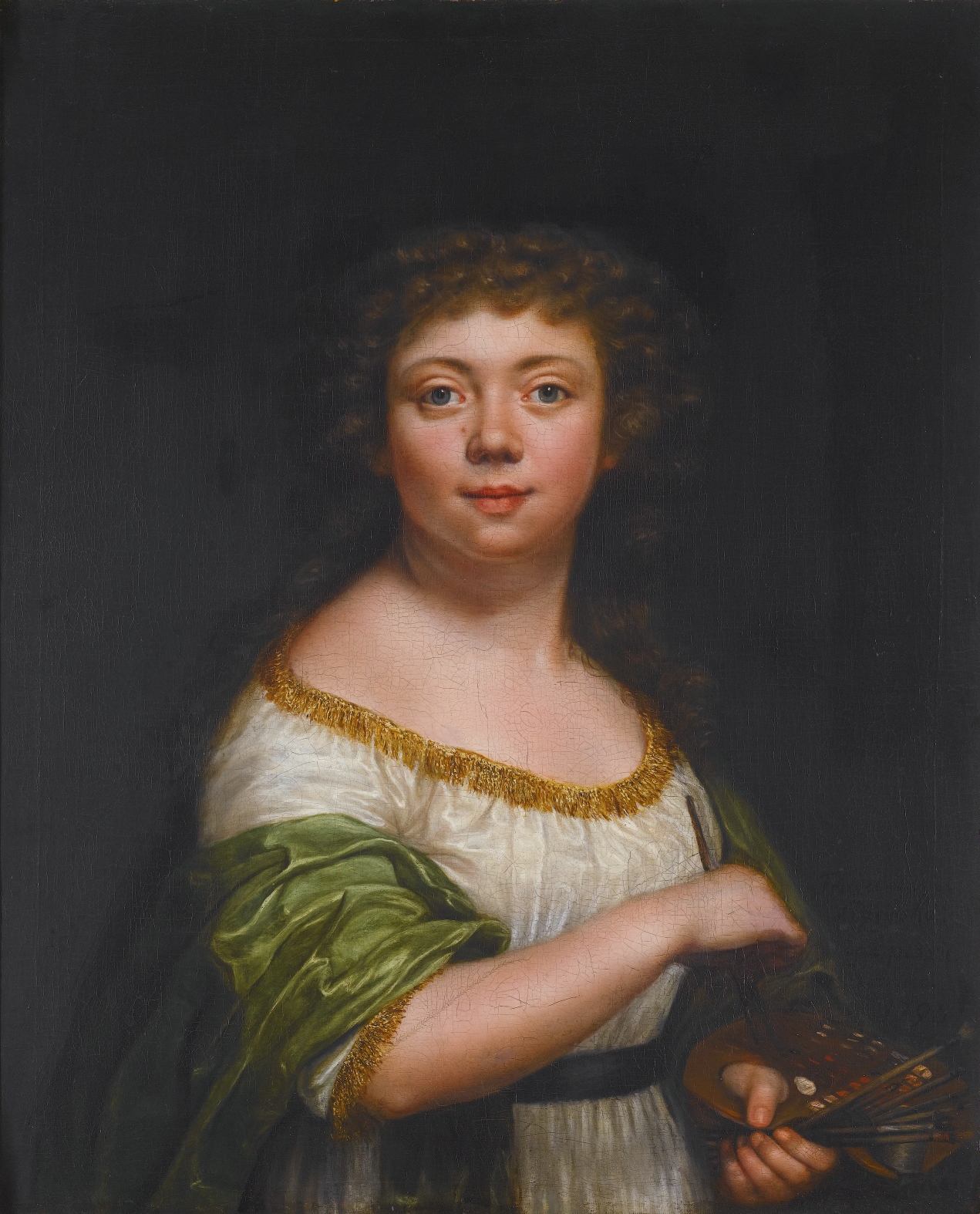
Friederike Julie Lisiewska, 1793
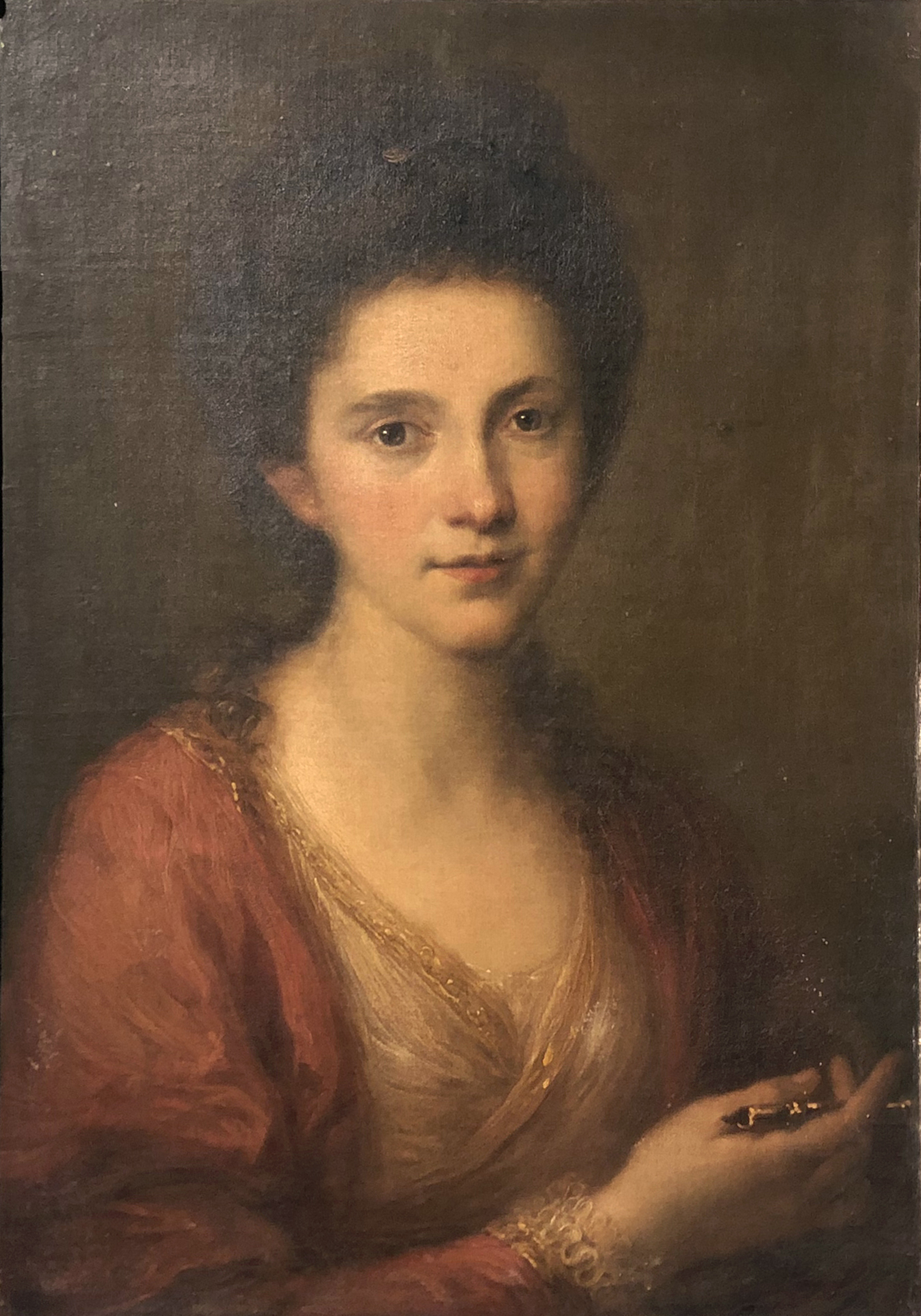
Angelica Kauffmann, c.1768

Angelica Kauffmann
c. 1757-59
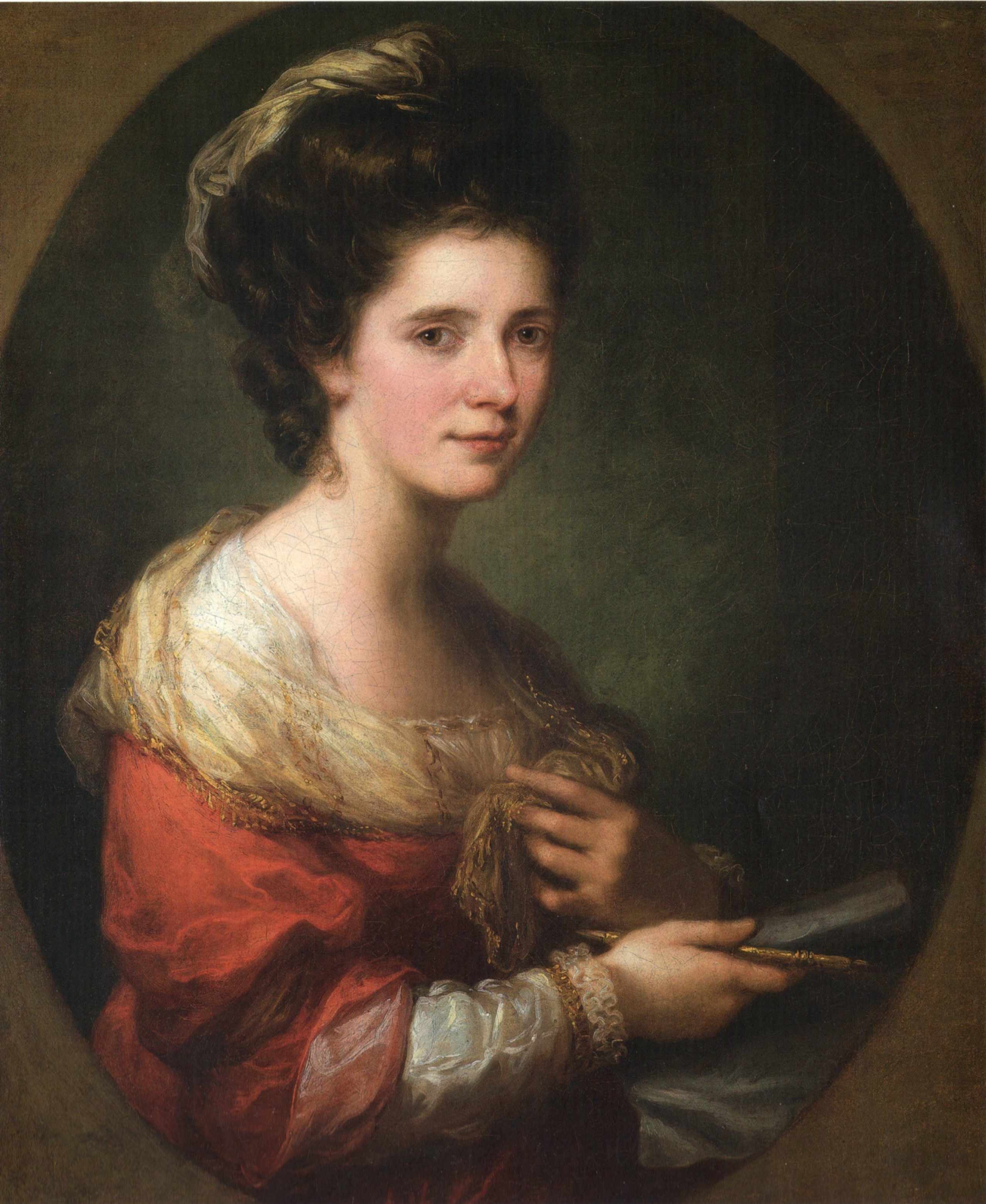
c.1770-1775
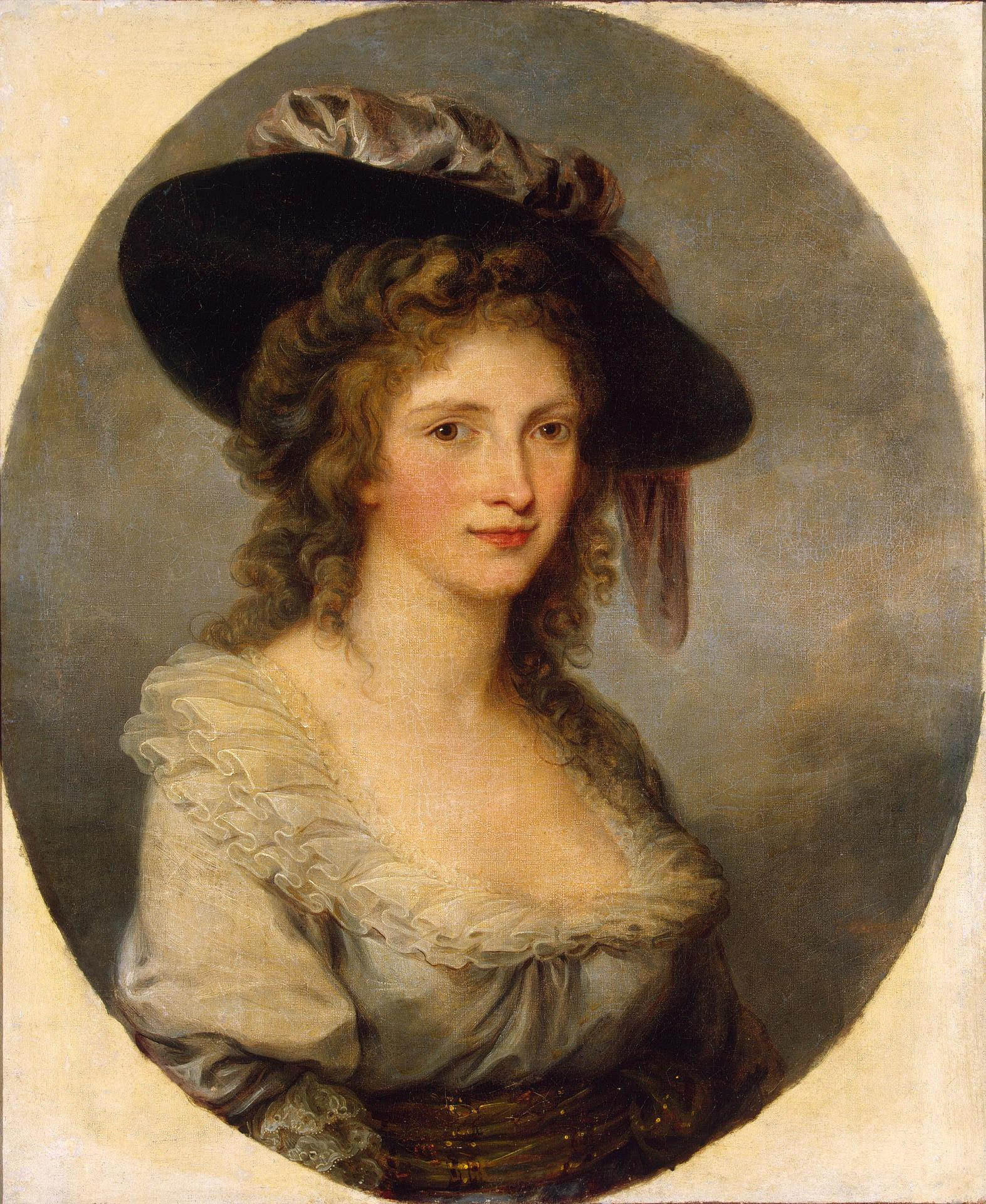
c.1780-1785
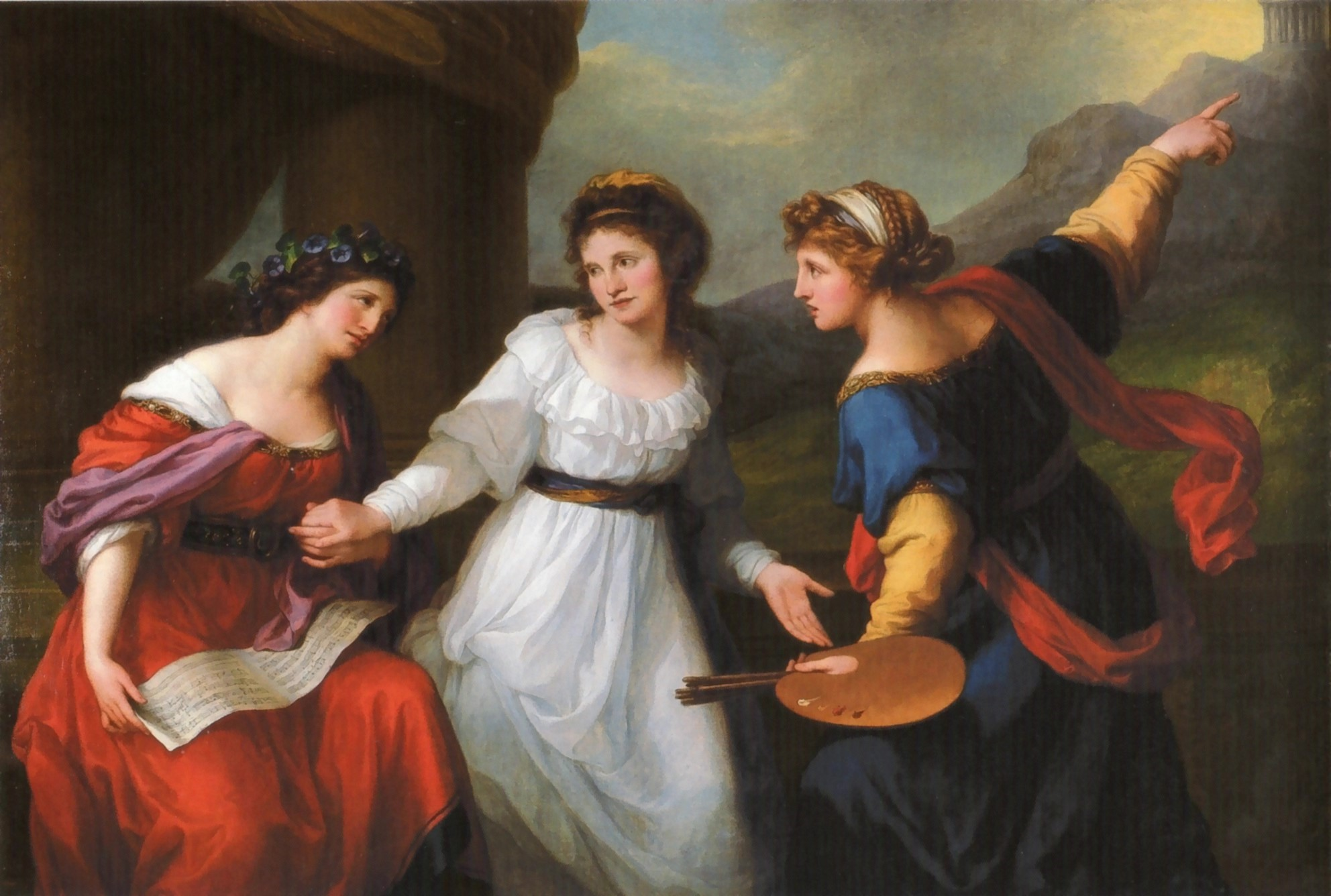
c. 1792
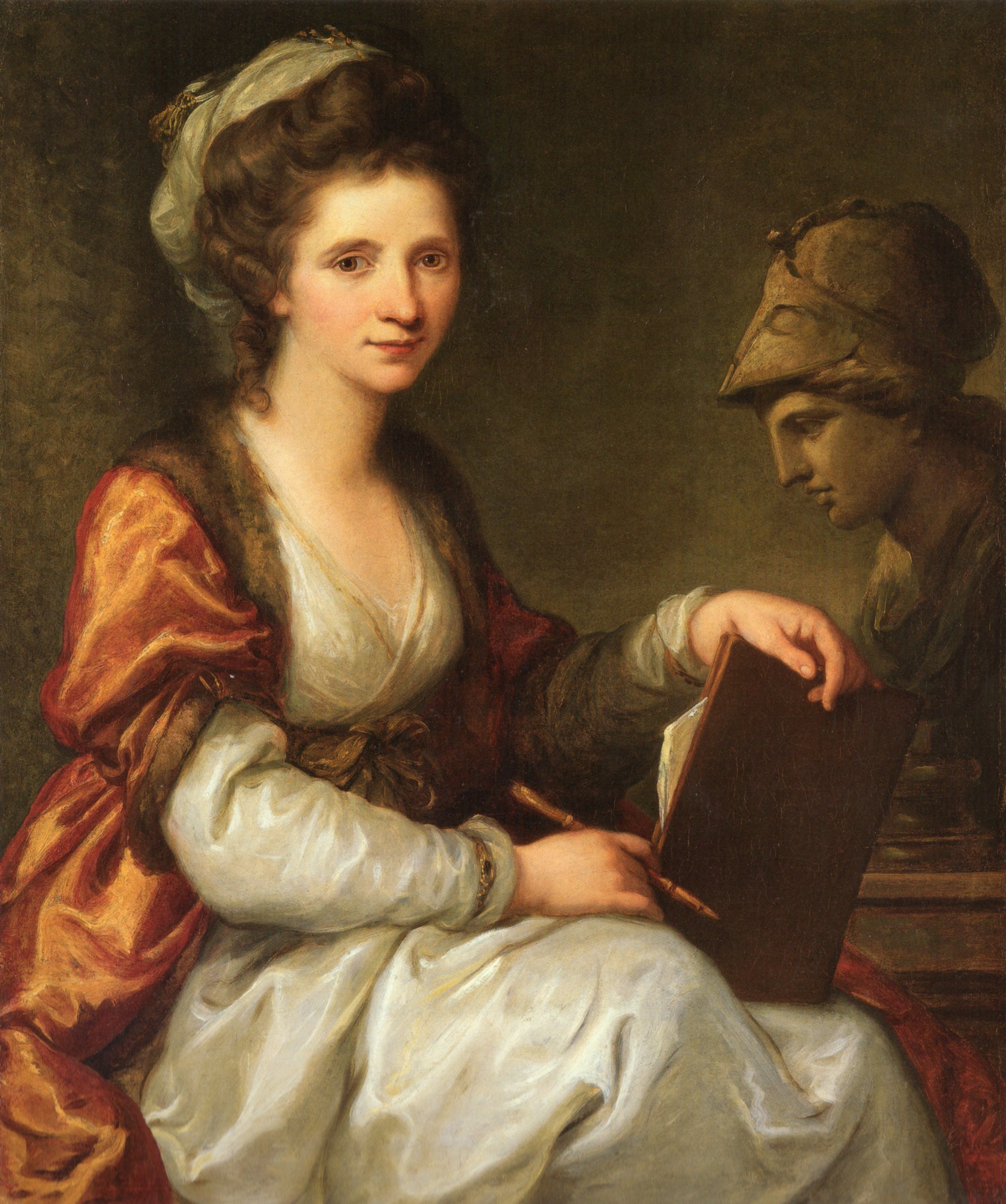
1780
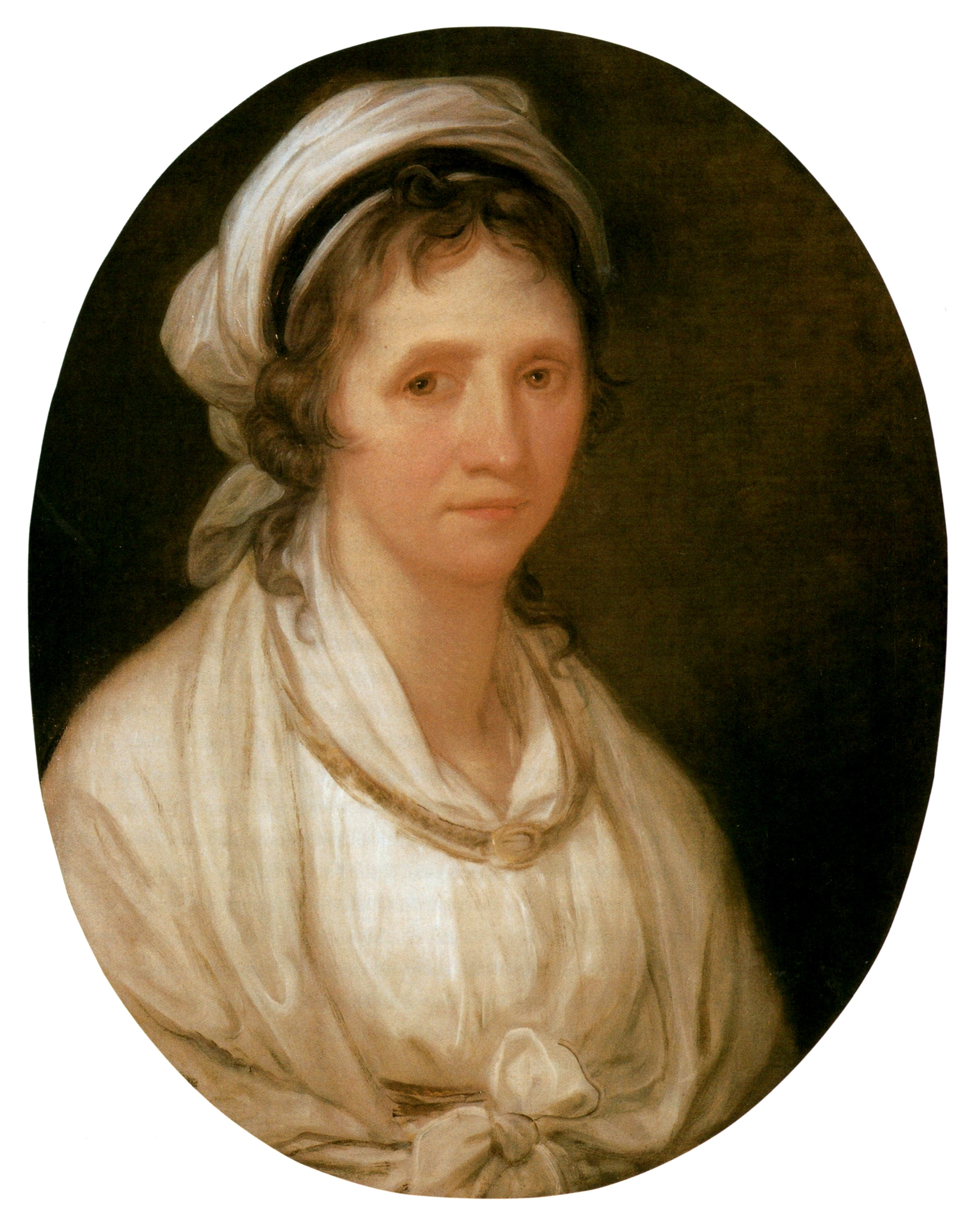
1800

Mais de dois séculos depois de Catarina van Hemessen e do seu autorretrato no cavalete de 1548, Marie-Suzanne Roslin (Autorretrato com o retrato de Maurice-Quentin de La Tour, c.1770-72), Adélaïde Labille-Guiard ( 1774) e Rosalie Boquet (c.1774-75) foram as primeiras mulheres francesas a retratar-se com as ferramentas do pintor, logo seguidas por uma infinidade de outras: entre 1770 e 1804, sessenta retratos ou autorretratos de mulheres pintoras em seu trabalho foram expostos no Salon de Paris; muitas outras não são aí aceitas, mas são apresentadas no Salon de la Correspondance, ou na Exposition de la Jeunesse da Place Dauphine, onde, segundo Séverine Sofio, "estas pinturas que realçam a juventude e a beleza das suas autoras têm explicitamente a intenção de atrair o olhar (masculino) e fazer com que as pessoas falem sobre elas [...]. Nem políticos nem de protesto, estes autorretratos parecem, na realidade, fazer parte de uma estratégia […] de manutenção da visibilidade por parte das jovens artistas que assim rentabilizam a popularidade de que são alvo”. Entre as muitas artistas deste período que se pintaram e que ainda são conhecidas estão Marie-Thérèse de Noireterre, Marie-Gabrielle Capet (uma das duas alunas de Labille-Guiard presentes na pintura de 1785), as três irmãs Lemoine (Marie-Victoire, Marie-Élisabeth e Marie-Denise, conhecida como "Nisa", aluna de Jacques-Louis David), Rose-Adélaïde Ducreux (Autorretrato com harpa, 1791), Marie-Adélaïde Duvieux, Marie-Geneviève Bouliard, Aimée Duvivier, Jeanne- Philiberte Ledoux, Isabelle Pinson, Adèle Tornézy-Varillat, Constance Mayer, Lucile Foullon...

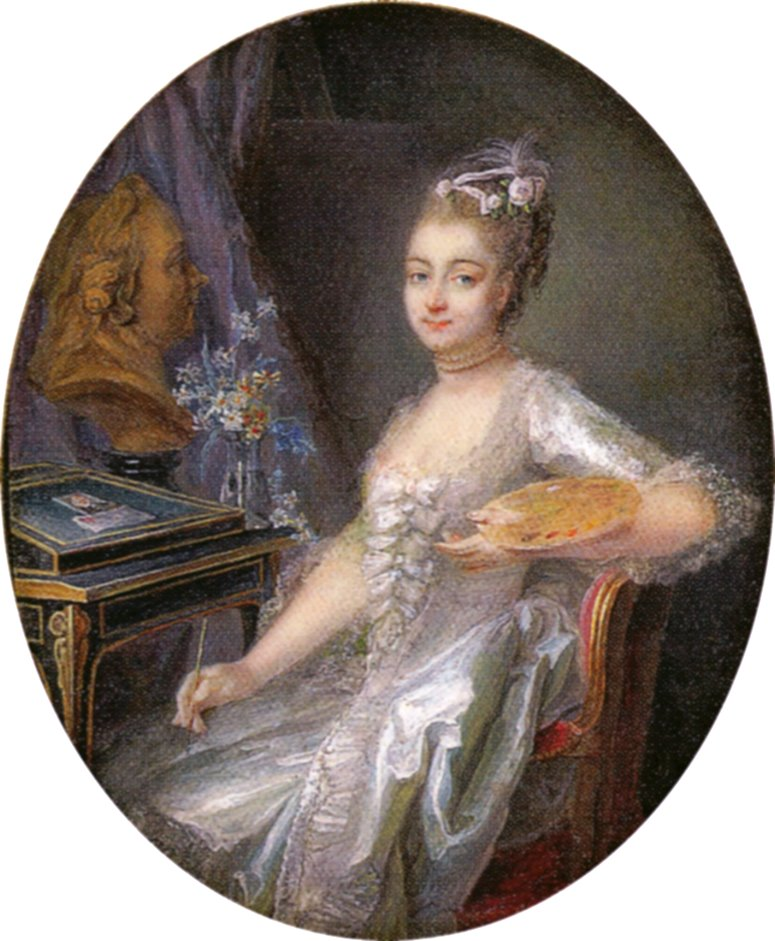
Adélaïde Labille-Guiard, 1774
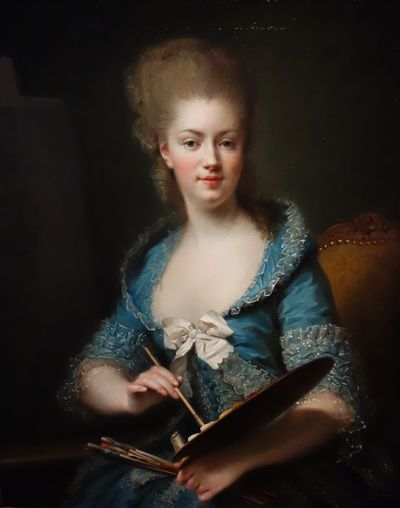
Rosalie Filleul, c.1774
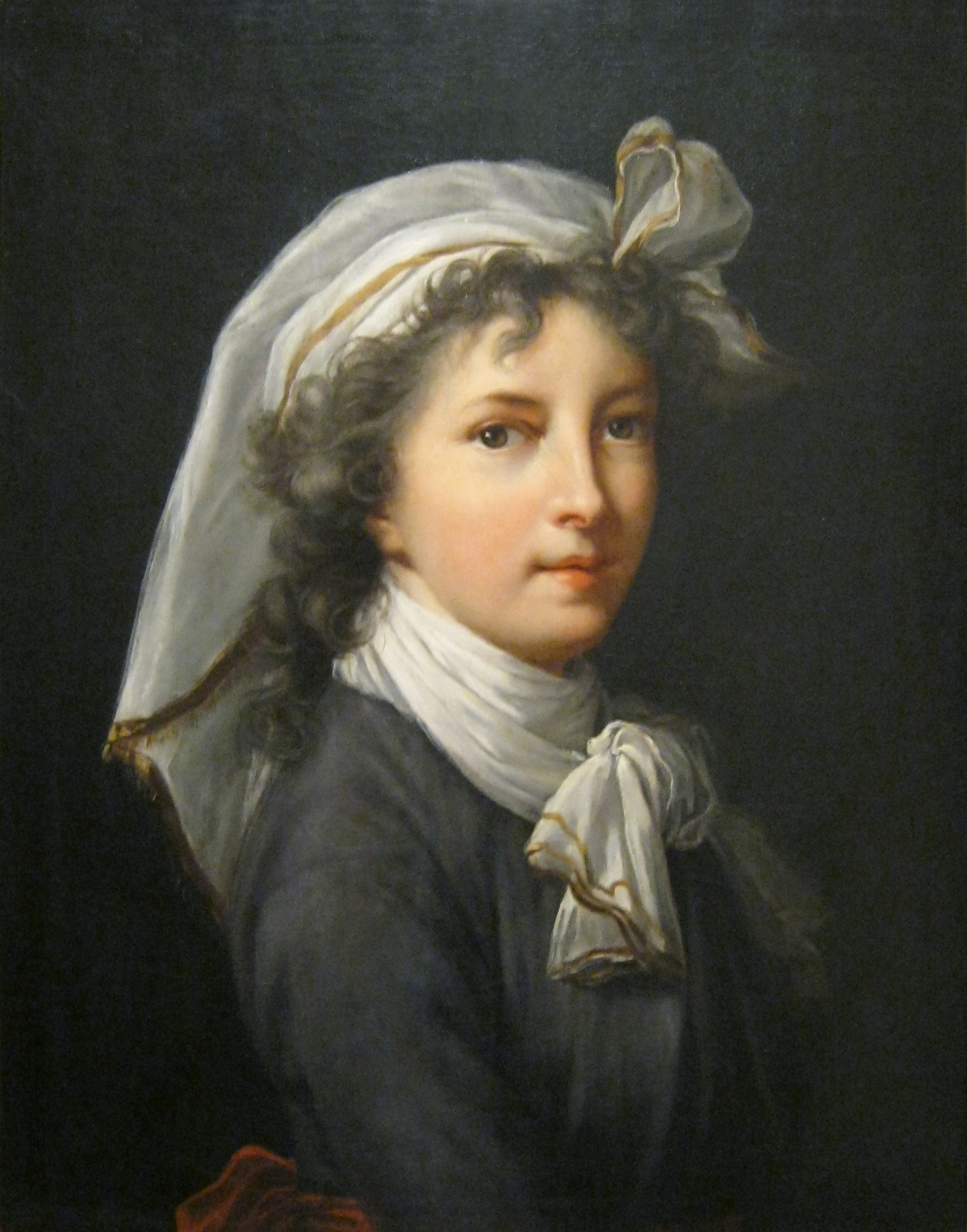
Élisabeth Vigée Le Brun, 1790
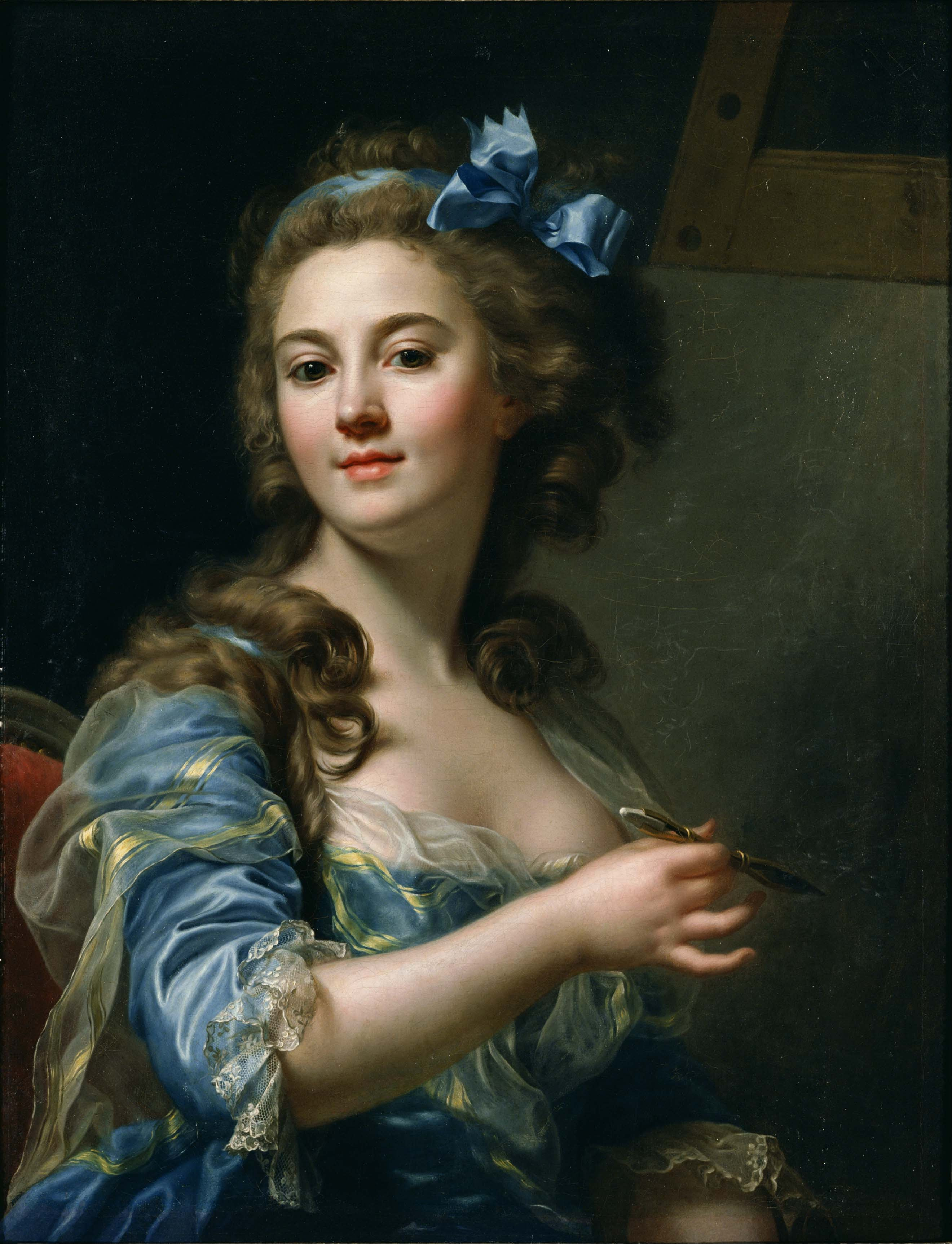
Marie-Gabrielle Capet, 1783
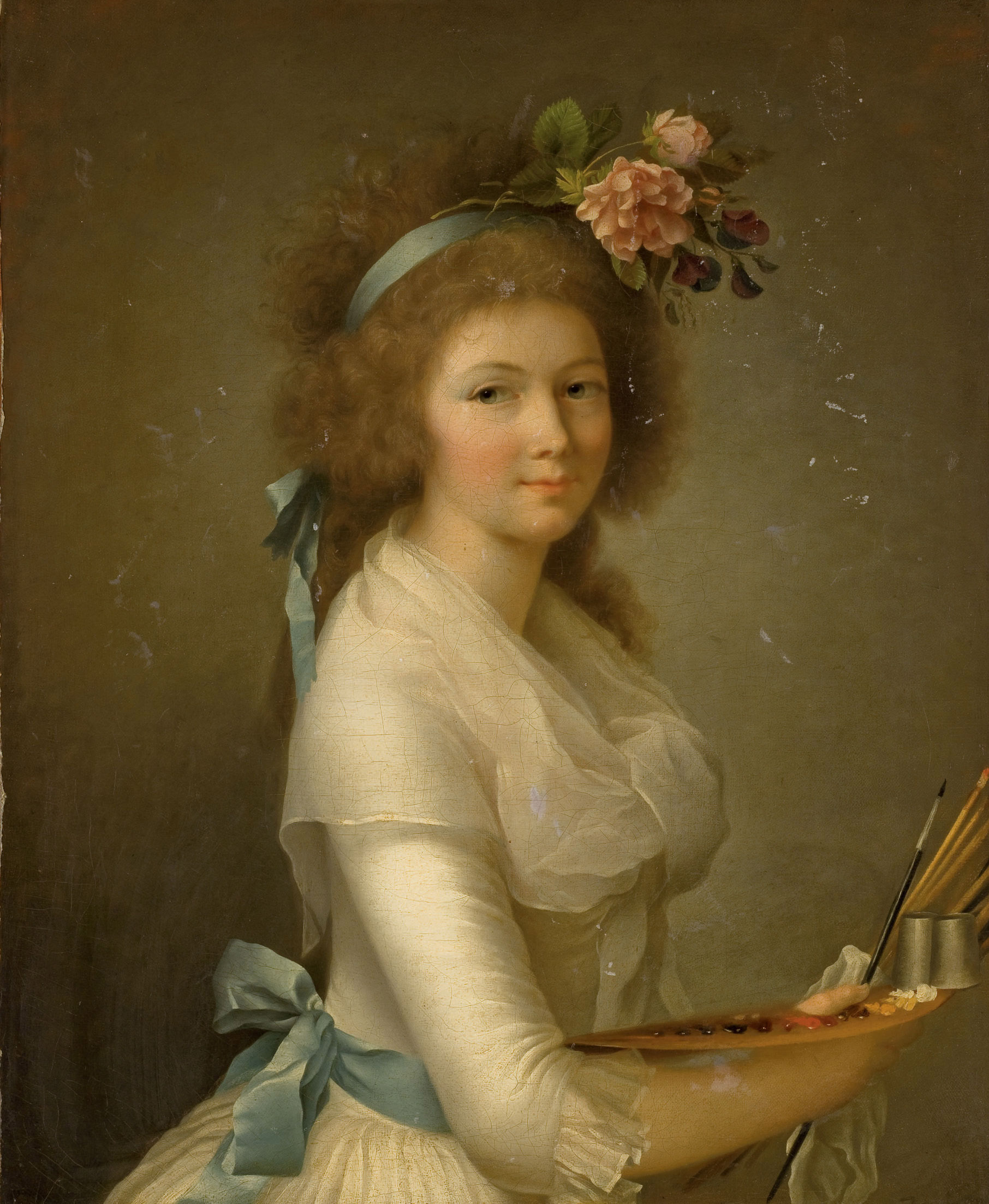
Marie-Élisabeth Lemoine, c.1783
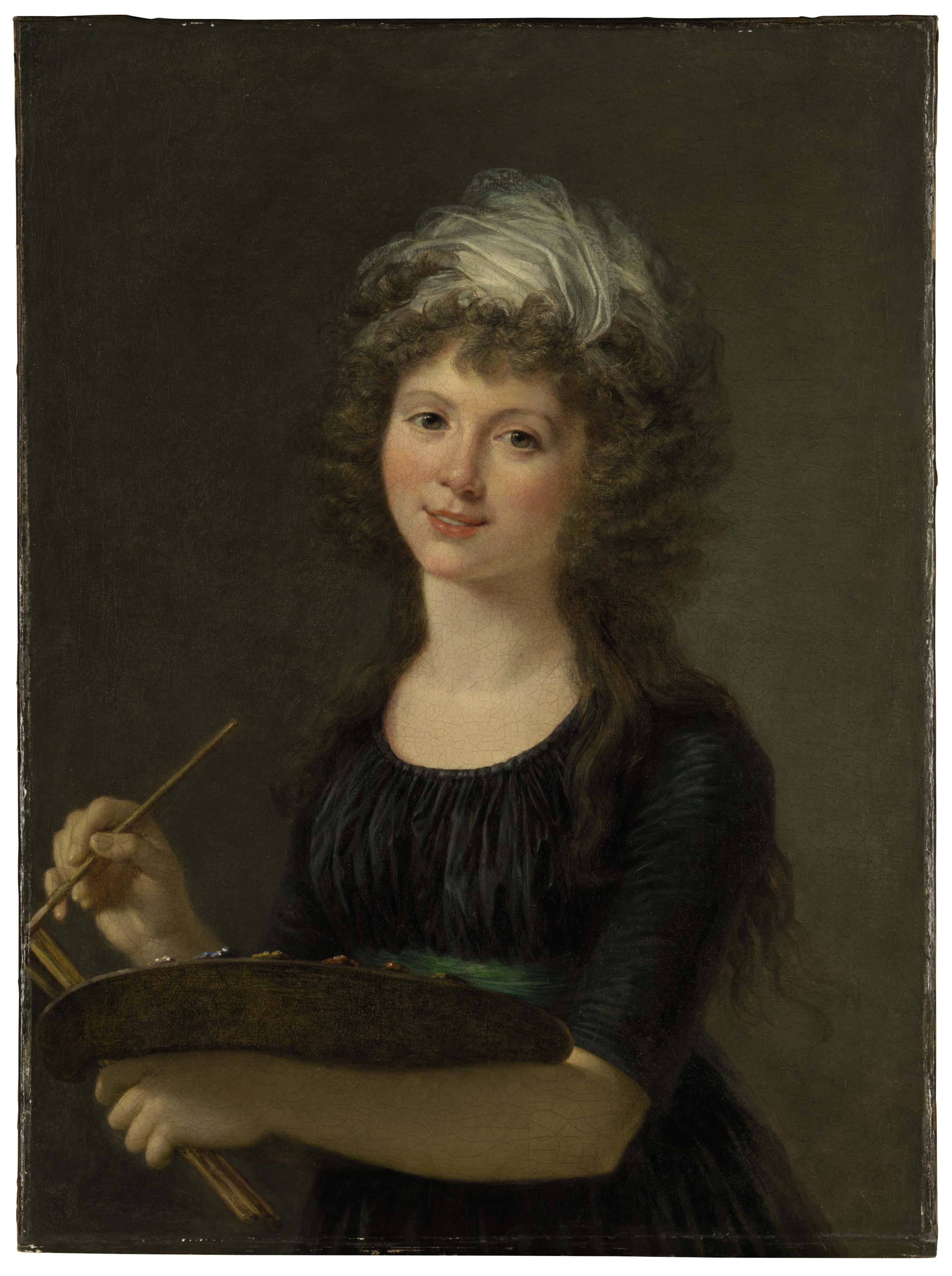
Marie-Victoire Lemoine, c.1785
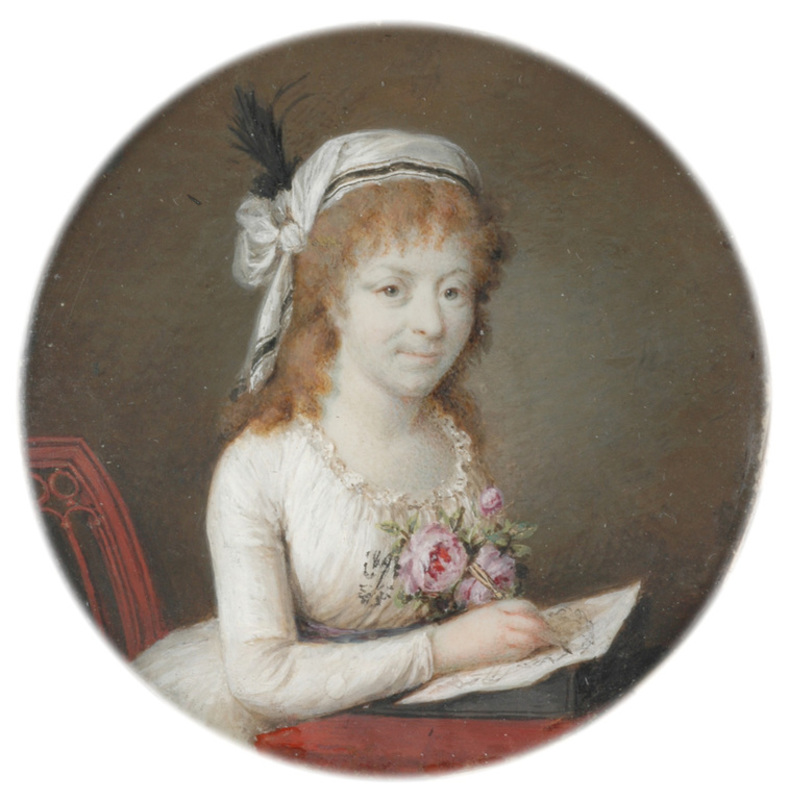
Marie-Thérèse de Noireterre, 1786

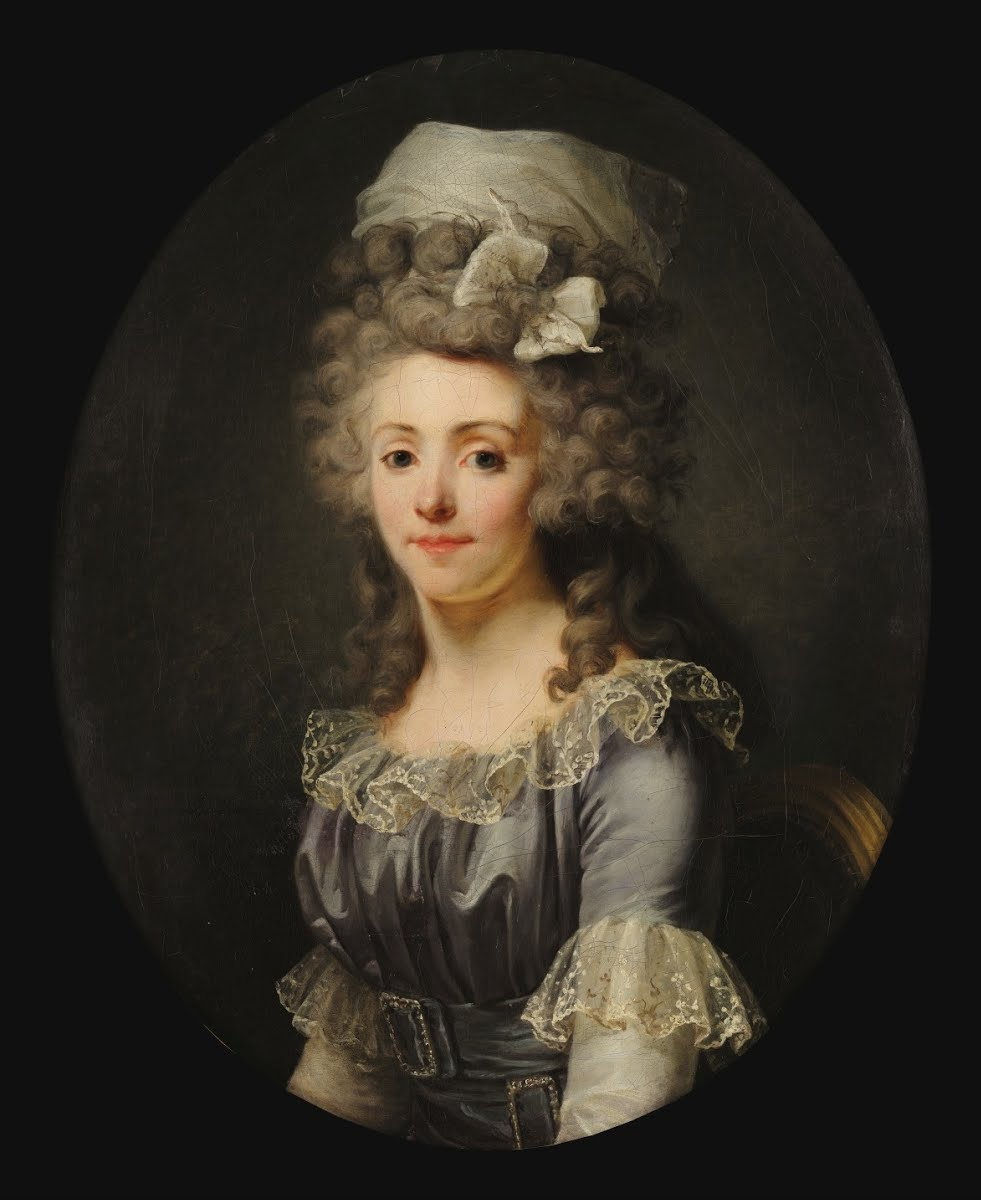
Aimée Duvivier, 1790
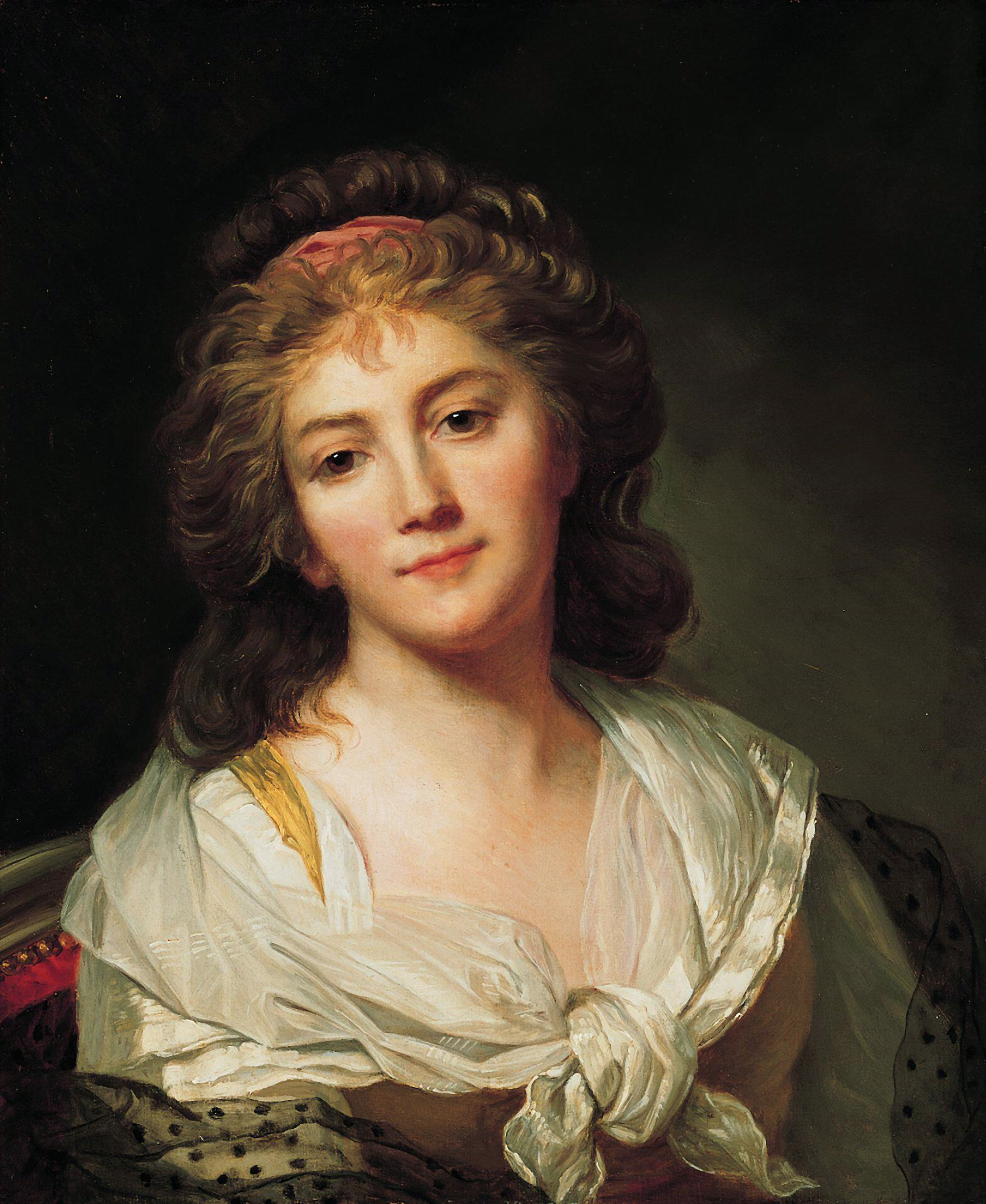
Marie-Geneviève Bouliard, 1790
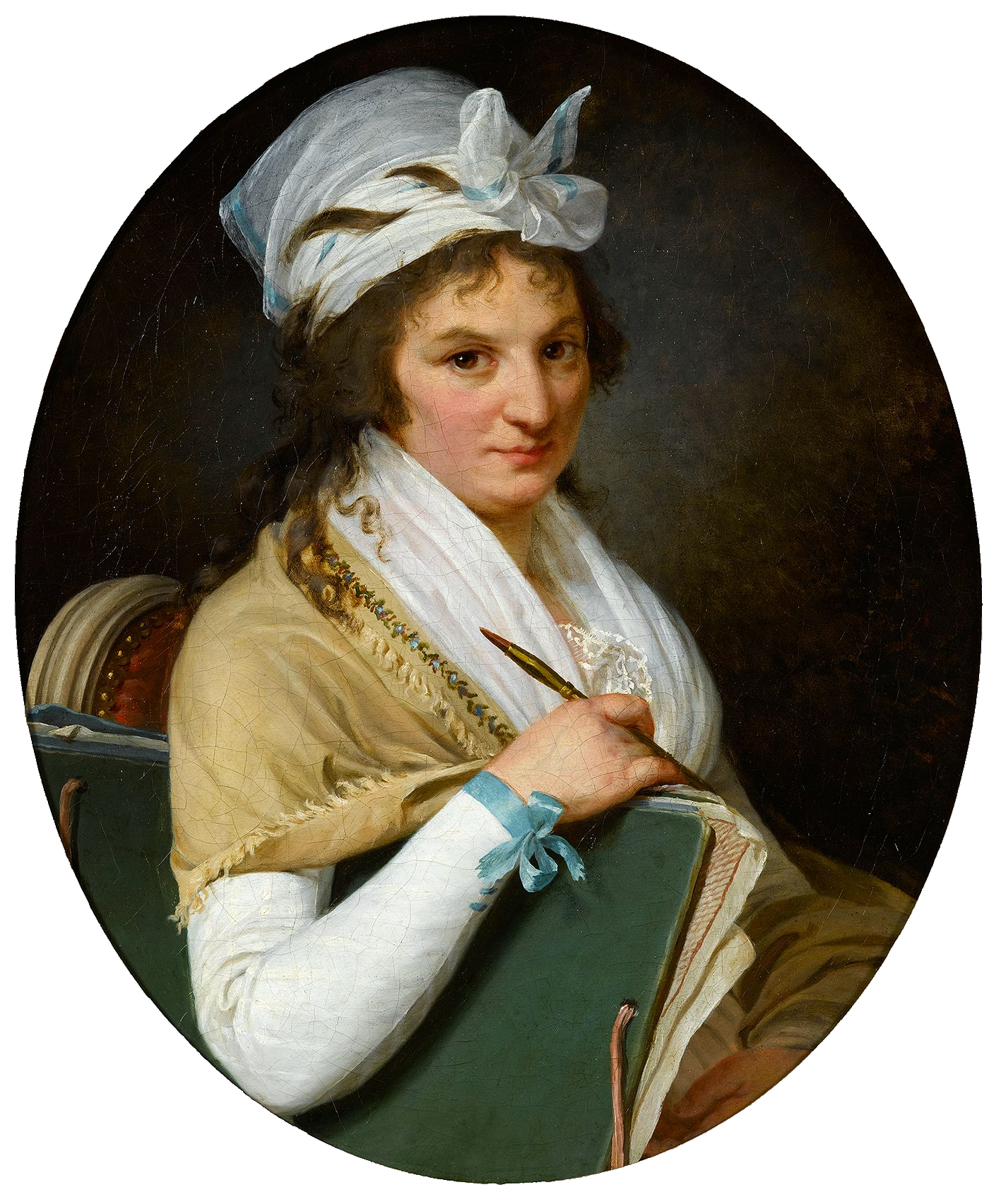
Marie-Adélaïde Duvieux, c.1793-1798
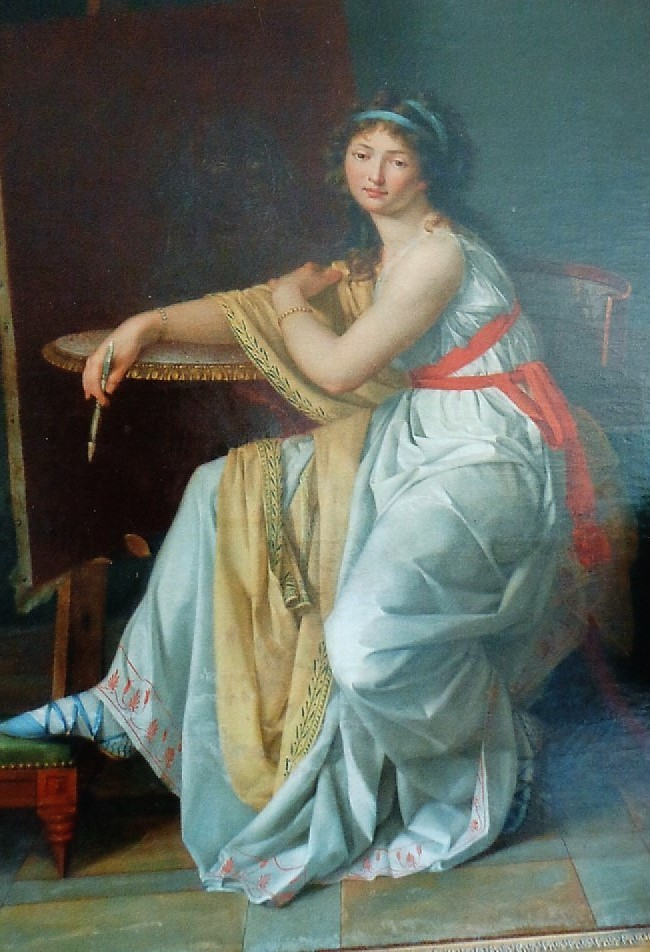
Adèle Tornézy-Varillat, c.1795-1820
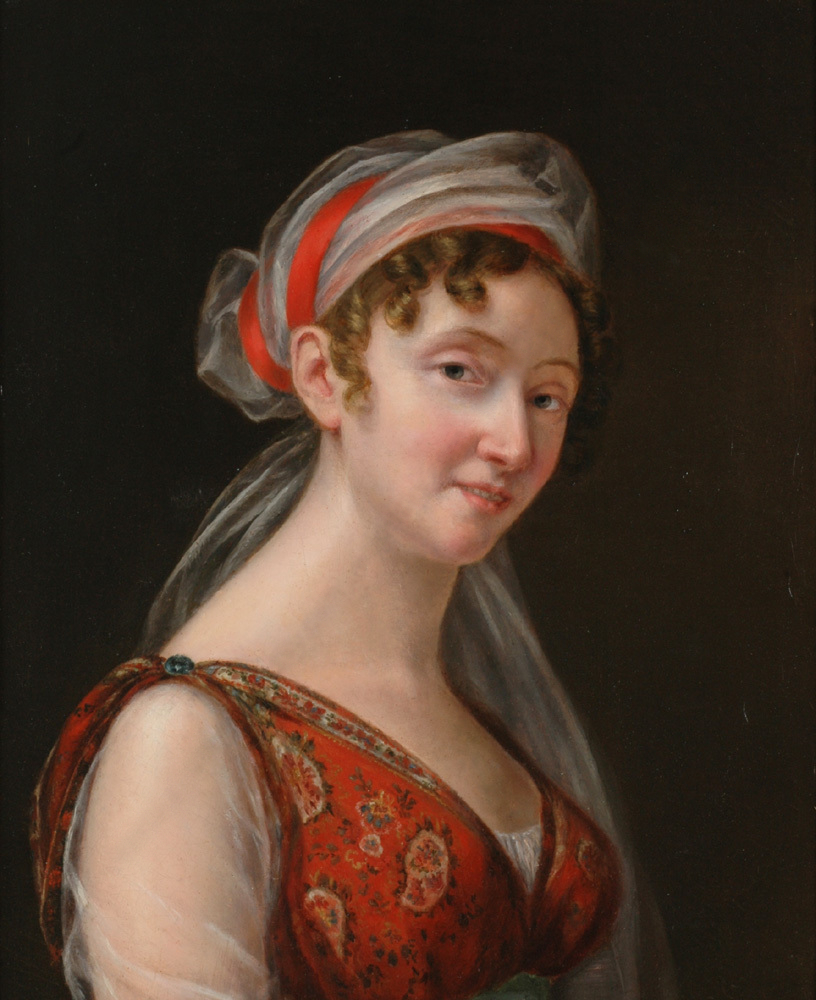
Isabelle Pinson, 1823

Embora a maioria das pintoras aprendizes ainda se formassem com os pais, o lugar dado às mulheres no espírito do Iluminismo deu-lhes a oportunidade de estudar com pintores de renome como Quentin de La Tour, ou, depois de 1768, Jacques-Louis David. E duas artistas tão famosas quanto elas, as acadêmicas Élisabeth Vigée Le Brun e Adélaïde Labille-Guiard, esta última separada do marido desde 1769, ensinavam meninas, como mostra o famoso Autorretrato com duas alunas de Labille-Guiard e do Interior do estúdio de uma pintora (1789) de Marie-Victoire Lemoine, possível autorretrato da jovem artista desenhando sob o olhar de sua professora Vigée Le Brun, mas também considerado como um autorretrato com sua irmã Marie-Élisabeth Gabiou.
A partir de 1767, Greuze abriu a sua oficina às “moças”, filhas ou não de artistas, assim como Joseph-Benoît Suvée, Jean-Baptiste Regnault e especialmente Jacques-Louis David. De 1768 a 1825, David dirigiu uma oficina para mulheres onde vinte e seis artistas vieram para aperfeiçoar e treinar no gênero histórico. Dezesseis delas criaram um autorretrato pelo menos uma vez, em desenho ou na maioria das vezes em pintura. Segundo Yaelle Arasa, elas buscaram o reconhecimento do público, da crítica e de potenciais clientes. Marie-Guillemine Benoist, nascida Leroulx-Laville, que ficaria famosa por seu Retrato de uma Negra (1800), produziu vários autorretratos de 1786 a 1796, o mais notável deles é o Autoportrait copiant le Bélisaire et l’enfant à mi-corps de David de 1786. Outras Davidianas fizeram os seus: Marie-Victoire Lemoine, c.1780-90, Nanine Vallain (Retrato do autor, em pé e pintando, 1788; retrato do autor, 1804), Mademoiselle Duchosal (nascida em 1767) com seu retrato em tamanho real, pintando um esboço (1791), Louise Catherine Guéret (Uma mulher em seu cavalete, 1793) e sua irmã Anne Guéret (Retrato de um artista apoiado em um portfólio, 1793), Marie-Denise Villers (Pintura, 1799), Césarine Davin-Mirvault (Retrato de corpo inteiro da autora, 1804), Constance-Marie Charpentier (Retrato da autora em oval, 1798; retrato de uma mulher carregando seu filho, 1798; retrato da autora e sua filha, 1799; retrato envelhecido em 1828), Therese aus dem Winckel, Adèle Kindt em vestido vermelho, Julie Duvidal de Montferrier com turbante (1819), Carlota Bonaparte (1834) e Sophie Rude (1841).

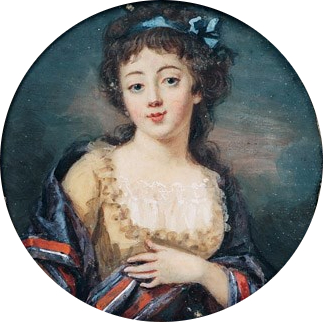
Marie-Guillemine Benoist
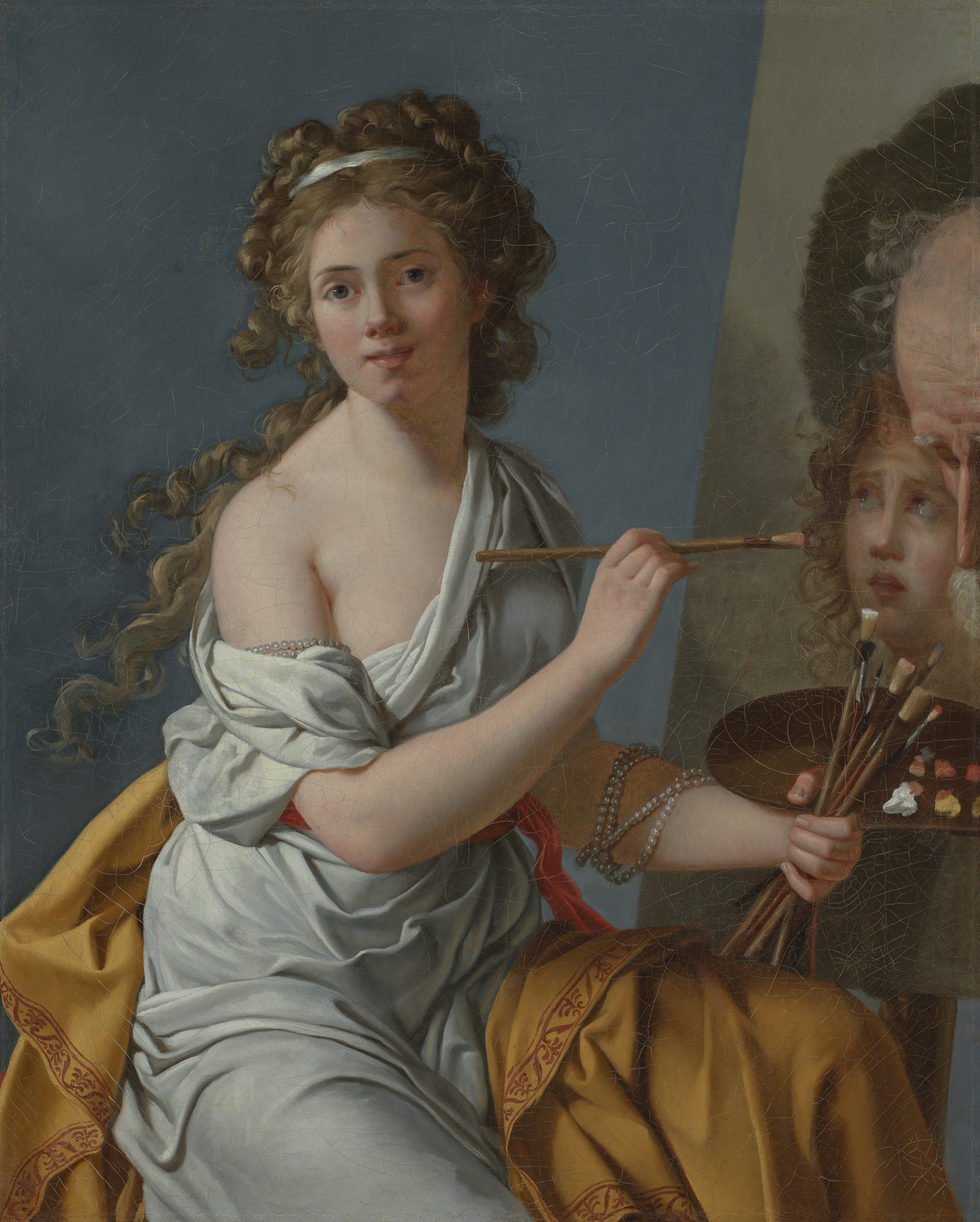
Marie-Guillemine Benoist, Autoportrait copiant le Bélisaire et l’enfant à mi-corps de David, 1786
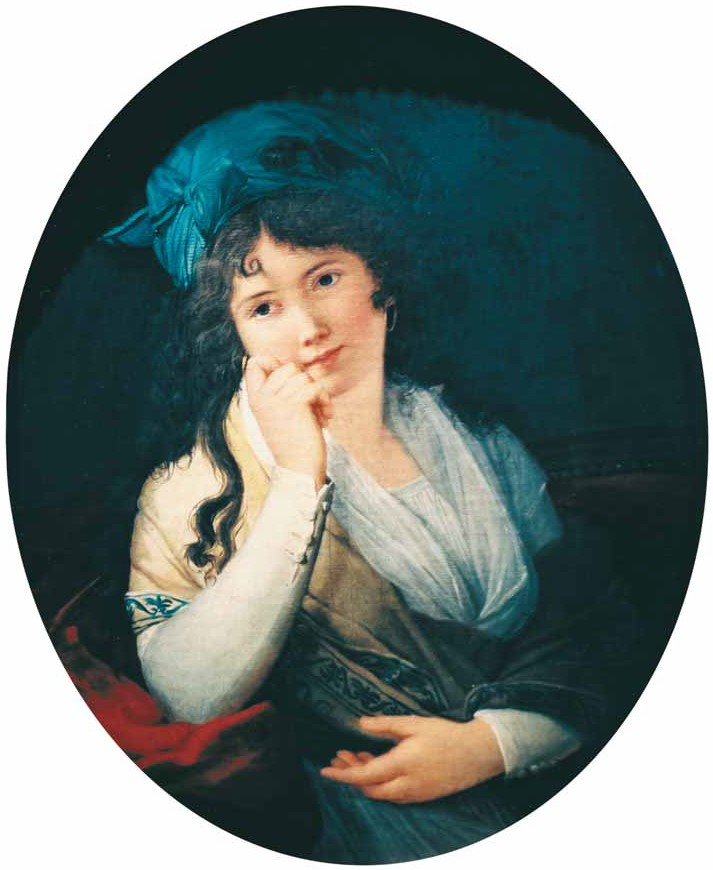
Marie-Guillemine Benoist, c.1796
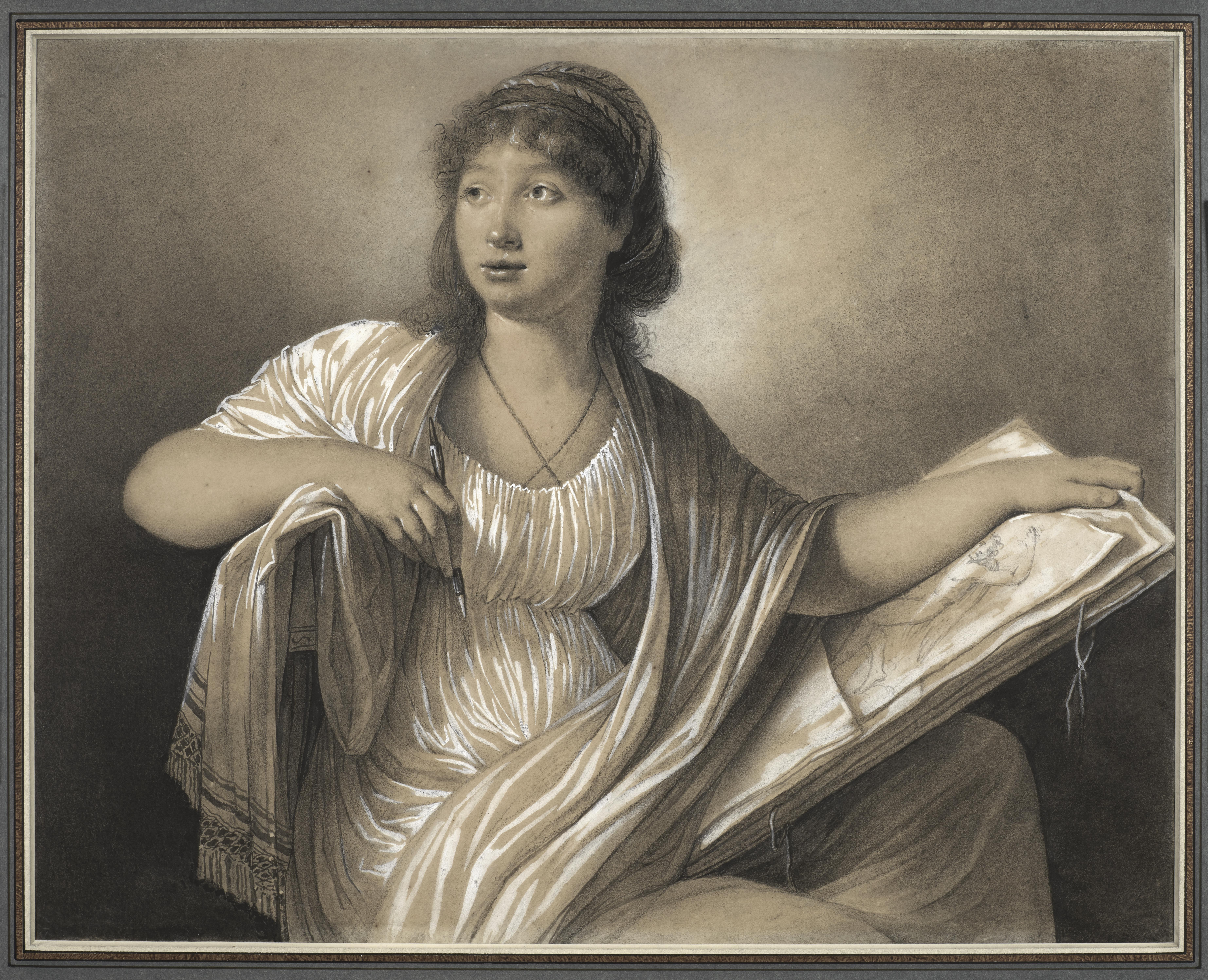
Anne Guéret, 1793
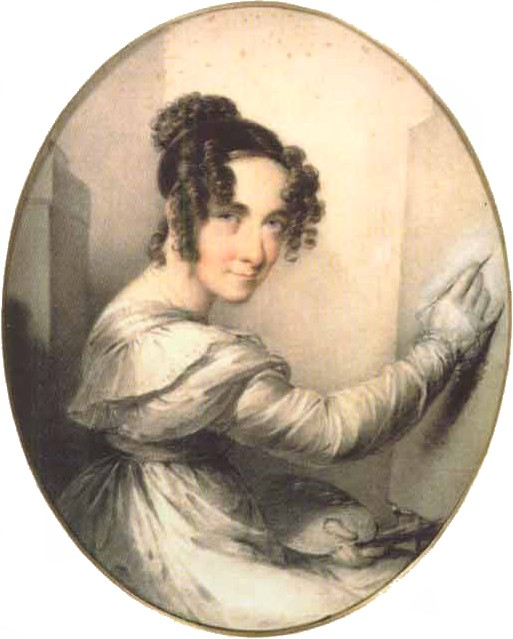
Therese aus dem Winckel

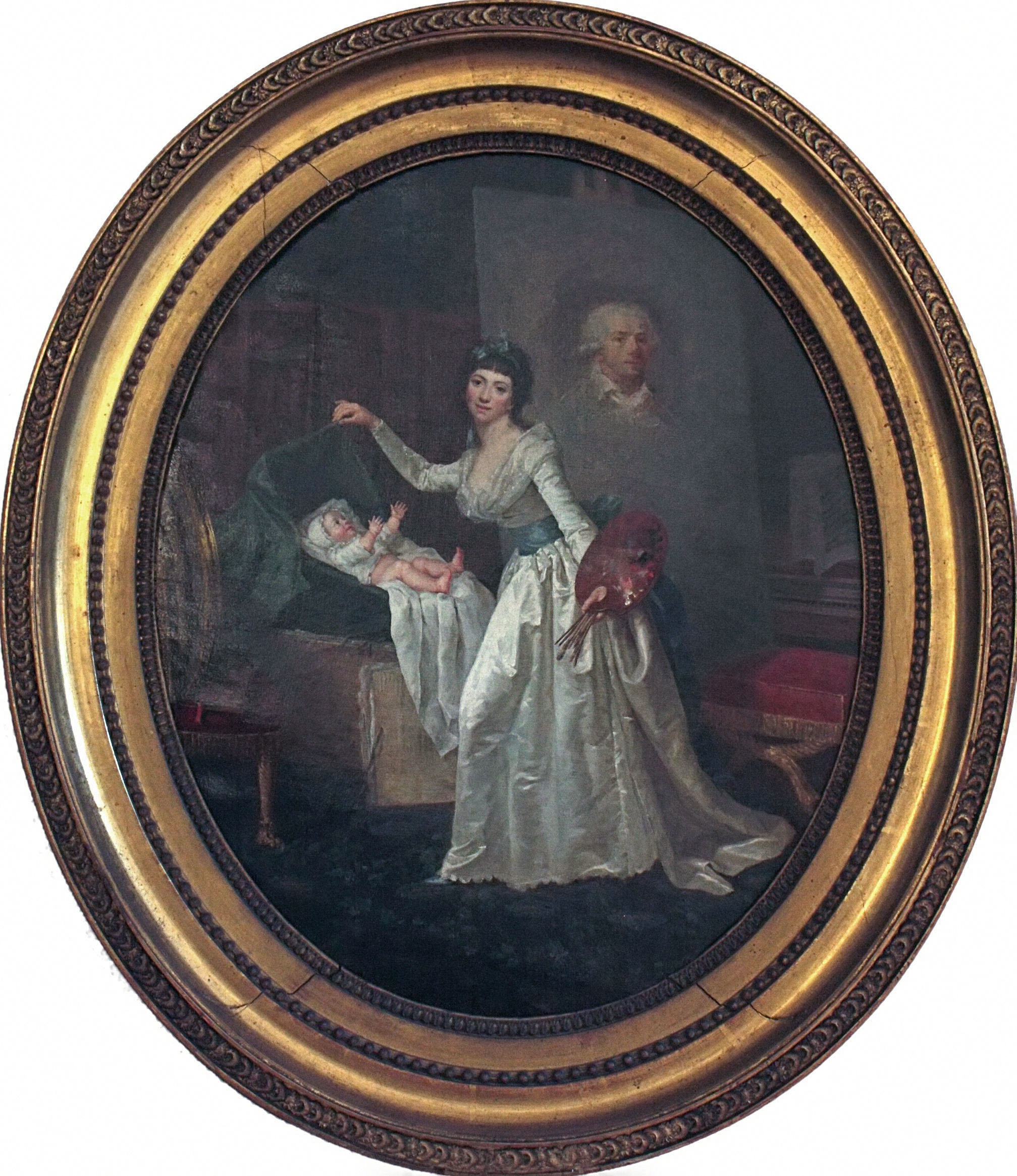
Marie-Nicole Vestier, L'Auteur à ses occupations, 1793

O período que tem sido chamado de “era de ouro do autorretrato feminino na França” foi interrompido pela Revolução e pelo Terror; salvo alguns eventos ocasionais, apenas continua a expor o salão do Louvre, que se tornou aberto a todas as mulheres segundo um princípio de igualdade entre elas, mas sob controle masculino onde a igualdade dos sexos defendida pelo Iluminismo é remetida ao esquecimento. Vigée Le Brun teve de se exilar e os seus maridos foram presos ou fugiram. Muitos retratos e pinturas do Antigo Regime, “sinais vergonhosos da aristocracia”, foram totalmente queimados e os de mulheres não escaparam. Além de gravuras e miniaturas, as encomendas de retratistas foram caindo. A "Sociedade Popular e Republicana das Artes", sucedendo à "Commune Générale des Arts" em 1793, excluía as mulheres, o que não teria grande impacto na sua atividade - tinham de trabalhar para viver -, mas indicava claramente a regressão de seu lugar político e social, e a orientação voltada para a procriação e a educação patriótica das crianças que deveriam tomar como temas de suas pinturas. Pouco antes do decreto de Jean Pierre André Amar que proíbe os clubes e sociedades femininas, com o fundamento principal de que "cada sexo é chamado a um tipo de ocupação que lhe é específica", a pintura de Marie-Nicole Vestier, esposa de François Dumont, L'Auteur à ses occupations, exposta no Salão de 1793, ainda retrata com humor o duplo papel da artista e dona de casa. A situação tornou-se mais dramática durante o Terror, quando Nicolas de Condorcet, um filósofo que se pronunciou a favor dos direitos das mulheres, morreu dois dias depois de ter sido preso; sua esposa e inspiração, Sophie de Condorcet, uma pintora amadora de quem conhecemos alguns autorretratos, escapou por pouco do cadafalso. O cunhado de Constance-Marie Charpentier, Danton, assim como Antoine Lavoisier, esposo de Marie-Anne Pierrette Paulze, estudante de David, foram guilhotinados em 1794; algumas semanas depois, Rosalie Filleul e sua amiga Marguerite Émilie Chalgrin, representante feminina da família de pintores Vernet, também foram decapitadas. O Diretório e o Consulado proclamam anistias e ordens de restauração, mas o Código Napoleônico sujeita as mulheres menores ao pai, ao irmão ou ao cônjuge e reduz o estatuto profissional das mulheres artistas. A divisão sexual da arte acentuou-se sob Napoleão: “para as mulheres, as lágrimas, os detalhes do cotidiano, o bonito, o fofinho, o “feminino”, o confinamento na família e a vocação materna”, comenta Marie-Jo Bonnet. Estas limitações não afastaram totalmente as mulheres pintoras, uma vez que havia 36 delas expondo no Salão em 1802 e 59 em 1808, mas a prática de autorretratos de prestígio para fins promocionais nunca mais voltaria a ocorrer.
Depois das provações revolucionárias e das decepções que se seguiram, o tempo foi de melancolia, ilustrado por La Mélancolie de Constance-Marie Charpentier, o Retrato de Charlotte du Val d'Ognes de Marie-Denise Villers e o autorretrato de Constance Mayer, todos os três de 1801; aquelas que superaram tempos difíceis aceitaram encomendas dos novos mestres, como Marie-Gabrielle Capet, ou Marie-Guillemine Benoist e os seus retratos de Napoleão, da Imperatriz Marie-Louise e dos Bonapartes, que no entanto teve que sacrificar a sua carreira em 1814 para não prejudicar, dizem-lhe, o avanço social de seu marido monarquista; outras, como Henriette Lorimier, Hortense Haudebourt-Lescot e Julie Duvidal de Montferrier, converteram-se a um gosto renovado pela Idade Média e à pintura de estilo trovadoresco, que atingiu o seu apogeu na Restauração.
A nova realeza reavivou um certo prestígio das profissões artísticas abandonadas desde 1789, e especialmente da economia que as acompanhava. Vários artistas profissionais ensinam em oficinas exclusivamente femininas ou mistas, como Marie-Victoire Jaquotot e Lizinska de Mirbel, pintoras oficiais dos monarcas, Hortense Haudebourt-Lescot, Marie-Élisabeth Blavot-Cavé e Sophie Rude. No Salão de 1835, a posição relativa das mulheres foi a mais forte alguma vez alcançada (17%), apesar de uma elevada taxa de recusa (25%, contra 13% dos homens), com sempre pinturas de flores, miniaturas, pinturas em porcelana, temas religiosos, e também, praticado mais por mulheres, o novo gênero histórico do trovador, mas nenhum autorretrato em 1835 nem em 1839. Havia até 297 mulheres no Salão organizado às pressas e sem júri após a Revolução francesa de 1848. Mas, como nos salões anteriores desde 1791, e em todos os do século XIX, muitas delas só expuseram uma ou duas vezes e hoje estão completamente esquecidas.

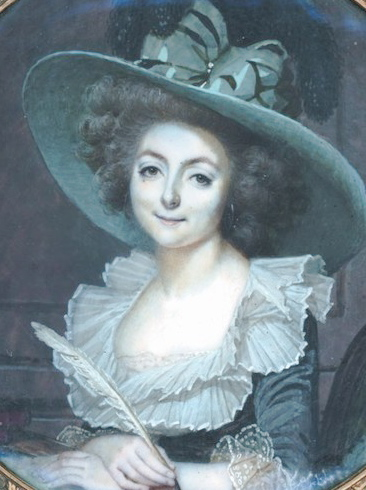
Sophie de Condorcet
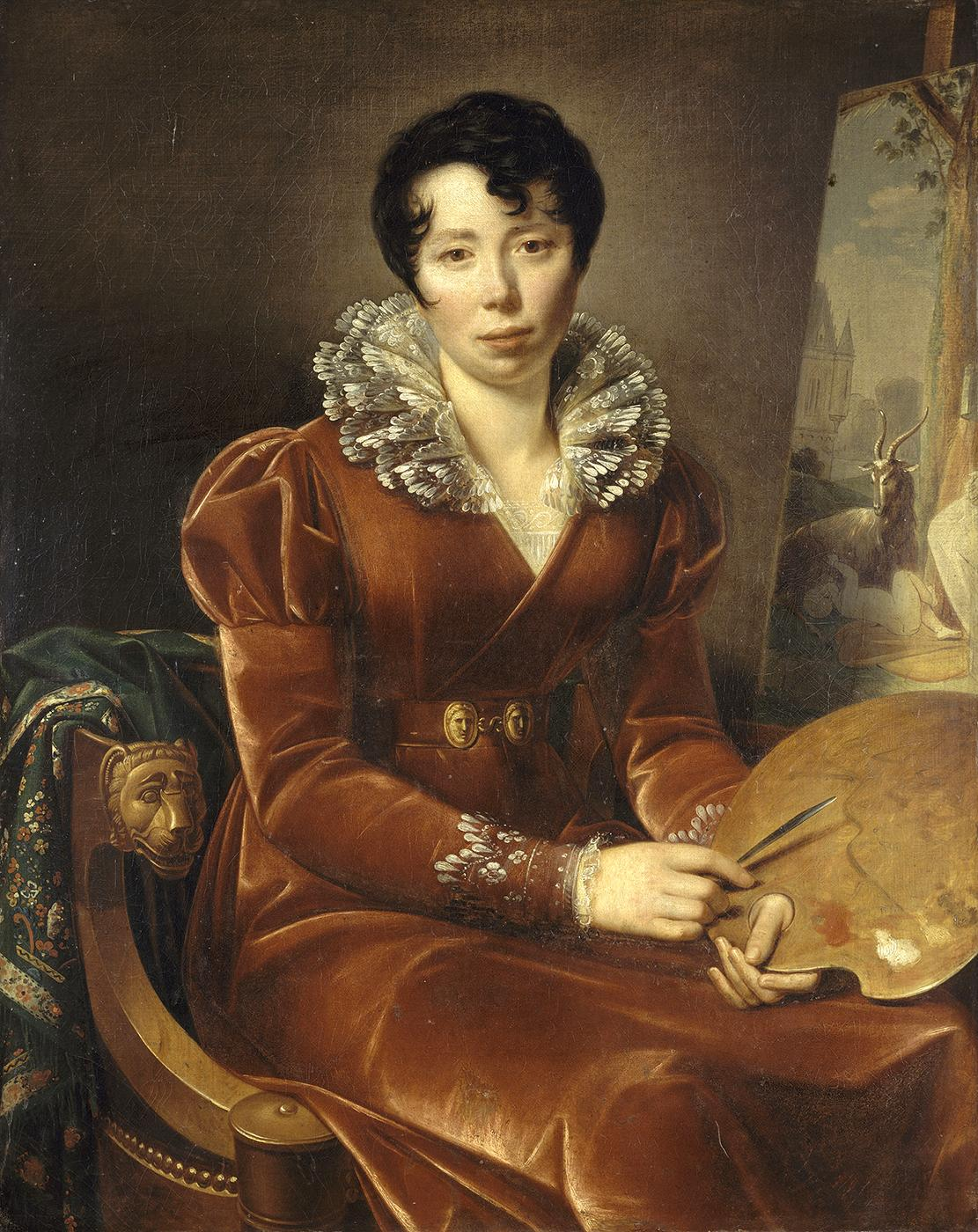
Henriette Lorimier, 1807
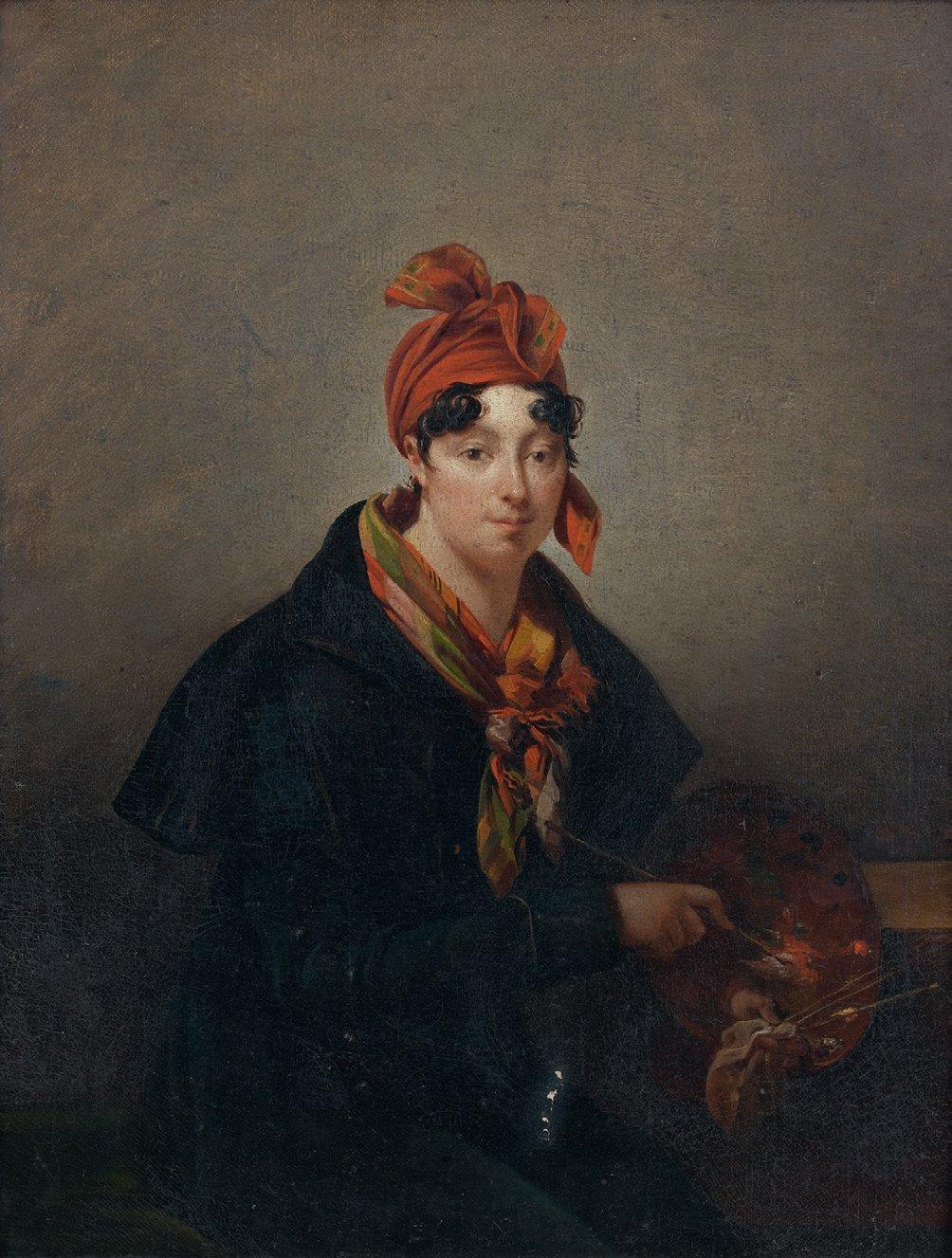
Hortense Haudebourt-Lescot
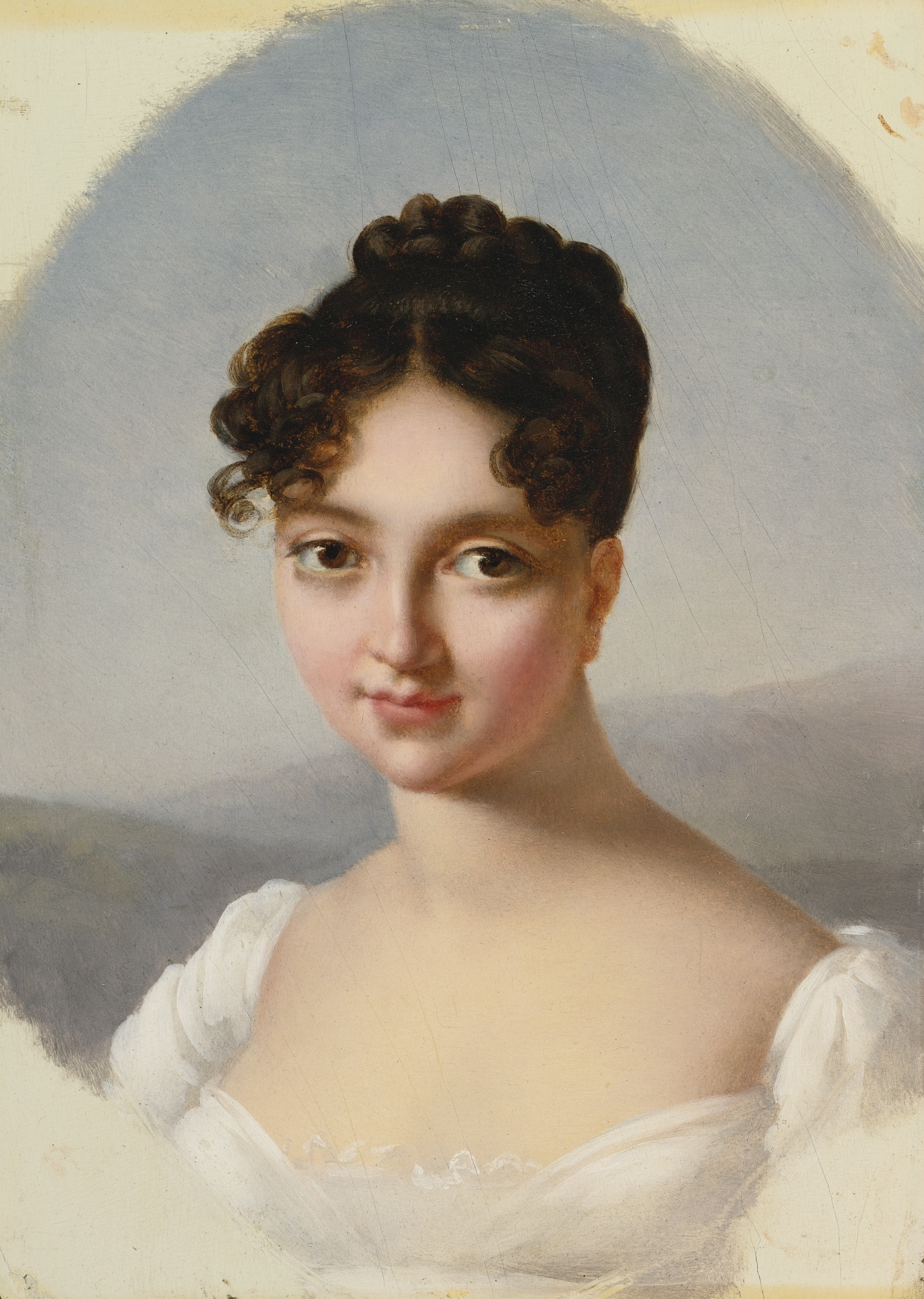
Marie-Victoire Jaquotot
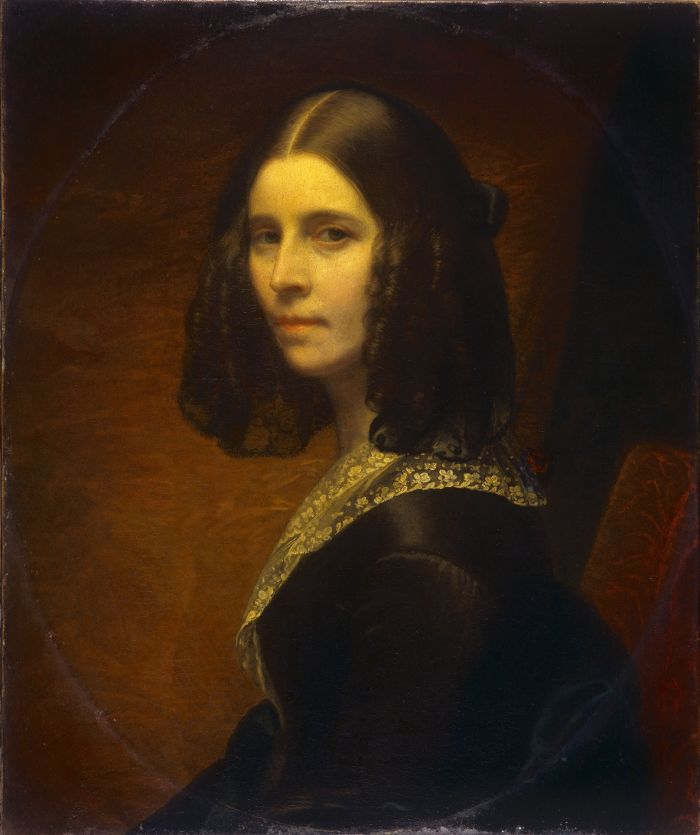
Sophie Rude, 1841
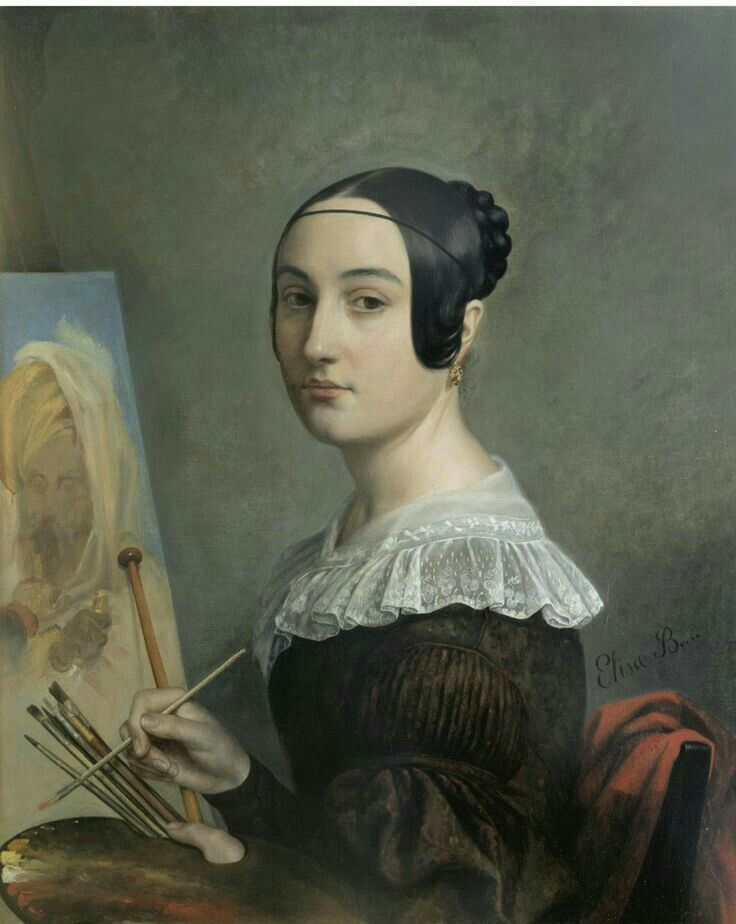
Marie-Élisabeth Blavot-Cavé, c.1850

### 1850-1920
Para as mulheres artistas, meados do século XIX corresponde na França ao fim do que Séverine Sofio chamou de “o parêntese encantado”. É também o fim da hierarquia dos géneros, minada nos últimos anos do século anterior por artistas que já não se reconheciam na relegação aos retratistas e aos géneros menores, e demasiado associados à Academia do Antigo Regime para revolucionários liderados por David. Se a atividade dos retratistas volta a florescer, é por outro lado para os autorretratos femininos o “apagamento da reivindicação das mulheres como artistas”.
Há pouco a dizer sobre o autorretrato feminino no início da segunda metade do século XIX na França, enquanto Anna Stainer-Knittel na Alemanha e Julie Wilhelmine Hagen-Schwarz na Rússia seguiram carreiras como retratistas e pintoras românticas, e na Inglaterra Elizabeth Siddal e Marie Spartali Stillman aderiram ao movimento pré-rafaelita, ao qual seria semelhante o simbolismo de Jeanne Jacquemin, simbolismo que também inspiraria Sophie von Adelung, e, em seus primórdios, Cornelia Paczka-Wagner, Jacqueline Marval, Dora Wahlroos e Nasta Rojc.

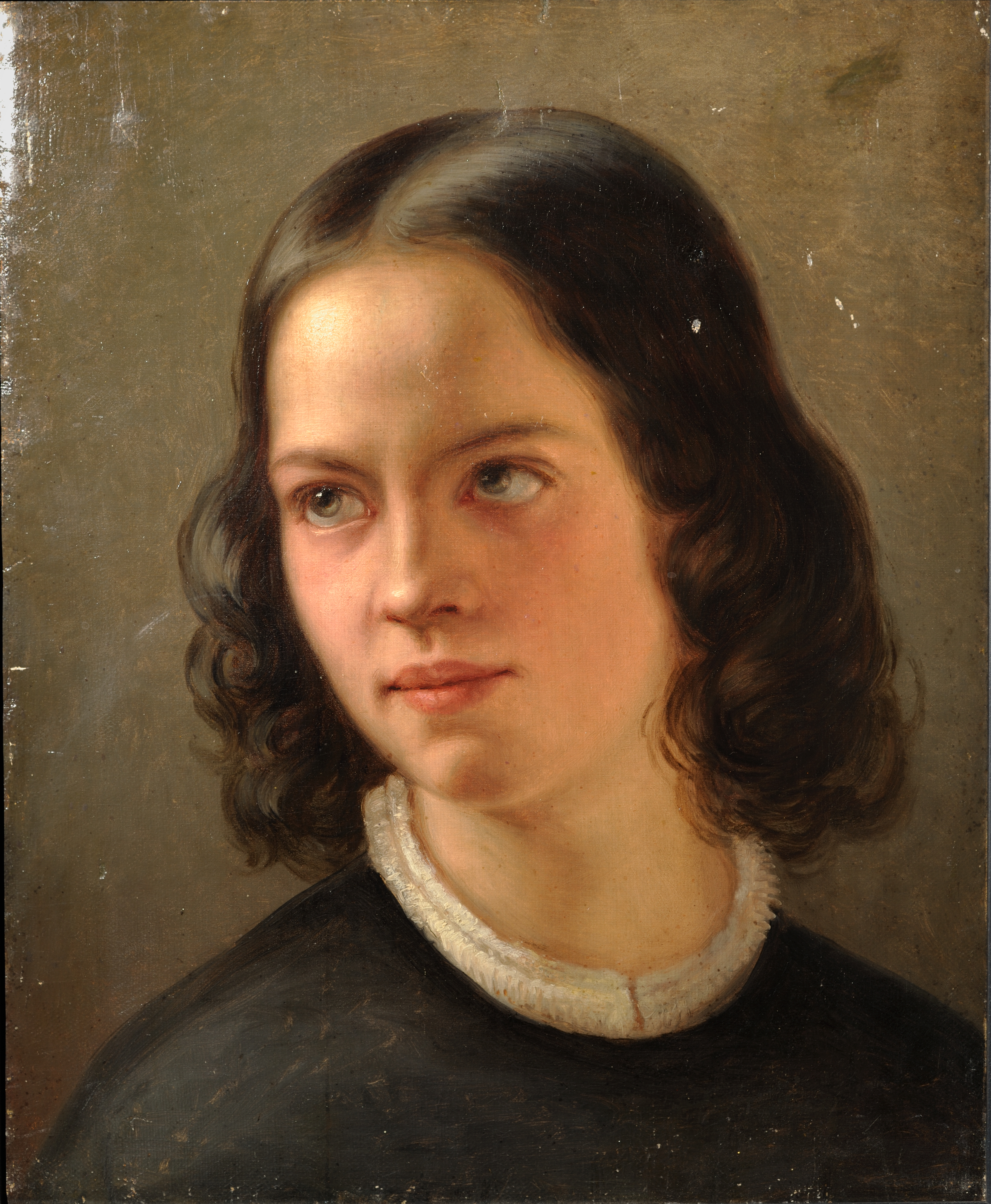
Julie Wilhelmine Hagen-Schwarz 1849
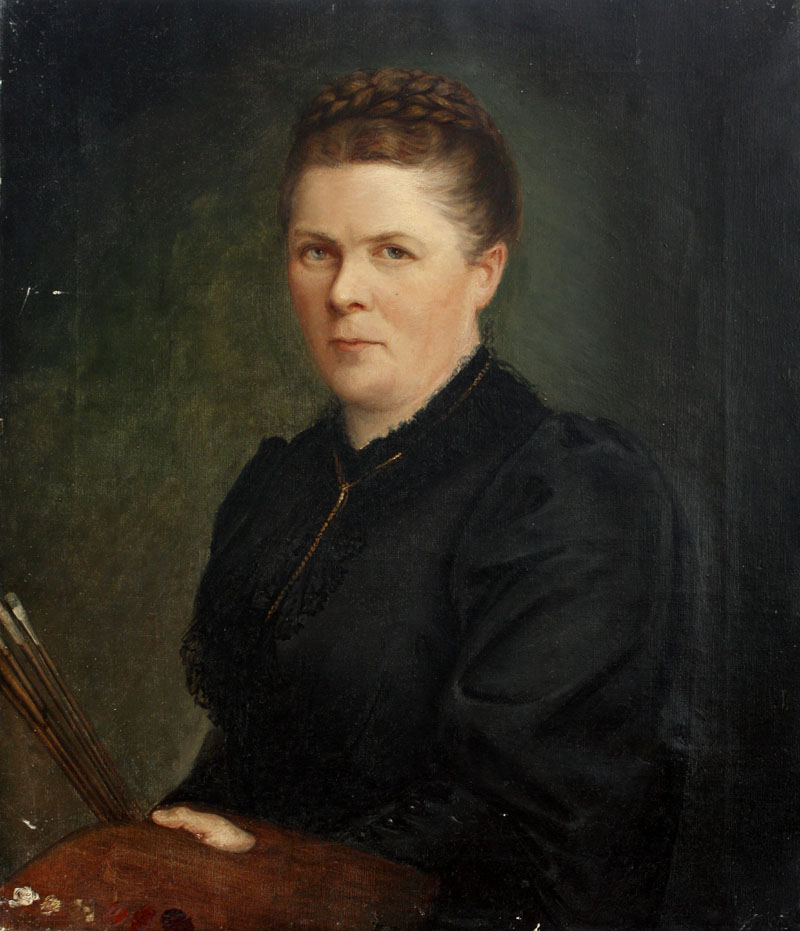
Anna Stainer-Knittel
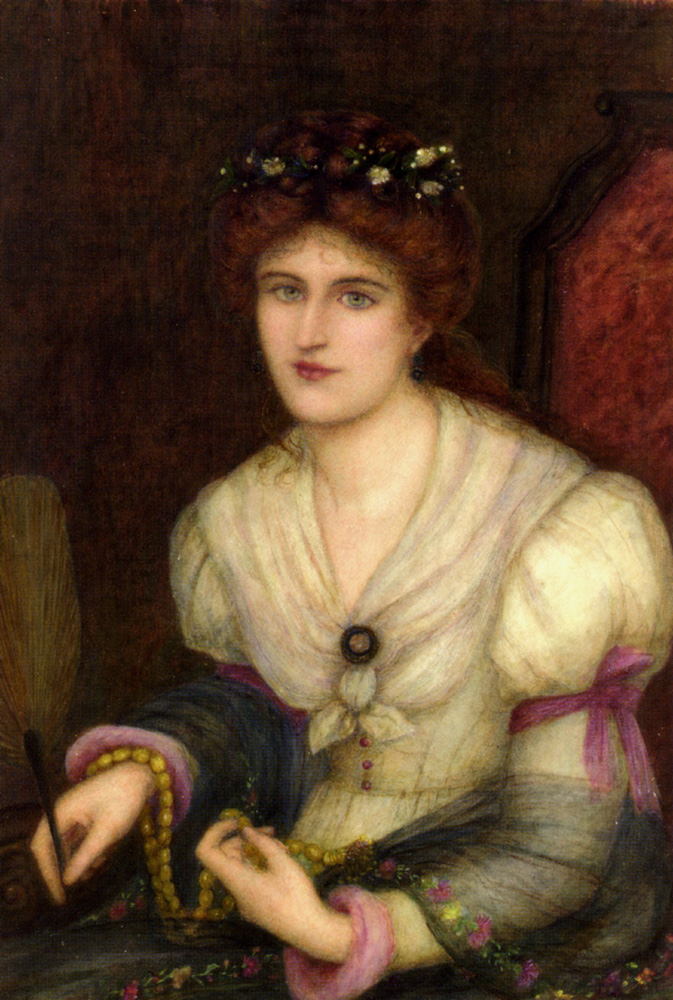
Marie Spartali Stillman, 1871
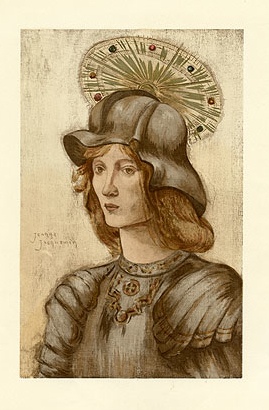
Jeanne Jacquemin, 1897
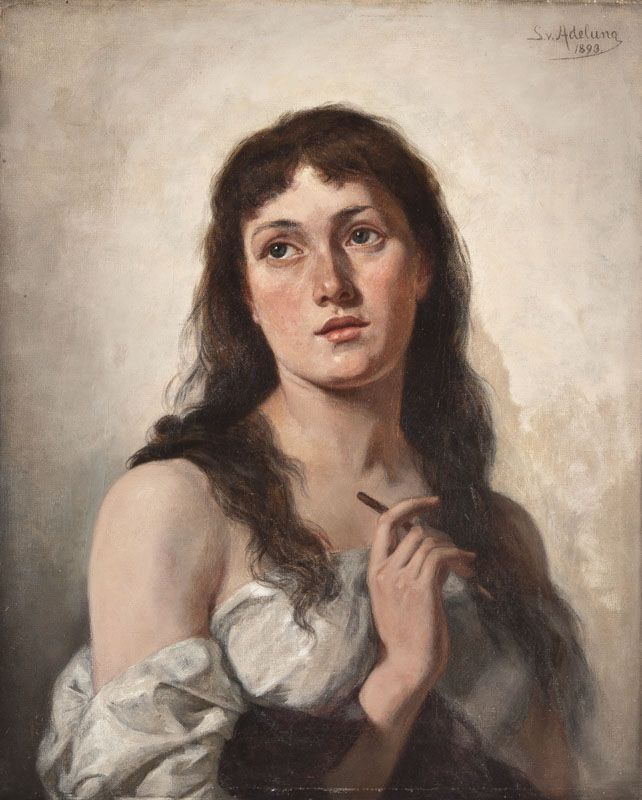
Sophie von Adelung, 1893
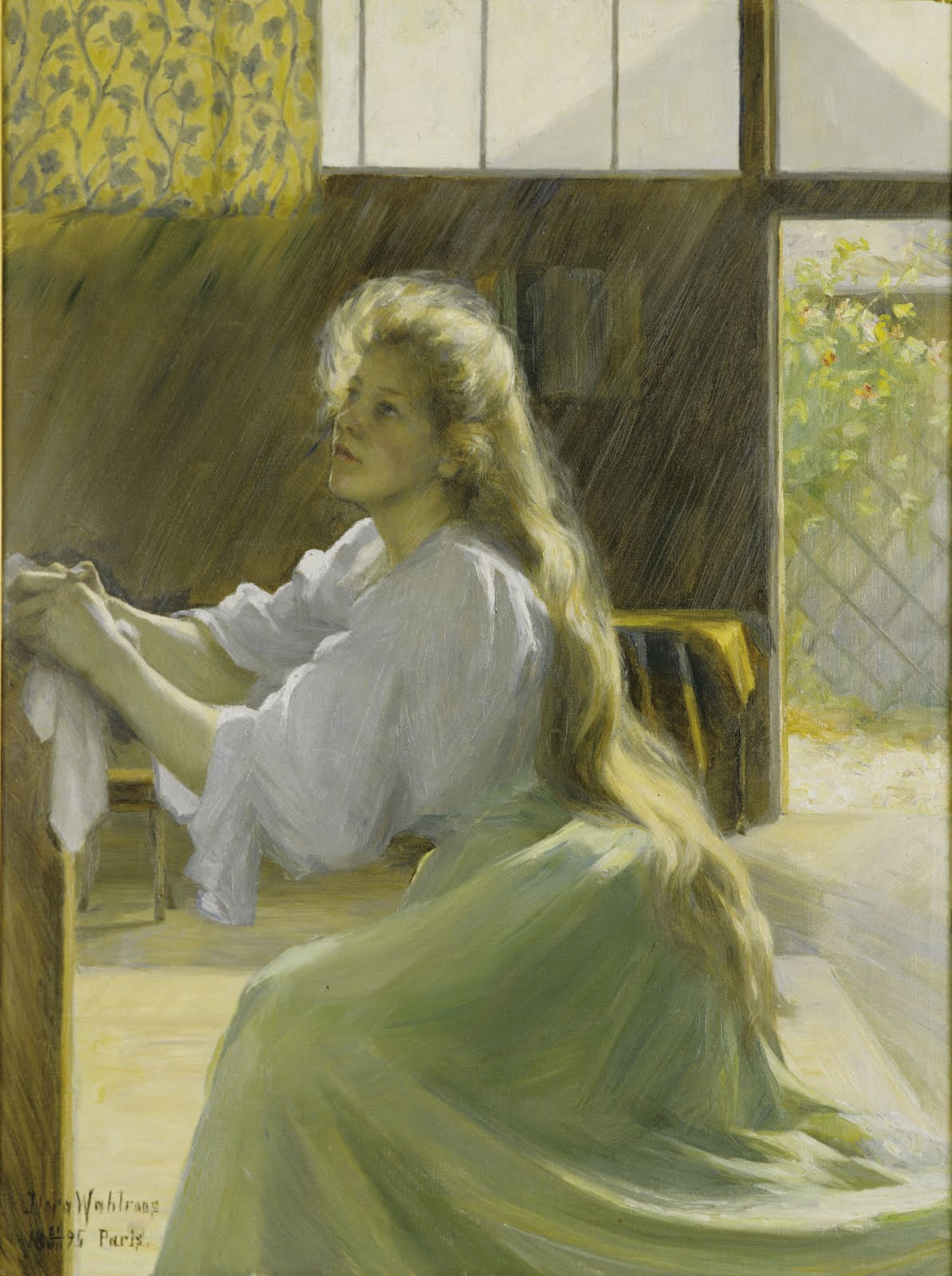
Dora Wahlroos, Inspiration, 1895

Pintora de retratos de sucesso em Londres, primeira mulher eleita para a Royal Society of British Artists (1901), Louise Jopling realizou cerca de dez autorretratos, em aquarela, pastel e óleo, incluindo dois com paleta e pincéis, onde aparece canhota no primeiro (1875), e não invertida no segundo (1888), talvez feito a partir de fotografia. No entanto, são os seus retratos de James McNeill Whistler e John Everett Millais os mais apreciados pela crítica e pelo público.
Ocorrida na década de 1860, a revolução impressionista colocou novamente as pintoras francesas no centro das atenções, com Berthe Morisot, Eva Gonzalès e Marie Bracquemond, a alemã Louise Catherine Breslau, e também as americanas que se juntaram a ela, Mary Cassatt, Lilla Cabot Perry, Cecilia Beaux e Alice Pike Barney. O velho refrão dos críticos de arte, mesmo querendo fazer um elogio, como “Essa mulher é um homem”, começa a ser menos ouvido. Infelizmente, exceto as três últimas, seus respectivos autorretratos podem ser contados nos dedos de uma mão.

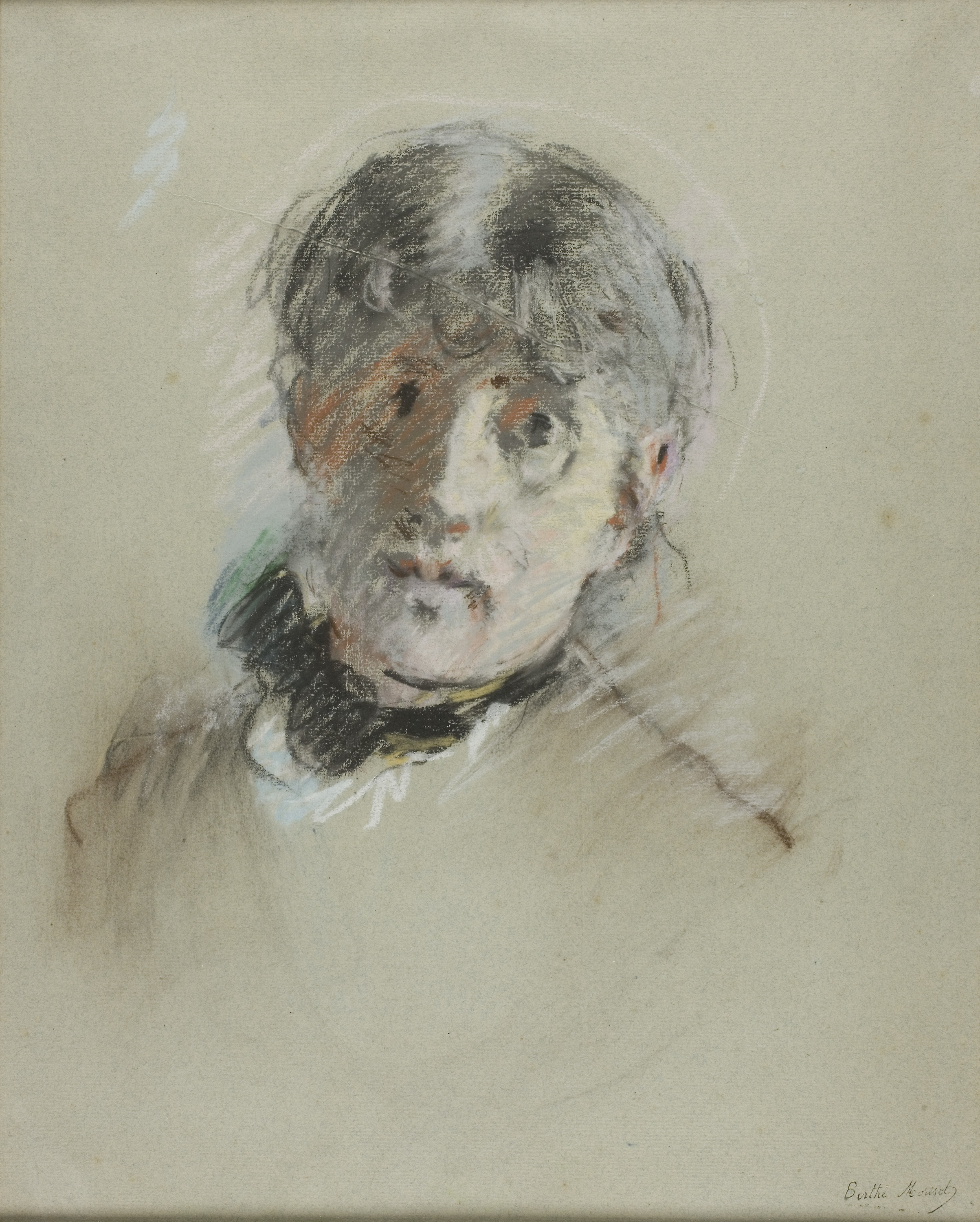
Berthe Morisot, c.1885
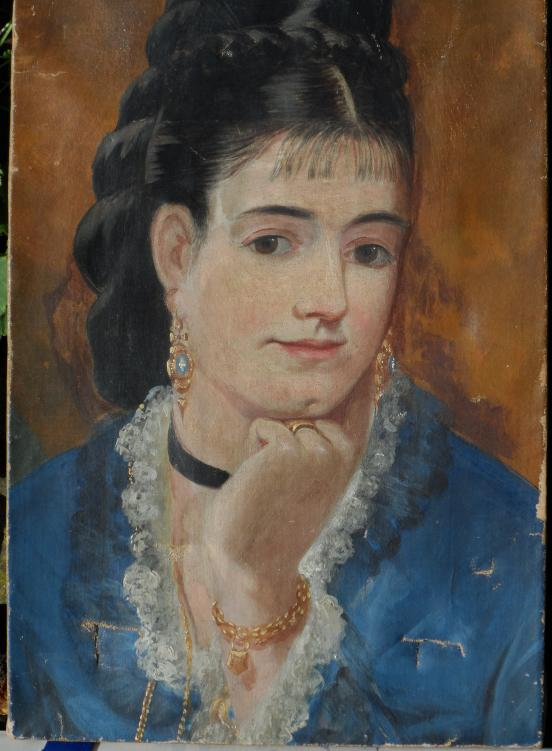
Eva Gonzalès
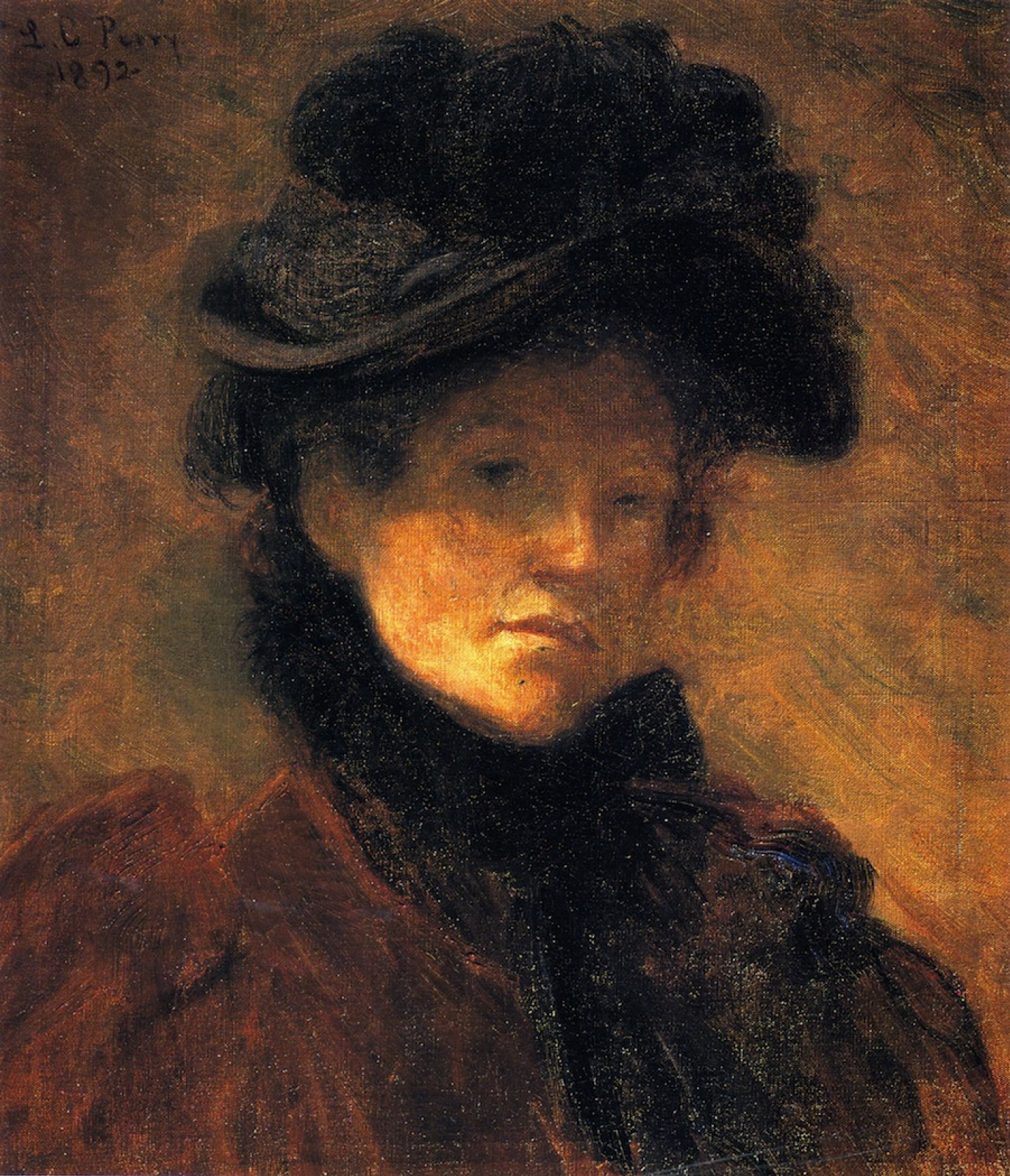
Lilla Cabot Perry, 1892
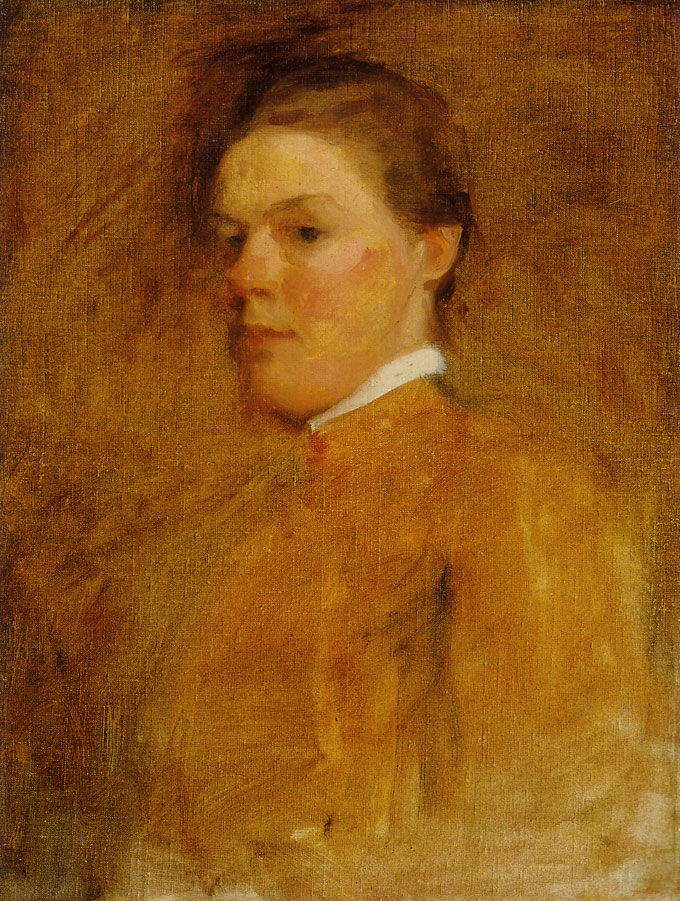
Cecilia Beaux, c.1880-85
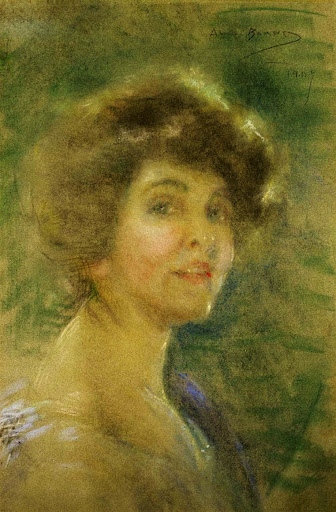
Alice Pike Barney c.1900

Noutros países onde o impressionismo continuou pouco apreciado, muitas mulheres continuaram a fazer autorretratos num estilo realista: Sabine Lepsius e Anna Bilińska destacam-se pela apresentação de rosto inteiro e em roupas de trabalho com paleta e pincéis, enquanto a polaca Maria Podlewska (1862-1948) está diante de um fundo vermelho que parece um fogo; Elin Danielson-Gambogi, Fanny Inama von Sternegg, Ivana Kobilca e Olga Boznańska fizeram autorretratos ao longo de suas carreiras.

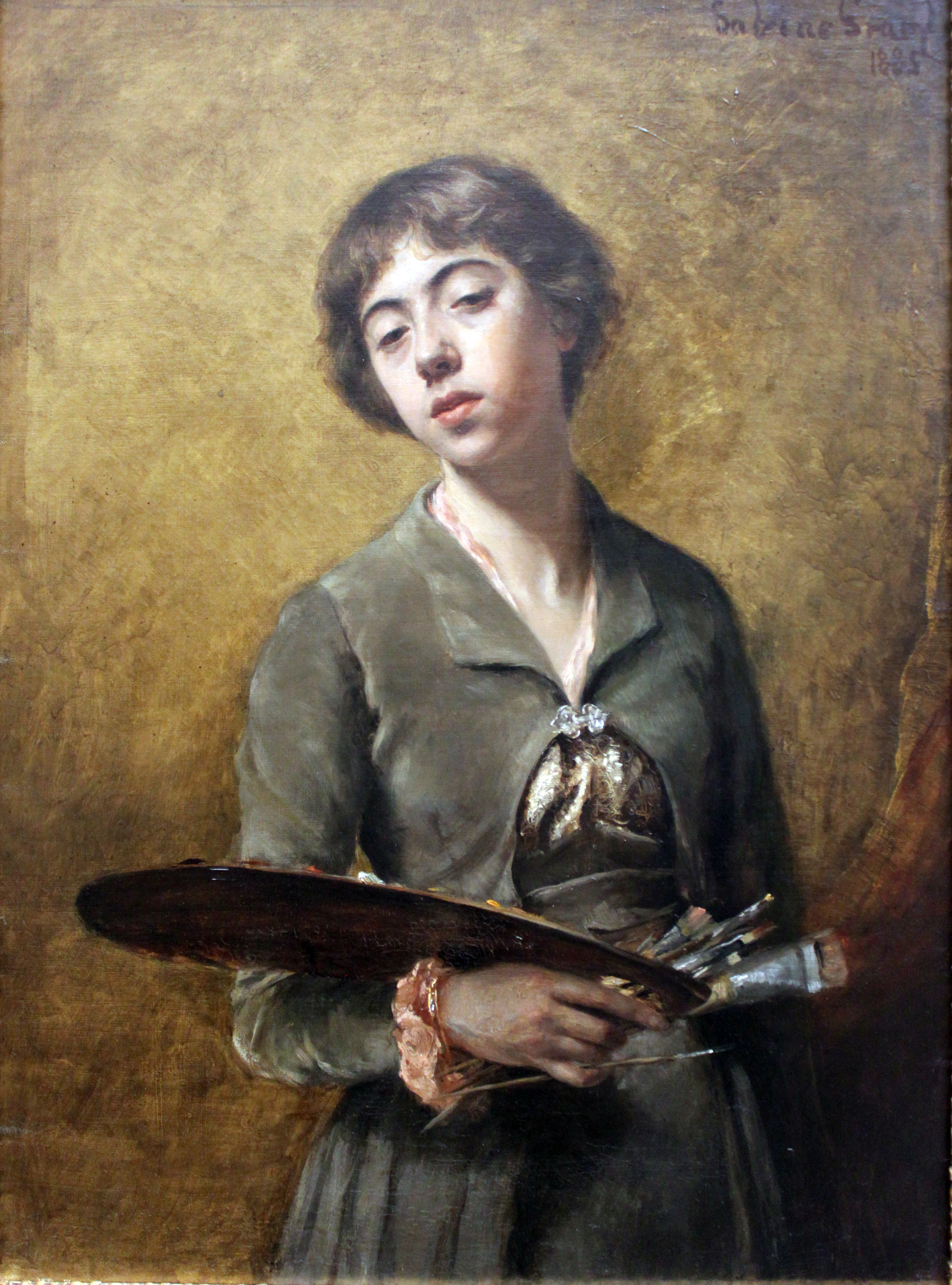
Sabine Lepsius, 1885
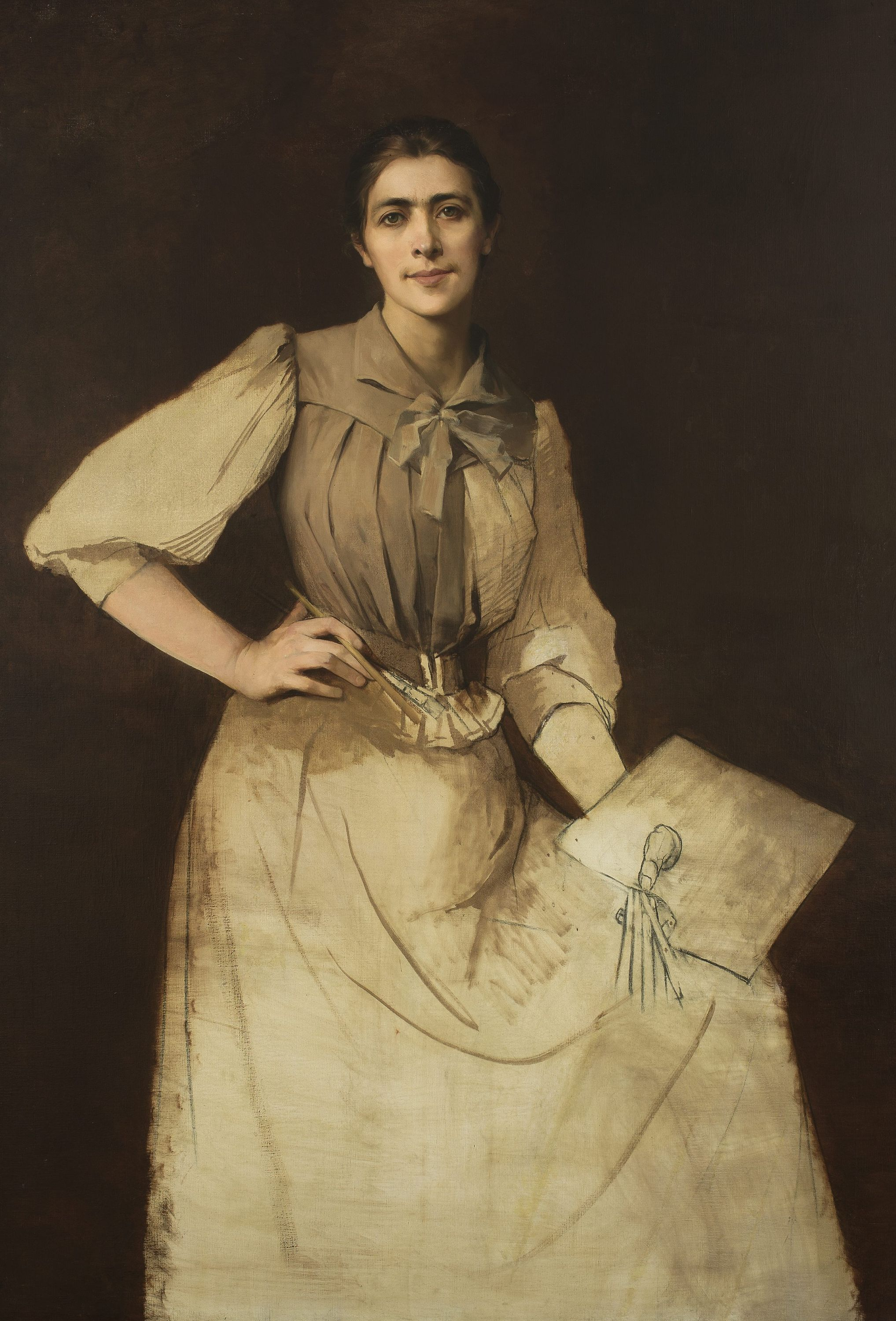
Anna Bilińska, 1892
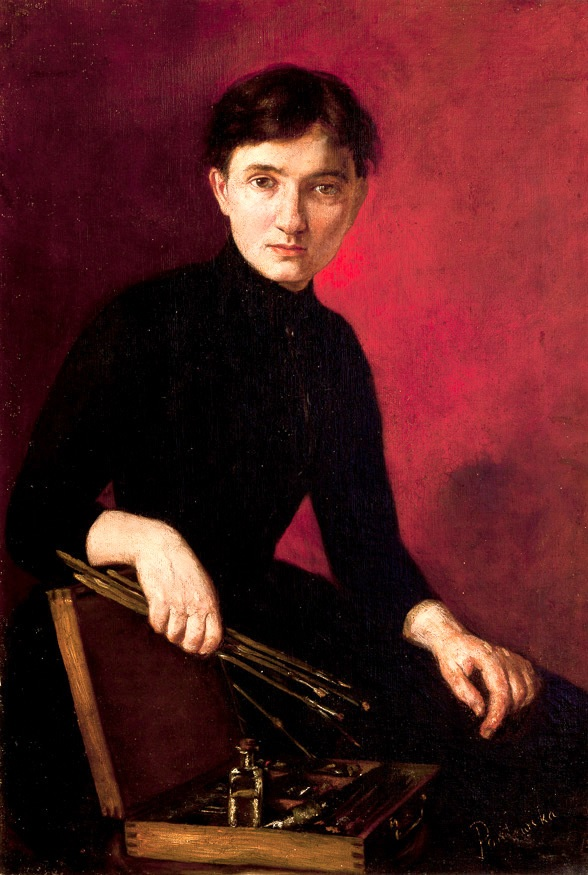
Maria Podlewska, c.1900
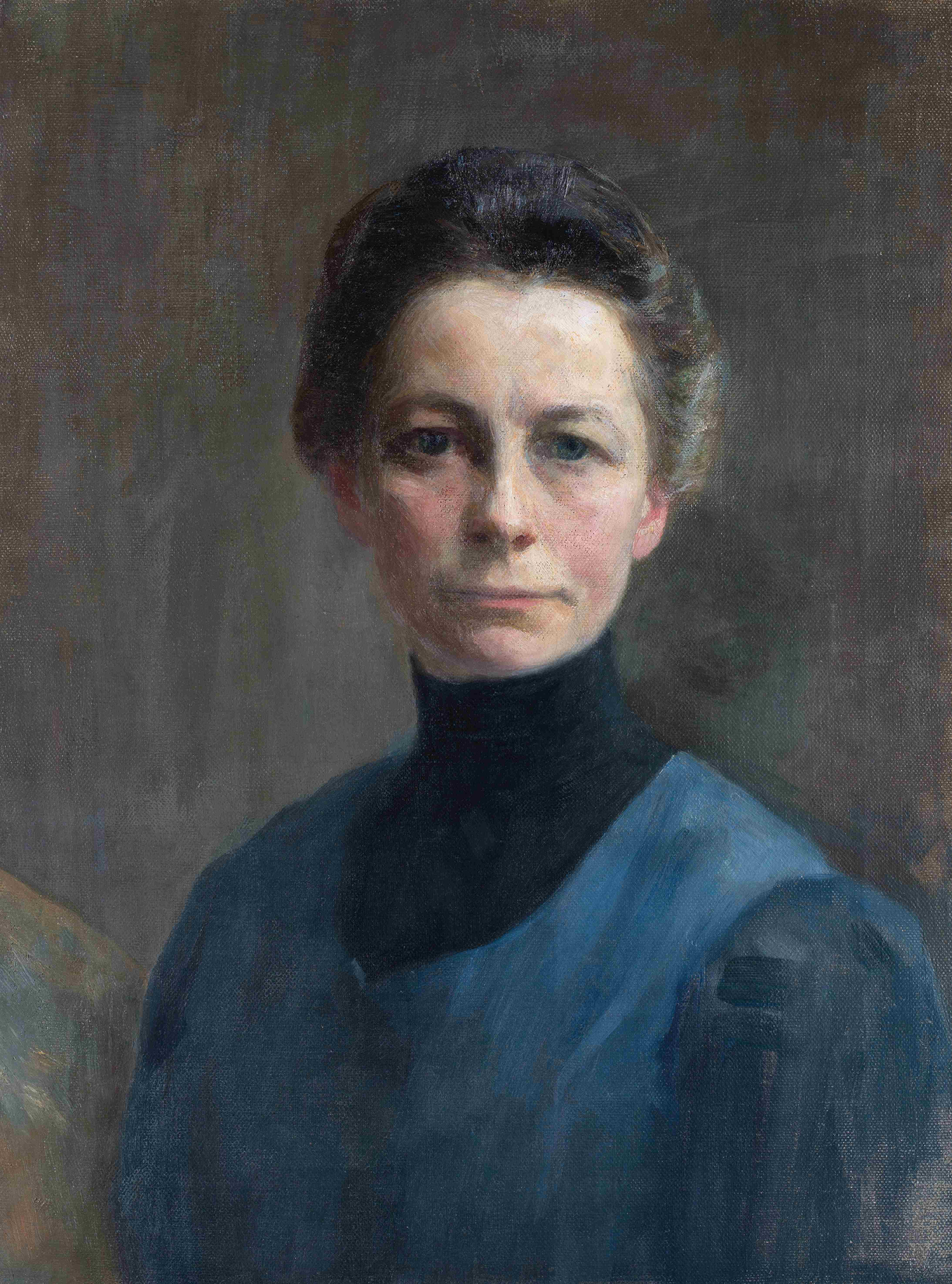
Ivana Kobilca, c.1893-95
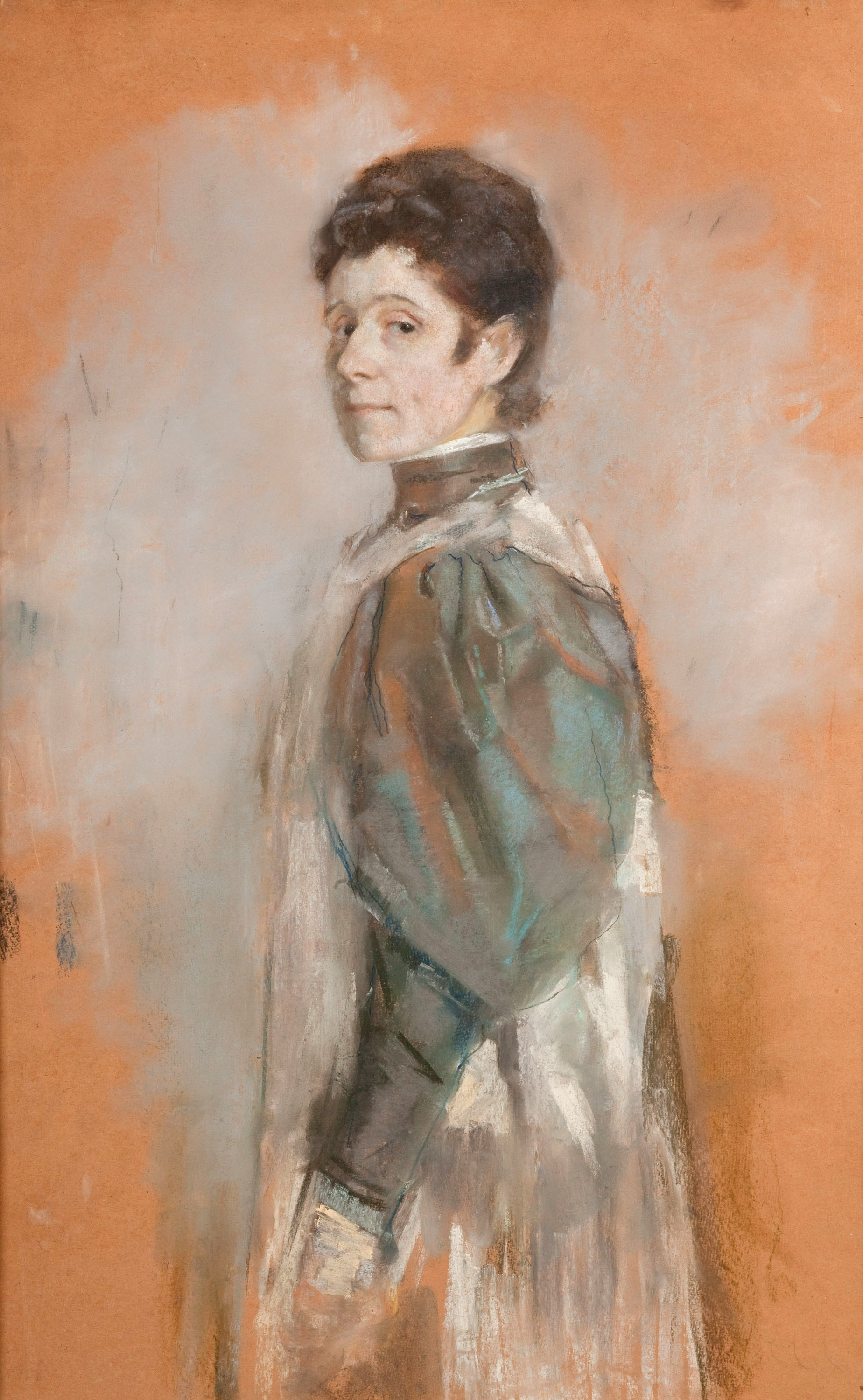
Olga Boznańska, 1898
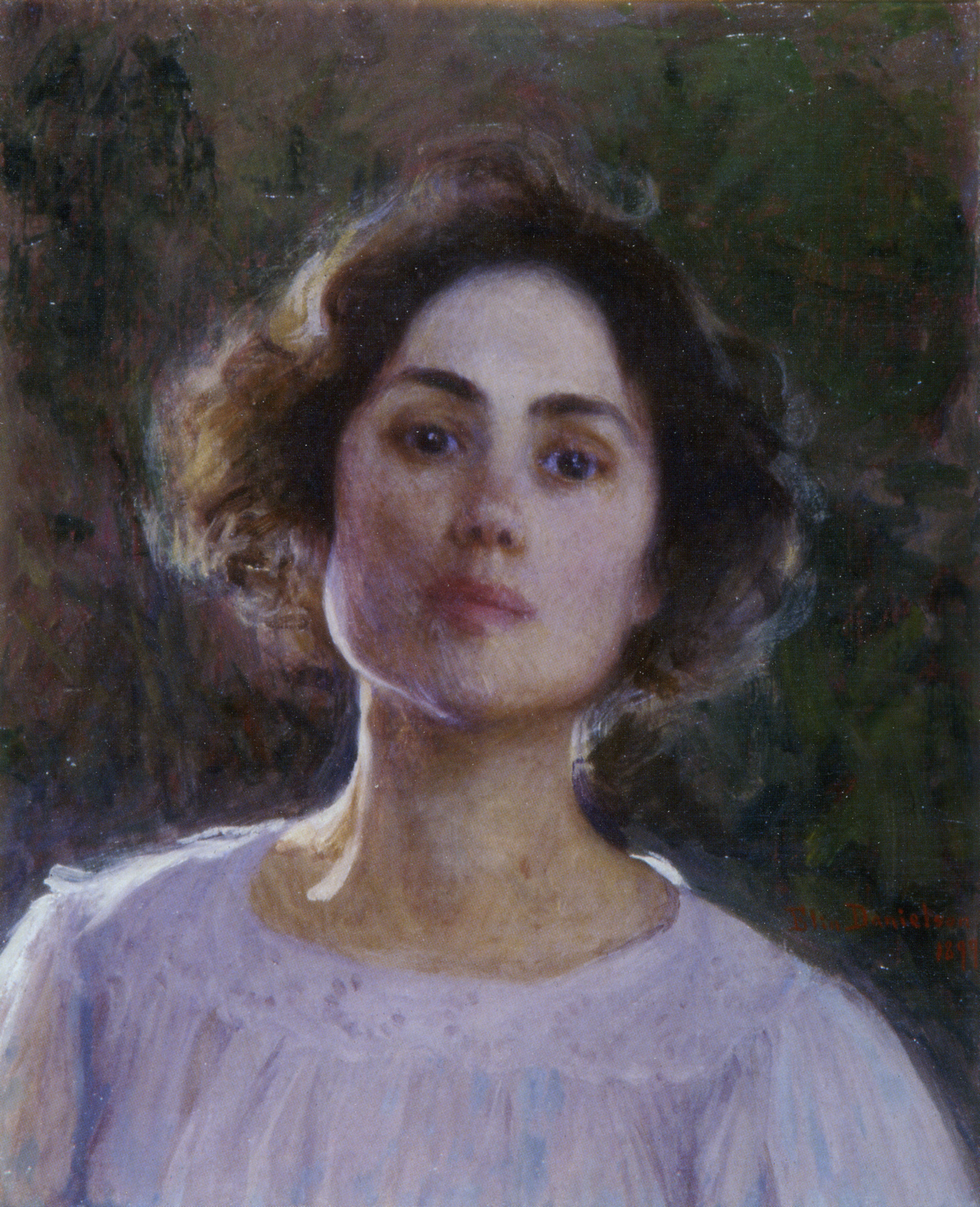
Elin Danielson-Gambogi 1899
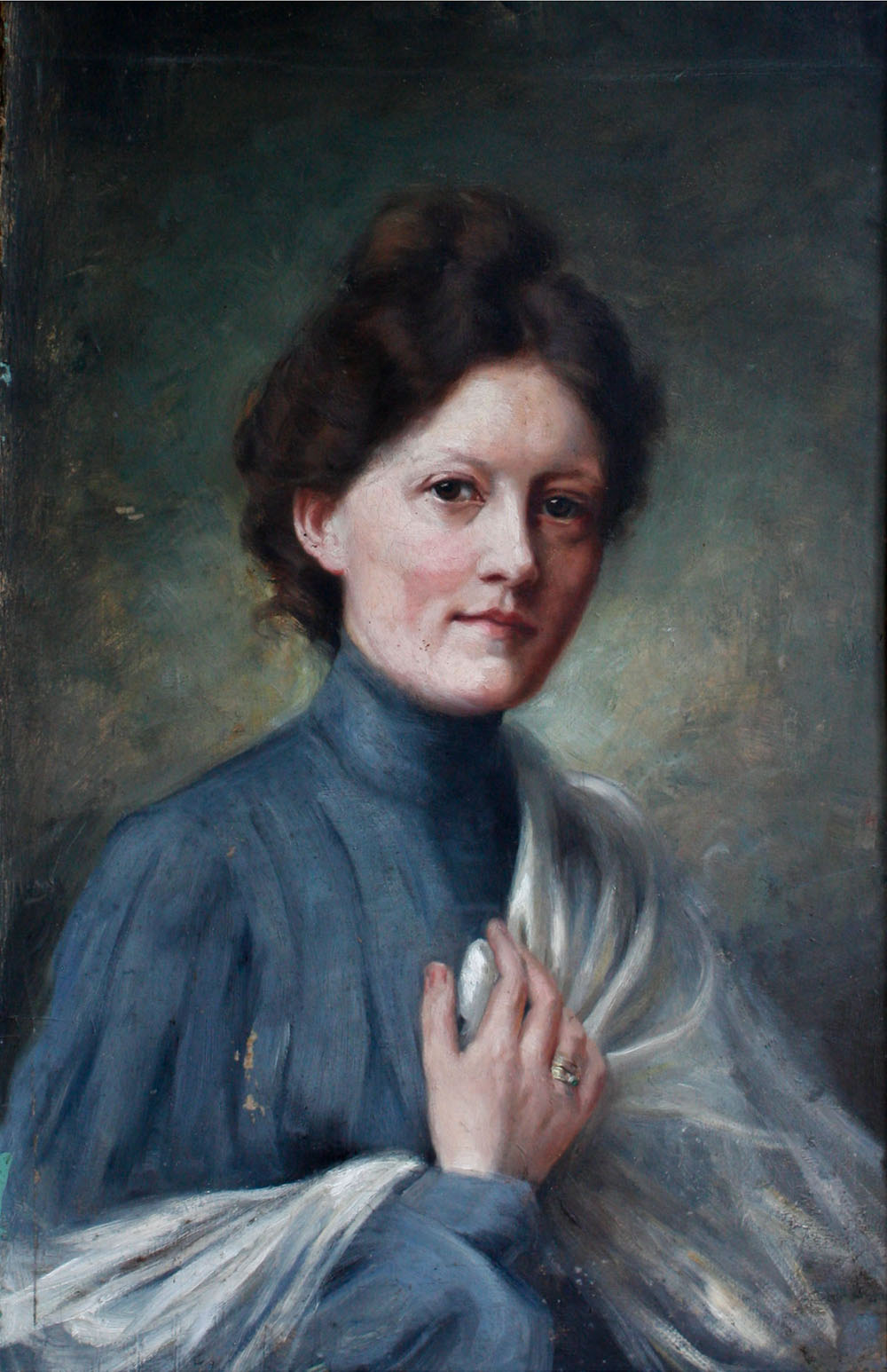
Fanny Inama von Sternegg

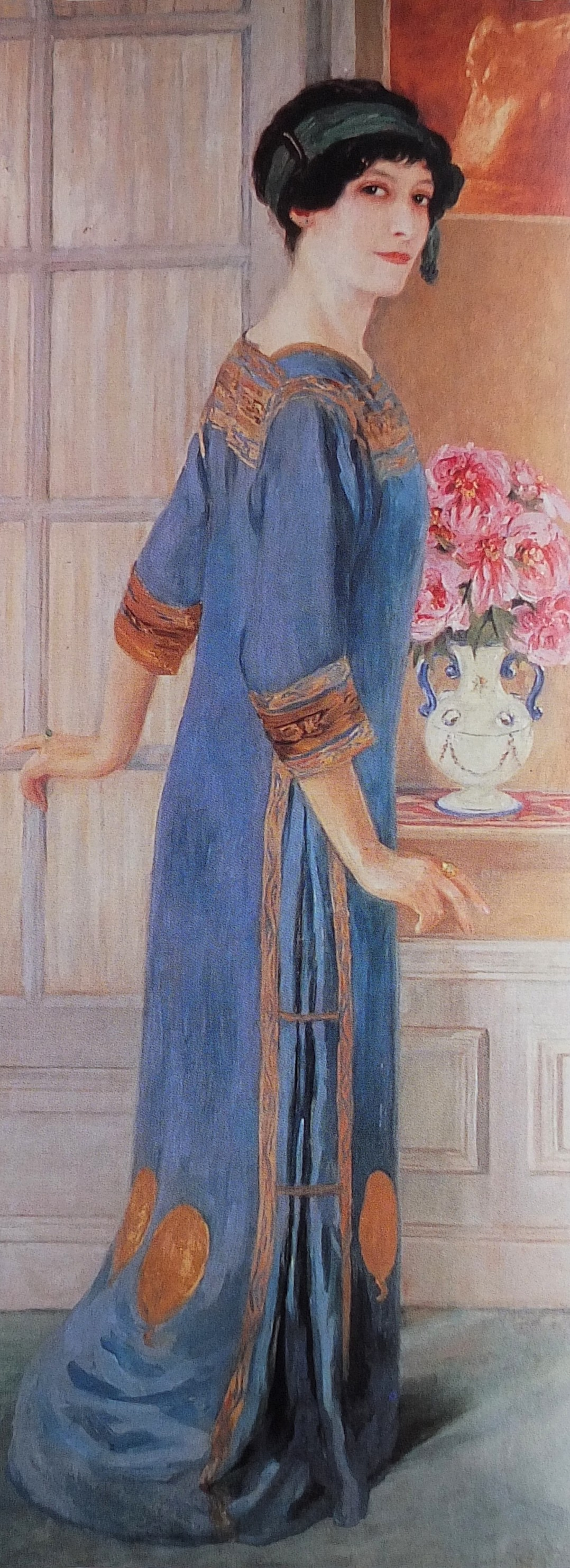
Clémentine-Hélène Dufau, 1911

Embora existiram escolas de pintura que aceitaram mulheres no Reino Unido (Slade School of Fine Art, Academia Real Inglesa, Escola de Arte de Glasgow), nos Estados Unidos (Cowles Art School em Boston, Academia de Belas-Artes da Pensilvânia em Filadélfia), na Suécia e noutros lugares, o prestígio de Paris é tal que muitas jovens pintoras vão para lá para treinar ou melhorar com mestres de renome como Charles Joshua Chaplin ou Carolus-Duran, e nas academias abertas às mulheres, sendo a Academia Julian e a Academia Colarossi as mais altamente avaliadas, ou as Académie de la Grande Chaumière, Académie de la Palette, Académie Ranson, Académie Vitti e Académie Delécluse; suas alunas que deixaram autorretratos são, entre outras, Marie Bashkirtseff, cuja curta carreira foi principalmente dedicada ao naturalismo e de quem sobreviveram muito poucas pinturas, Louise Catherine Breslau, Mina Carlson-Bredberg, Ellen Day Hale, Ellen Thesleff, Gwen John, Mathilde Battenberg, Maria Wiik, Ida Waugh, Emily Carr, Hélène Oettingen, Zinaïda Serebriakova, Käte Hoch, Kitty Lange Kielland, Eva Bonnier , Agnes Goodsir, Lydia Field Emmet, Bessie MacNicol, Elizaveta Kruglikova, Romaine Brooks, Agda Holst, Paula Modersohn-Becker, Tekla Michalina Nowicka-Kwiatkowska, Helene Schjerfbeck, Marie Vassilieff, Alice Halicka, Marie Vorobieff, Dod Procter, Tarsila do Amaral, Amrita Sher-Gil, Jeanne Bieruma Oosting, Fan Tchunpi, Georgette Chen, Lois Mailou Jones, e francesas como Victorine Meurent, Suzanne Valadon e Élisabeth Chaplin fazem parte do que se tem chamado de pós-impressionismo, e a Art Nouveau é representada por Jane Atché-Leroux e Clémentine-Hélène Dufau, a única mulher a expor no Musée d'Orsay na categoria de autorretrato.
Criado logo após o retrato de sua companheira Gabrielle D. Clements e duramente criticado pelo acadêmico e professor William Bouguereau, que recomendou contra sua exposição no Salon, o autorretrato de 1884-1885 de Ellen Day Hale, filha de uma eminente família de Boston, para quem ela se recusa a modificar qualquer coisa (a mão direita, o penteado “estilo cachorro”, reservado para mulheres de “moral questionável” e sinal de reconhecimento entre mulheres homo ou bissexuais), é agora uma das as joias da coleção de autorretratos do Museu de Belas Artes de Boston. No entanto, não devemos esquecer o movimento simbolista, mesmo que não haja muitas mulheres artistas que se representem. Citemos, no entanto, Sarah Bernhardt com o autorretrato-tinteiro com a figura de uma quimera ou mesmo Jeanne Jacquemin cujos pastéis são todos autorretratos sob diferentes temas, Cristo, Saint-Georges etc.
No final do século XIX, como escrevem Cécile Jauneau e Frances Borzello, surgiu uma nova representação das mulheres pintoras: “Mostramos a roupa de trabalho, o cabelo desgrenhado, a ausência de maquilhagem. A artista pinta-se como se vê no espelho, e não como uma dama da boa sociedade com roupas inadequadas para pintar", "descrevem-se em seu cavalete, convenientemente vestidas com blusas ou aventais, segurando seus pincéis e suas paletas e profundamente concentrados, testemunhando a seriedade com que consideram o seu lugar no mundo da arte”: é o caso, entre outros, de Aniela Poraj-Biernacka, Marie Bashkirtseff, Elisabeth Keyser, todos os três em 1880, Augusta Roszmann, Anna Bilińska, Thérèse Schwartze, Milly Childers, Mina Carlson-Bredberg, Helen Mabel Trevor, Marie-Louise Bion, Maria Wunsch, Lluïsa Vidal, Elin Danielson-Gambogi...
Os primeiros impulsos das vanguardas não figurativas, o pré-cubismo ao qual Marie Laurencin e Jeanne Hébuterne aderiram parcialmente, o cubismo com Nadejda Udaltsova, Alice Bailly, Marie Vorobieff e Alice Halicka, dificilmente produziram autorretratos convincentes. Na Rússia e depois em França, Zinaida Evgenievna Serebriakova fez numerosos autorretratos ao longo da sua vida, sozinha ou com os filhos; Natalia Goncharova, no seu autorretrato de 1907, ainda não era fã do efémero Raionismo, e Olga Rosanova, mais tarde conhecida pela sua filiação ao Suprematismo, autora de autorretratos de desenho muito precisos e semelhantes, parece inspirar-se no aquele de 1912, pintura de arte popular. Olga Gummerus-Ehrström adotou o pontilhismo em seus autorretratos de 1911.

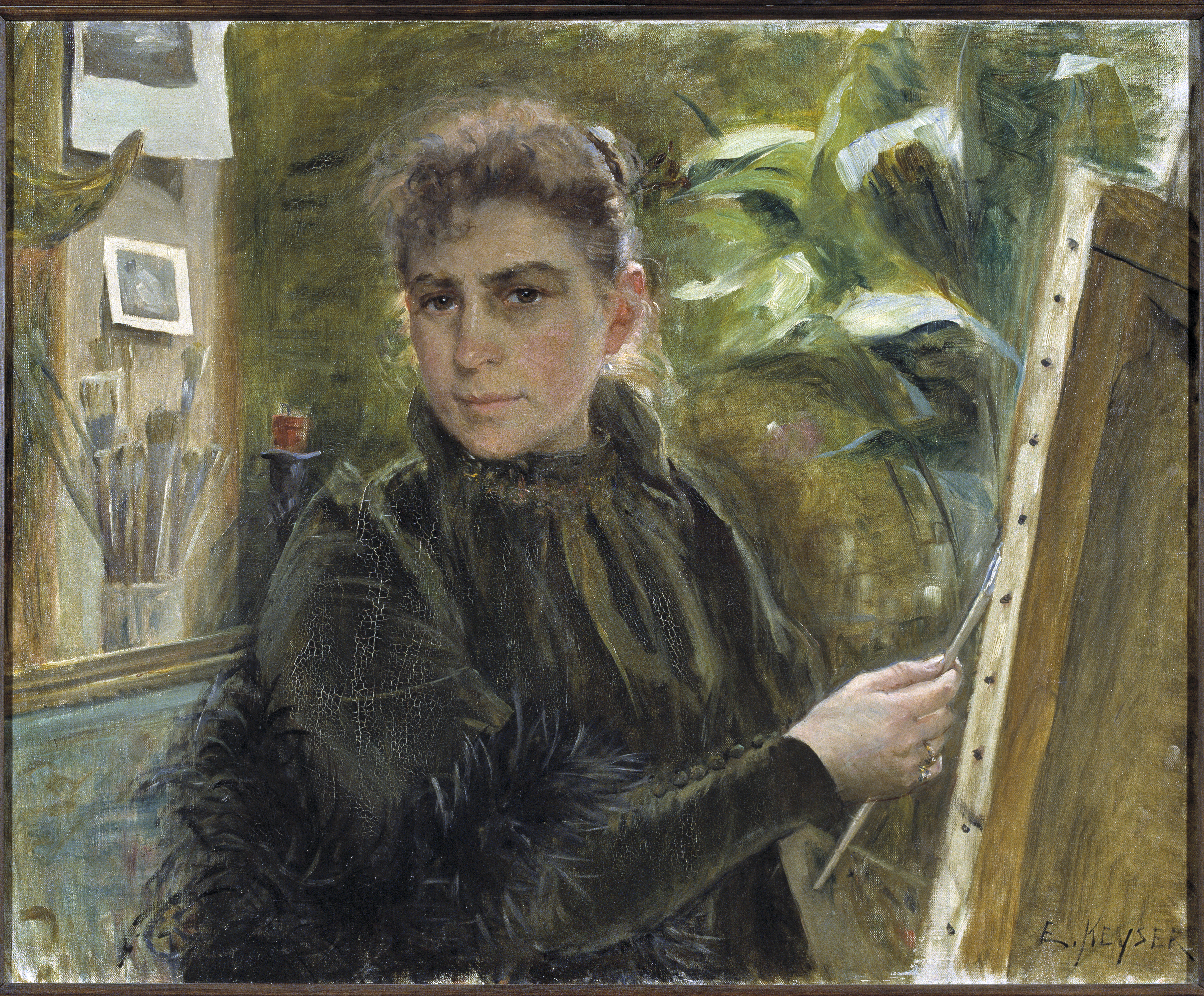
Elisabeth Keyser, c.1880
Anna Bilińska, 1887
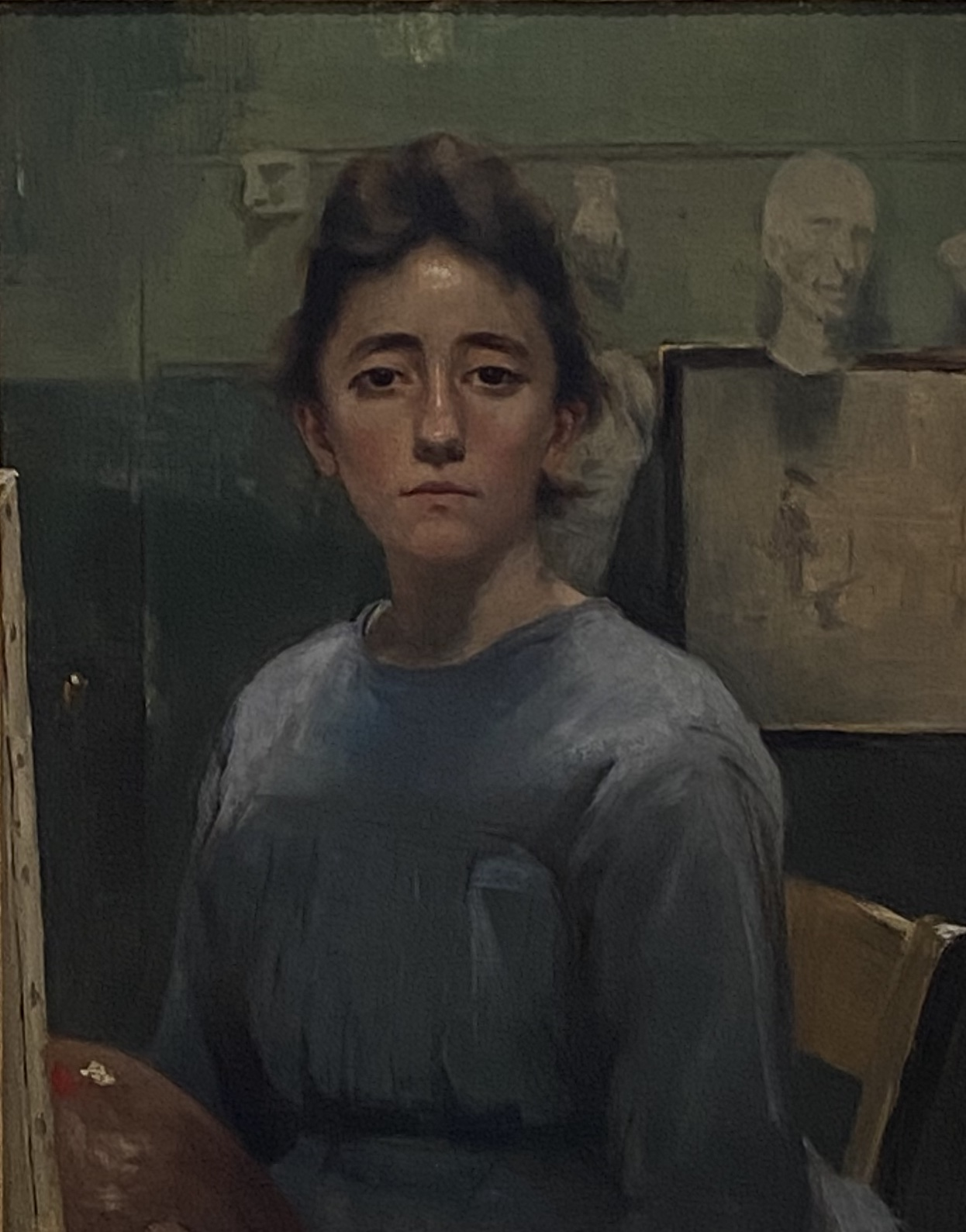
Augusta Roszmann, 1885-90
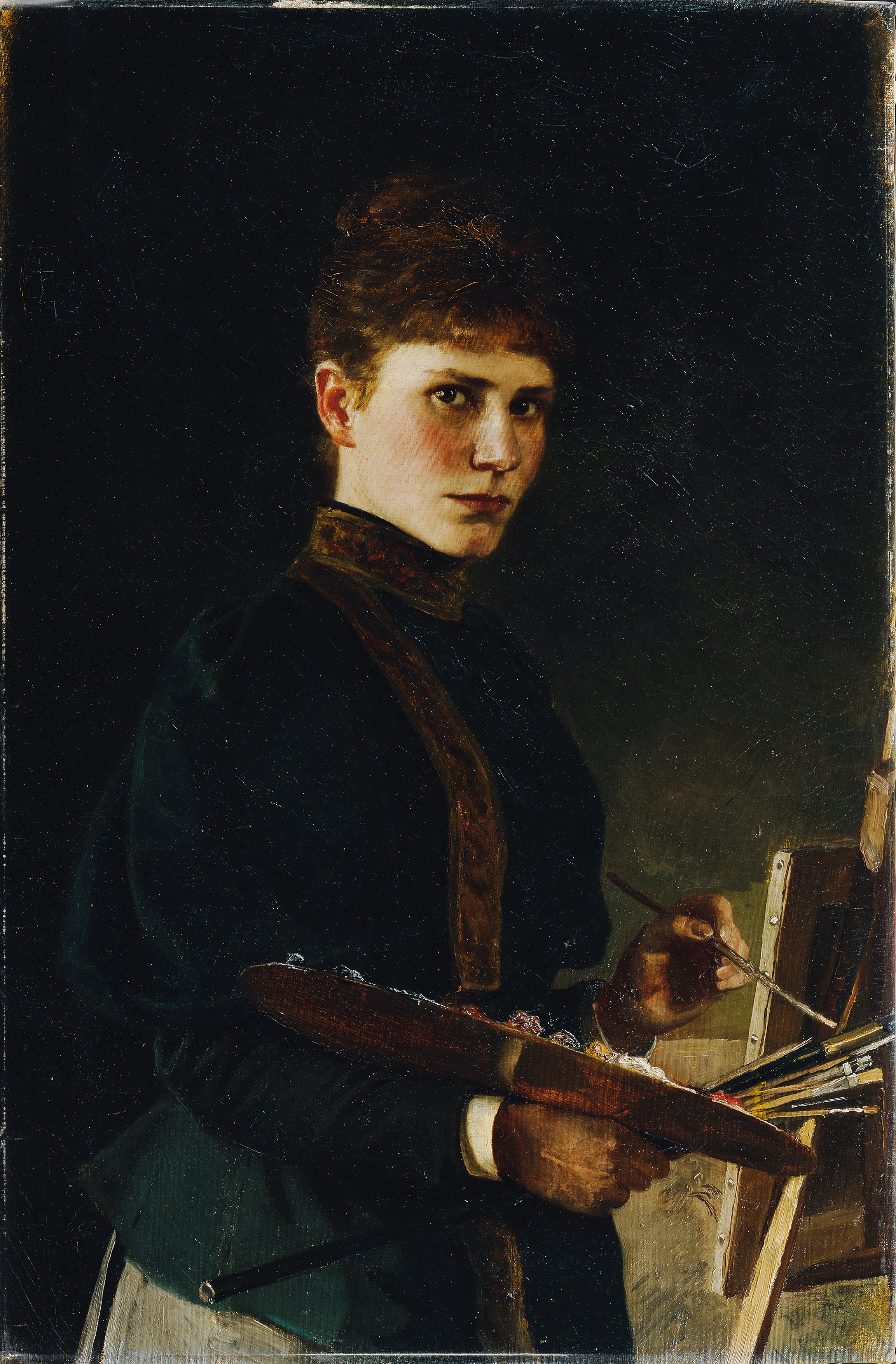
Maria Wunsch, c.1898
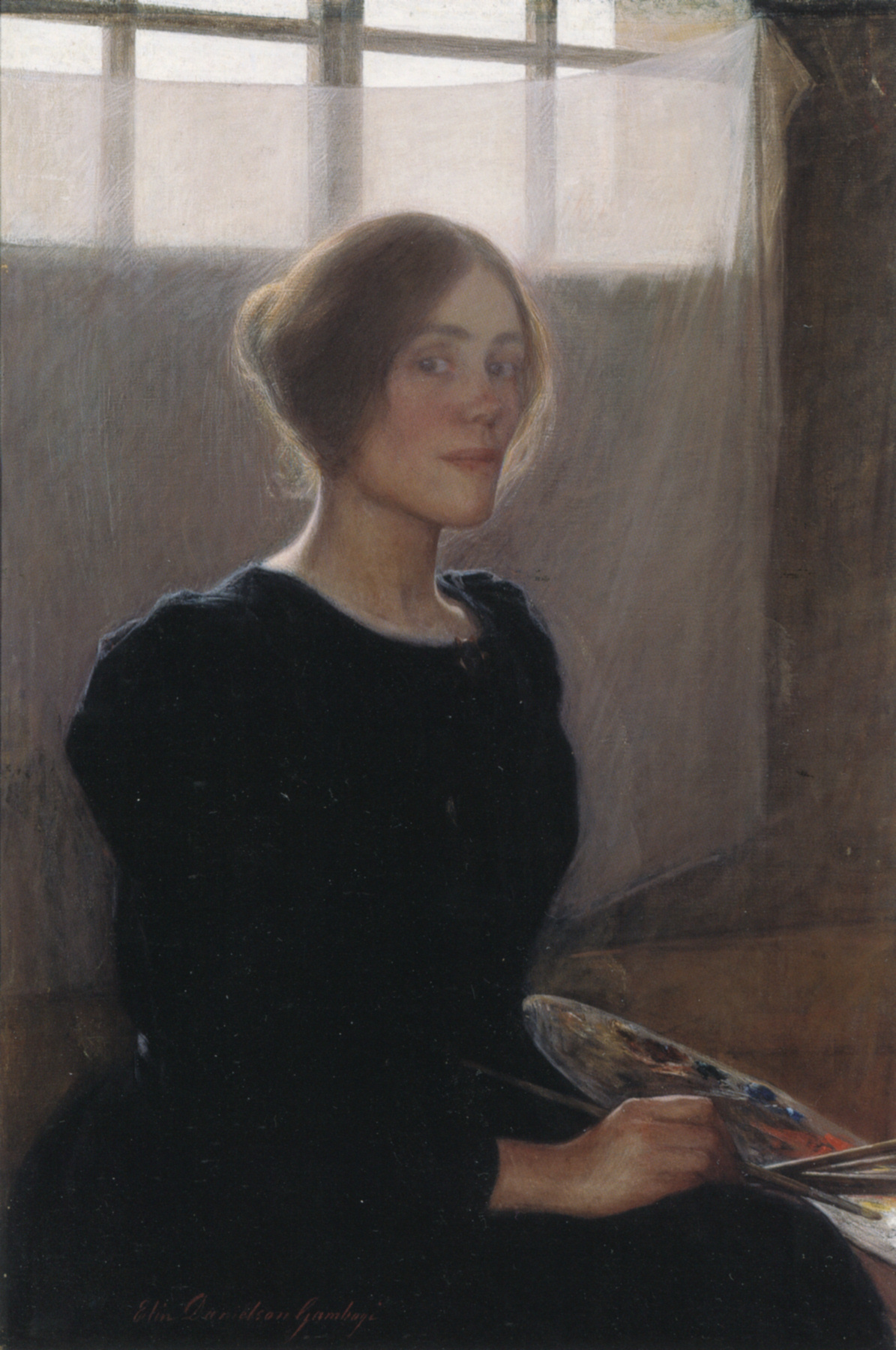
Elin Danielson-Gambogi, 1900

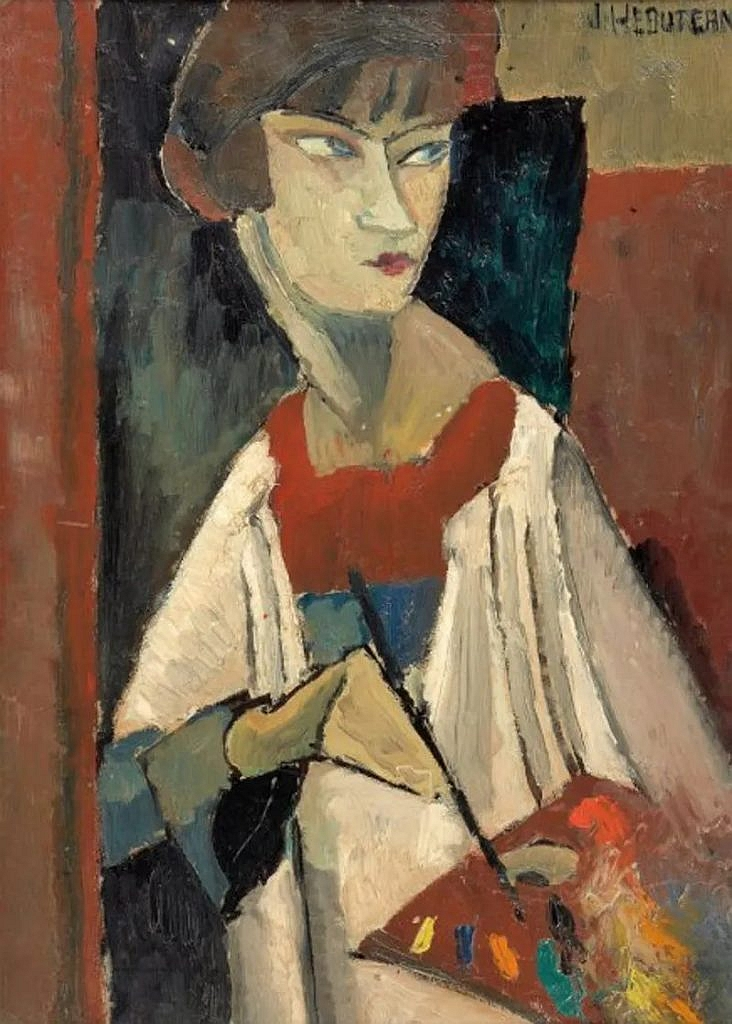
Jeanne Hébuterne, 1918
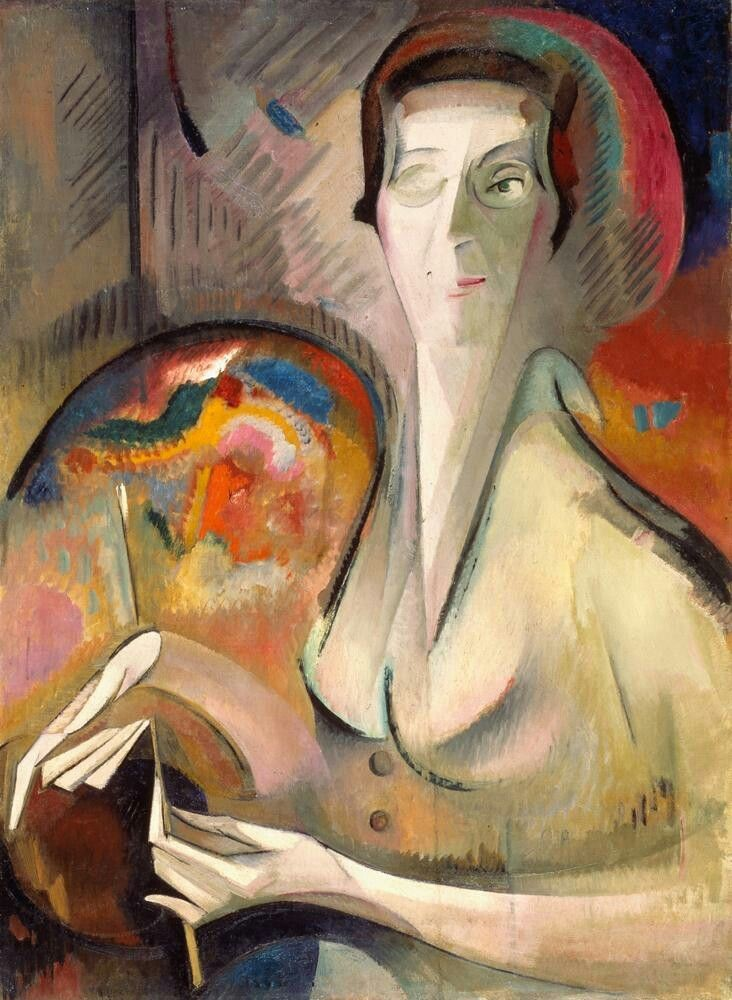
Alice Bailly, 1917
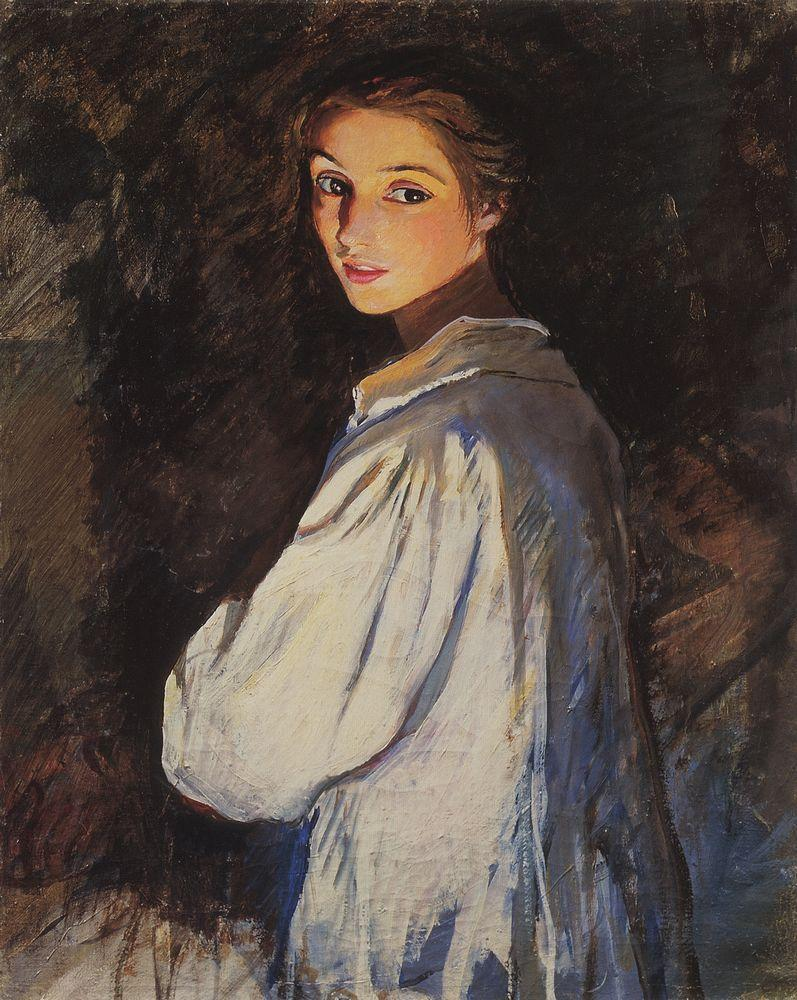
Zinaida Serebriakova, 1911
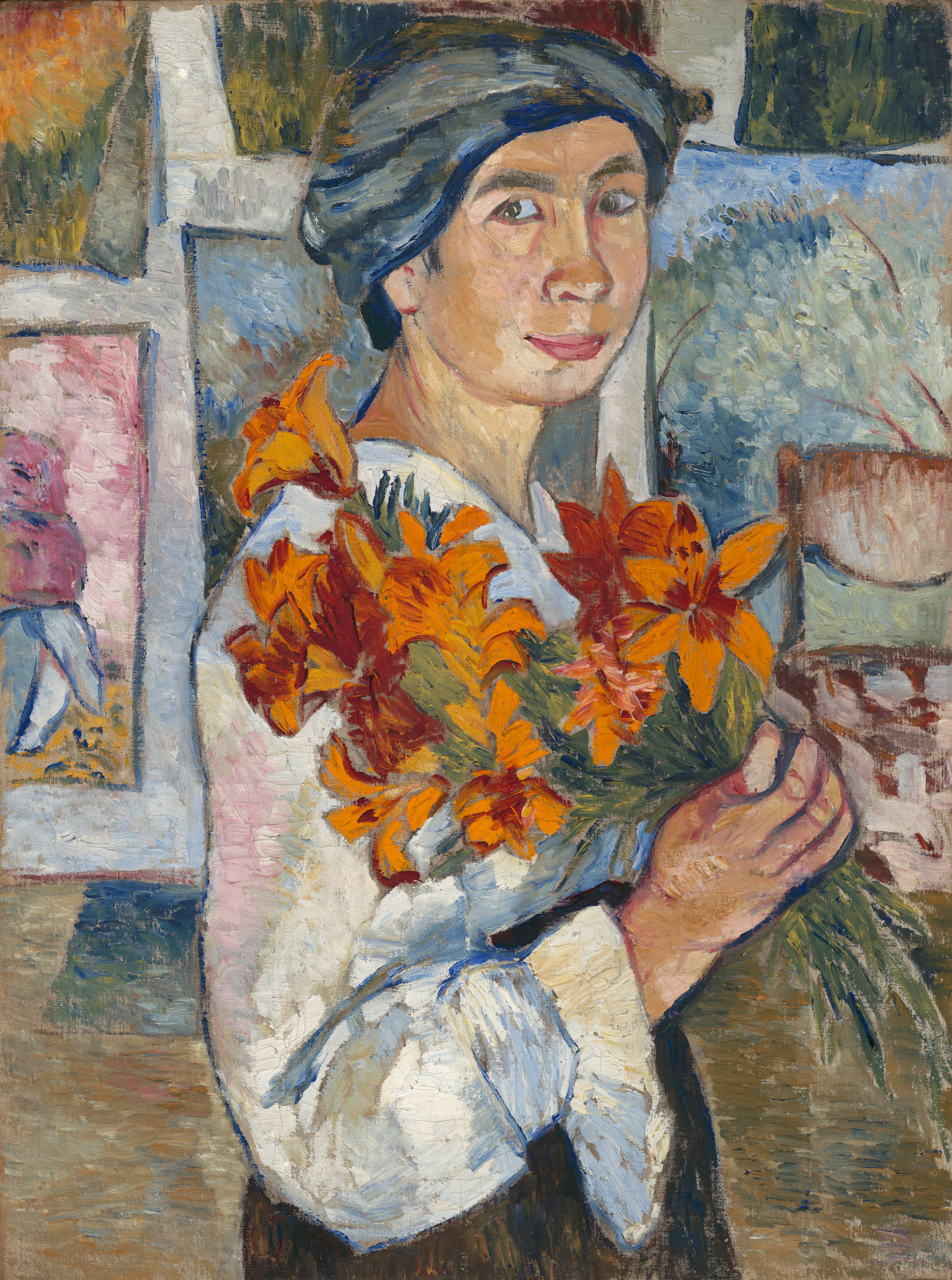
Natalia Goncharova, 1907
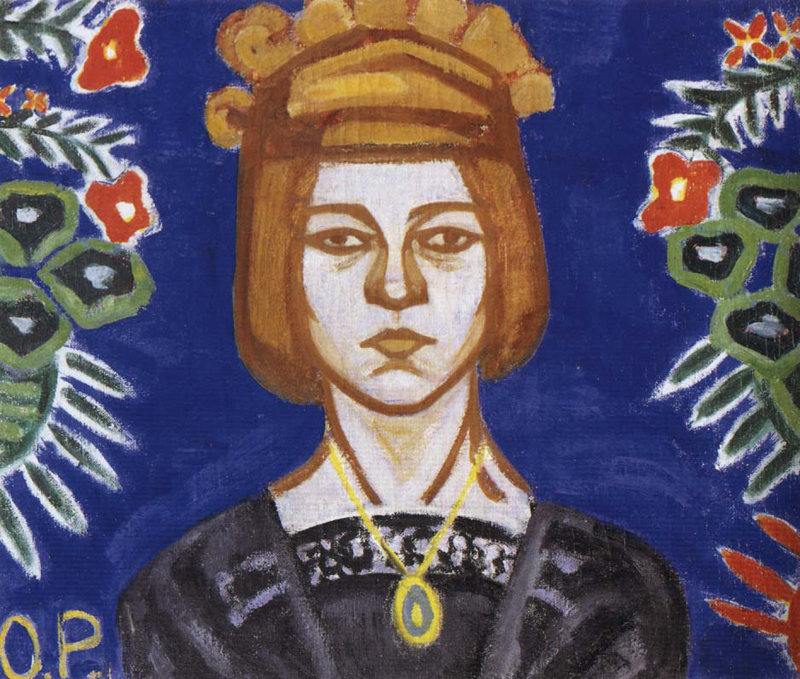
Olga Rozanova, 1912
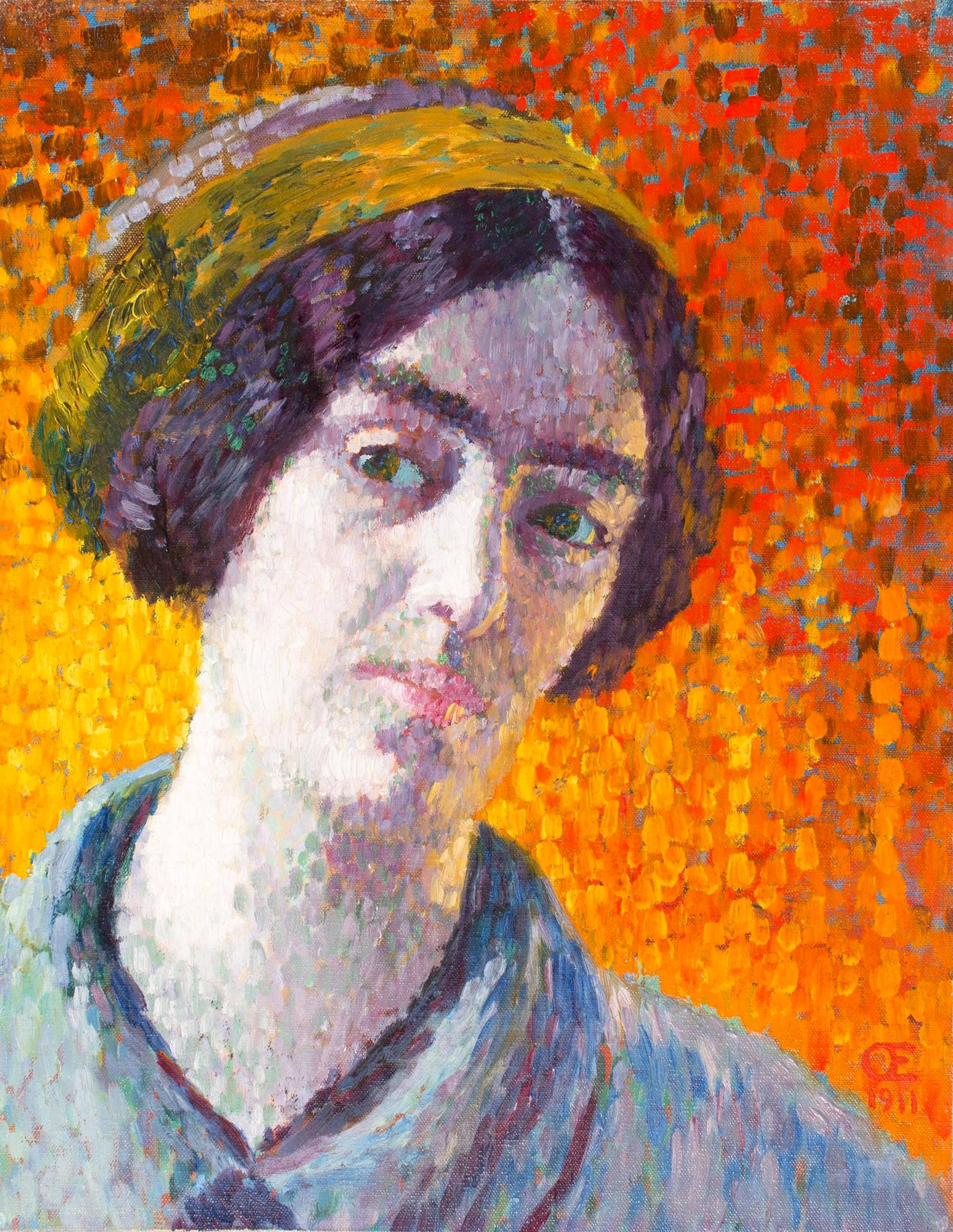
Olga Gummerus-Ehrström, 1911

O Expressionismo é um movimento pictórico essencialmente alemão do primeiro quartel do século XX, onde colocamos Paula Modersohn-Becker, Ines Wetzel e duas pintoras do Blaue Reiter, Marianne von Werefkin e Gabriele Münter. Segue-se a nova objetividade, com autorretratos de Anita Rée, Lotte Laserstein, Elfriede Lohse-Wächtler e Liselotte Schramm-Heckmann. Käte Hoch, perto da Secessão de Munique, viu quase todas as suas obras serem destruídas pelos nazistas em 1933.

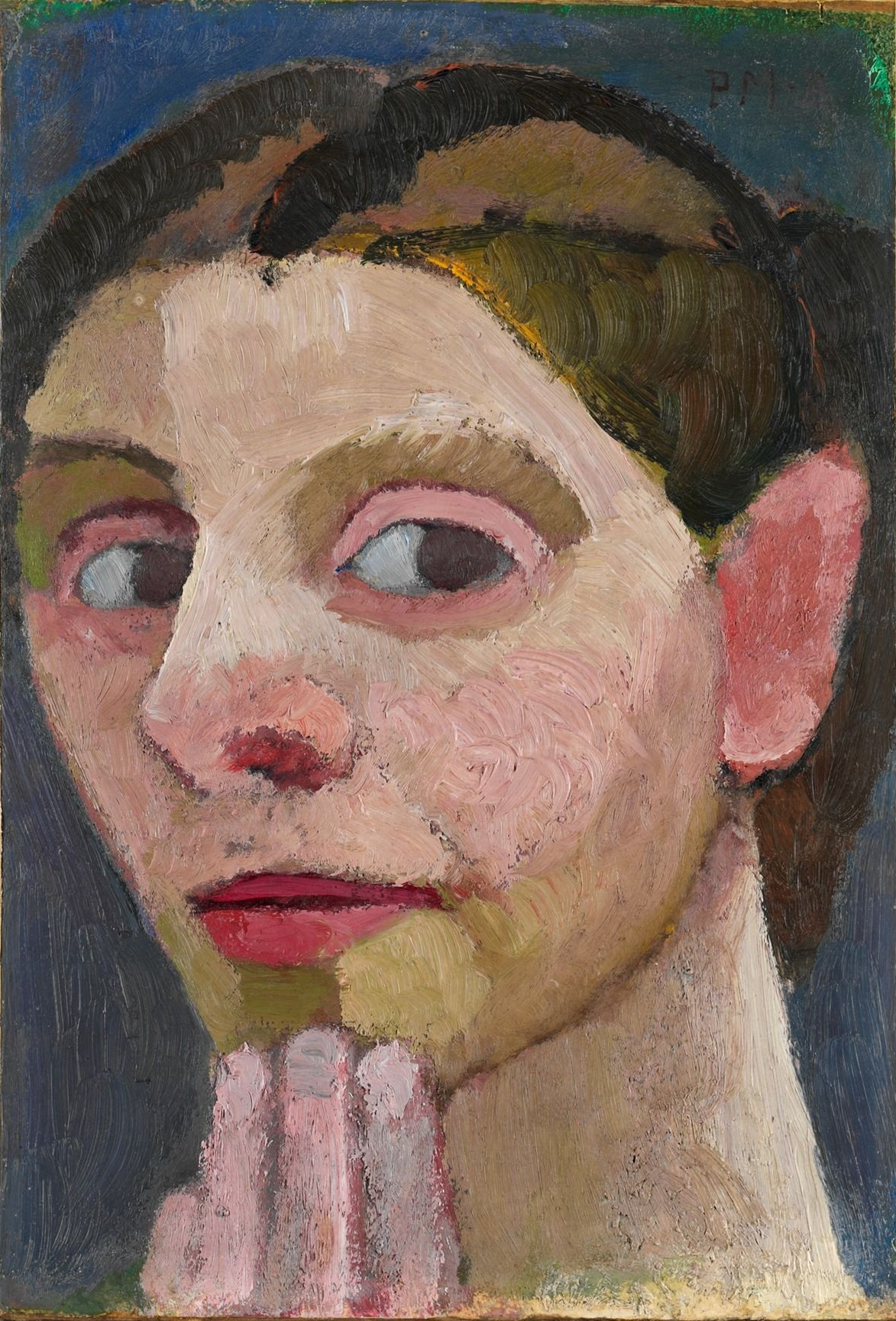
Paula Modersohn-Becker, 1906
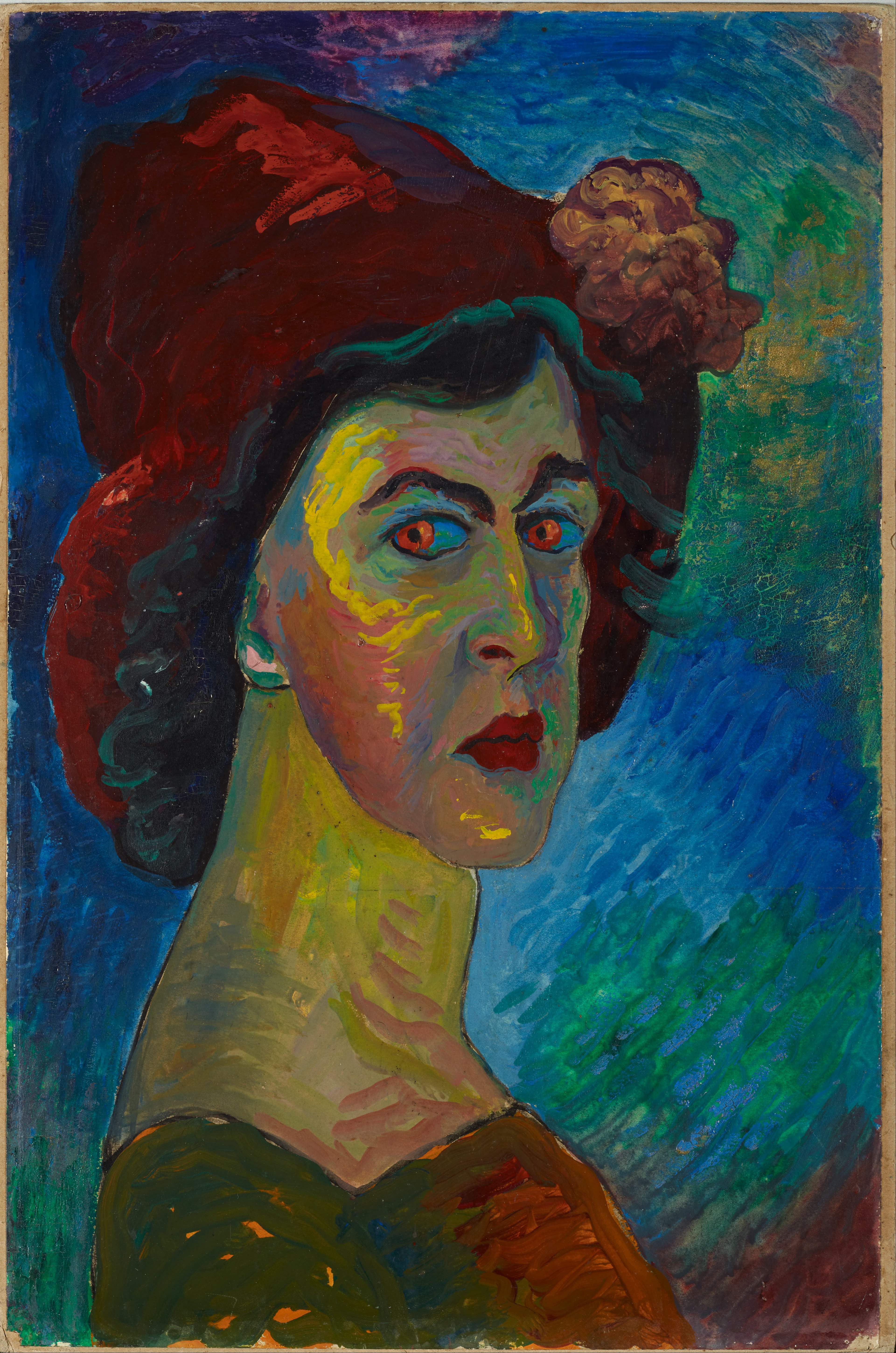
Marianne von Werefkin, 1910
Anita Rée, c.1913
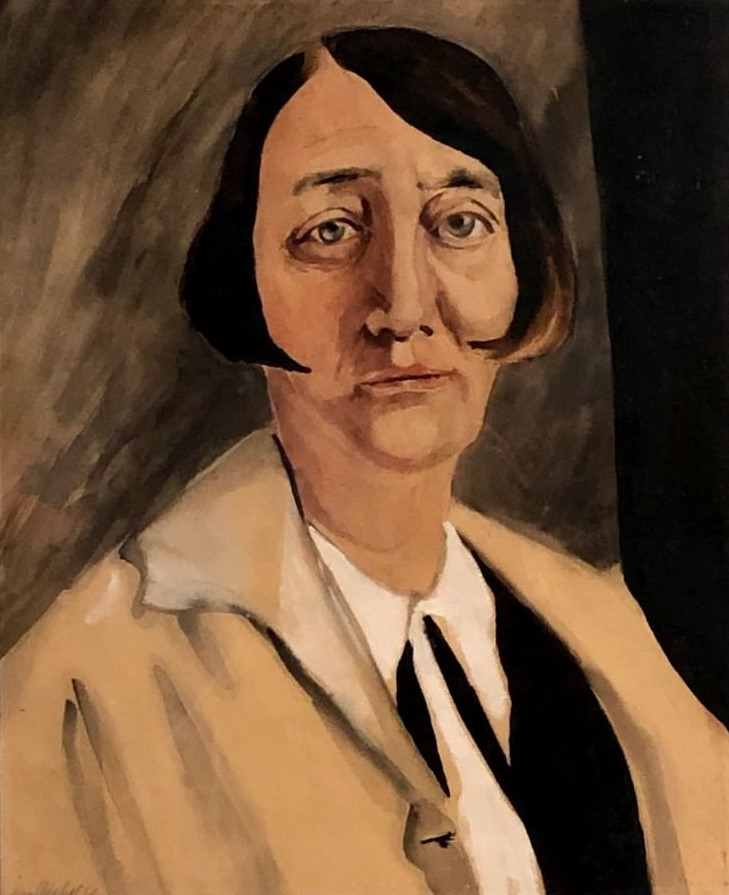
Ines Wetzel, 1930
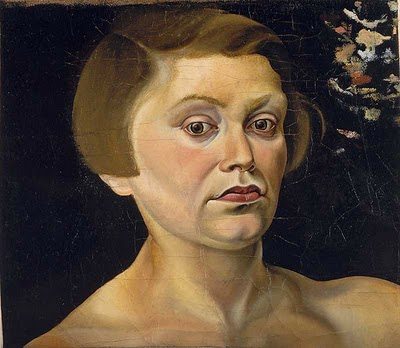
Elfriede Lohse-Wächtler, c.1930
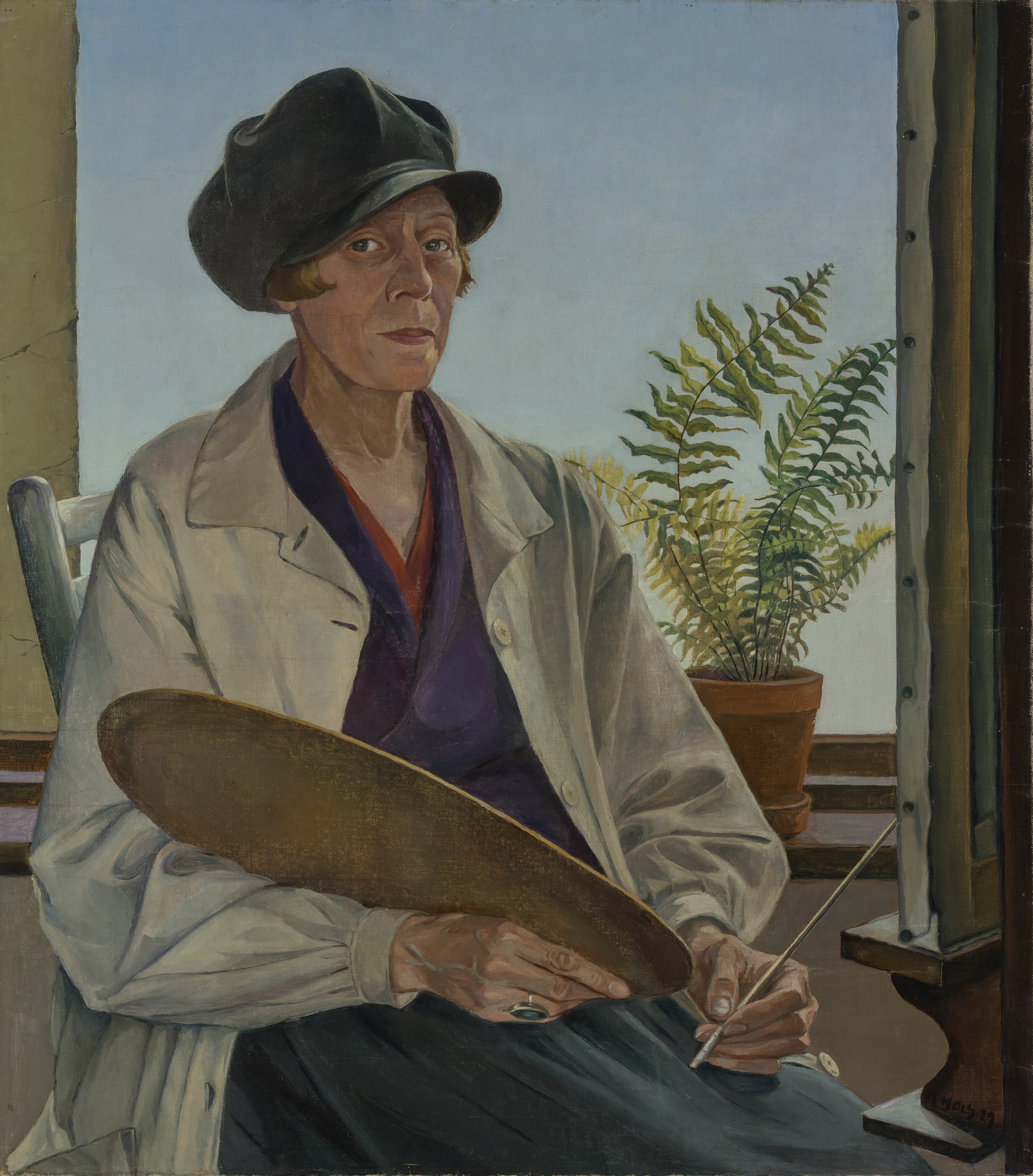
Käte Hoch, 1929

Apresentado apenas como um disfarce por uma estudante da "Slade" de 20 anos que, no entanto, acabara de adotar o revolucionário bob com franja, a roupa no autorretrato de Dora Carrington de 1913 com seu casquette de cheminote aparece como uma imagem mais audaciosamente feminista do que La Chauffeuse de tramway, distribuído em forma de postal, pelo seu colega Georges Achille-Fould. Um boné bastante semelhante é usado por Käte Hoch em um autorretrato de estilo mais clássico.

### 1920-1945
Este curto período corresponde a diversas novas tendências pictóricas nas quais, além do surrealismo e da pintura mexicana, o autorretrato feminino tem menos lugar. Tal como nos movimentos de vanguarda das décadas anteriores ou seguintes, e como escrevem Catherine Gonnard e Élisabeth Lebovici, as mulheres artistas permanecem “à margem dos “-ismos””. Depois dos seus primeiros autorretratos realistas e pré-cubistas, Marie Laurencin explorou com sucesso uma veia estilística muito pessoal e imediatamente reconhecível, que, exceto no Japão, experimentaria então um purgatório bastante longo. Embora seja menos prolífica, podemos comparar Romaine Brooks, que continua nos seus retratos e no seu autorretrato dos Années folles a estética em tons de cinza e azul do seu autorretrato Au bord de la mer de 1914.
Já em curso há várias décadas com o desaparecimento do autorretrato promocional e do autorretrato encomendado, a distinção entre o autorretrato “pictórico” e o autorretrato “introspectivo” ou “psicológico”, “striptease da alma” para Boris Zaborov, está se tornando mais pronunciado. No primeiro caso, o autorretrato é um exercício, ou uma simples fixação num momento preciso, como um cliché fotográfico, do qual por vezes é apenas uma transposição de cores, eventualmente lisonjeira; em seu Autorretrato com cabelo solto, Kahlo legenda um balão de fala: “Eu me pintei, aqui, Frida Kahlo, com a imagem do espelho. Tenho 37 anos e estamos em julho de 1947. Em Coyoacán, no México, lugar onde nasci”. Noutros casos, e pensamos também e sobretudo em Frida Kahlo, é um processo ao longo da vida onde a preocupação com a semelhança importa menos do que a forma como a artista se vê e que transmitirá em emoção e em reflexão ao espectador.
Com exceção do autorretrato extremamente famoso de Tamara de Lempicka, conhecido como Tamara em um Bugatti verde (1929), e o de Doris Zinkeisen, do mesmo ano, a Art Déco não produziu muitos autorretratos notáveis; os de Tarsila do Amaral (1924), Kasia von Szadurska (1925), Stella Bowen, Macena Barton (c.1932) e Greta Freist (1938) são, no entanto, muito originais.
Fan Tchunpi e Pan Yuliang, mulheres chinesas ansiosas por aprender pintura ocidental, chegaram à França no início do século XX; uma vez concluídos os estudos, iniciaram ali uma longa carreira, Pan Yuliang fazendo numerosos autorretratos, enquanto as pintoras já estabelecidas nos seus países, Na Hye-sok e Chien-Ying Chang, emigraram para a Europa. Amrita Sher-Gil veio estudar em Paris no início da década de 1930 e fez o primeiro de seus dezenove autorretratos, influenciados pelo Fauvismo, Cézanne e Gauguin.

Pan Yuliang, 1924
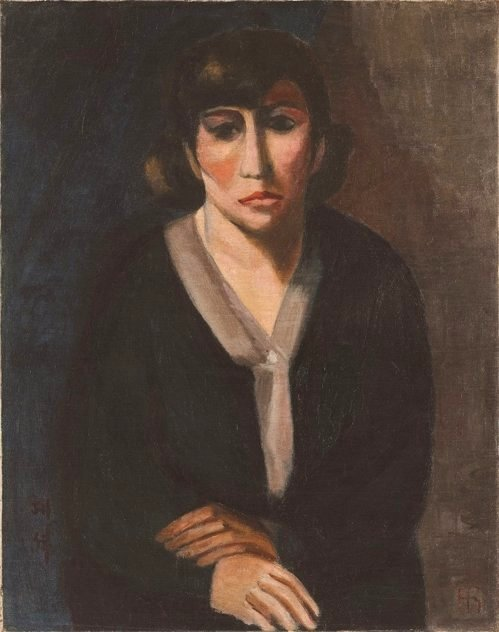
Na Hye-sok, 1928
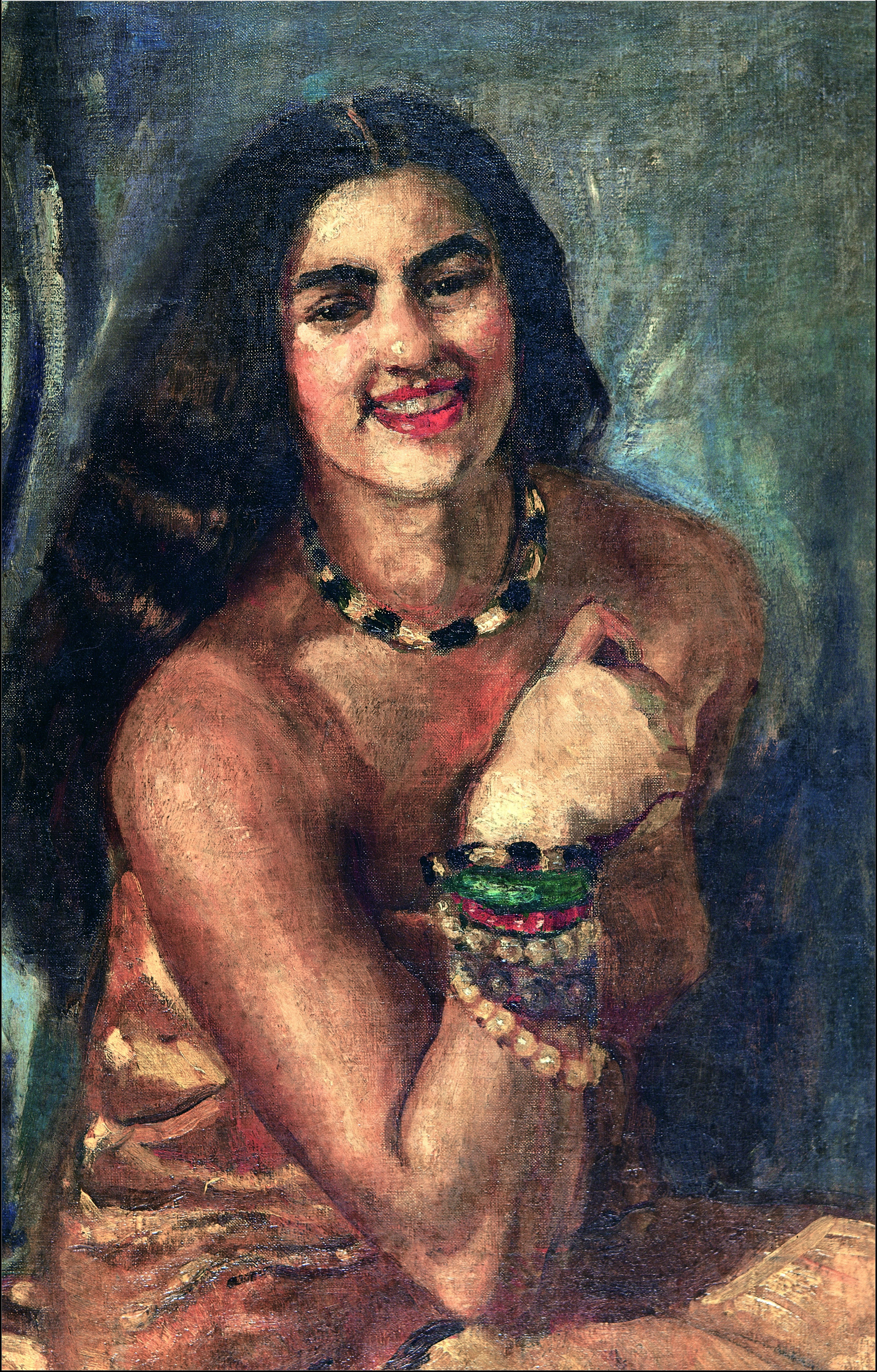
Amrita Sher-Gil, 1930
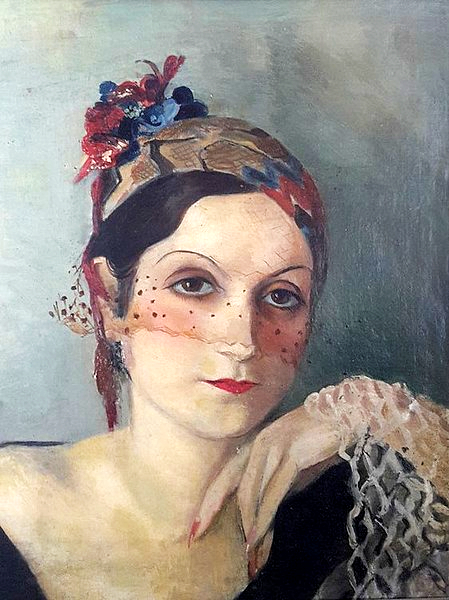
Kasia von Szadurska, 1925
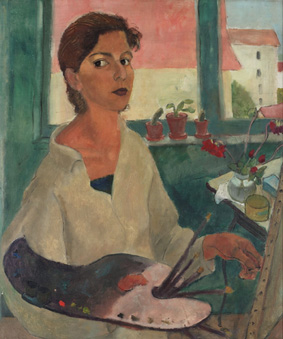
Gretel Haas-Gerber, 1928
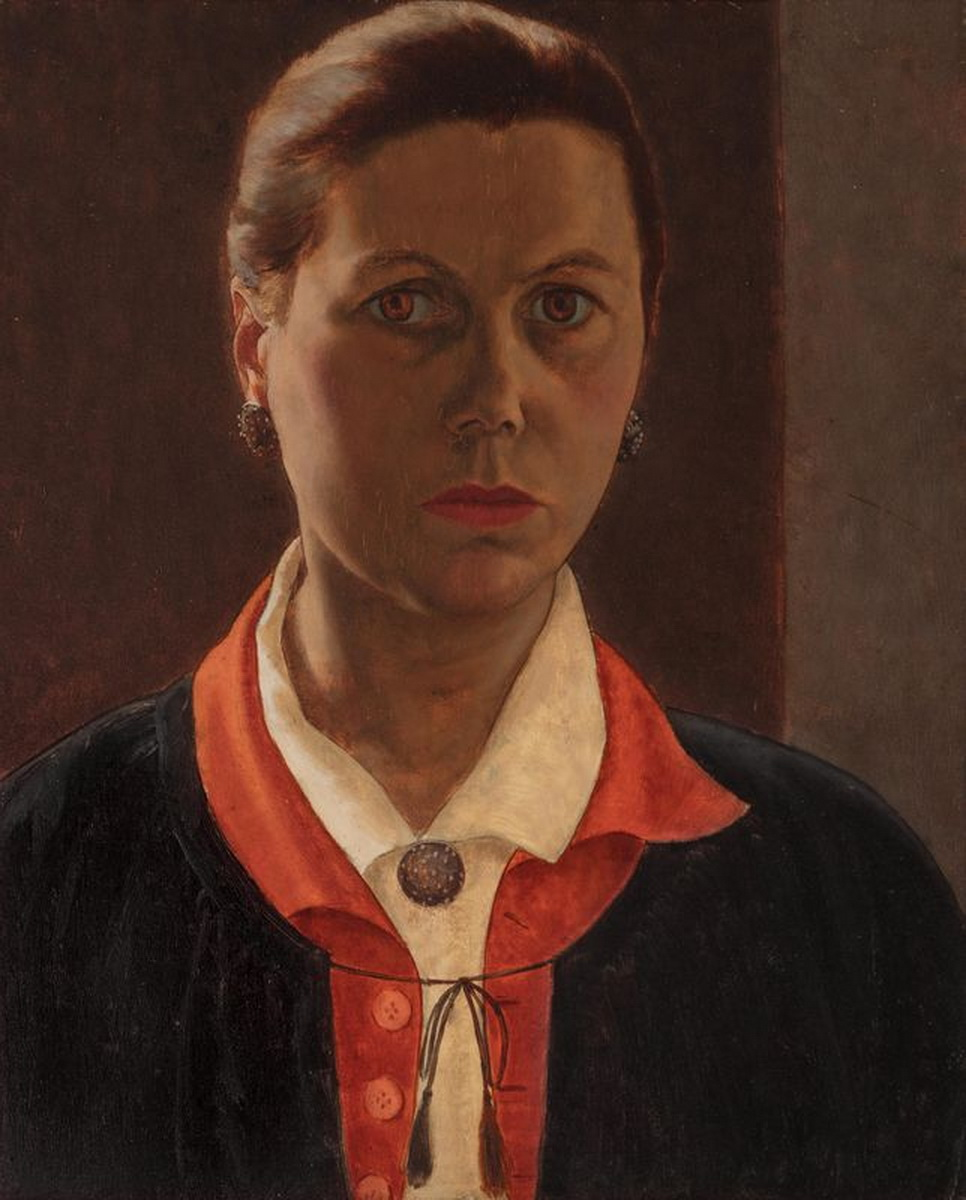
Stella Bowen, 1929

Autora de numerosos autorretratos até aos 76 anos, a australiana Nora Heysen mostrou em 1937 as difíceis condições em que vivia em Londres (Down and Out in London). Há também duas artistas desse período que mais produziram autorretratos na história da pintura feminina, Helene Schjerfbeck e Frida Kahlo, cada uma dando uma explicação semelhante: “Desta forma, o modelo está sempre disponível, mesmo que não seja agradável ver-se” e “Eu pinto autorretratos porque fico sozinha com muita frequência, porque sou a pessoa que conheço melhor”.

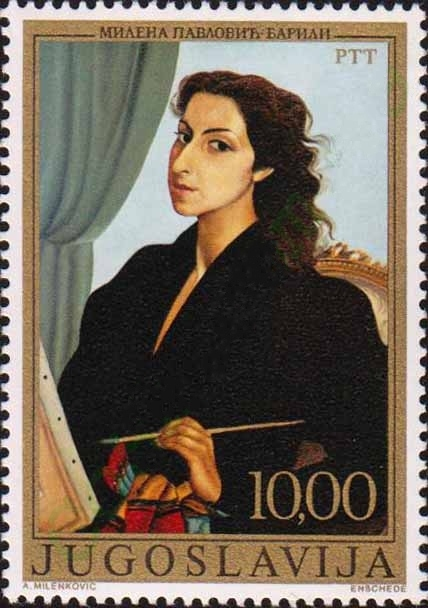
Milena Pavlović-Barili - Autorretrato - 1938

Quando se trata do surrealismo feminino, é comum citar os autorretratos de Leonor Fini, os de Dorothea Tanning e Leonora Carrington, sem dúvida os mais conhecidos. Enquanto André Breton e os pintores que seguiram o seu Manifesto Surrealista “retrataram a mulher como um objeto sexual, um símbolo ou um ideal [...], as mulheres artistas do movimento, por sua vez, extraíram os seus temas principalmente do seu inconsciente e dos seus sonhos”. Todas estas mulheres surrealistas produziram mais autorretratos do que os seus homólogos masculinos, e podemos acrescentar às primeiras mencionadas Valentine Hugo, Mina Loy, Julia Thecla, Macena Barton, Rita Kernn-Larsen, Milena Pavlović-Barili (vários autorretratos), Gertrude Abercrombie (vários autorretratos), Bridget Tichenor, Sylvia Fein, Greta Freist, e Gerrie Gutmann. Por vezes distinguimos como pós-surrealistas Eileen Agar e Helen Lundeberg.
A pintura feminina mexicana deste período aproxima-se do surrealismo, embora Frida Kahlo a tenha definido com humor (“O surrealismo é a surpresa mágica de encontrar um leão num armário, onde com certeza se encontrariam camisas”) ou, mais seriamente, declarando “Eles me chamam de surrealista, mas não sou. Nunca pintei sonhos, mas sim a minha própria realidade”; ela se irritou especialmente com o parisianismo de André Breton e seu círculo, muito intelectual, burguês e ocioso aos seus olhos: “Alguns críticos tentaram me classificar entre os surrealistas, mas não me considero como tal [...]. Na verdade, não sei se minhas pinturas são surreais ou não, mas sei que são a expressão mais franca de mim mesmo [...] odeio o surrealismo. Parece-me uma manifestação decadente da arte burguesa.” Com quase sessenta autorretratos, incluindo os famosos Frieda e Diego Rivera, Autorretrato na fronteira entre o México e os Estados Unidos, Memória, o coração, Autorretrato com um macaco, Autorretrato com colar de espinhos e beija-flor, O Quadro, As Duas Fridas, A Coluna Partida, O Veado Ferido... Frida Kahlo se tornou a mulher equivalente a um Rembrandt para o século XX, a pioneira da arte visionária, a figura principal do autorretrato feminista e a mais eminente embaixadora da arte mexicana. Entre as muitas outros notáveis artistas mexicanas ou radicadas no México neste período, Nahui Olin, María Izquierdo, Rosa Rolanda Covarrubias e Olga Costa também se destacaram pelos seus autorretratos.
Vítima da segregação racial nos Estados Unidos, Lois Mailou Jones estabeleceu-se na França quando pintou seu famoso autorretrato em 1940. Entre as pintoras cuja arte contribuiu para o empoderamento das mulheres negras está também Claudette Johnson, membro da comunidade afro-caribenha do Reino Unido e cofundadora do BLK Art Group.
Duas representantes da pintura não figurativa, Maria Helena Vieira da Silva e Lee Krasner, figura importante do expressionismo abstrato, realizaram diversos autorretratos nos anos 1930-1940.

### 1945-2020
O período pós-guerra foi um período de longo eclipse do autorretrato na pintura. É significativo notar que a segunda metade (correspondente ao período pós-Libertação) de uma obra de 480 páginas dedicada às mulheres artistas em Paris, numa cronologia de 1880 a 2007, já não menciona este tipo de representação. A arte feminista que surgiu nas décadas de 1960 e 1970 parece ter relegado a pintura à categoria de algo antigo, e a maioria das artistas que a ela se dedicaram abandonaram o figurativo. Entre as poucas estão Émilie Charmy e Pan Yuliang, que morreram esquecidas e na pobreza. Fora da França, várias pintoras com carreiras particularmente longas, Vanessa Bell, Lotte Laserstein, Alice Neel, Adriana Pincherle, Maria Lassnig, bem como Zinaïda Serebriakova, Charley Toorop, Marie-Louise von Motesiczky, Rita Angus, Tove Jansson, ainda produziram autorretratos. Frida Kahlo fez o último em 1954, ano de sua morte, em homenagem a Stalin; embora se declarasse uma “aliada incondicional do movimento revolucionário comunista”, ela certamente não tinha conhecimento do Grande Expurgo de que foram vítimas os artistas soviéticos não-conformistas, e das suas condições de vida no outro lado da Cortina de Ferro, onde nenhuma das suas obras poderiam ser vistas à luz do dia. Artisticamente, a URSS era um mundo à parte, sujeita ao realismo socialista soviético, do qual parecem provir poucos autorretratos femininos; Tatiana Yablonskaïa fez os seus até 1995, com pelo menos um em traje ucraniano (1946). Em 1974, Larisa Kirillova fez um autorretrato anacrônico, abandonando o severo estilo soviético da época para se inspirar nos retratos renascentistas.
A "Nova Subjetividade" de Jean Clair (1976) busca estabelecer o retorno da expressão figurativa e "o retorno (não arcaico) à realidade das coisas" (Catherine Millet). Sylvia Sleigh, já autora de um autorretrato em 1941, tendo conseguido retomar a pintura após se separar do primeiro marido, pintava frequentemente nus masculinos; um de seus autorretratos mais conhecidos é aquele em que pintou Philip Golub, então com 17 anos, imitando a Vênus de Velázquez (1971). Paula Rego odiava pintar e recusou-se a usar a fotografia; em pinturas que poderiam ser equiparadas a autorretratos (“autorretrato “por substituição”, no termo de Frances Borzello), é há trinta anos seu alter ego Lila Nunes quem a substitui: “Ela sou eu na maioria das pinturas ” e “Lila, sou eu”, disse ela. Joan Brown e Jean Cooke também produziram vários autorretratos até 1990.
A geração baby boom e as seguintes estão a devolver uma forte presença ao autorretrato feminino, onde a pintura enfrenta, no entanto, forte concorrência da fotografia. Às técnicas antigas logo se juntou o óleo, a aquarela, o pastel, a têmpera, o acrílico, que foi muito utilizado e favoreceu o surgimento de inúmeras pintoras, tanto amadoras quanto profissionais. Dentre todas essas novas artistas, pertencentes a diversas correntes, realismo, arte figurativa, realismo mágico, arte visionária, etc., podem ser citadas: nos Estados Unidos, Mary Beth McKenzie, Susanna Coffey, Adrian Piper, Gaela Erwin, Karen Yee, Nicole Eisenman, Patricia Watwood, Anna Rose Bain, e aquelas que emigraram para lá, como Eteri Chkadua, Kate Lehman e Katie O'Hagan; no Reino Unido, Diane Ibbotson, Celia Paul, Jennifer McRae, Alison Watt, Ishbel Myerscough, Chantal Joffe, Jenny Saville e Alicia France.
Muitas outras artistas também devem ser mencionadas, incluindo a francesa Angélique Bègue, a chinesa Yu Hong, a ucraniana Yana Movchan, a dinamarquesa Louise Camille Fenne, a neozelandesa Sacha Lees, as hiperrealistas Annemarie Busschers, Helene Knoop e Tsering Hannaford.

## Representações

### Rosto

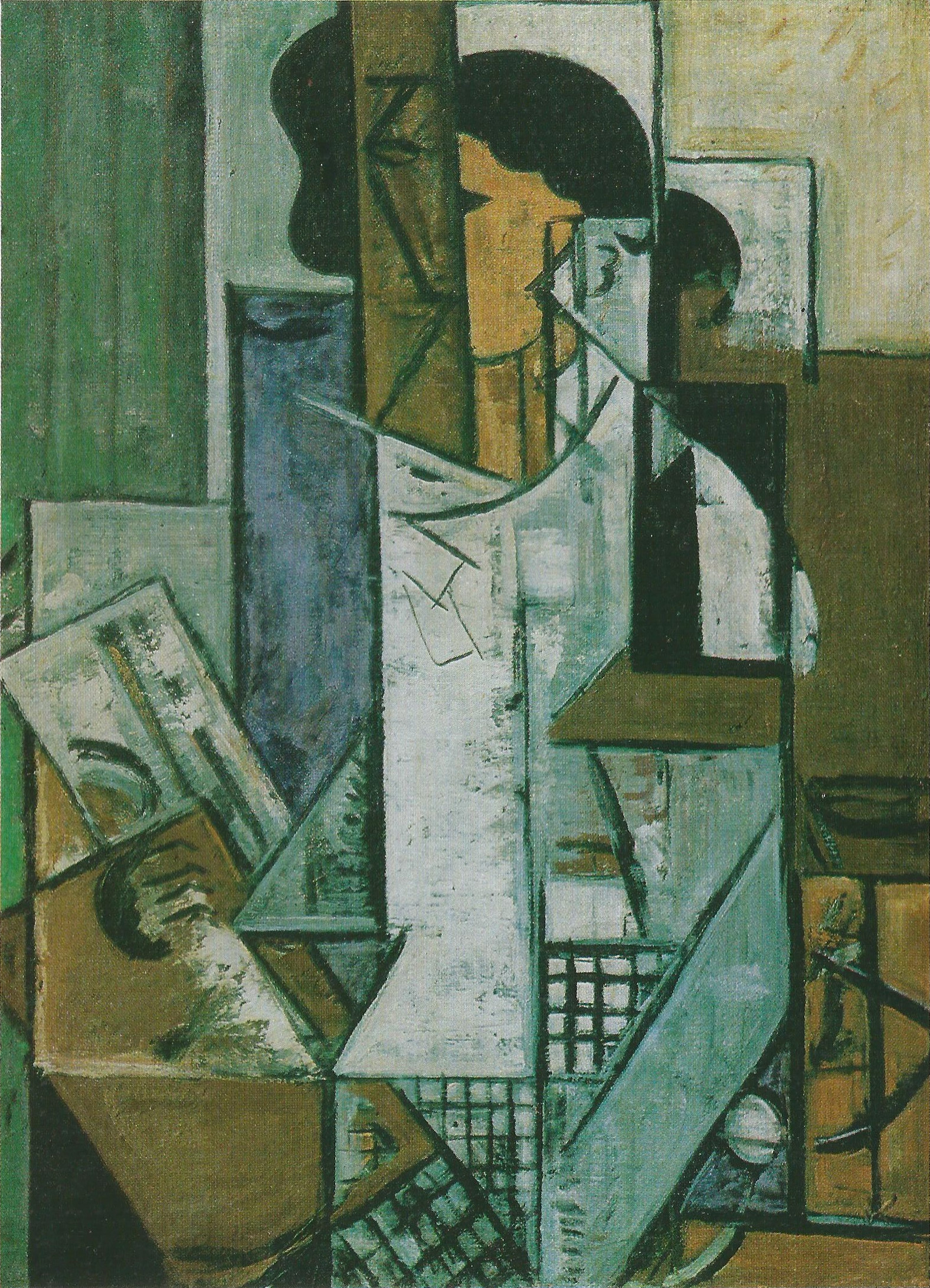
Nadezhda Udaltsova, Autorretrato com paleta, 1915

Presente em milhares de autorretratos femininos o rosto é a parte principal do sujeito representado: é a parte através da qual a identidade se manifesta, "esse olhar do rosto que faz com que não se tome um indivíduo por outro”, mas que também é chamado de “espelho da alma”. Com as novas tendências pictóricas dos séculos XX e XXI, e para além da abstração, acontece que os retratos pintados estão bastante distantes dos retratos fotográficos disponíveis, ou que estão de perfil perdido ou por trás, ou mesmo não incluem cabeça alguma como as obras de Marisa Roesset Velasco, Joan Semmel e Luchita Hurtado. Estas obras que não permitem identificação são, no entanto, produzidas como autorretratos pelos seus autores.
Numa das suas numerosas obras dedicadas aos autorretratos, Pascal Bonafoux escreve “É o olhar que se pinta primeiro; os traços faciais são anedotas, como o resto10”. Transmitido pelos olhos, fixados na tela pela artista tomando-se como modelo, antes de ser entregue ao outro olhar de um possível espectador - processo descrito indevidamente pela fórmula clássica “ela olha para o espectador” —, o olhar pode deixar este espectador indiferente, ou pelo contrário atraí-lo como um íman, ou mesmo imobilizá-lo como que por um efeito hipnotizante. As retratistas geralmente cuidam da restituição dos olhos, combinando as cores da pintura com as de suas íris, e os olhos muito claros, os de Sofonisba Anguissola, Julie Wilhelmine Hagen-Schwarz, Louise De Hem, Aurélia de Souza ou Ottilie Roederstein, por exemplo, chamam imediatamente a atenção do espectador, tal como os olhos ardentes da expressionista Marianne von Werefkin em 1910 e 1920, que escreveu: "Estou sozinha no fogo, na produção deste calor intenso que deve estar na origem de qualquer sentimento verdadeiramente ótimo trabalho”. Porém, mais do que apenas a captura possivelmente hipnotizante do olhar, estas reações individuais devem-se à totalidade da expressão facial, ou, pelo contrário, à sua inexpressividade interrogativa.

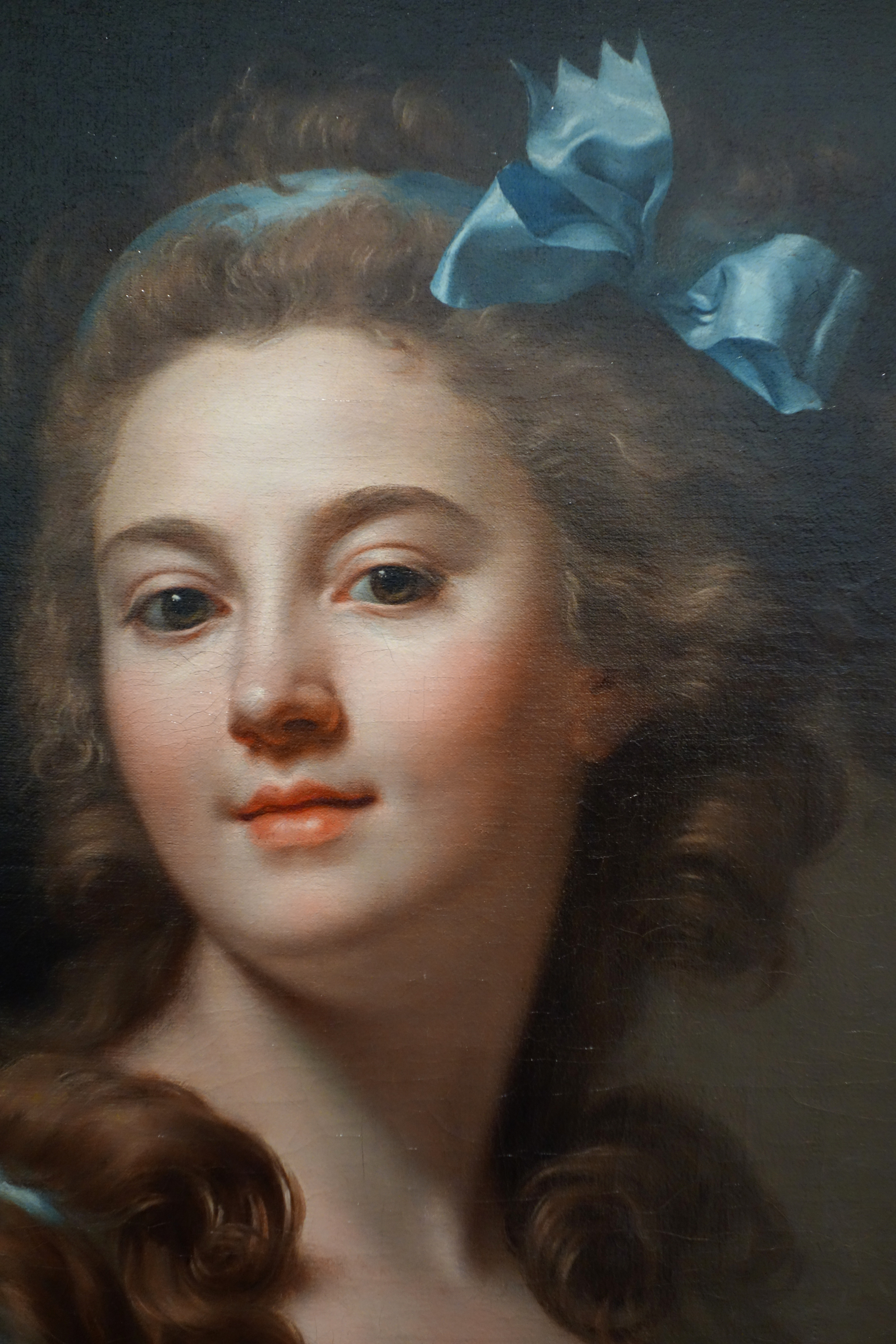
Marie-Gabrielle Capet, c. 1783 (detalhe)
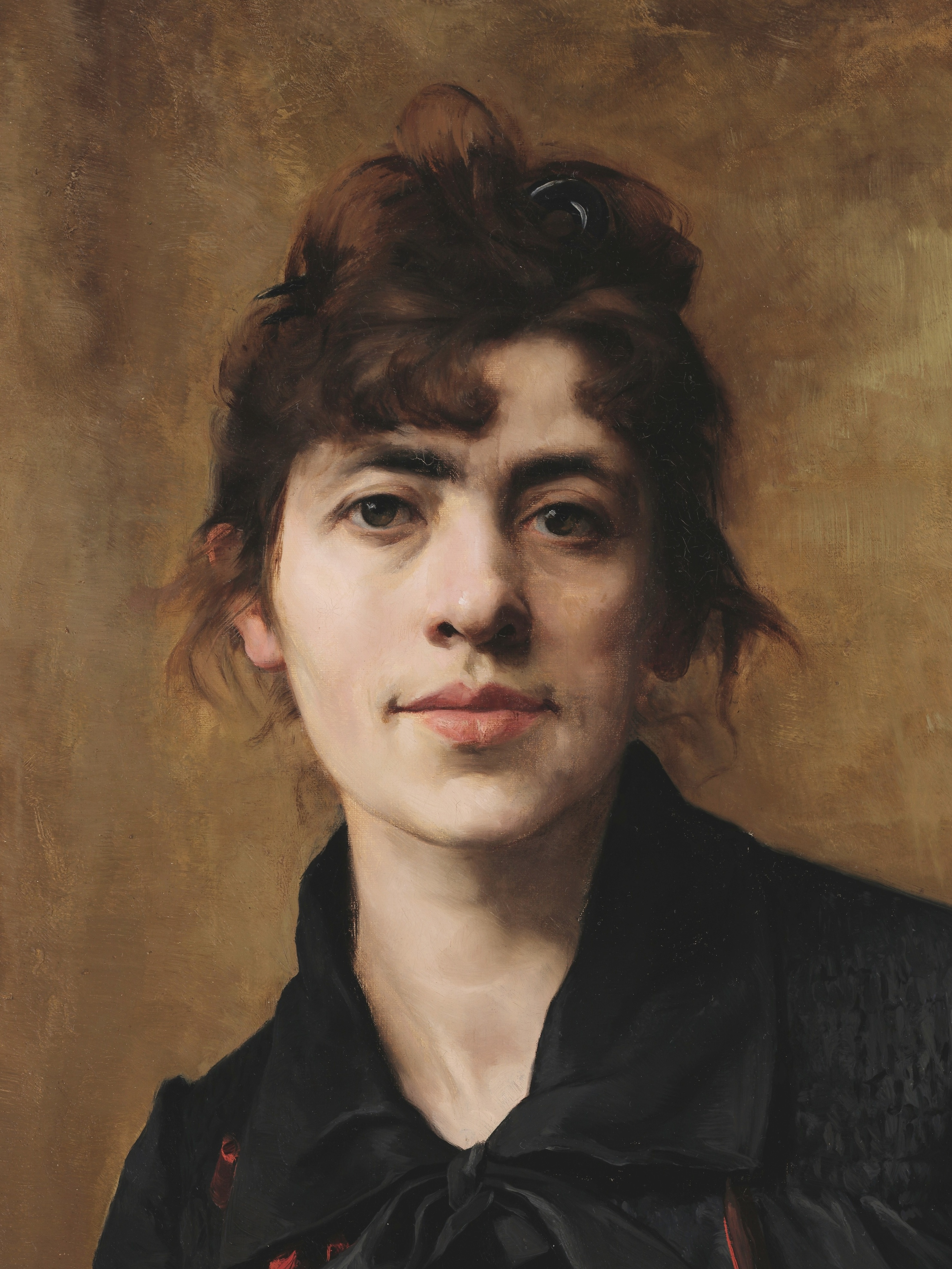
Anna Bilińska, 1887 (detalhe)
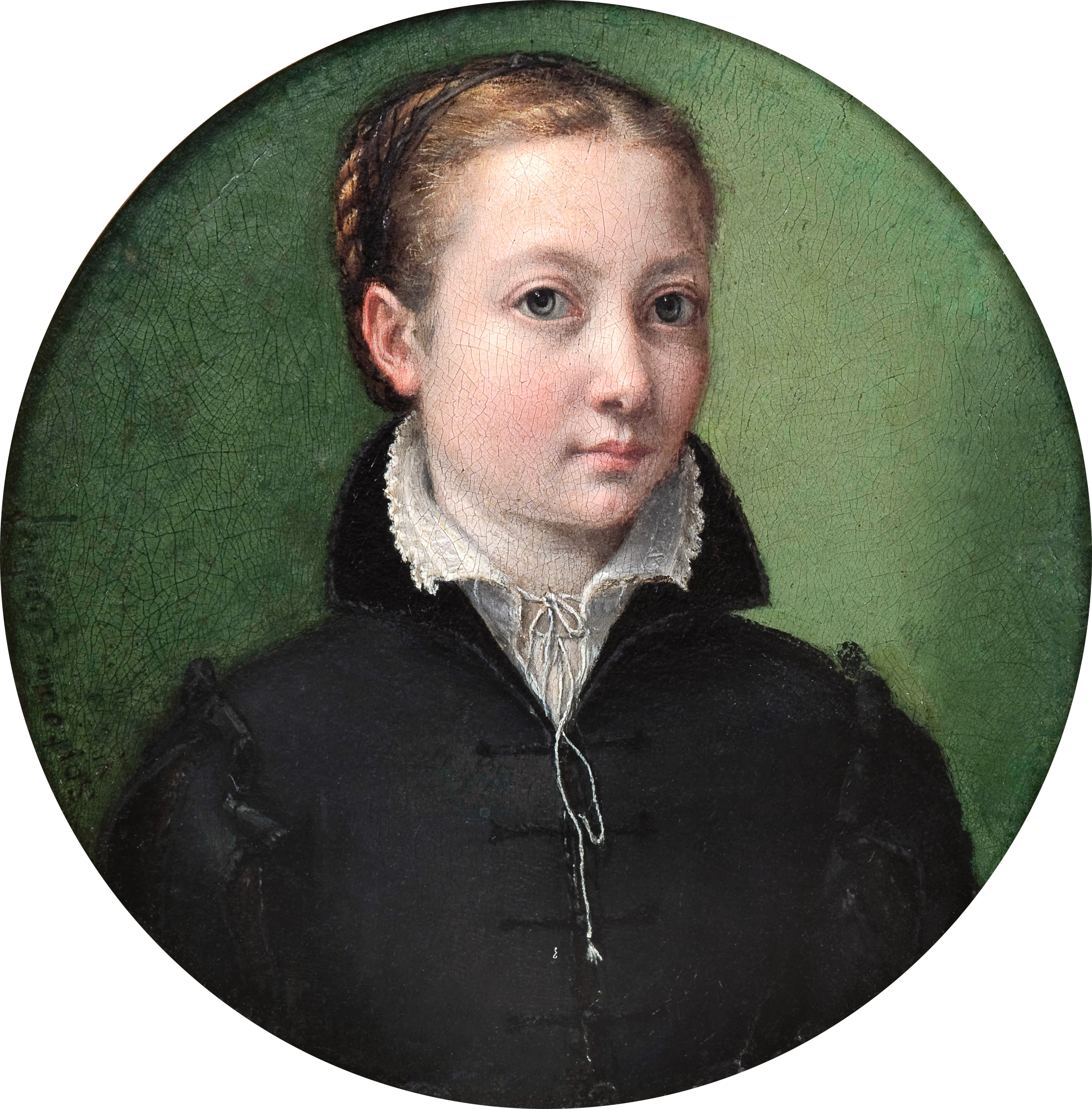
Sofonisba Anguissola, c.1555
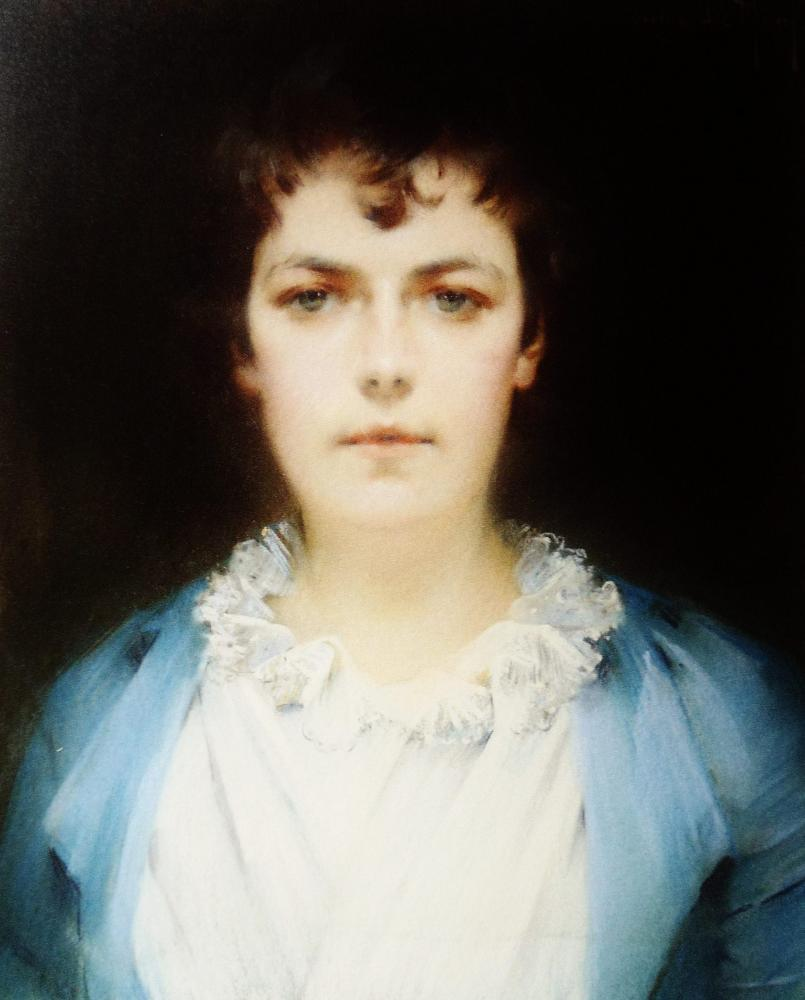
Louise De Hem, 1890
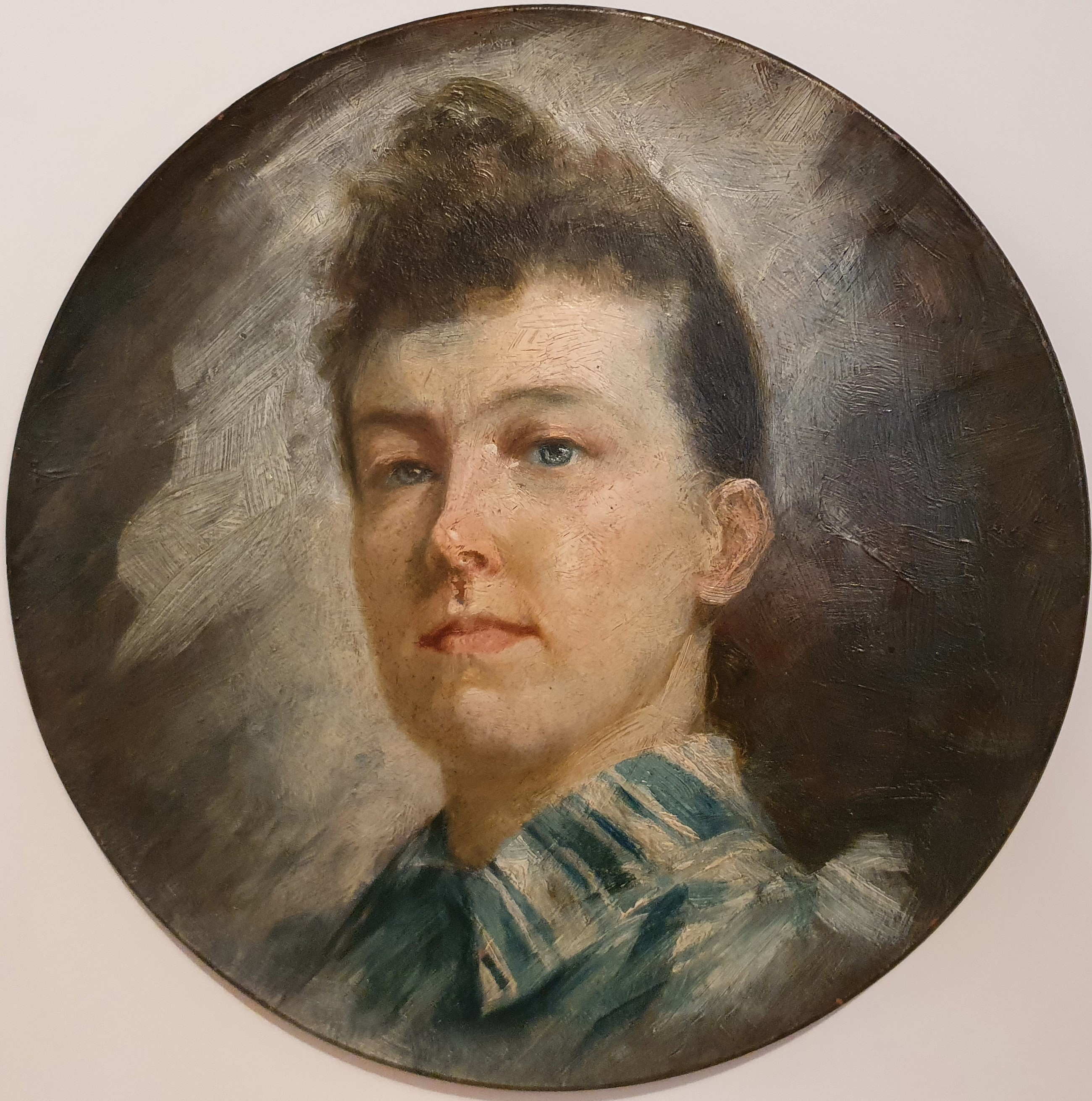
Aurélia de Souza
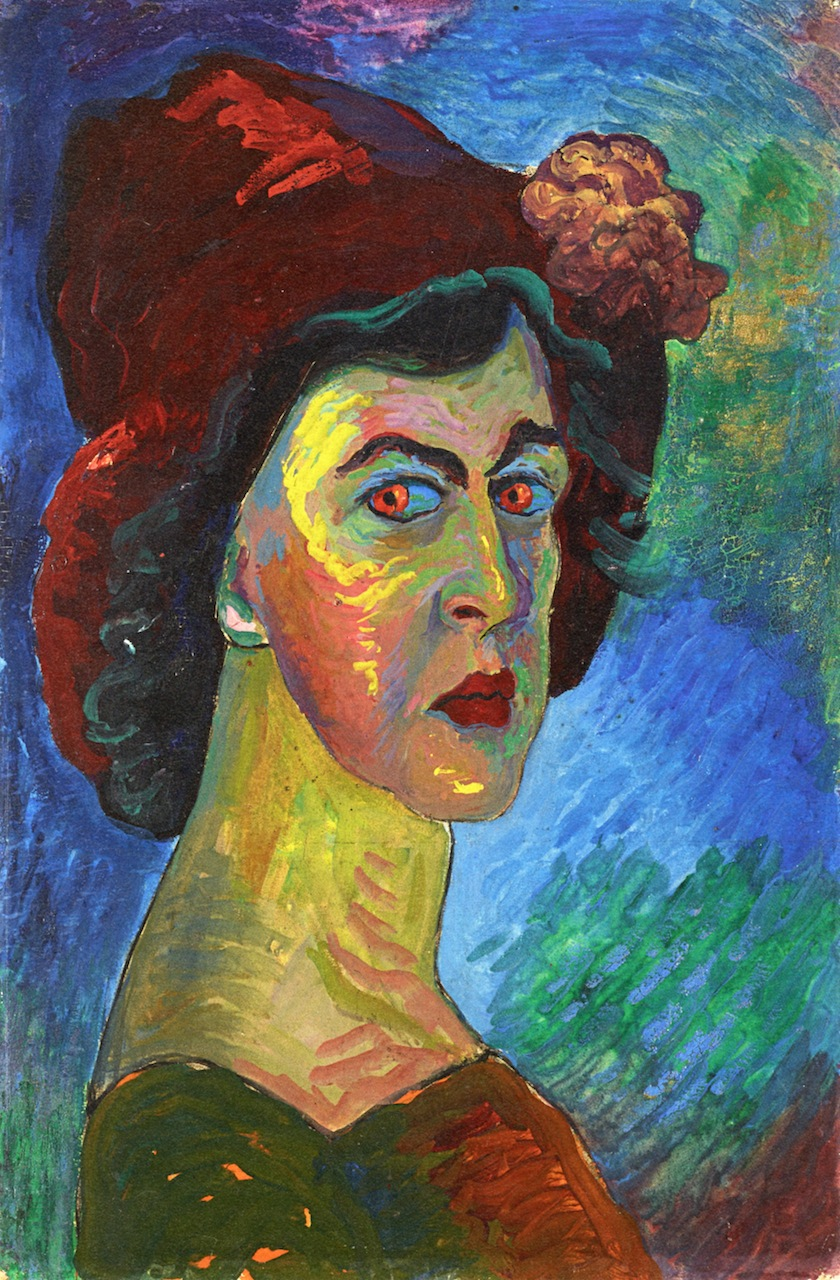
Marianne von Werefkin, 1910

Com os seus autorretratos de 1781, 1782 e seguintes Élisabeth Vigée Le Brun revolucionou a representação do rosto feminino: um sorriso revela quatro, cinco ou seis dentes, perfeitamente desenhados; ela também aplica esse processo a vários retratos de aristocratas. Trata-se, de fato, de uma grande novidade - que, como todas as de Vigée Le Brun, sem ir ao escândalo do vestido de musselina de Maria Antonieta, suscitou fortes reações -, porque no seu autorretrato de 1633, a risonha Judith Leyster evitou desenhar os dentes, e nenhuma artista posteriormente se retratou a não ser com a boca fechada. Pouco depois de Vigée Le Brun, Marie-Gabrielle Capet (c.1783) e Marie-Victoire Lemoine (c.1785) esboçam um sorriso nos seus autorretratos, mas, com raríssimas exceções (Isabelle Pinson, 1823, Alice Pike Barney, 1896 e 1900, Alina Bondy-Glassowa, Zinaïda Serebriakova em 1911, Margaret Foster Richardson, 1912, Laura Knight, 1921, Amrita Sher-Gil em 1930), os dentes irão permanecer excluídos do autorretrato feminino. Esta ausência não impede os sorrisos de Elin Danielson-Gambogi em 1899, de Zinaïda Serebriakova em vários autorretratos de 1907 a 1921, de Susanne Granitsch ou mesmo de Gladys Rockmore Davis em 1942.
Frida Kahlo, na maior parte dos seus autorretratos, acentua a espessura das sobrancelhas e a sinofrídia, e não esconde os pelos labiais, geralmente retocados pelos fotógrafos, mas que não nega e aceita como parte da sua ascendência ibérica.

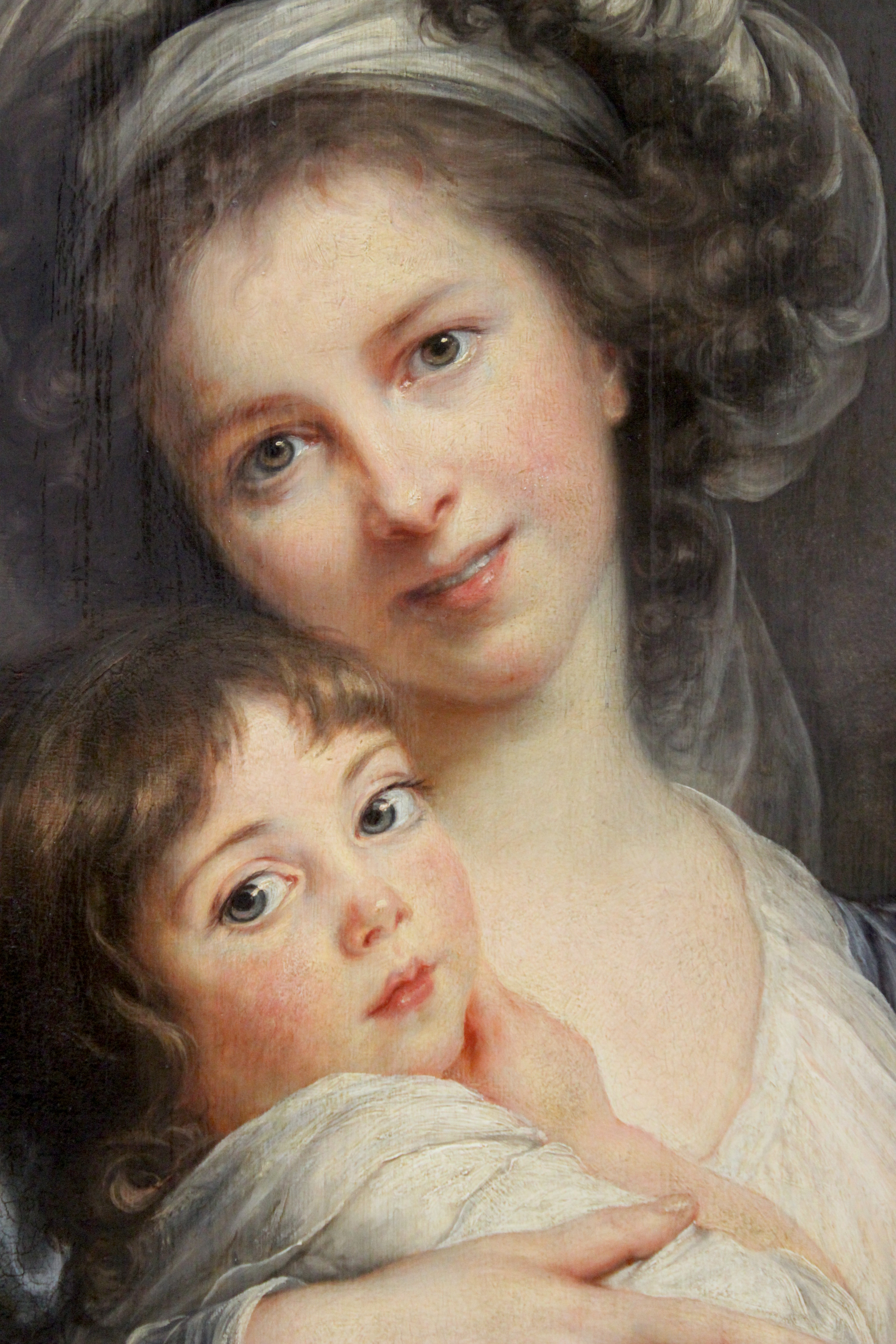
Élisabeth Vigée Le Brun, 1786 (detalhe)
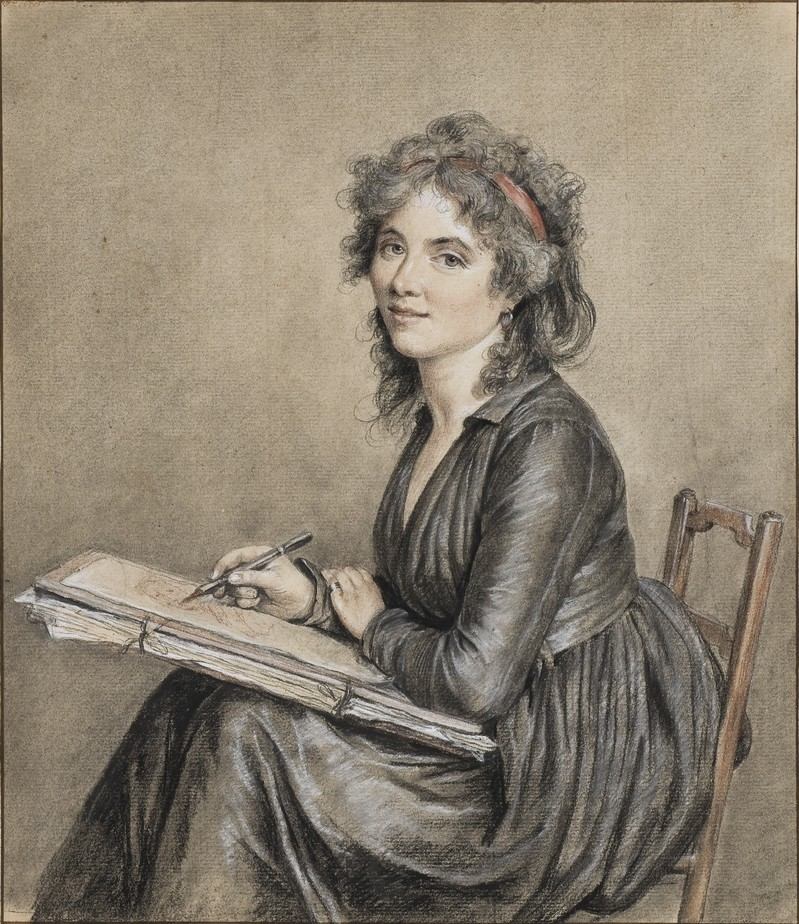
Marie-Gabrielle Capet, c.1783
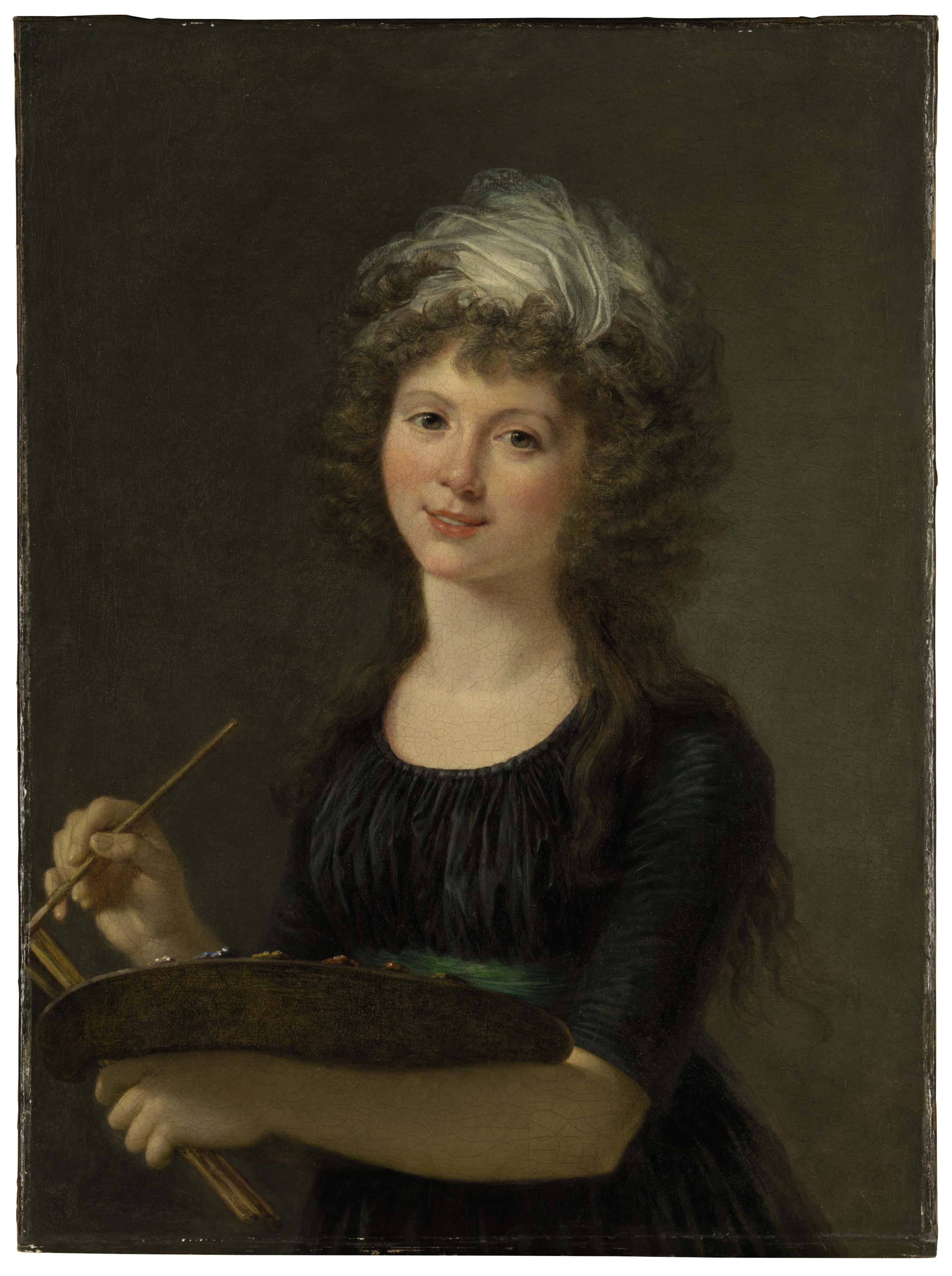
Marie-Victoire Lemoine, c.1785
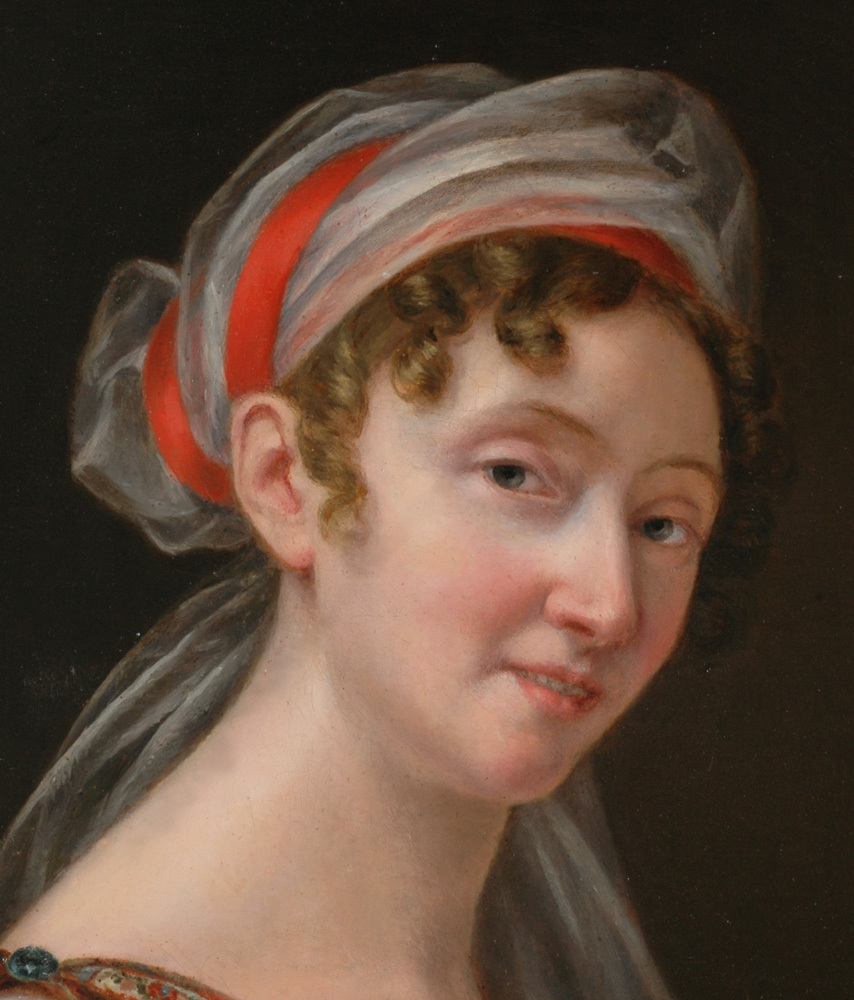
Isabelle Pinson (detalhe), 1823
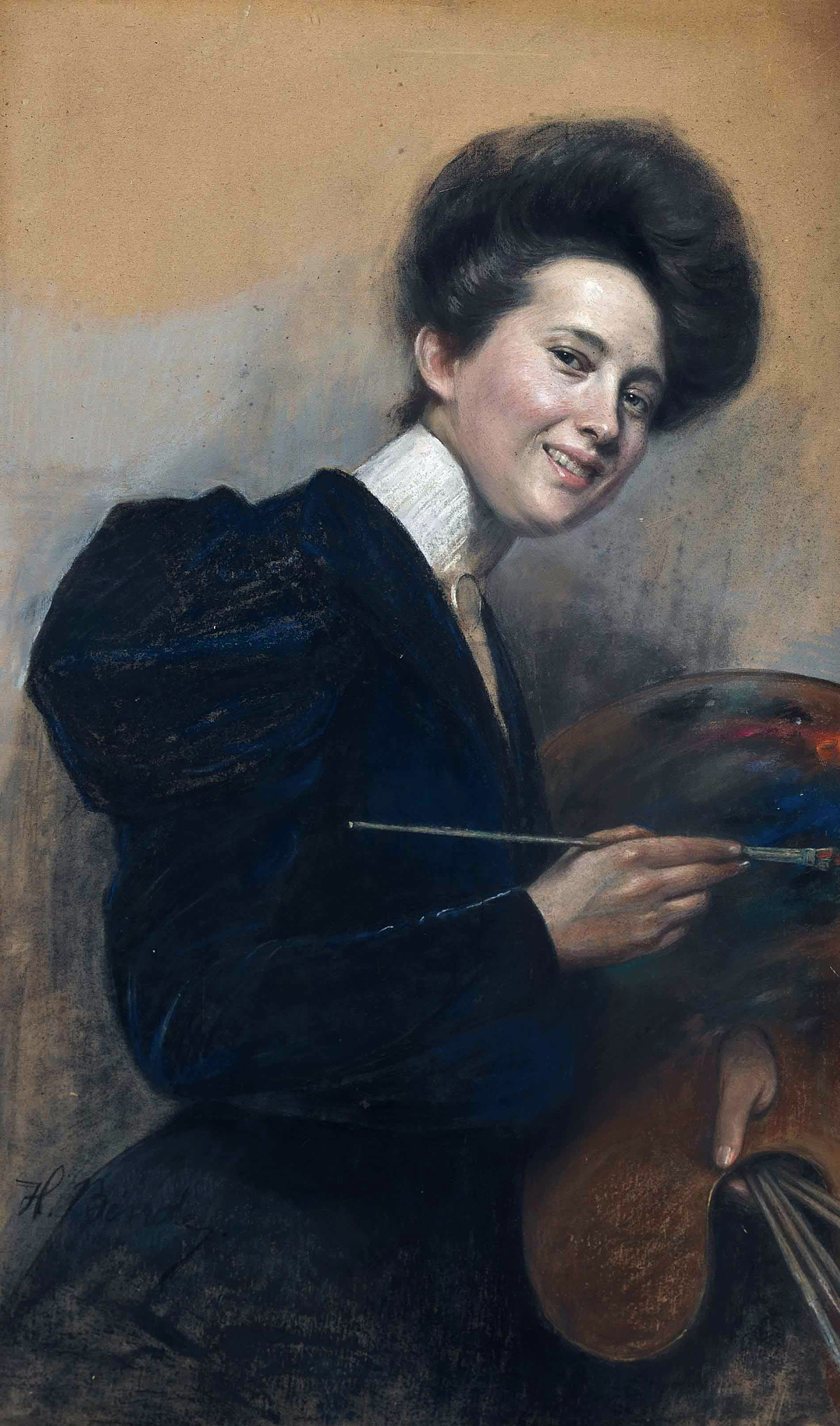
Alina Bondy-Glassowa

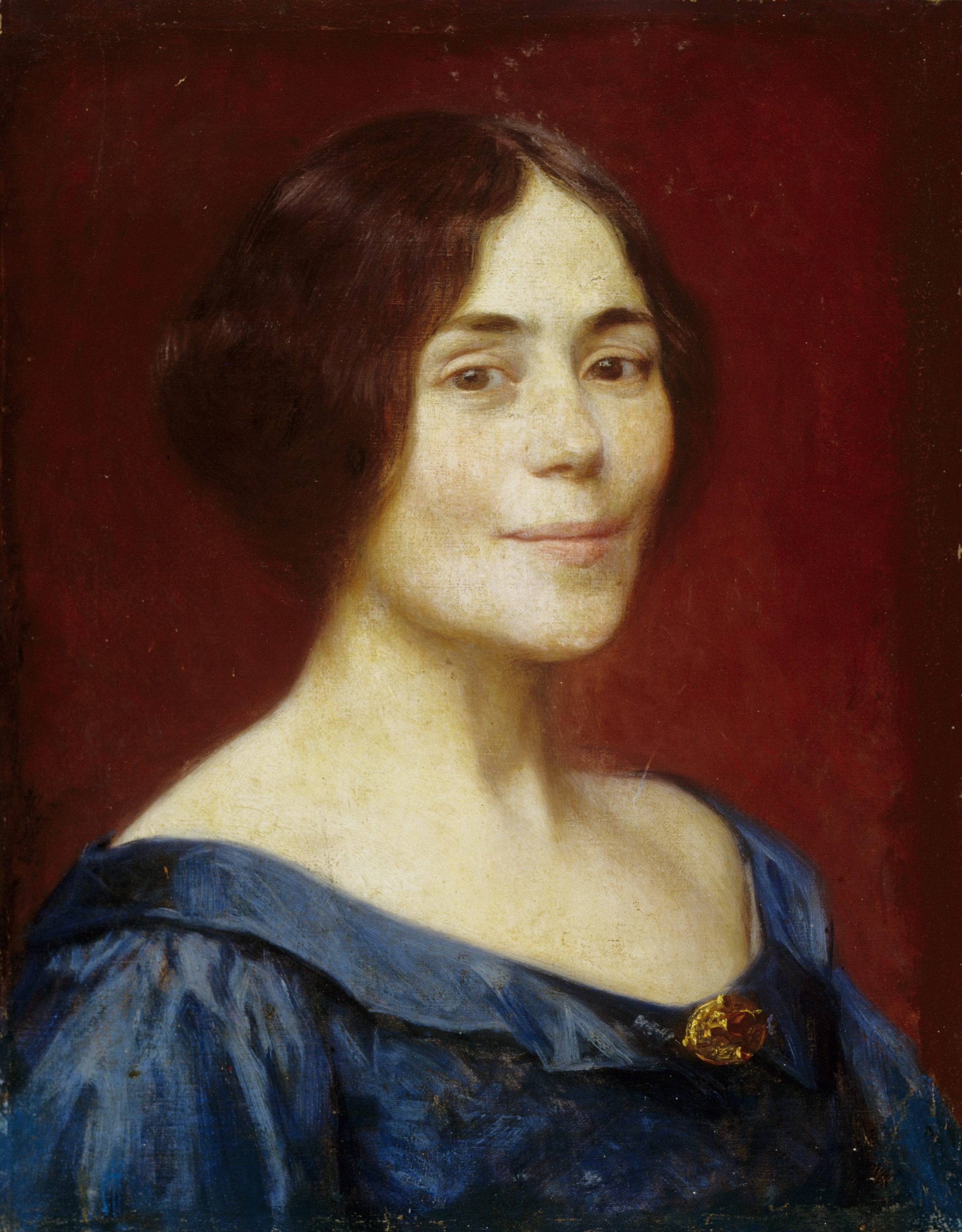
Elin Danielson-Gambogi, 1899
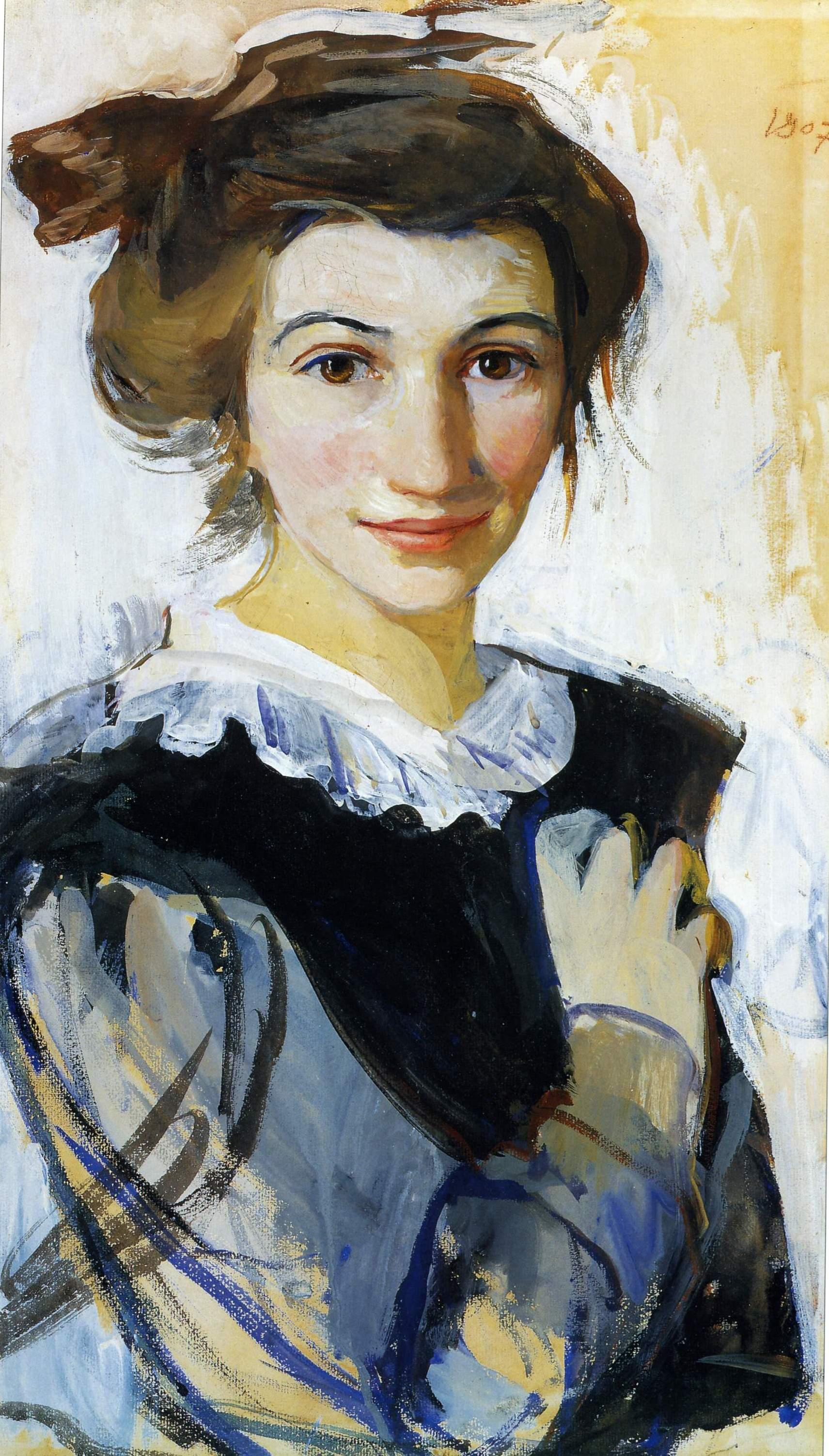
Zinaida Serebriakova, 1907
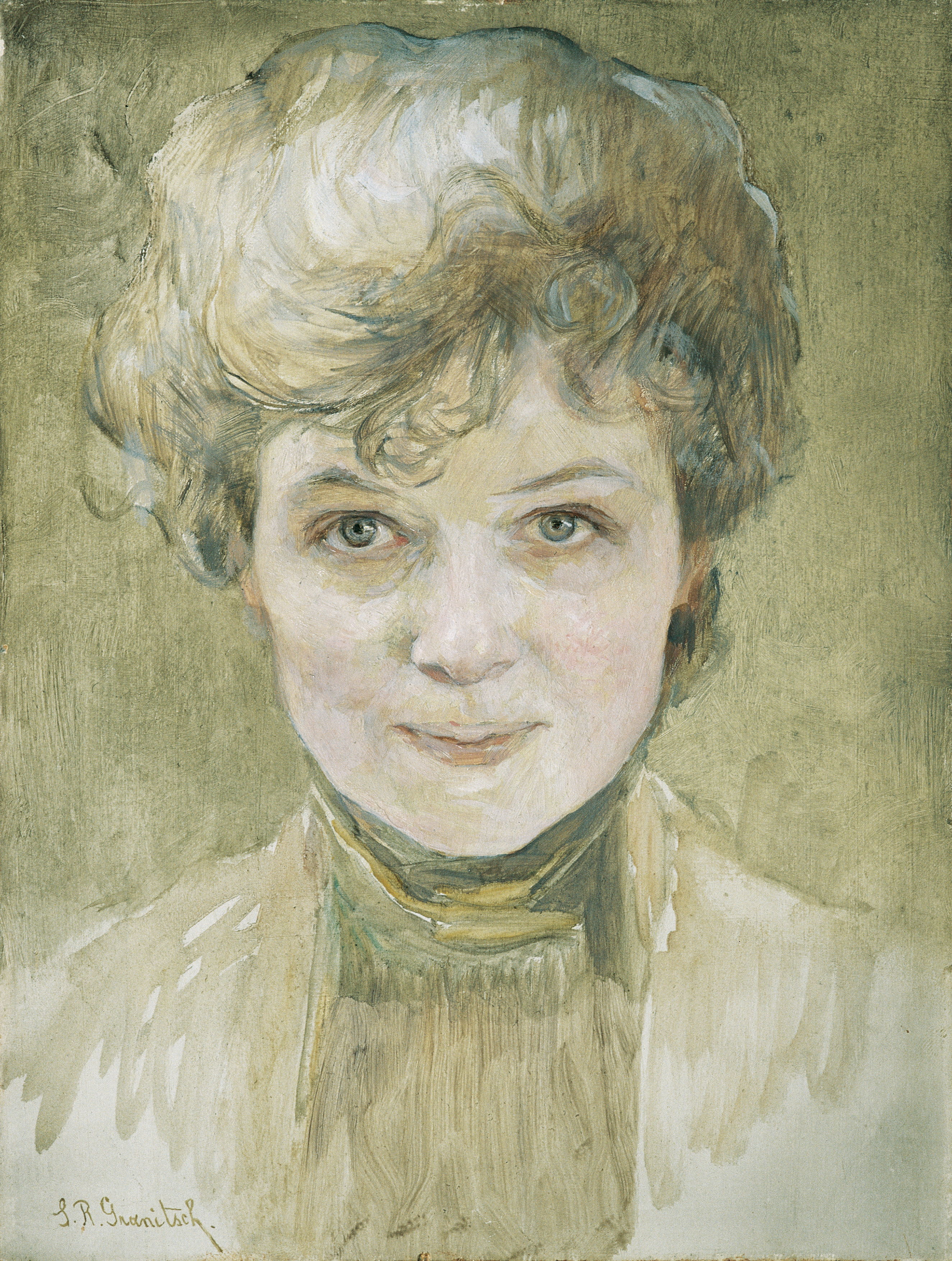
Susanne Granitsch, c.1910-1915
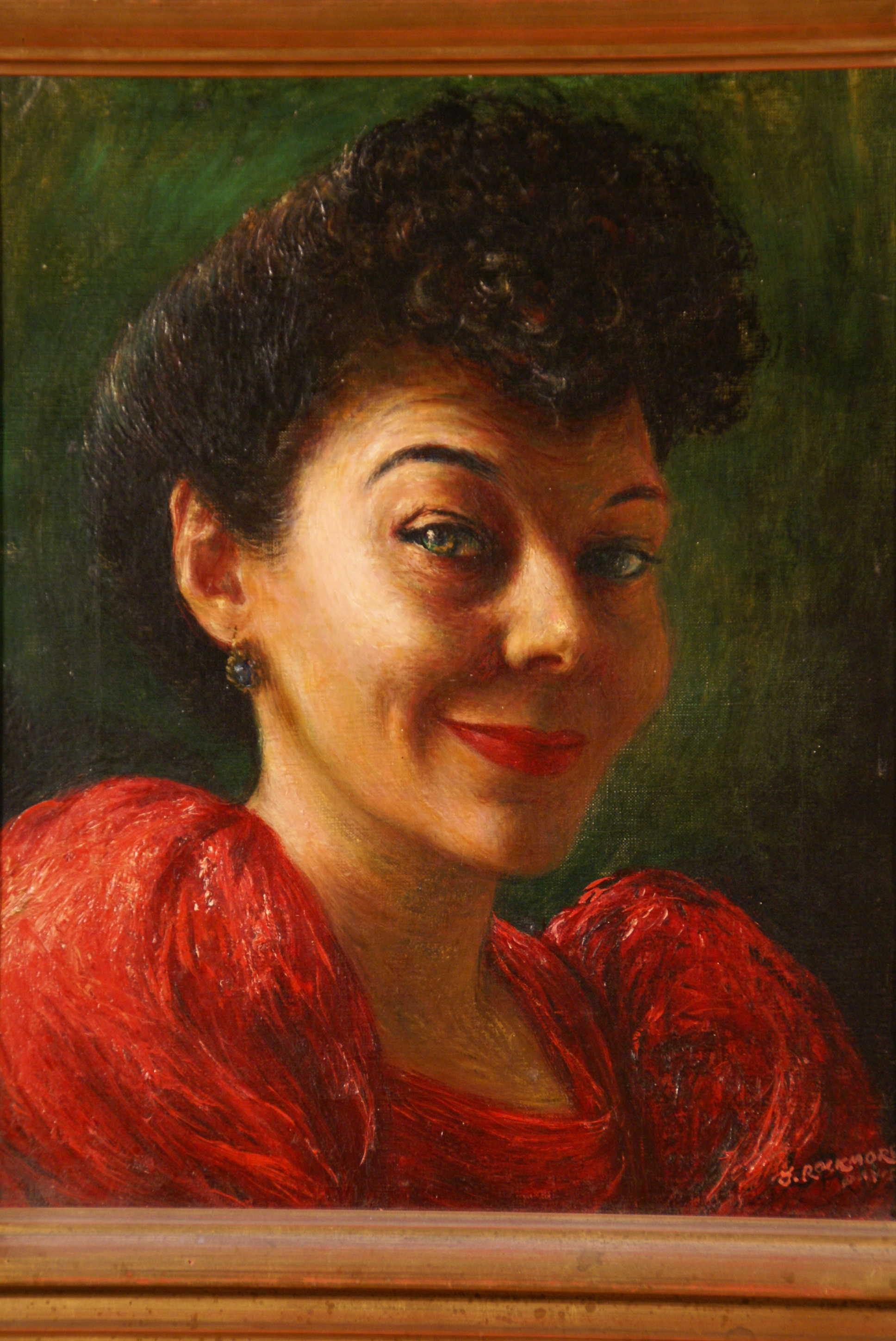
Gladys Rockmore Davis, 1942

Principal parte do corpo presente no autorretrato, o rosto às vezes é o único. Embora o primeiro retrato fotográfico data de 1839, os desenvolvimentos técnicos só permitiram a sua popularização nas décadas de 1860 e 1880, nomeadamente com a pioneira britânica Julia Margaret Cameron, que, tal como os seus jovens colegas Nadar e Carjat, deu aos seus modelos as poses tradicionais do retrato em pintura, mas também se destaca pelos close-ups com enquadramento justo no rosto, sem decoração, de frente e com o olhar na lente. Embora a ligação com a arte da fotografia seja provavelmente apenas circunstancial, várias artistas deste período representam-se neste modelo, realçando a identidade e rejeitando qualquer acessório ou atributo ligado à profissão e à feminilidade: Louise Jopling, Christiane Schreiber (c.1870), Elizabeth Thompson, Louise Abbéma, Leis Schjelderup, Hanna Hirsch-Pauli, Anna Ancher, Venny Soldan-Brofeldt, Aurélia de Souza, Louise De Hem, Marie Krøyer, Marie Laurencin em seus primeiros autorretratos de 1904, Émilie Charmy e outras.
Esta representação do tipo "cabine fotográfica" tornou-se mais comum a partir de 1930, e a série de retratos de Nora Heysen, Zinaida Serebriakova, Pan Yuliang, Frida Kahlo, Lotte Laserstein, Leonor Fini, Charley Toorop, Rita Angus, Tove Jansson, Diana Dean, Ishbel Myerscough, Chantal Joffe, todas têm pelo menos um.

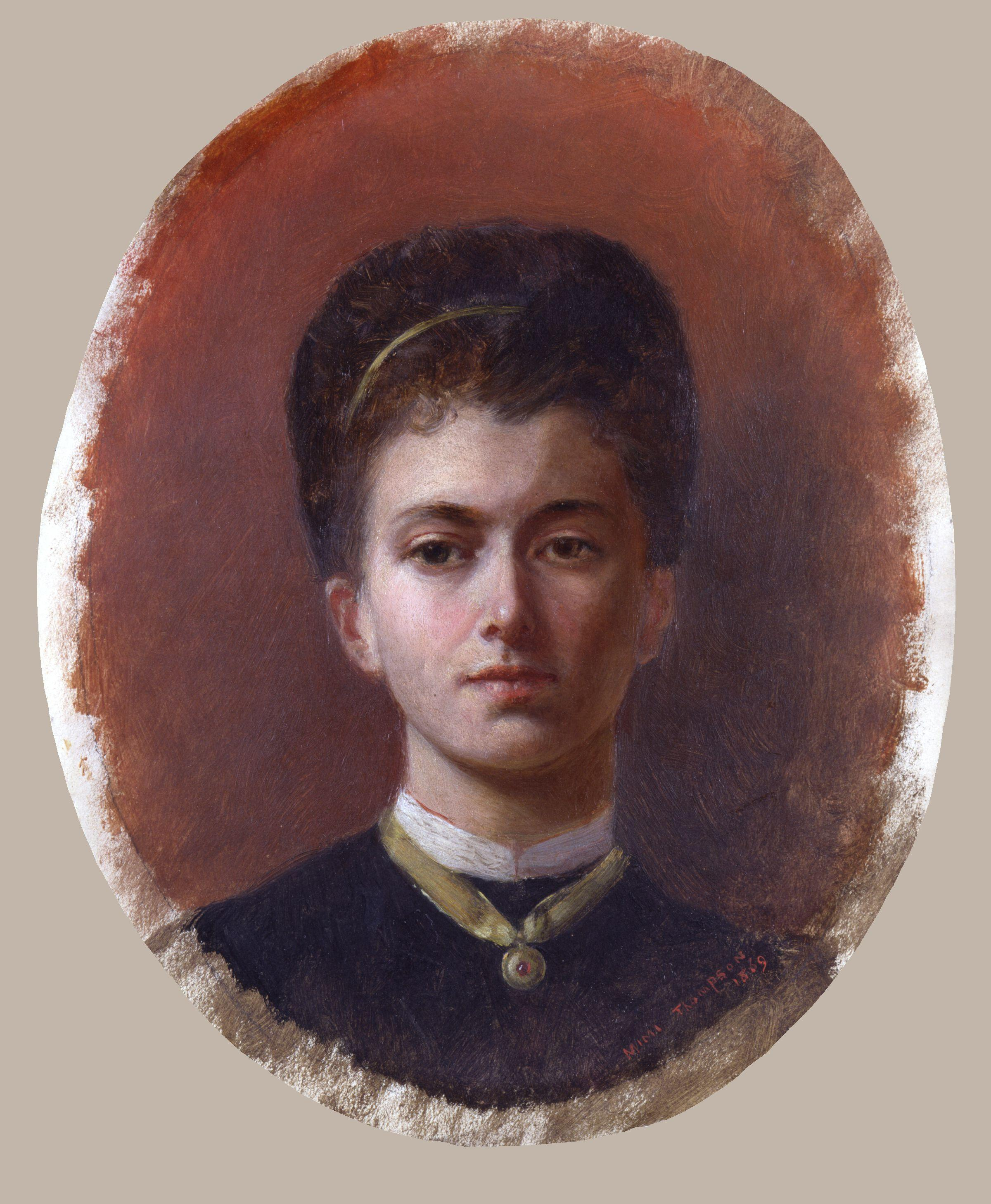
Elizabeth Thompson, 1869
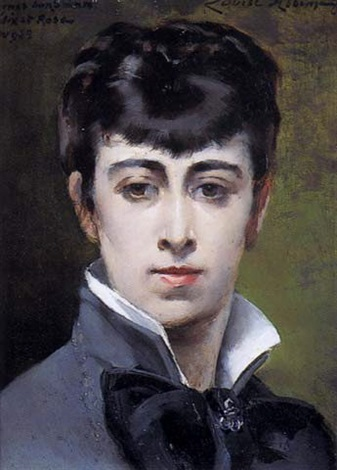
Louise Abbéma, 1876
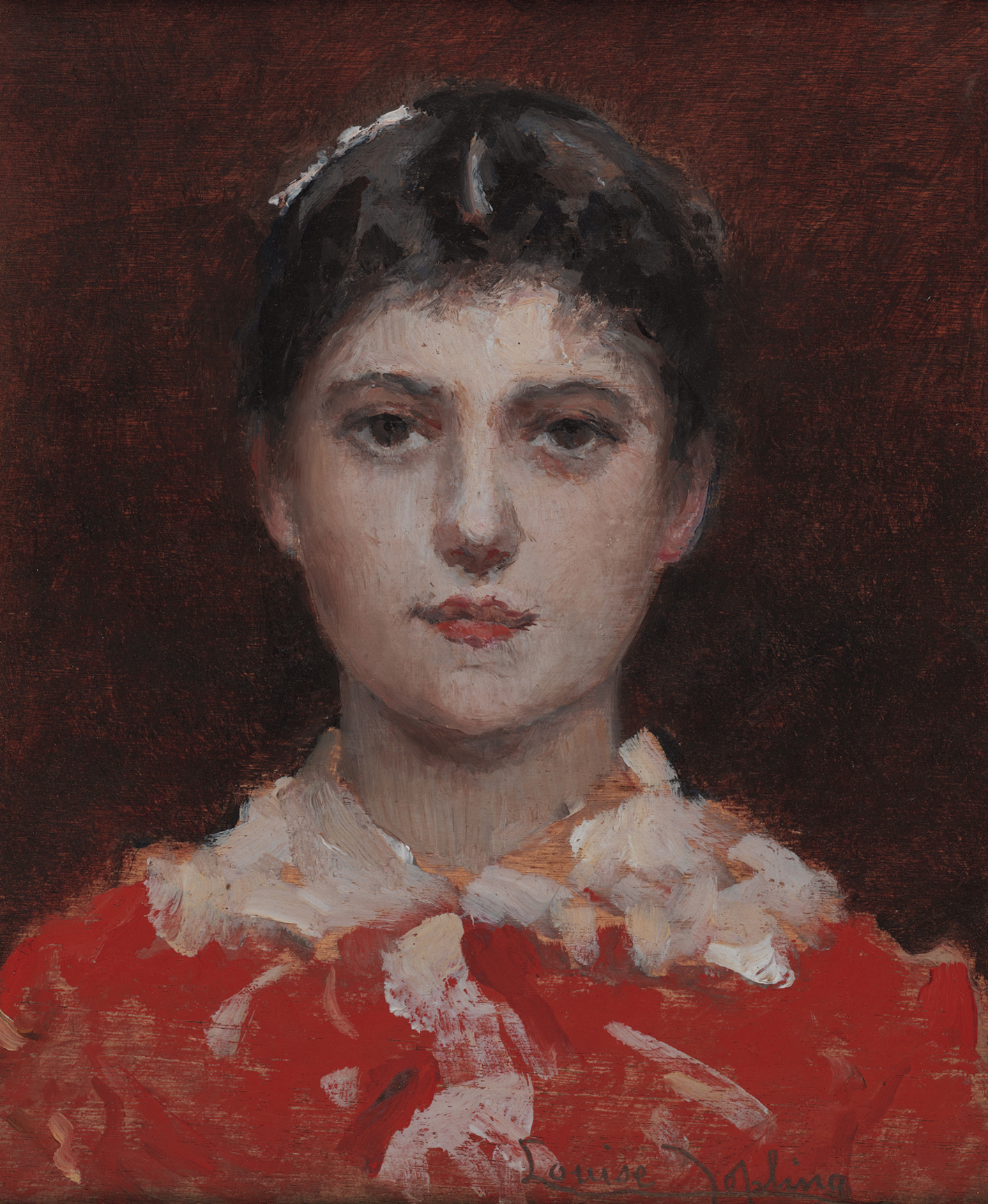
Louise Jopling, 1878
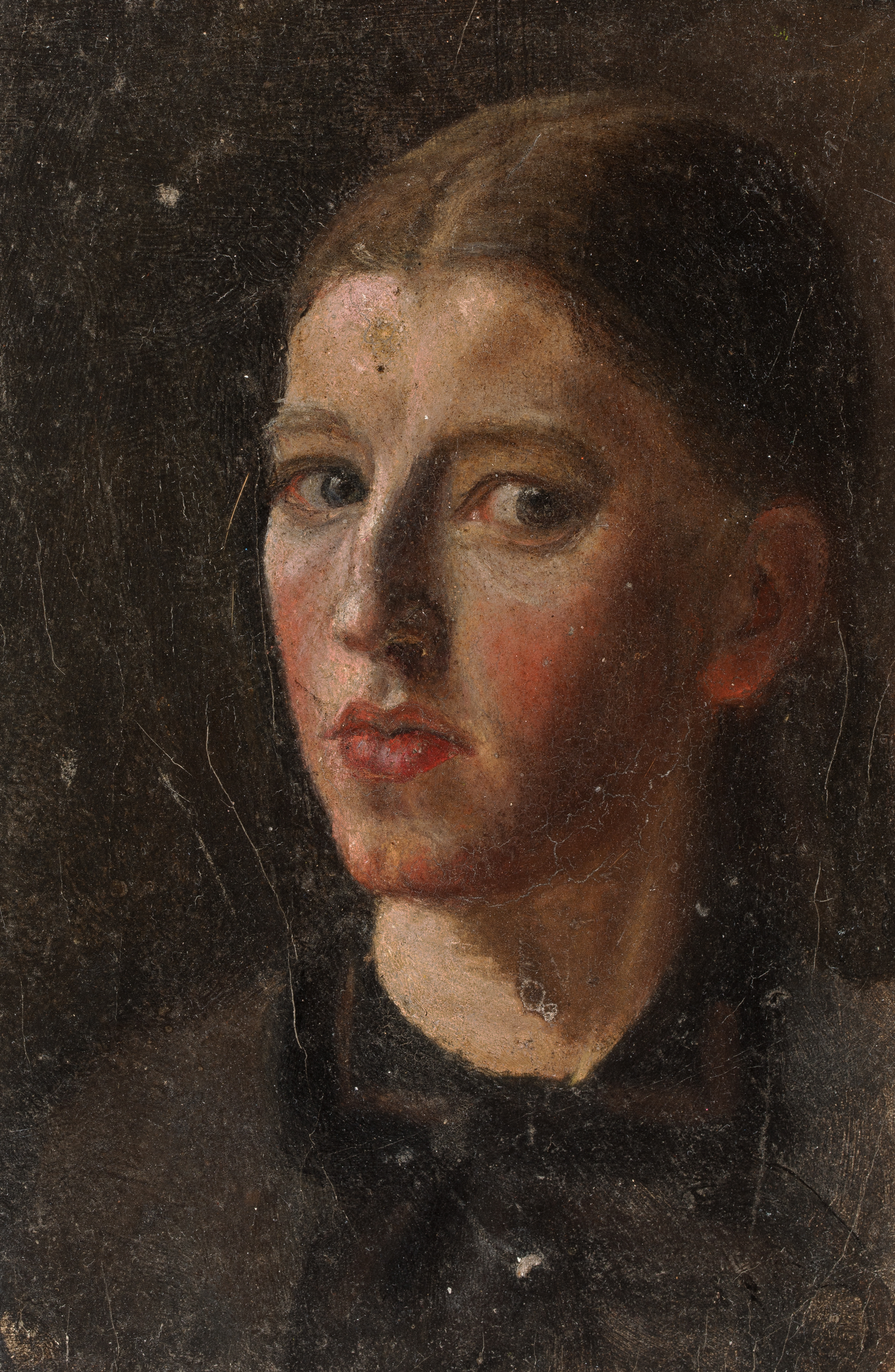
Anna Ancher, c.1878
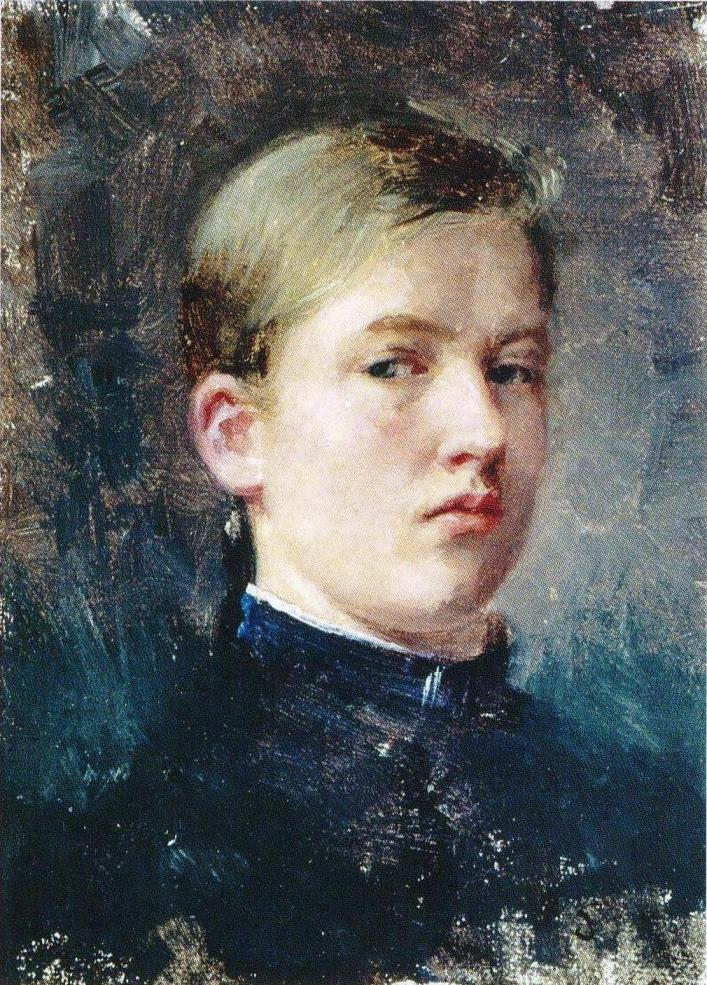
Venny Soldan-Brofeldt, 1882
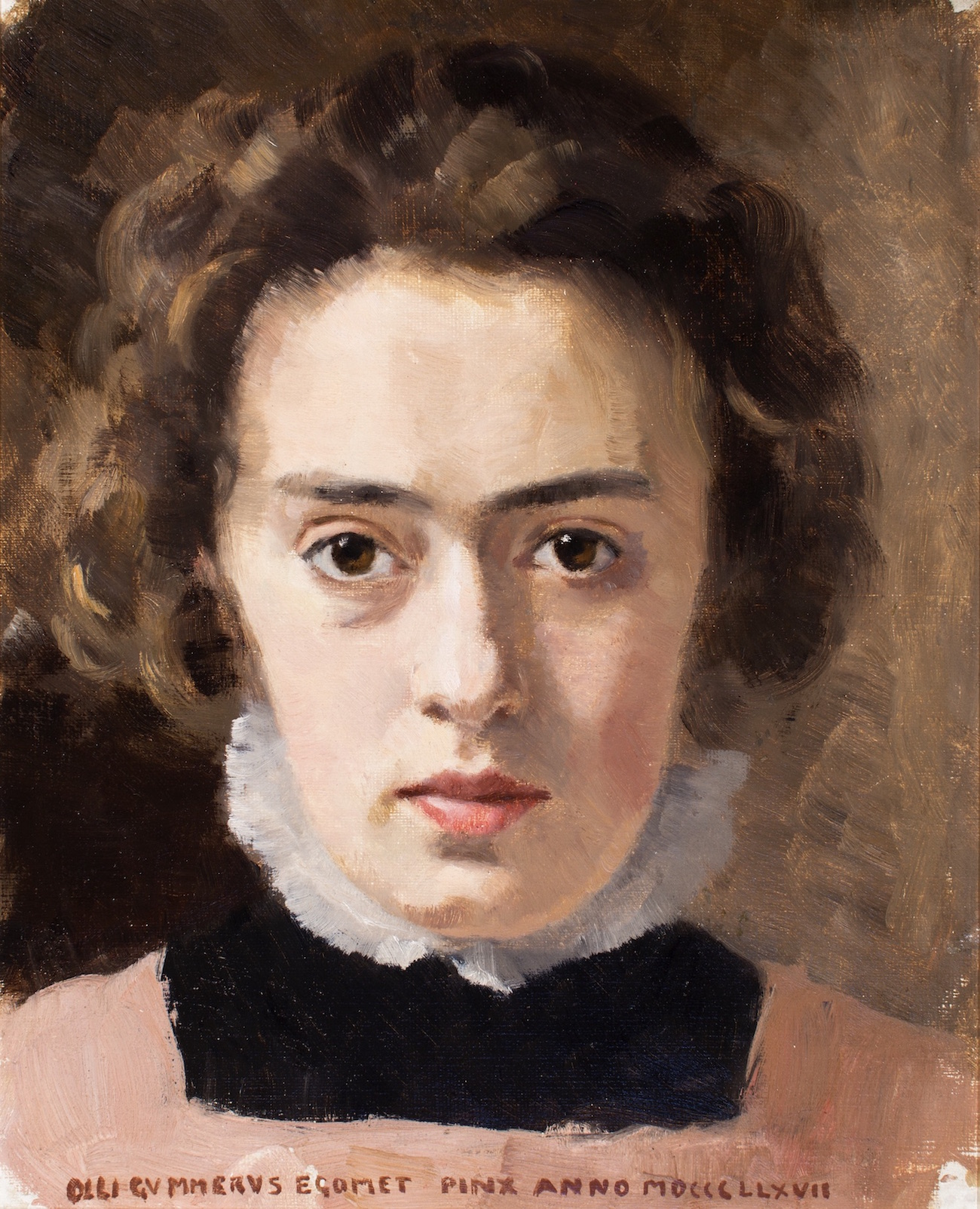
Olga Gummerus-Ehrström, 1897
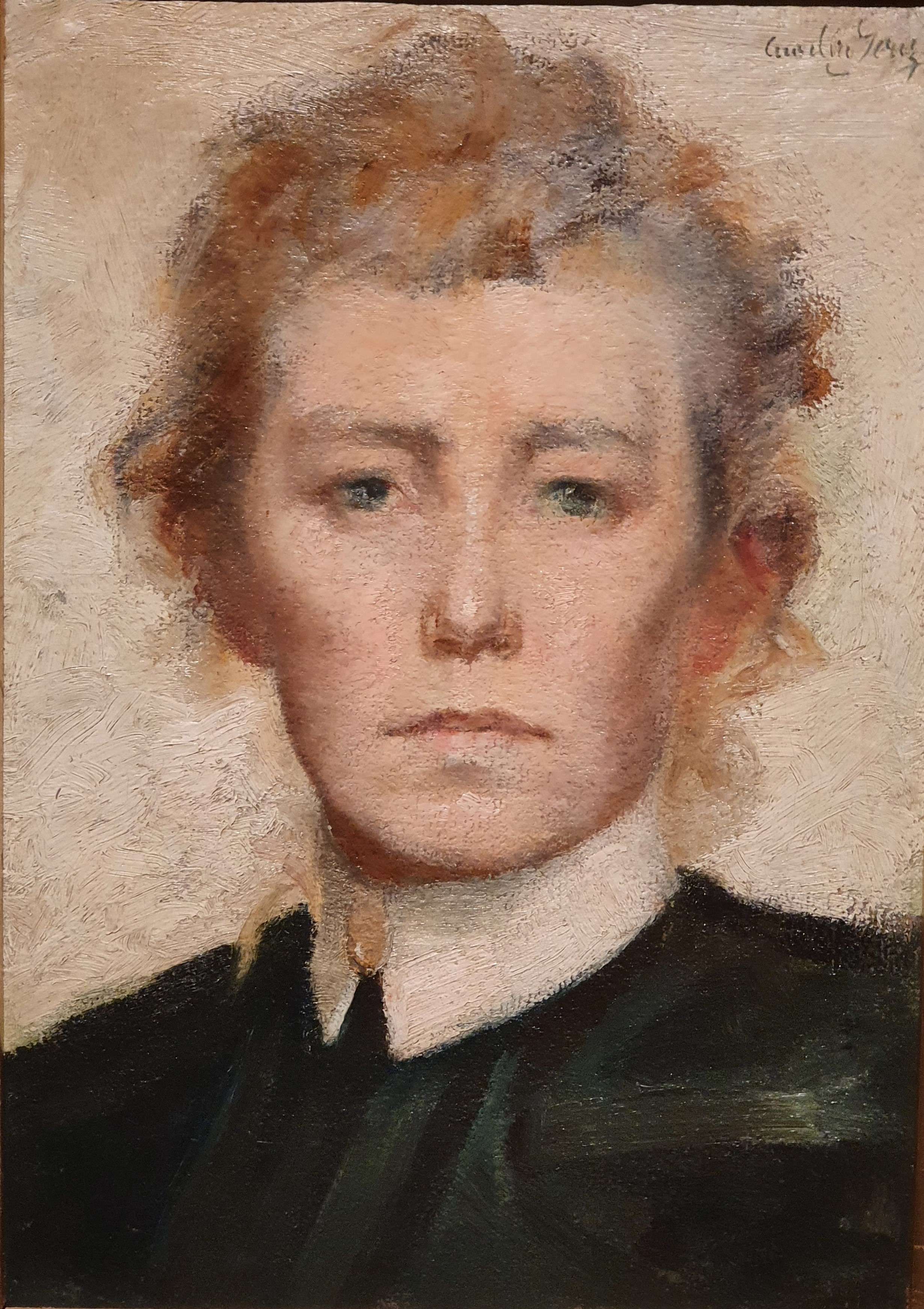
Aurélia de Souza, c.1895
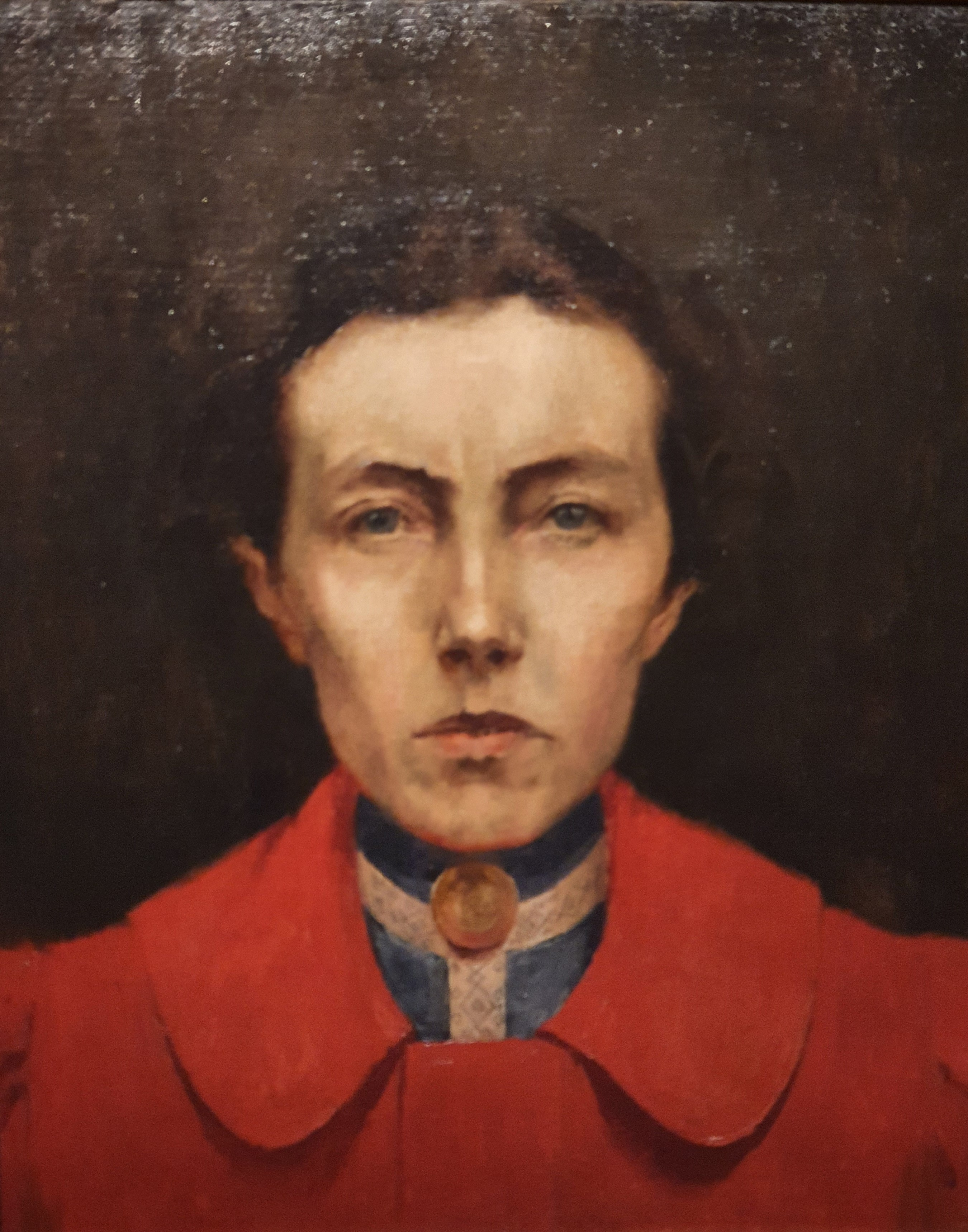
Aurélia de Souza, c.1900

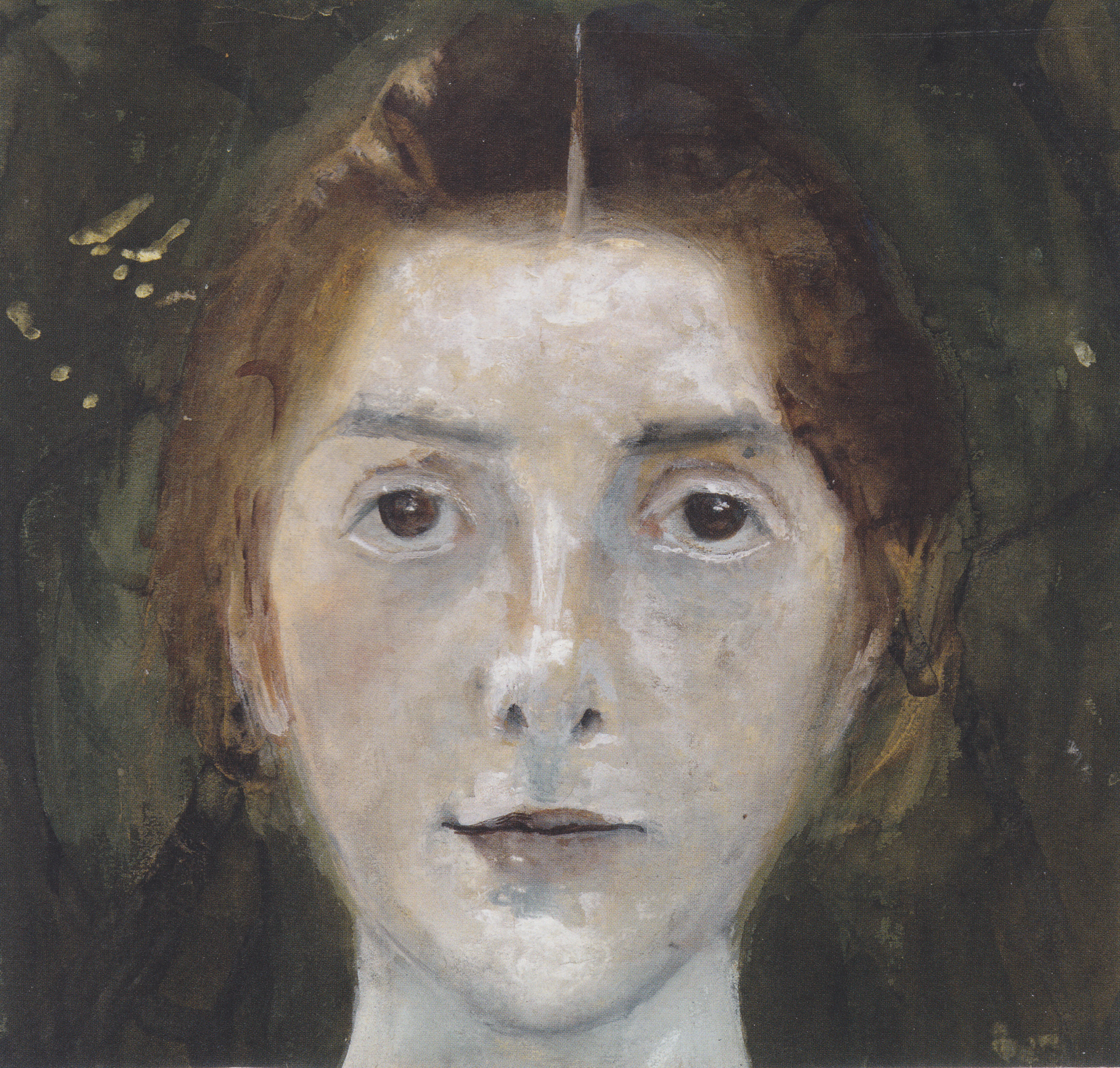
Paula Modersohn-Becker, 1897
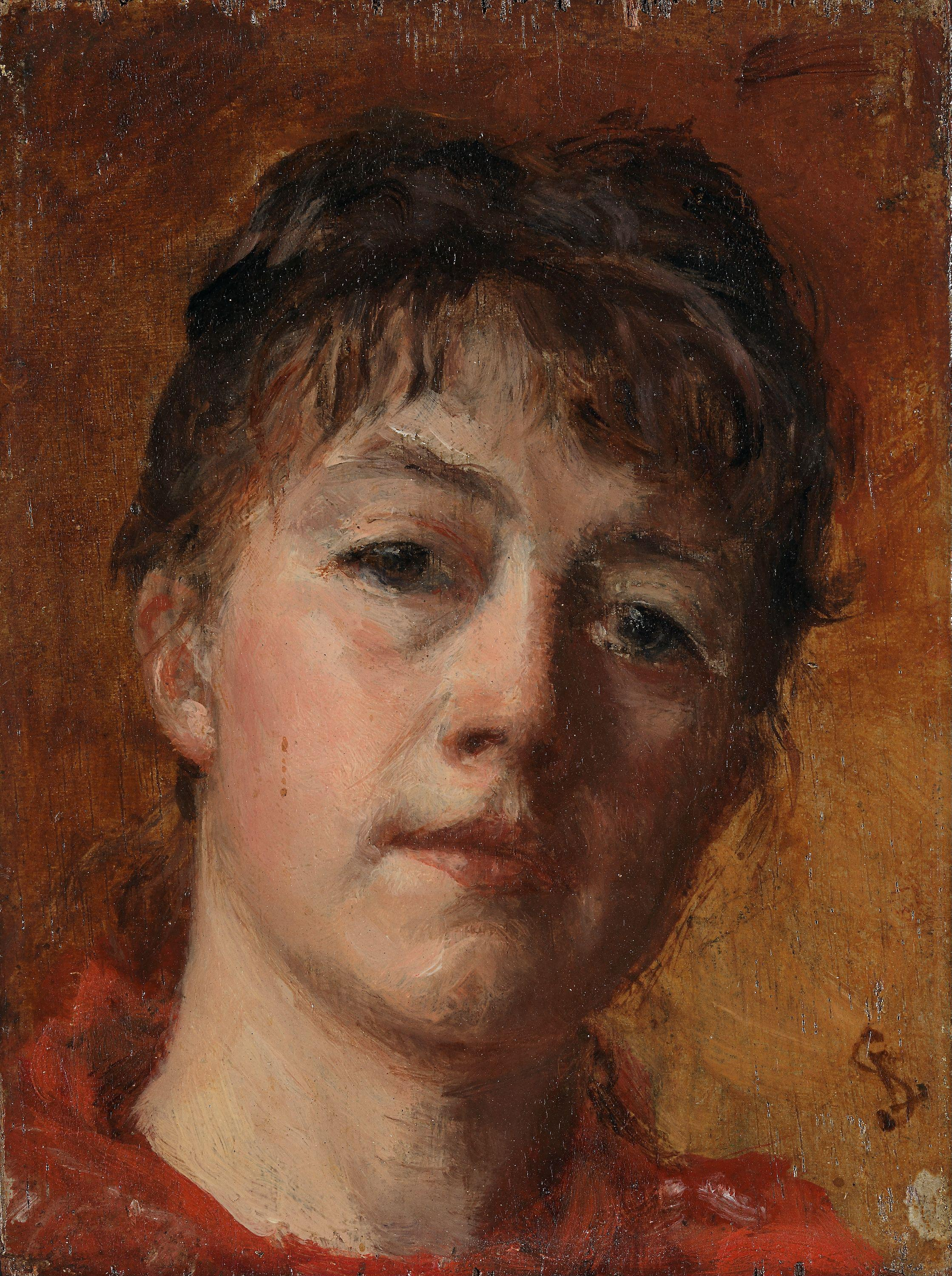
Leis Schjelderup, 1886
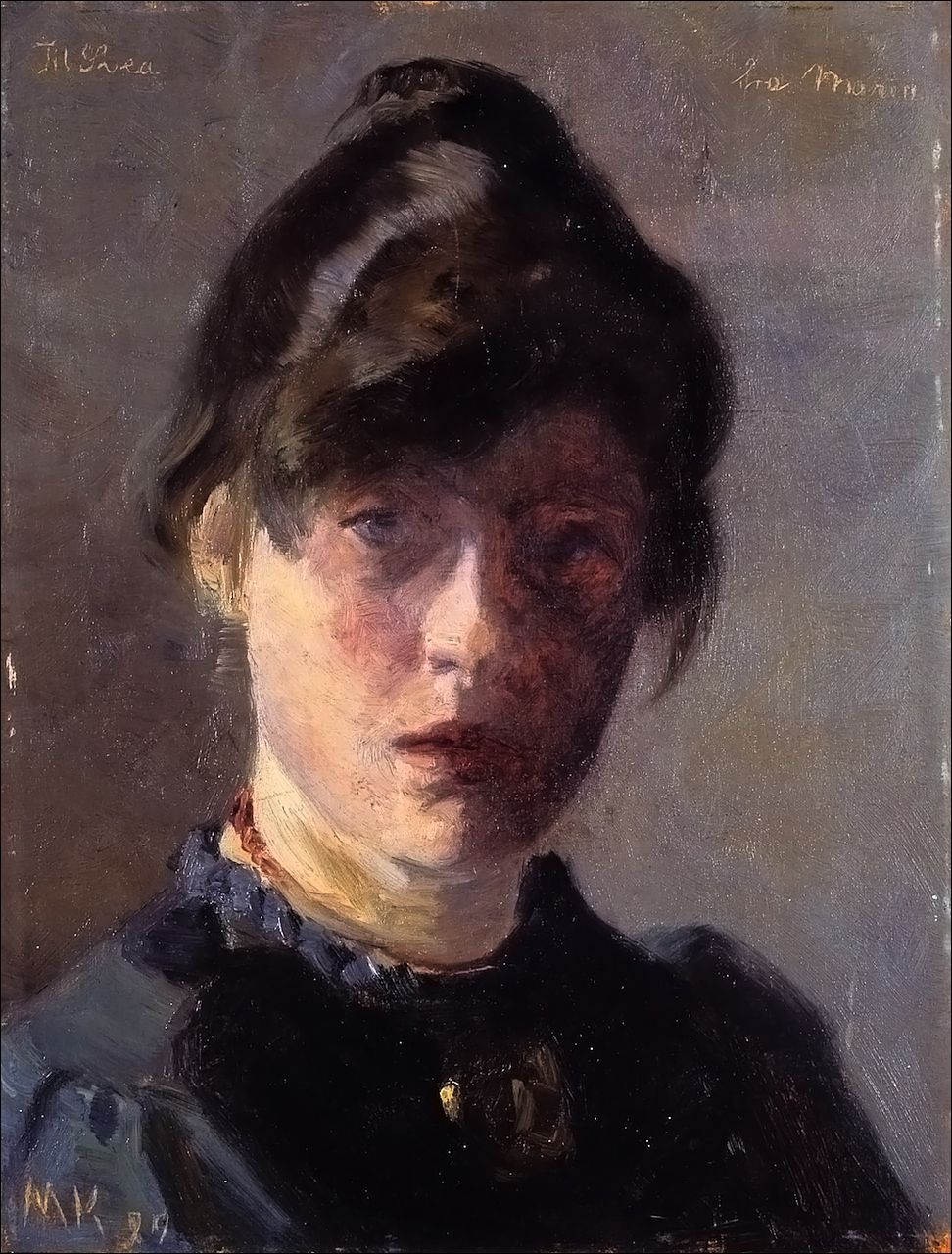
Marie Triepcke Krøyer Alfvén, c.1900
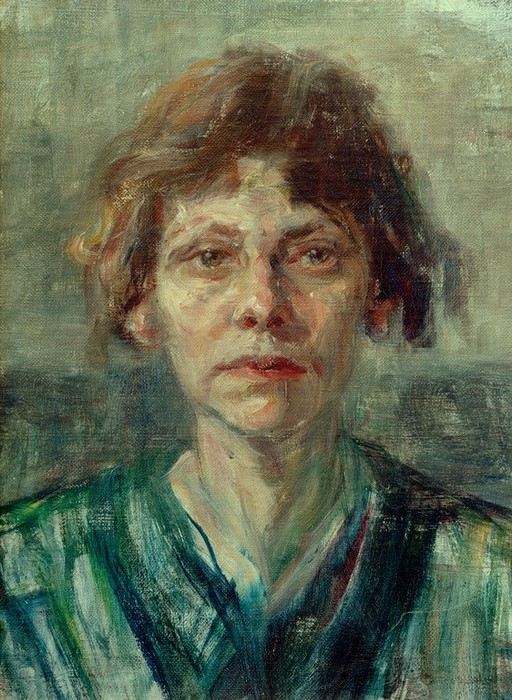
Maria Slavona, 1910
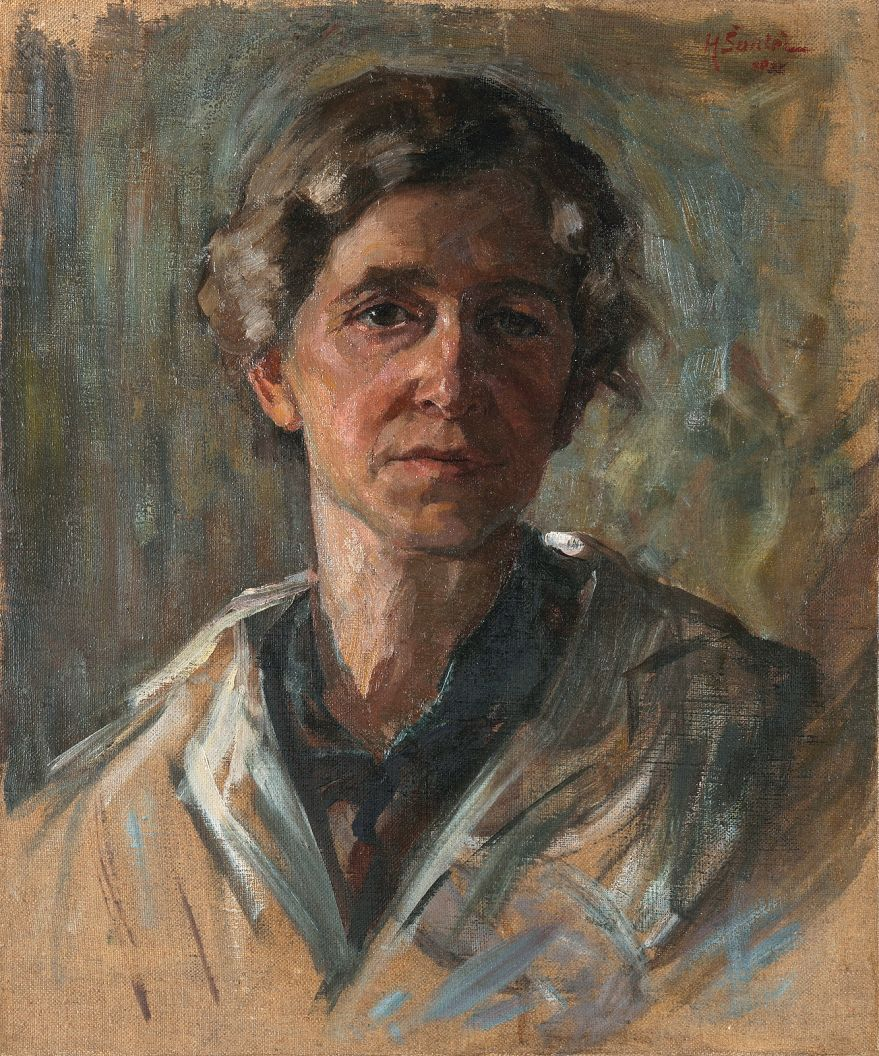
Henrika Šantel, 1922
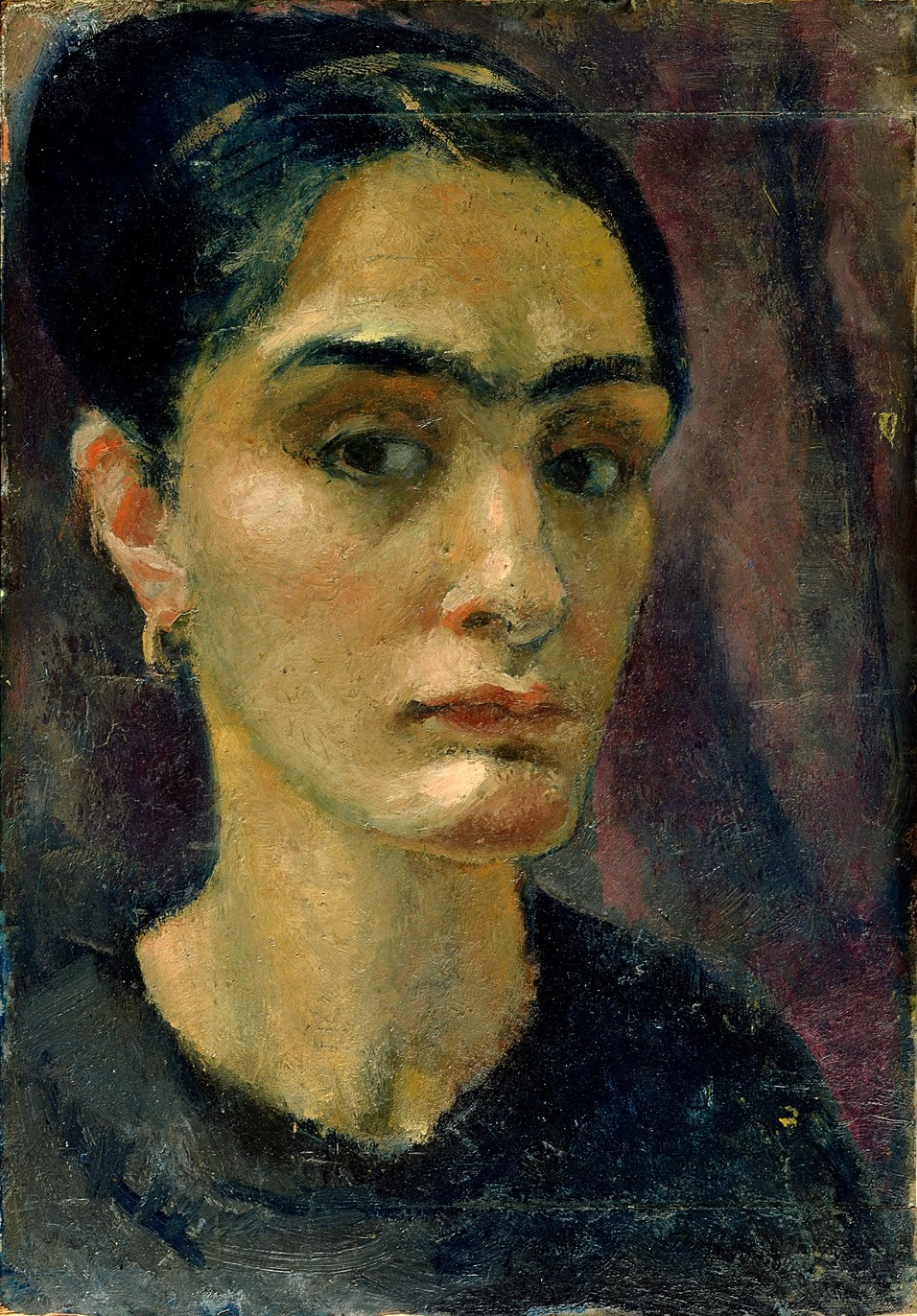
Anita Rée, c.1925
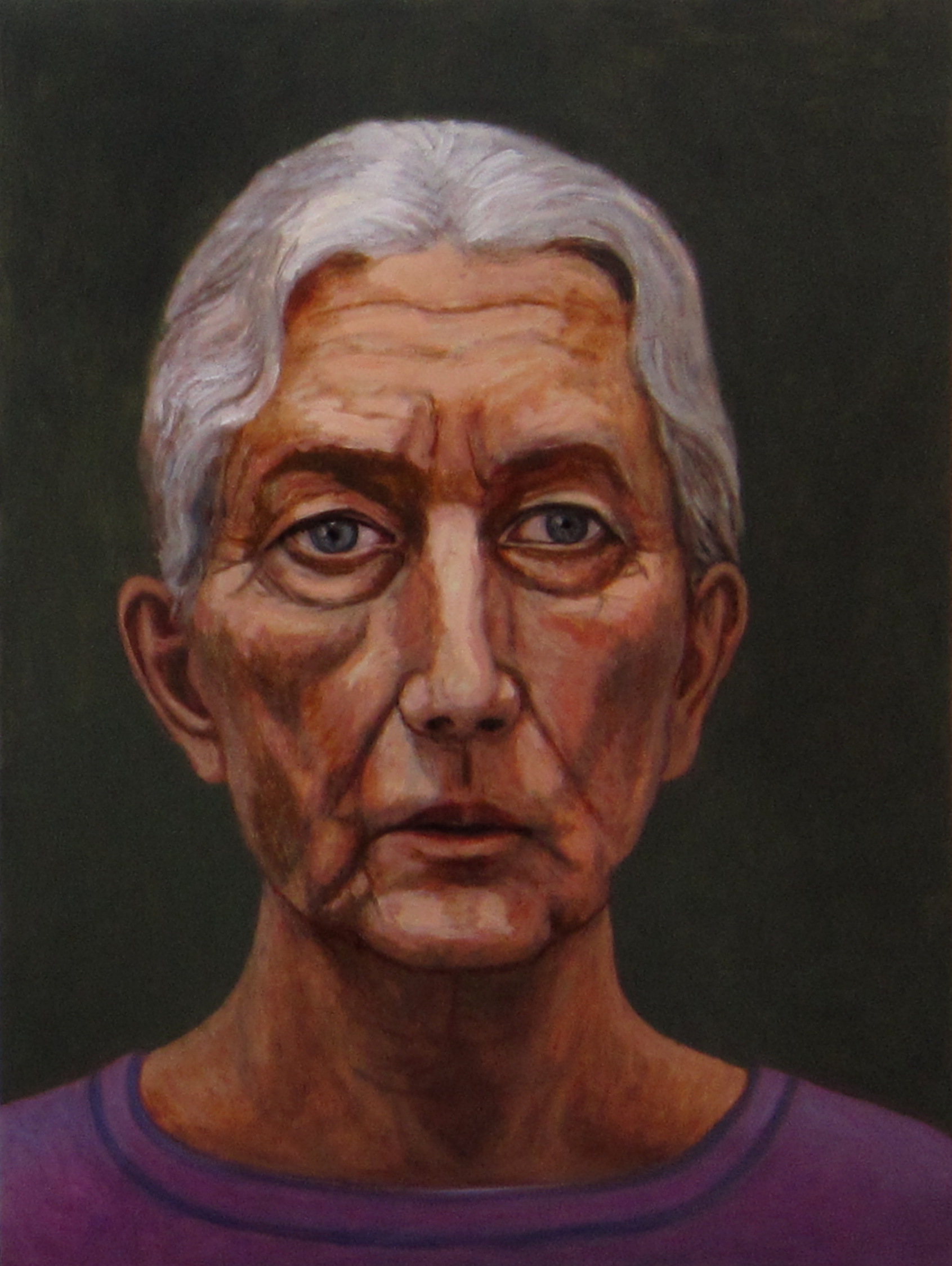
Diana Dean, 2014

### Cabelos
Elemento mais constante do autorretrato feminino, mesmo antes do rosto, o cabelo pode, muito excepcionalmente, estar ausente, ou totalmente escondido por um véu ou turbante, ou desaparecer devido à calvície, após quimioterapia por exemplo (Karen Yee †2016, 2012.). Na grande maioria dos casos, esse penteado segue a moda da época, mas sem seguir suas extravagâncias. Noutros lugares, não o tem realmente em conta, ou pode mesmo assumir um aspecto de rebelião contra o conformismo da sociedade, por exemplo, no final do século XIX e início do século XX, quando as jovens dobraram uma franja sobre a testa (Marie Bashkirtseff, Sarah Bernhardt, Louise Abbéma, Ellen Day Hale) ou trocar seus longos cabelos por um corte bob (Dora Carrington, em 1913); algumas, como Annemarie Heise, Lotte Laserstein na década de 1920, ou Gluck, adotaram um corte masculino. Em relação aos autorretratos dos séculos XVII e XVIII, poderíamos citar o "Hurluberlu", em voga de 1660 a 1680, usado em particular por Mary Beale, Élisabeth-Sophie Chéron e Anne Killigrew, as outras que ficaram famosas pelas personalidades que os divulgaram, como “la Sévigné”, mas cujos apelidos há muito caíram no esquecimento. Após o retorno à naturalidade no final do século XVIII, vemos os penteados antigos de Angelica Kauffmann, Constance Mayer (1801) e Maria Callani (1802), depois o penteado curto "à la Titus", usado notadamente por Henriette Lorimier em 1807 e Élisabeth-Louise Vigée-Le Brun em 1808, e que durou até 1811. Foi então o regresso duradouro aos cabelos longos, que Zinaida Serebriakova pintou no seu famoso Autorretrato na penteadeira de 1909.

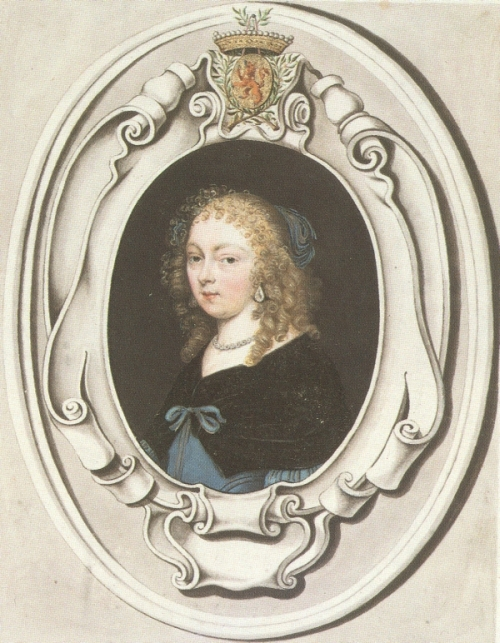
Gesina ter Borch , 1661
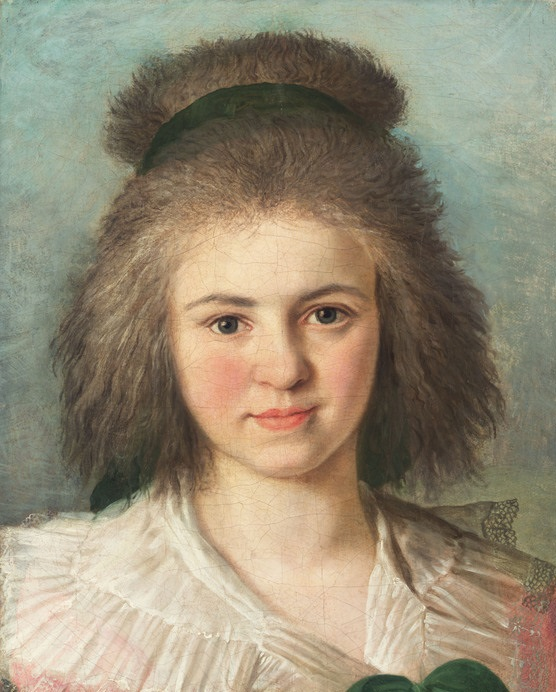
Ludovike Simanowiz, 1792
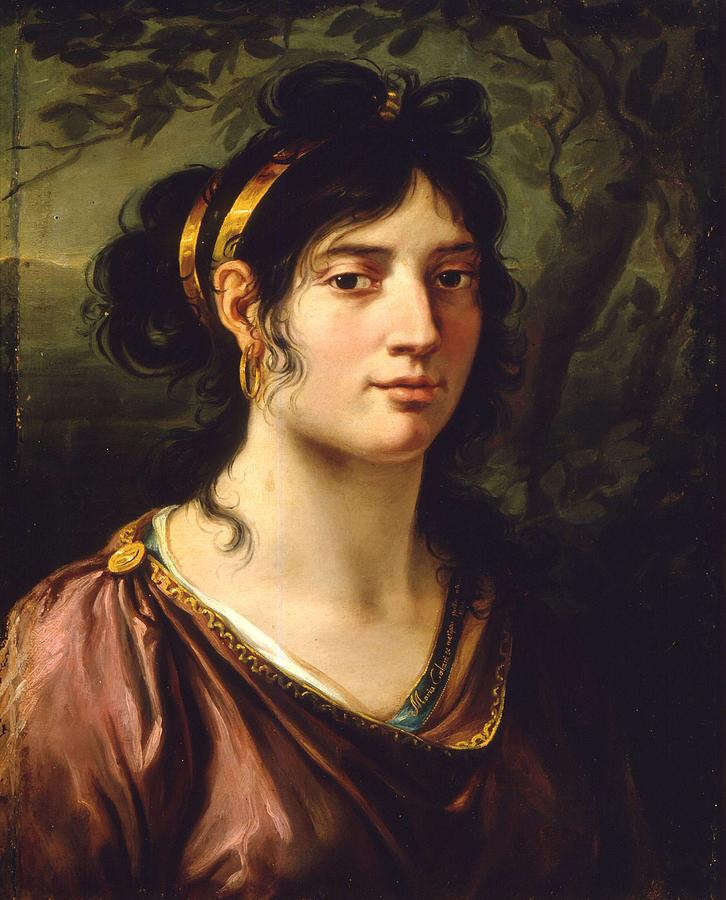
Maria Callani, 1802
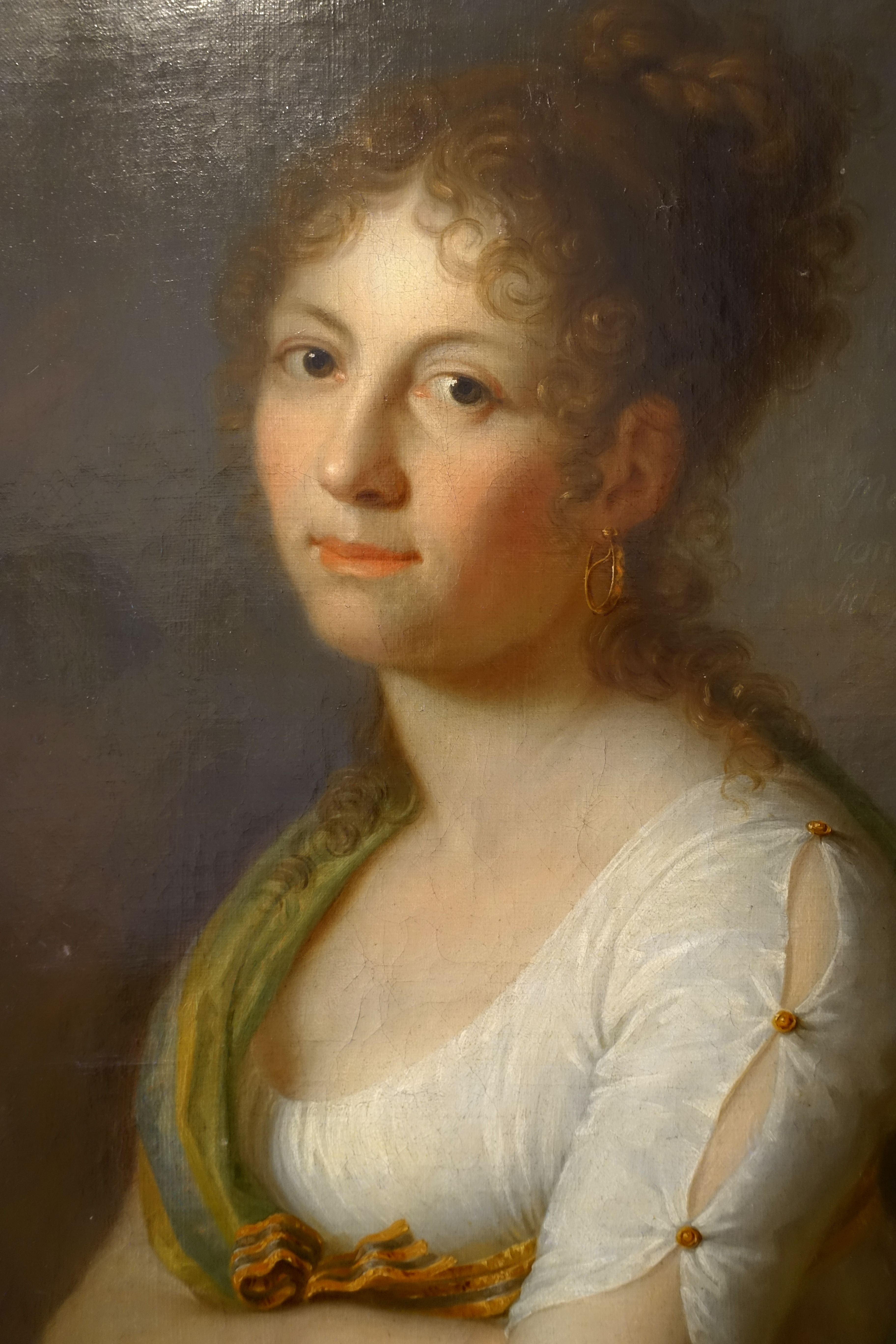
Margarethe Geiger, 1804
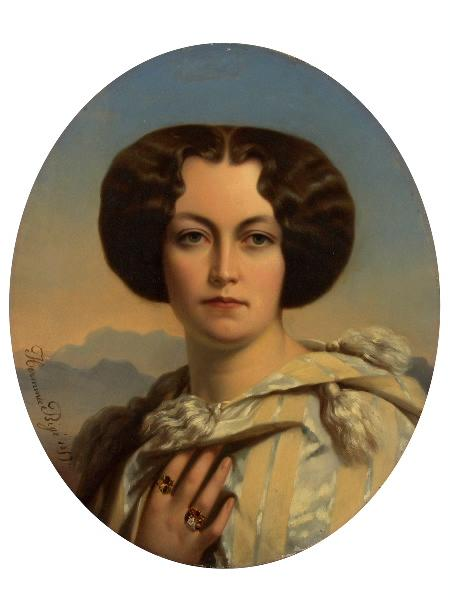
Herminie Collard, 1857
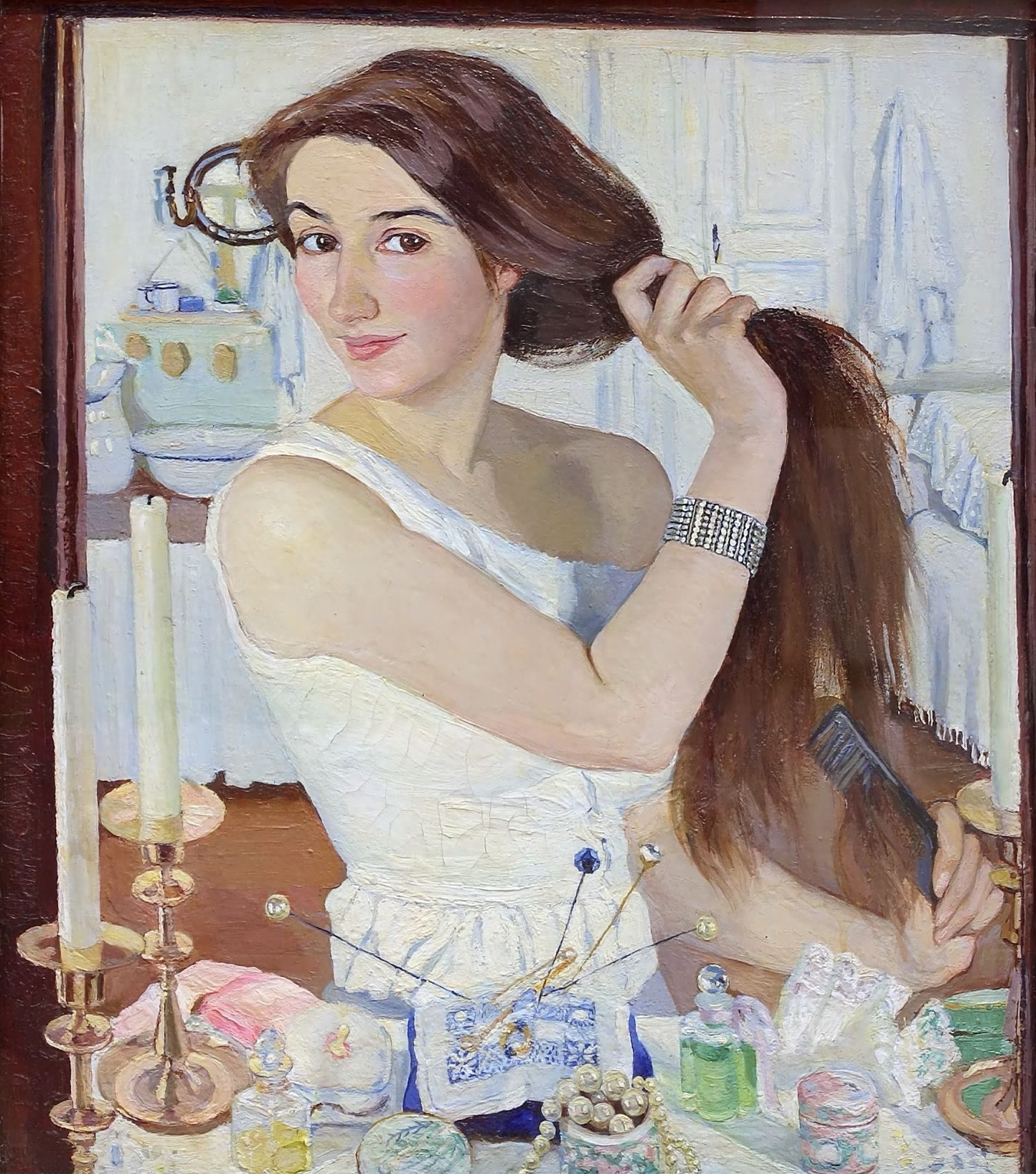
Zinaida Serebriakova , 1909

Através das novas revistas de moda de grande circulação distribuídas nas províncias, e também por toda a Europa e Estados Unidos, com ilustrações privilegiando os penteados mais elaborados, o cabelo adquiriu no século XIX uma dimensão social e cultural sem precedentes, e, graças à literatura, uma dimensão social e cultural de rico significado simbólico, que Carol Rifelj bem descreveu com base nas obras de vinte grandes romancistas franceses; o cabelo informa o leitor sobre a personalidade das protagonistas, mas também sobre sua situação social. Como lembra Katherine Rondou, o século XIX foi o período emblemático da tricofilia: a abundância, a espessura e o comprimento dos cabelos são fatores de erotização. Elencando diferentes penteados de personagens do romance, Carol Rifelj observa que eles servem como indício de sensualidade ou anúncio de sedução. Entre esses penteados do século XIX mais ou menos ligados à sensualidade, à tricofilia e ao fetichismo, os cachos e as tiaras estão particularmente bem representados nos autorretratos femininos.
O penteado contemporâneo do início do Romantismo, visível nas décadas de 1810 e 1820 nos autorretratos de Marie Ellenrieder, Amile-Ursule Guillebaud, Rolinda Sharples, Mary Ellen Best, Sarah Goodridge, Marie-Victoire Jaquotot, bem como em meia dúzia de Hortense Haudebourt-Lescot, normalmente apresenta cachos em cada lado das têmporas e um coque colocado no alto da cabeça. Às vezes, apenas os seus cachos são visíveis, escapando de um turbante, cuja moda estava então no auge (Julie Duvidal de Montferrier, Sarah Biffin), ou de um capuz de palha (Wilhelmina van Idsinga).
Surgidos em 1829 e na moda até a década de 1850, os cachos ingleses, que os romancistas usam para conotar elegância e beleza, exigem um trabalho considerável por parte do cabeleireiro ou da camareira e, portanto, denotam o status social burguês ou nobre de quem os usa. Eles são visíveis em Ida Maier-Müller, Sophie Rude (1841), Therese aus dem Winckel, Camilla Guiscardi (1845) e muitas outras artistas.

Cachos Ingleses
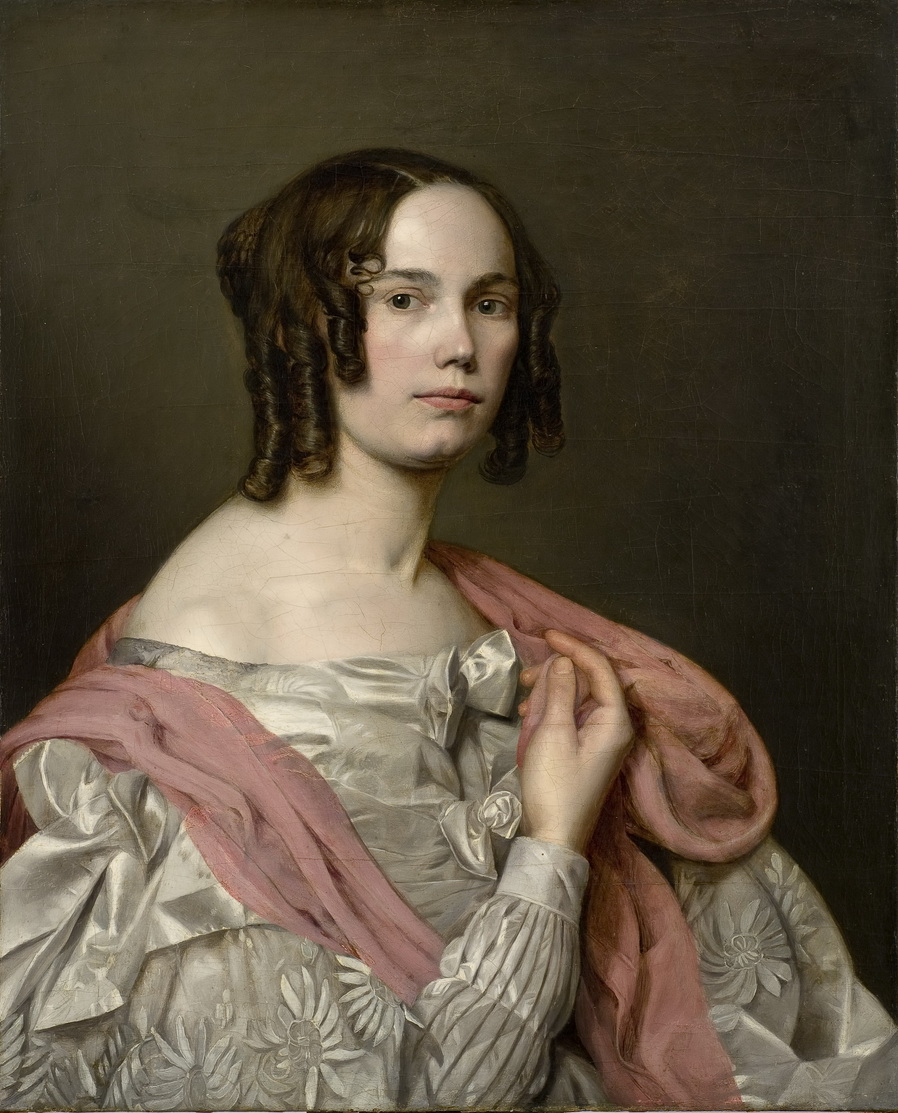
Katarina Ivanović 1836
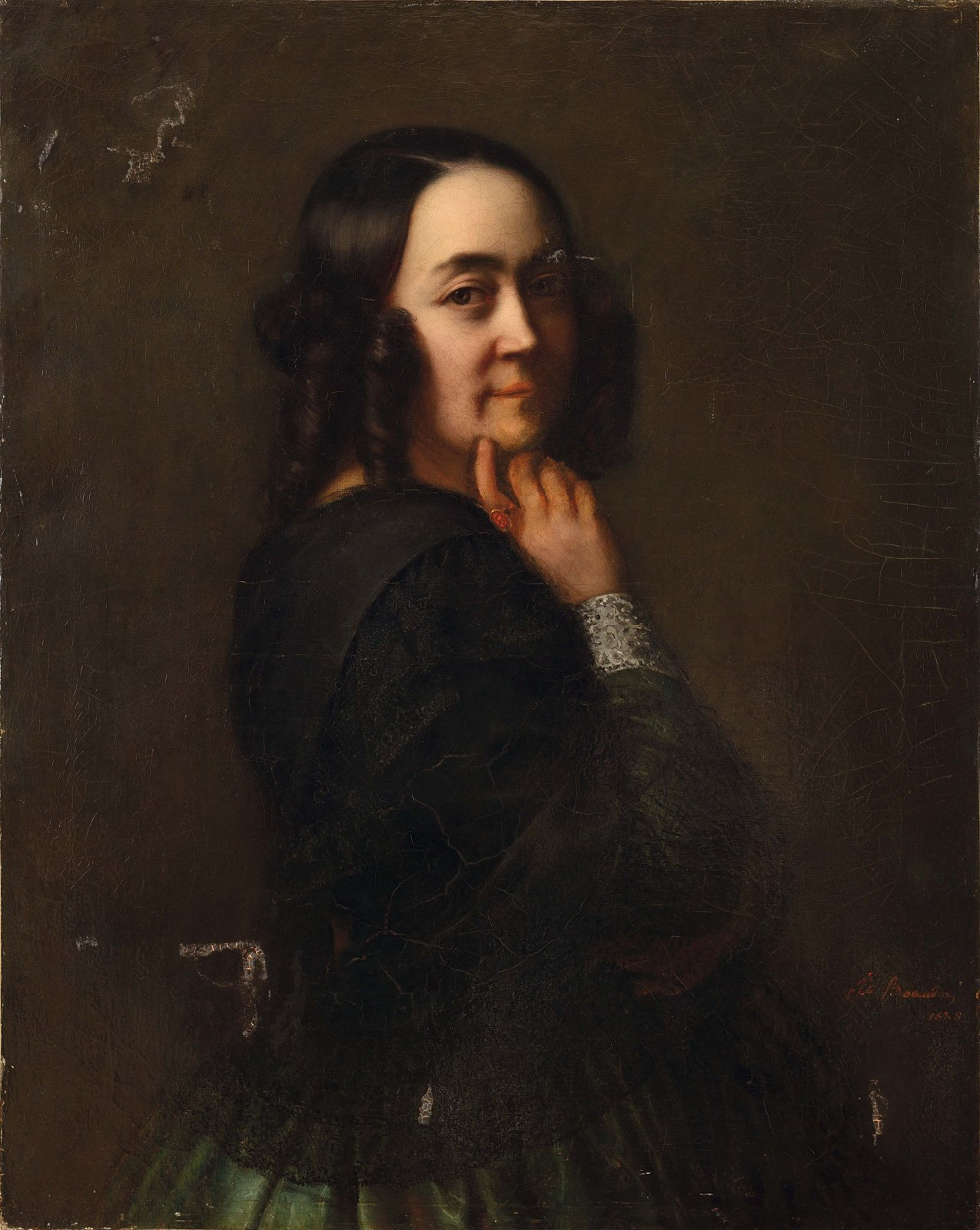
Félicité Beaudin 1838
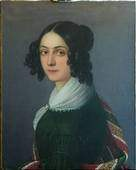
Ida Botti Scifoni 1839
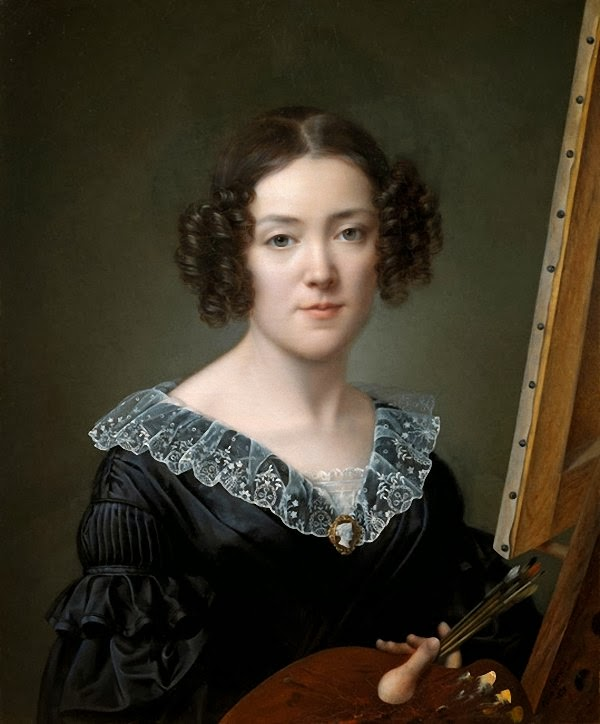
Elisa Counis 1839
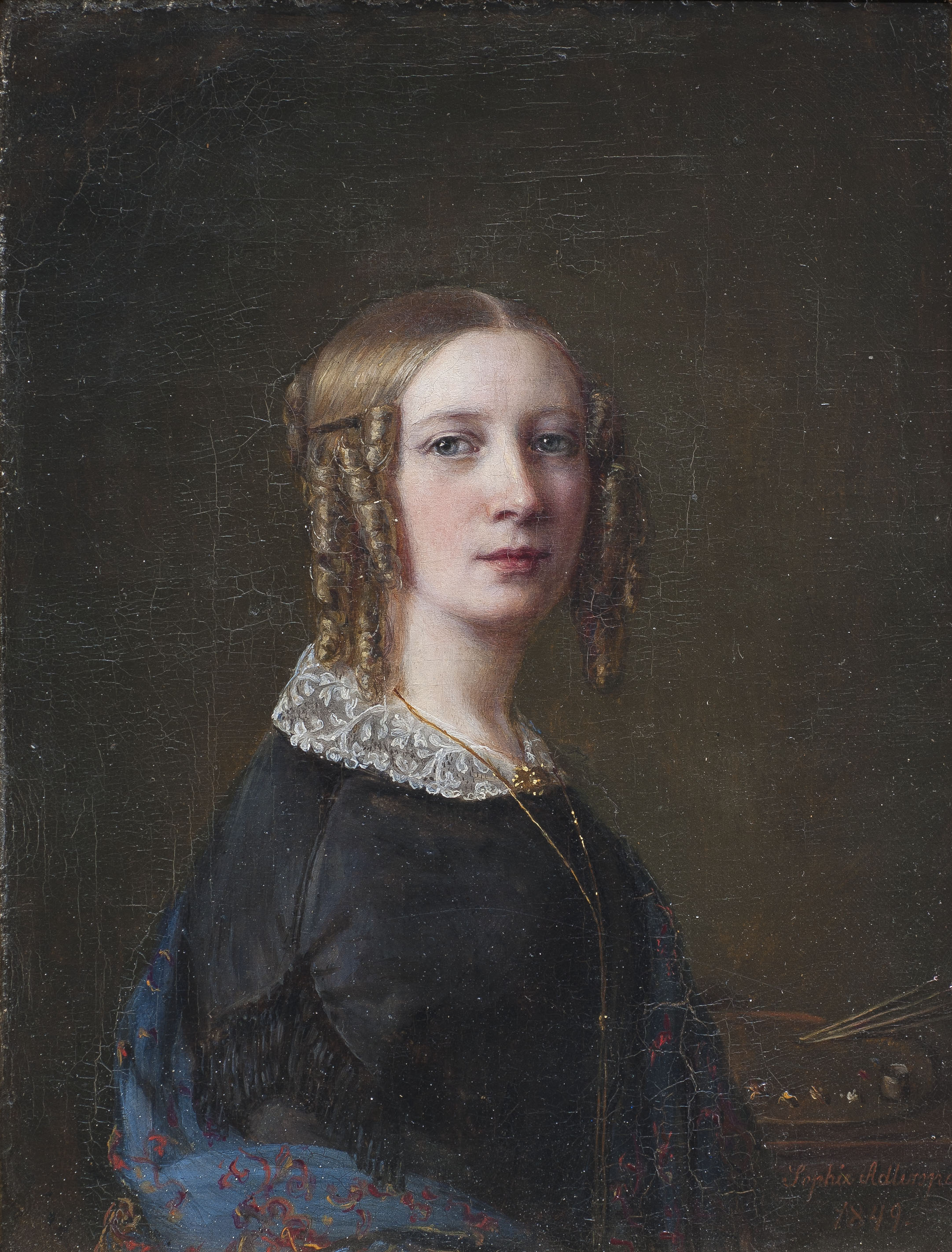
Sofia Adlersparre 1839
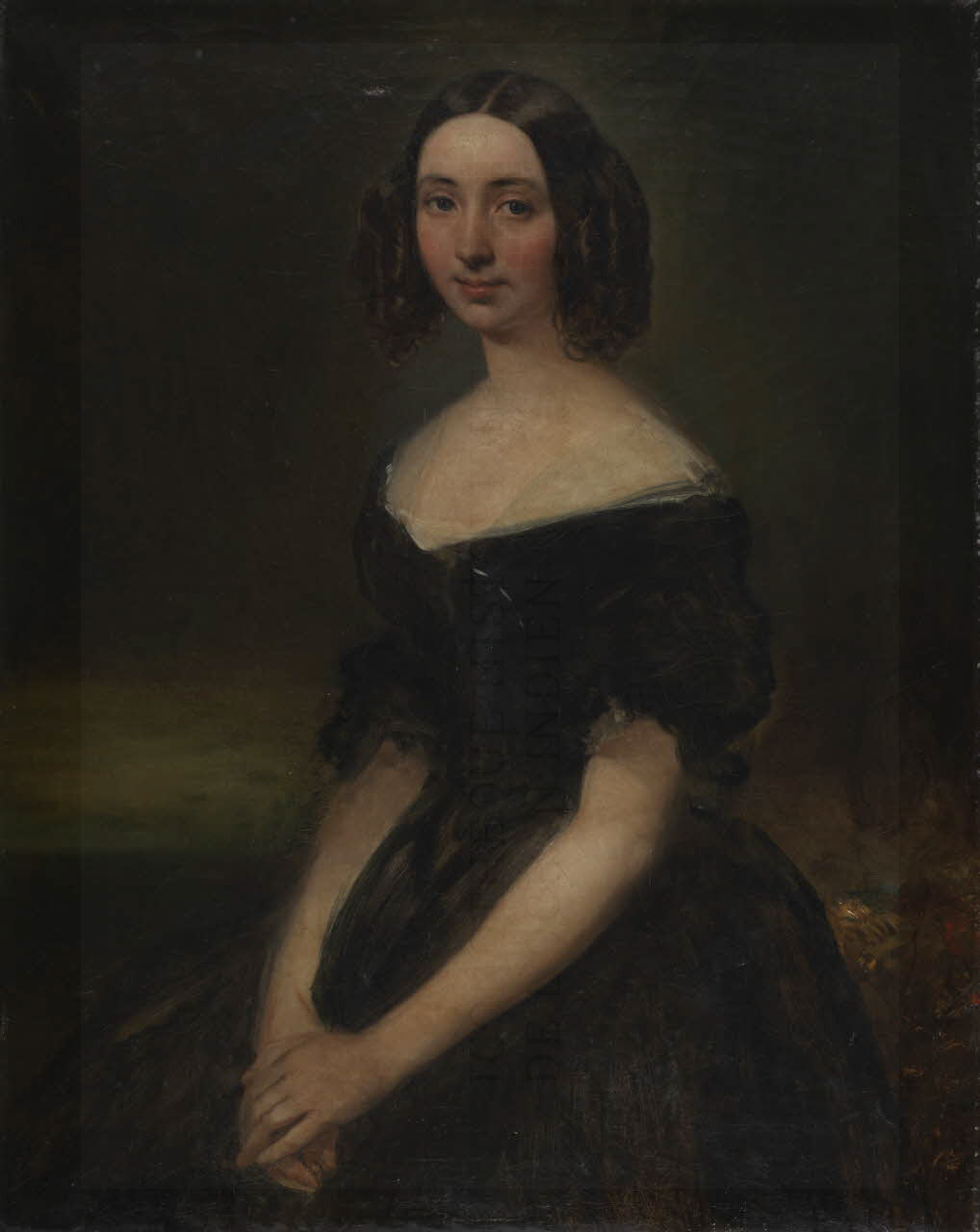
Adèle Ferrand c.1840

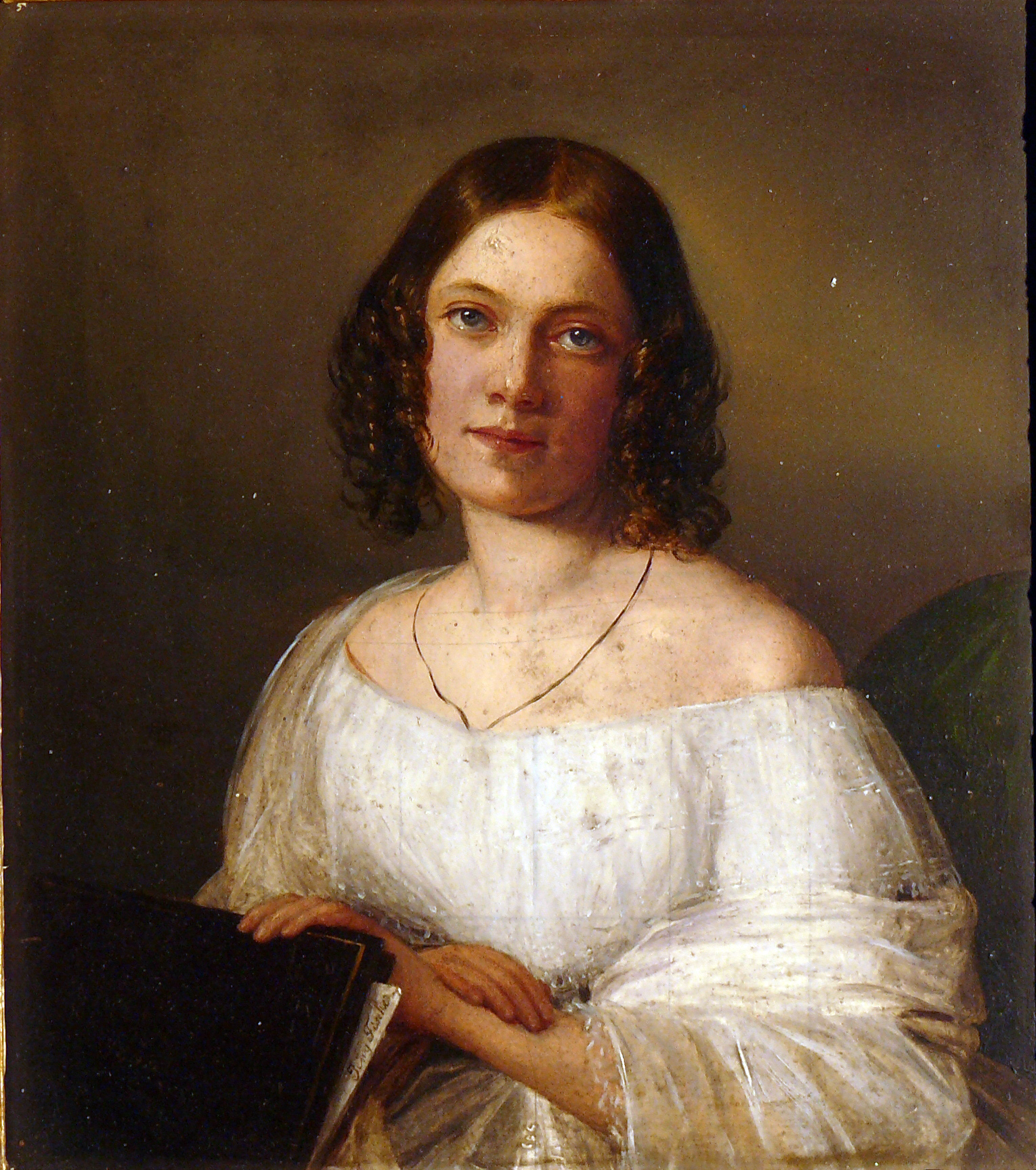
Johanna Fischer c.1840
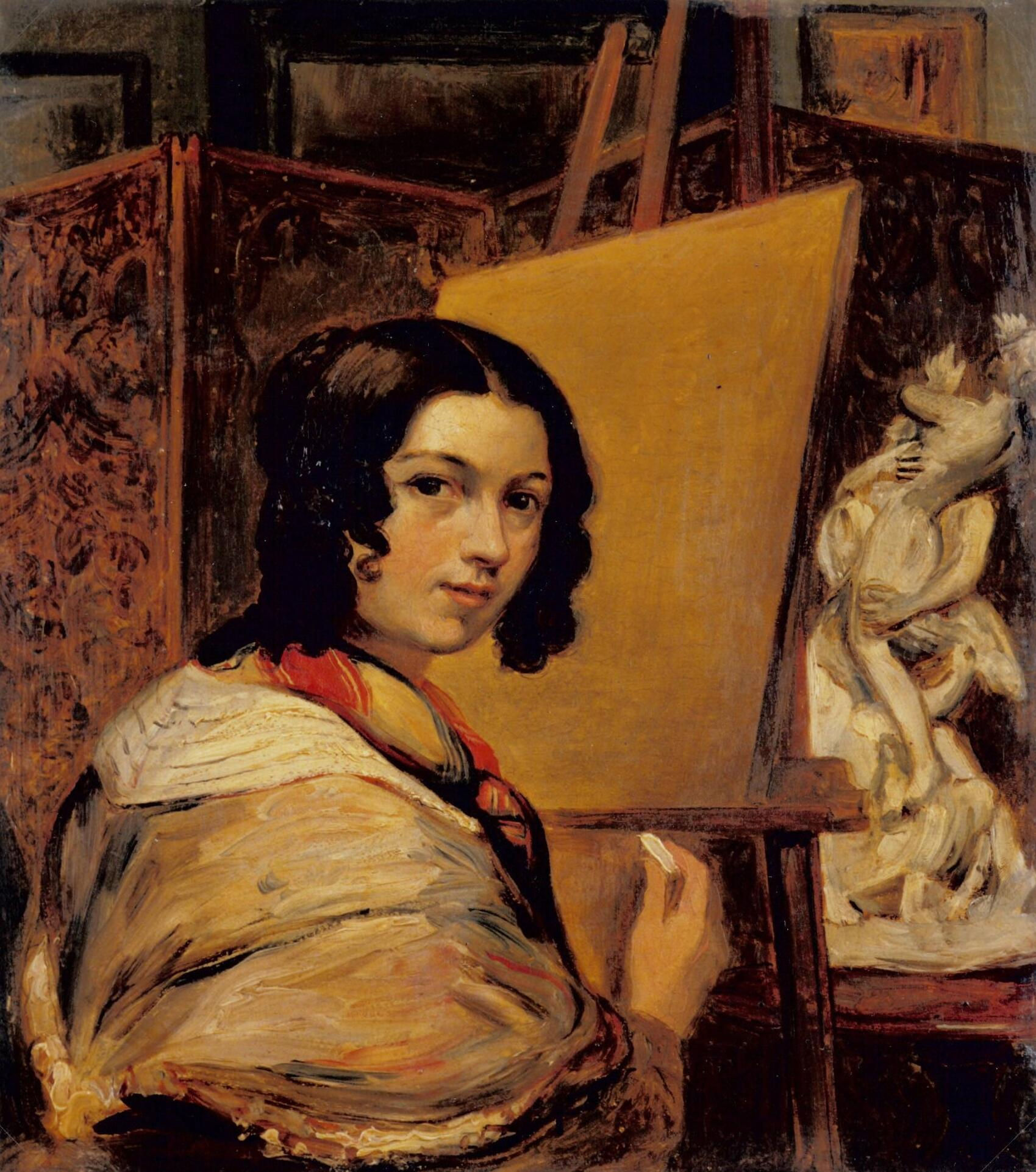
Johanna Aleida Budde c.1840
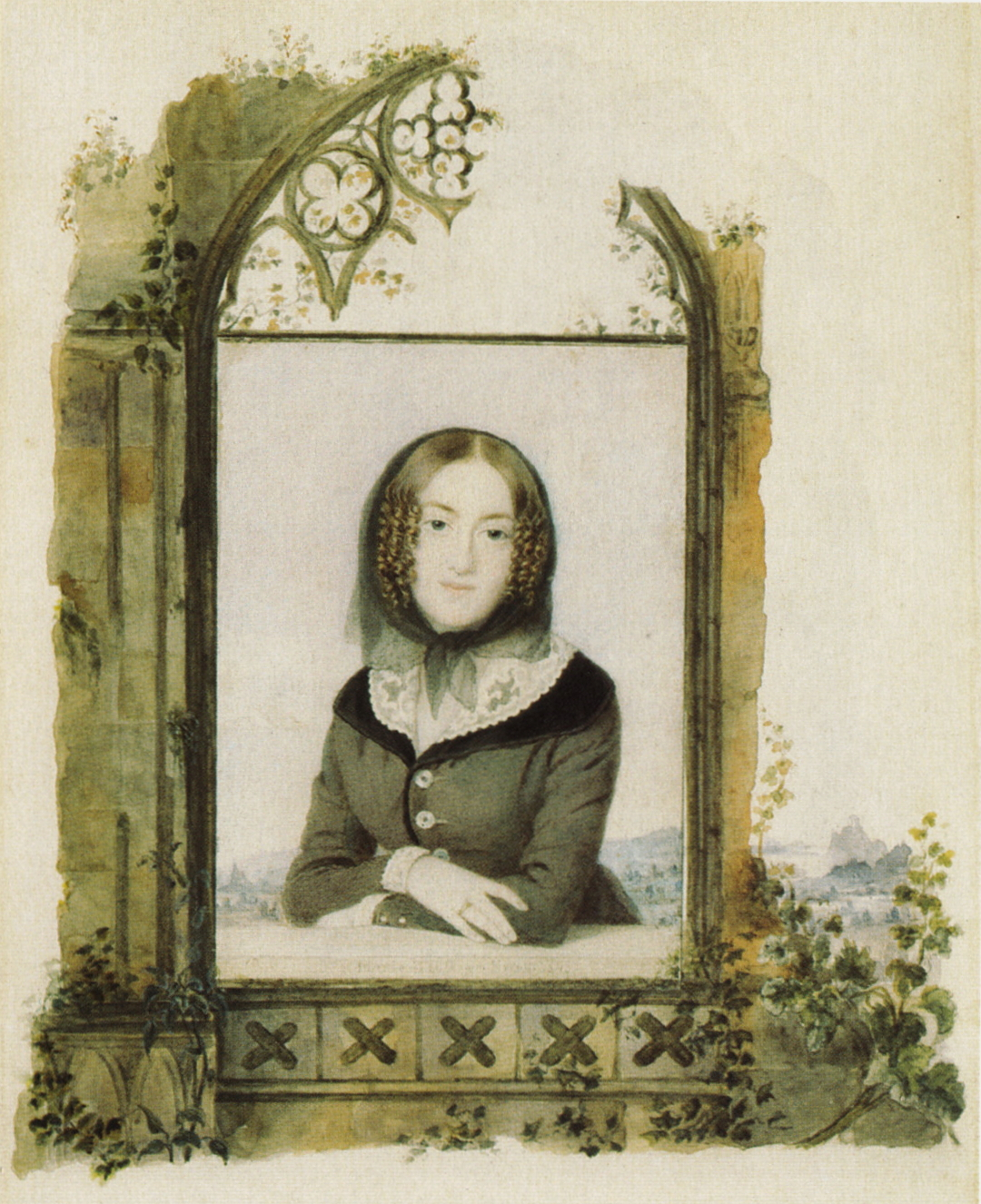
Marie Krafft 1843
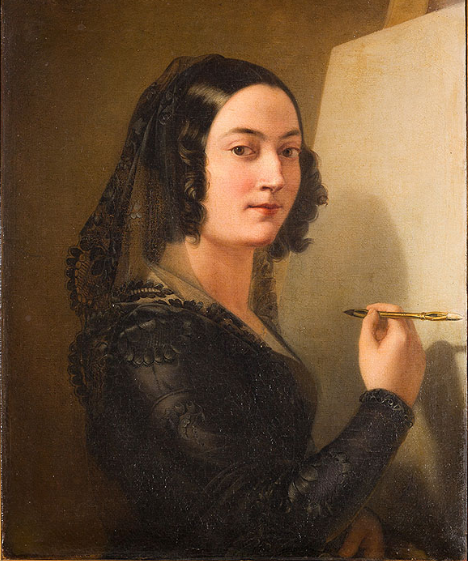
Amalia de Angelis c.1845
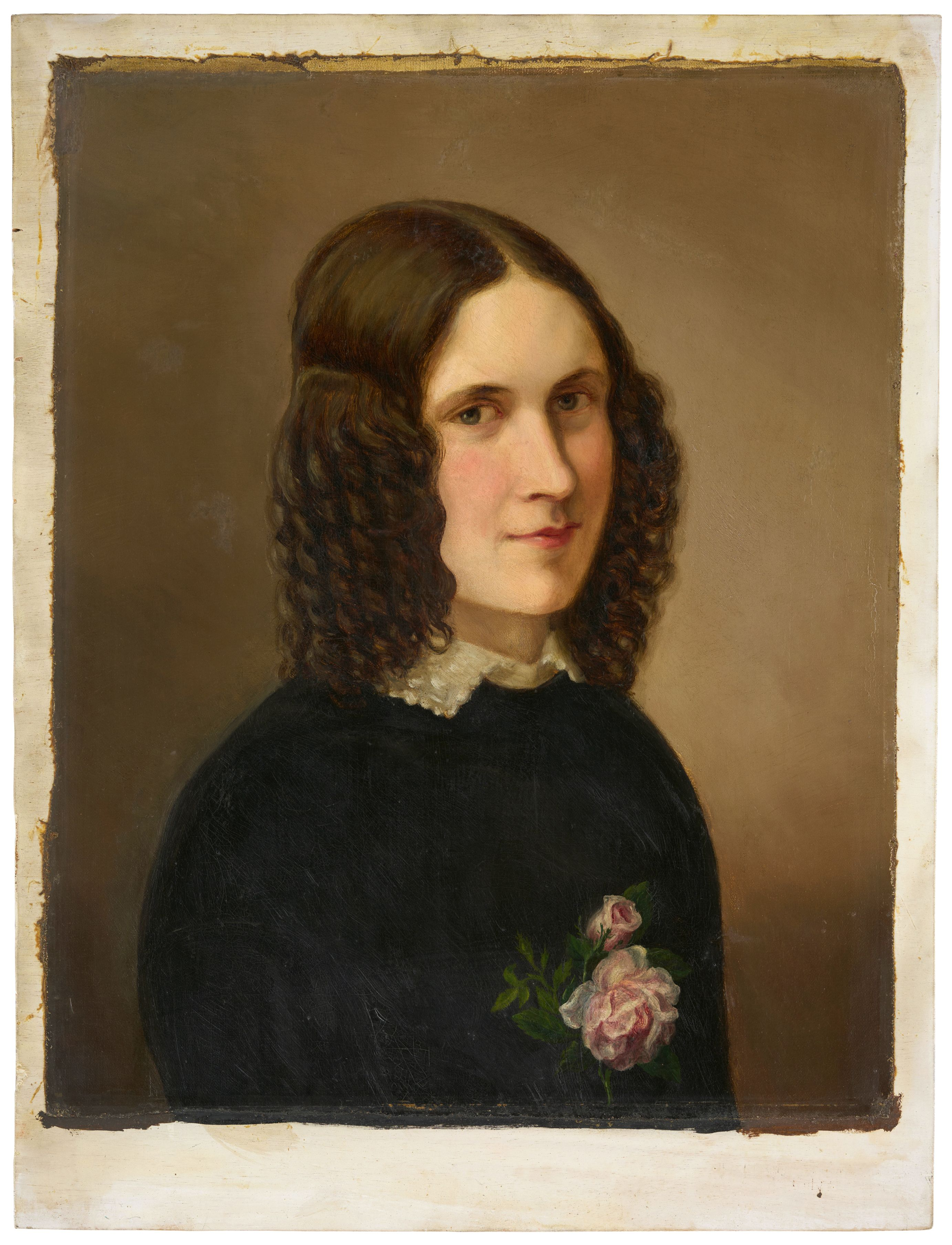
Ida Maier-Müller, 1845
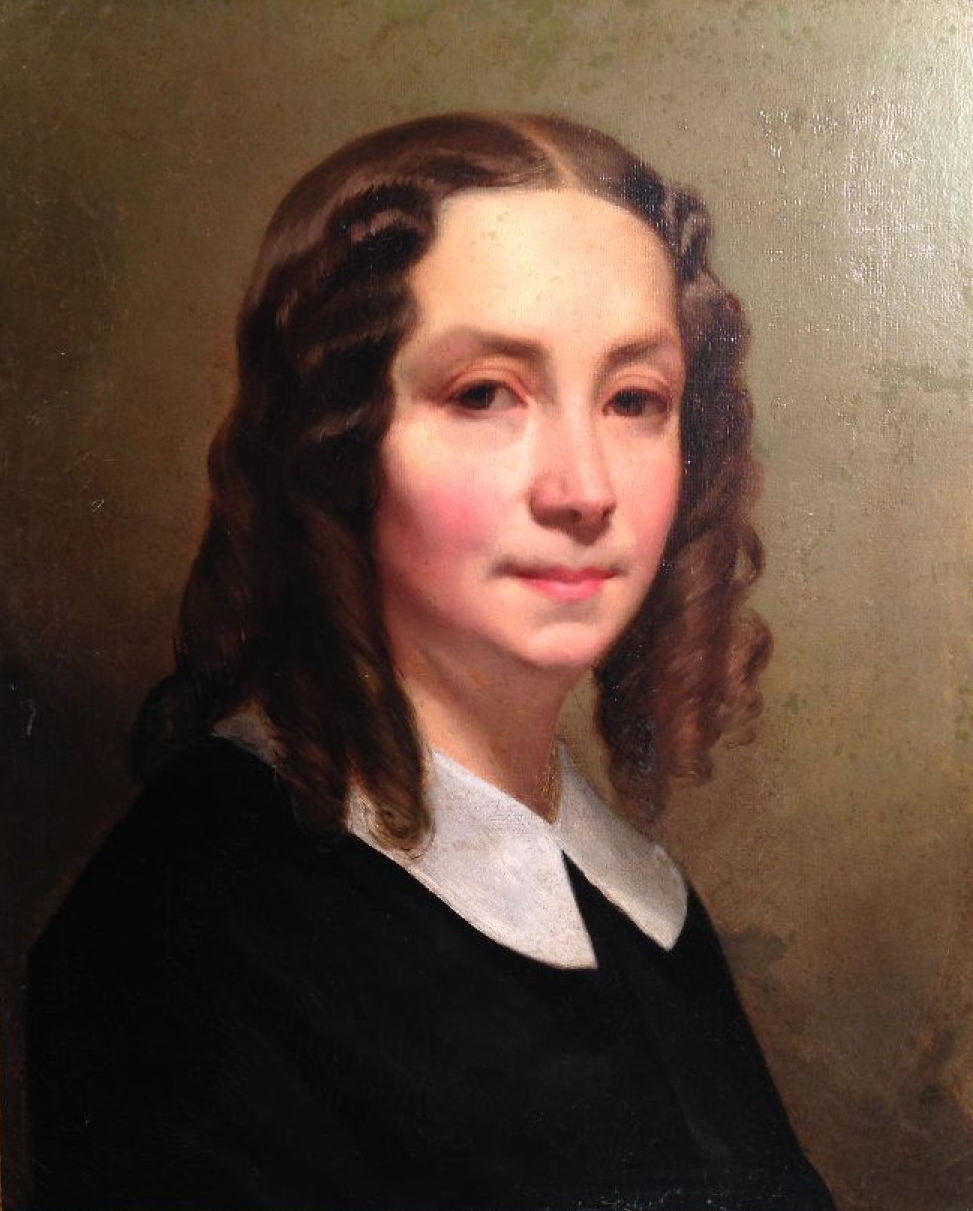
Aimée Delville-Cordier 1856

Um penteado romântico mais simples e modesto, chamado de "en bandeaux", conviveu por um tempo com os cachos até serem abandonados, depois desapareceu com o retorno gradativo dos cachos; o cabelo é separado por uma parte central e distribuído dos dois lados em faixas que cobrem as orelhas, sob ¨macarons¨, ou puxados para trás em coque baixo; o alisamento e o brilho dessas tiaras são obtidos pela aplicação de bandolina. Este tipo de penteado é notavelmente visível em Aasta Hansteen (1844), Elisabeth Jerichau-Baumann (1845 e 1848), Marie-Élisabeth Blavot-Cavé, Teresa de Saldanha (aos 13 anos, em 1851), Emma Gaggiotti-Richards (1853) , Caroline von der Embde (1855), Zofia Szymanowska-Lenartowicz, Louisa Grace Bartolini (1857), Birgitte Levison (1858) e Ann Mary Newton (1863).

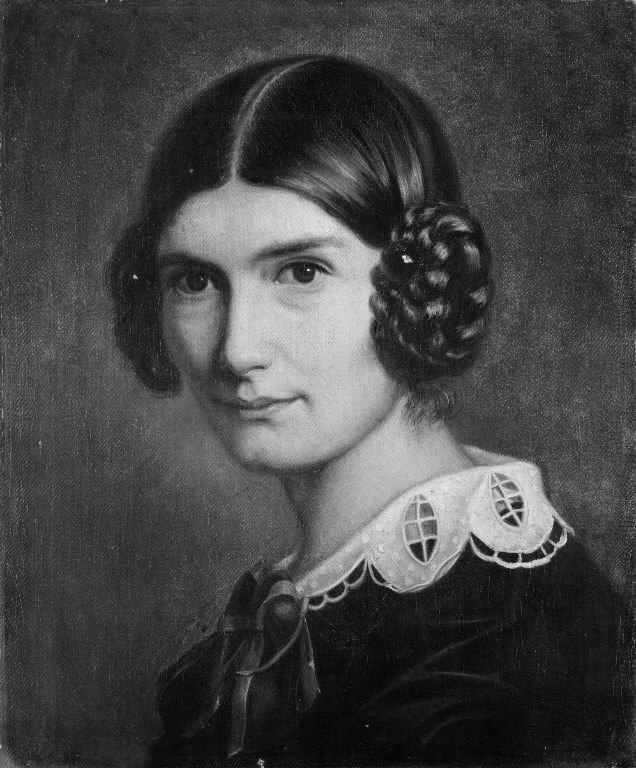
Birgitte Levison 1858
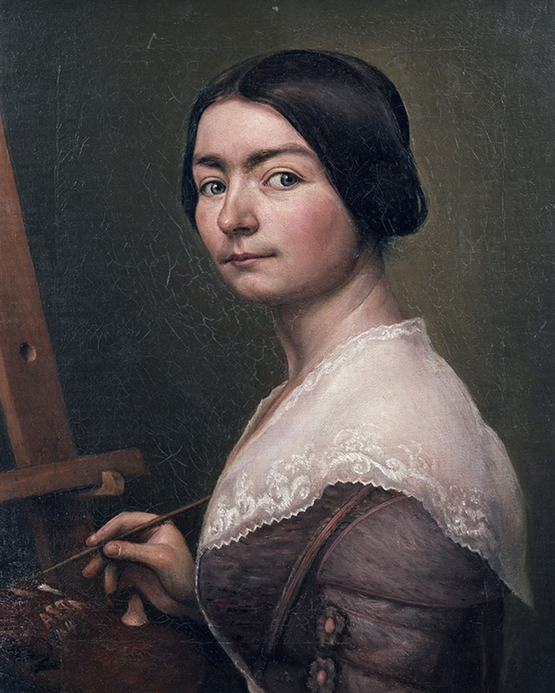
Aasta Hansteen 1844
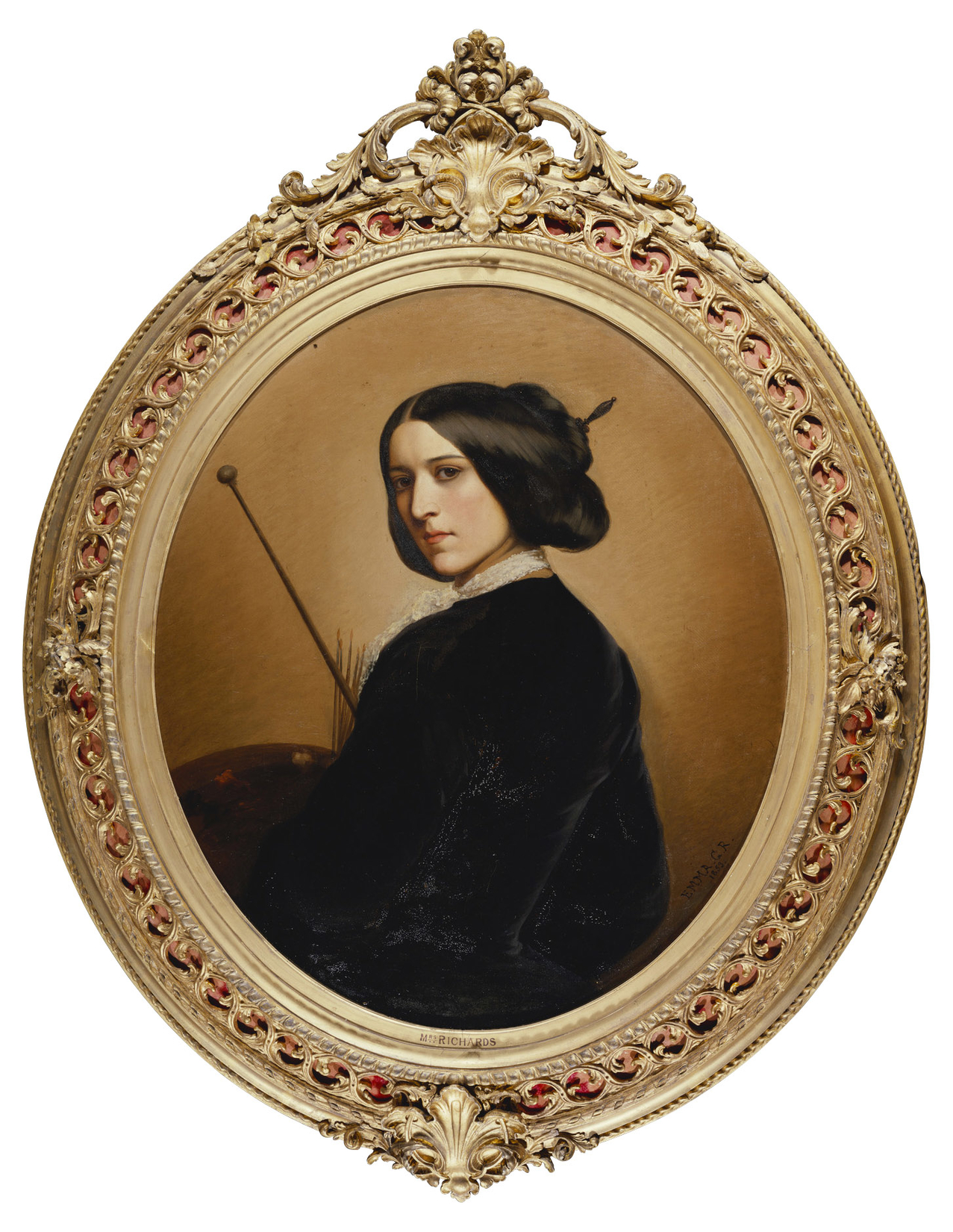
Emma Gaggiotti-Richards 1853
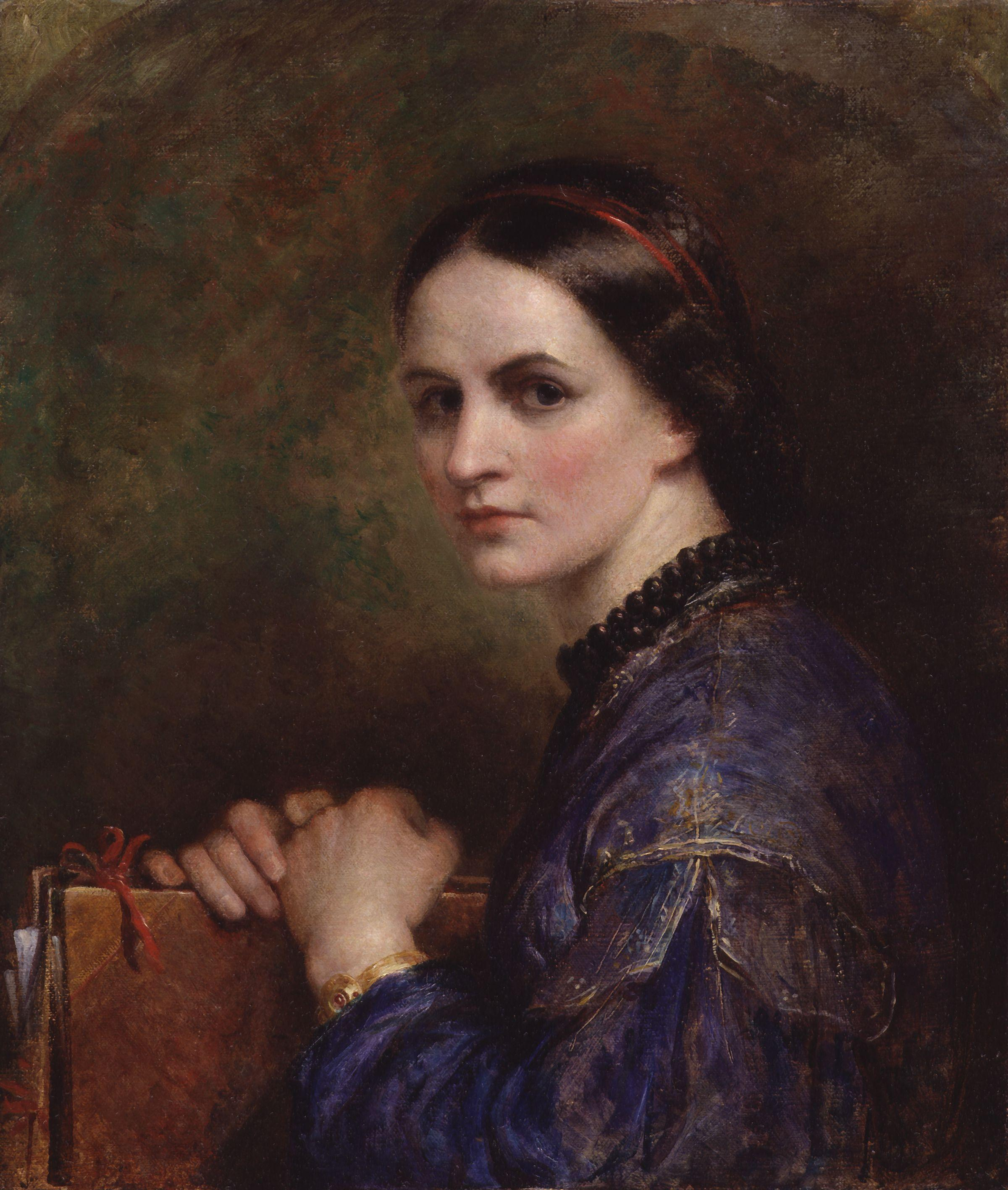
Ann Mary Newton 1863

Ao contrário de suas contemporâneas com cabelos mais curtos ou presos na nuca, as raras artistas simbolistas se retratavam com longos cabelos em cascata e sem cachos. Rompendo com um século de cabelos longos, o corte juvenil dos Années folles (Charley Toorop, Dod Procter, Marguerite Stuber Pearson, Elfriede Lohse-Wächtler, Else Berg) inauguraram a grande variedade de penteados do século XX.

### Busto e Corpo Inteiro
Representações de busto e meio comprimento até a cintura ou quadril são de longe as mais comuns; quanto ao corpo inteiro, é mais frequentemente representado sentada quando se trata de um retrato "profissional", como o de Caroline von der Embde, ou deitada para odaliscas, tema popular na pintura, mas raro no autorretrato feminino. Os autorretratos centrados na altura dos ombros são muito numerosos; os de Elisabeth Jerichau-Baumann (1845) e Zofia Szymanowska-Lenartowicz (1855) distinguem-se pelos ombros expostos à moda vitoriana num decote elegantemente realçado por uma berthe de renda. Em outros lugares, ombros nus só aparecem em alegorias, retratos históricos e nus. No limite desta última categoria, as representações modernas (Anita Rée e Elfriede Lohse-Wächtler em 1930, Kate Lehman, 2003), enquadradas sob os ombros nus, sugerem uma nudez mais extensa. Retratistas profissionais renomadas na Londres do século XVII, Joan Carlile, Mary Beale e Anne Killigrew foram atraídas para pintar retratos completos de aristocratas e membros da corte. Com o seu autorretrato num vestido vermelho da década de 1680, a muito jovem Anne Killigrew parece ser a primeira a aplicar a si mesma esta representação de prestígio.
Depois de Killigrew, o autorretrato individual completo permanece bastante raro; nós o encontramos com Rose-Adélaïde Ducreux ao lado de sua harpa (1791), Helena Darmesteter (1905), Clémentine-Hélène Dufau (1911), María Roësset Mosquera (1912), Bettina Bauer (1928), Marie-Louise von Motesiczky com sua costureira (1930), Karin Luts (1943), em vários nus, e com artistas que se apresentam com os atributos ou nas condições de sua profissão: Marie-Nicole Vestier (1793), Hortense Haudebourt-Lescot (1821), Sofia Sukhovo-Kobylina (1847), Rebecca Dulcibella Orpen (1885), Vilma Lwoff-Parlaghy (c.1893), Irène Zurkinden (1935), Lotte Laserstein (1938), Margaret Fitzhugh Browne, Constanza Weiss (2010).

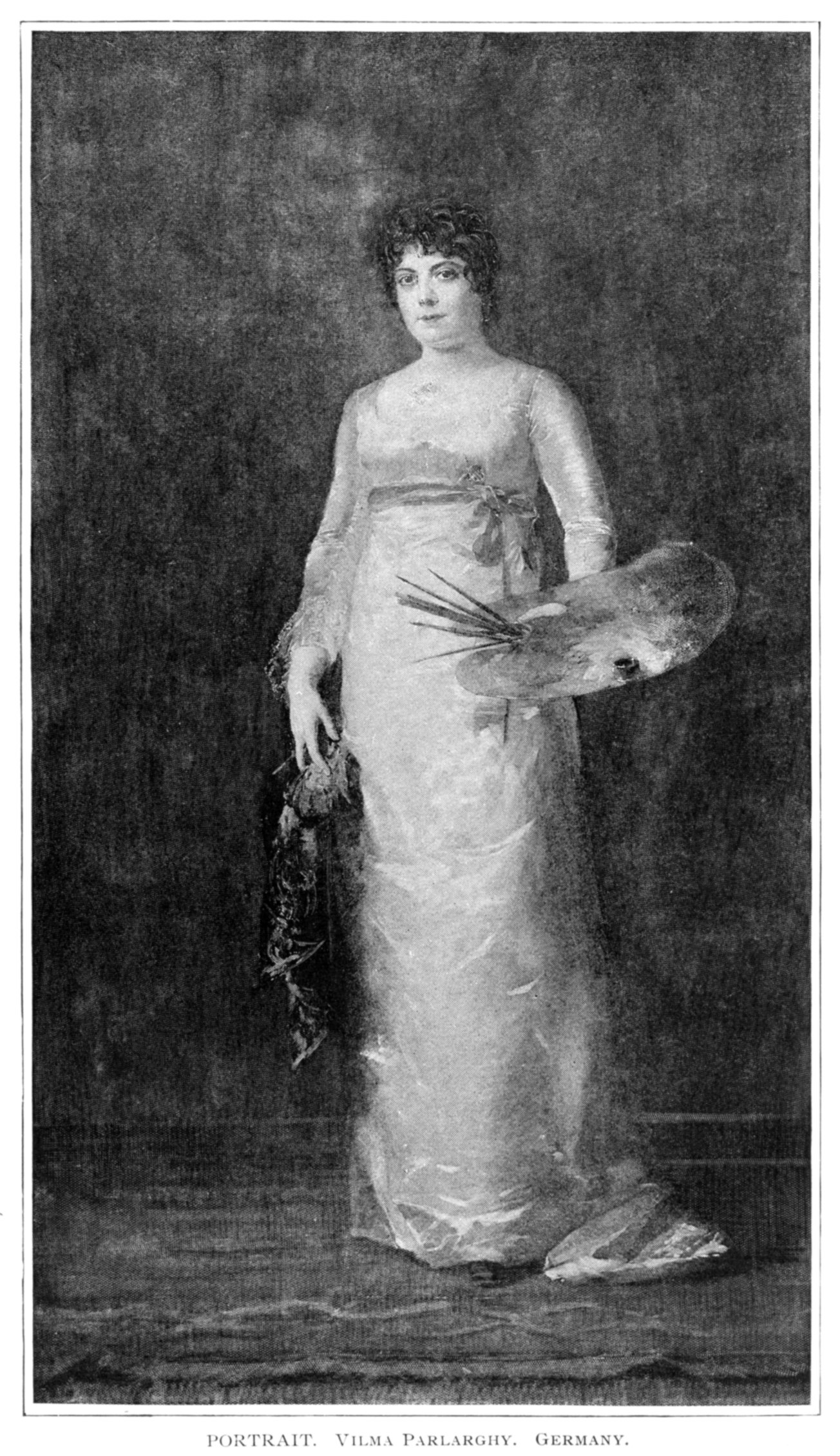
Vilma Lwoff-Parlaghy
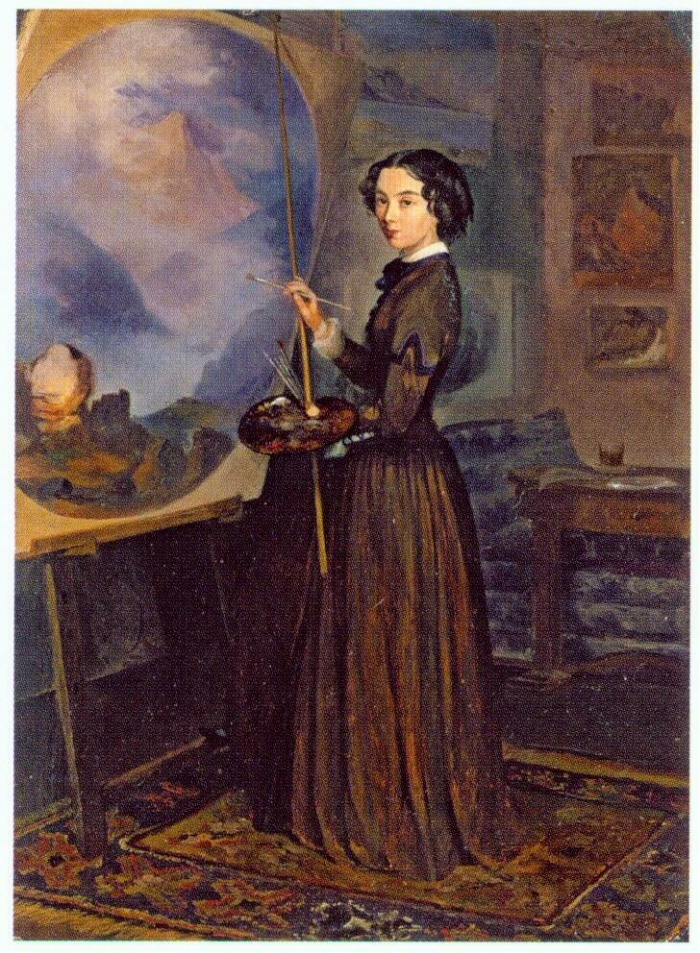
Sofia Sukhovo-Kobylina
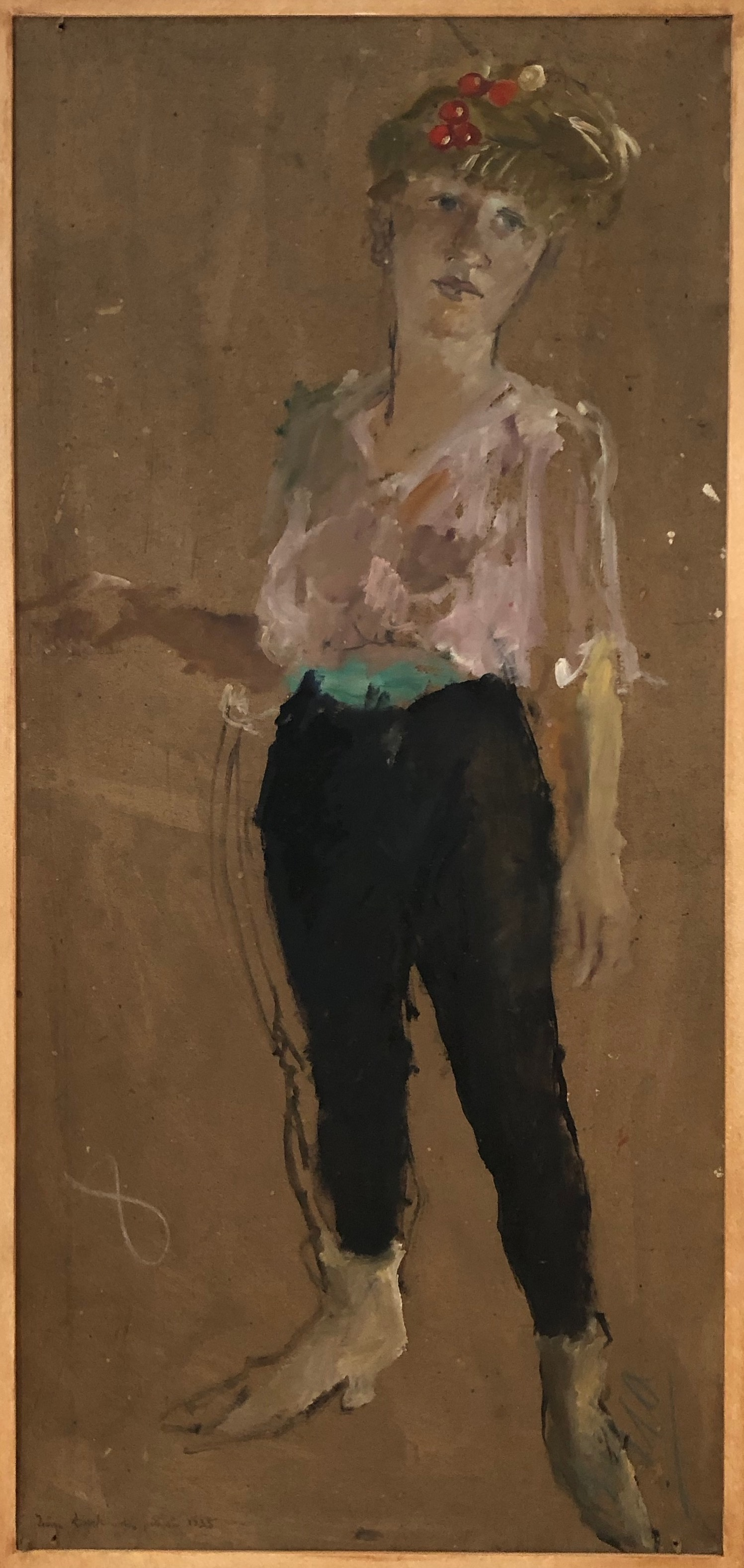
Irène Zurkinden
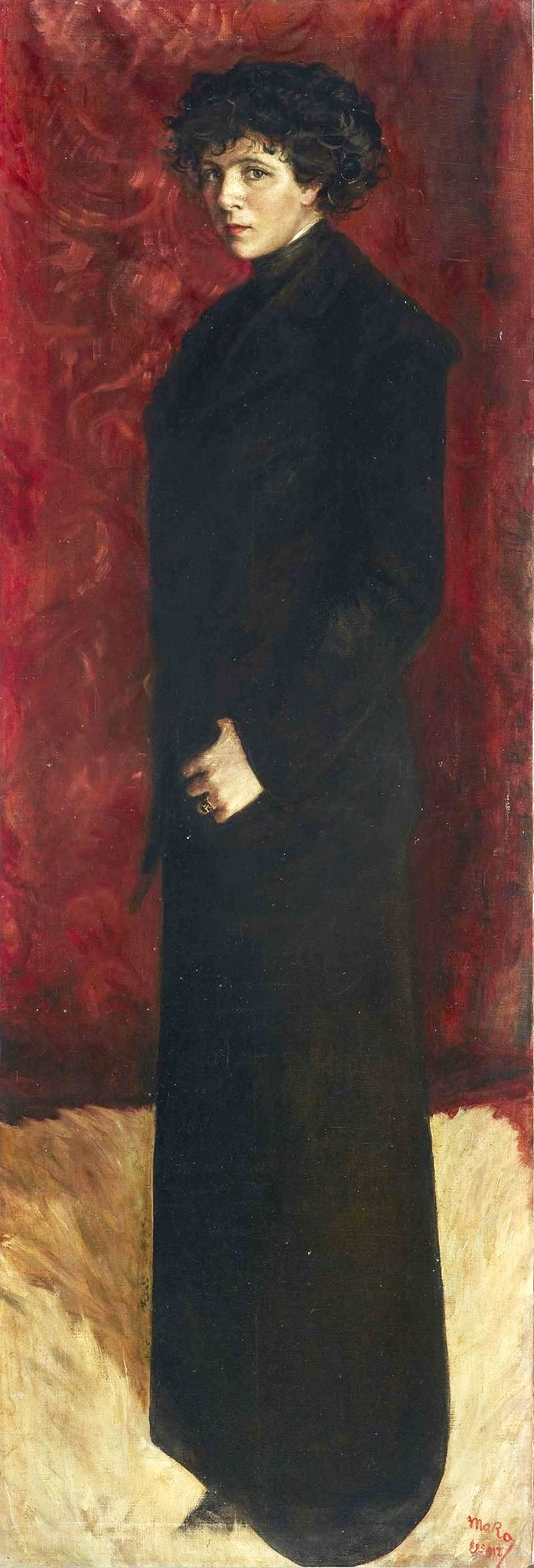
María Roësset Mosquera
Karin Luts

### Perfil
Os autorretratos de perfil são muito raros, pelo menos até ao final do século XIX, altura em que a fotografia pôde substituir o espelho duplo. Um dos motivos é que, desde a Antiguidade, o perfil era associado pela numismática à imagem de poderosos, príncipes, reis, etc; pintar alguém de perfil é, portanto, uma escolha que não é trivial. Datados dos anos 1770-1780, os autorretratos em perfil de medalha da académica Anne Vallayer-Coster são conhecidos através de gravuras. Um dos primeiros exemplos desta ideia de glória, no início do Romantismo, é a de Marie Ellenrieder em 1819, onde aparece em perfil estrito com pincéis e paleta, parecendo muito atenta ao seu trabalho. Retratos de perfil posteriores foram feitos por Elisabeth Jerichau-Baumann, Marie Petiet (1875), Aniela Poraj-Biernacka (c.1880), Vilma Lwoff-Parlaghy (c.1880-1890), Sophie Schaeppi, Louise Breslau, Thérèse Moreau de Tours, Aurelia Navarro (1906), Marguerite Burnat-Provins, Hilma af Klint, Élisabeth Chaplin, Olga Gummerus-Ehrström, Olga Della-Vos-Kardovskaïa, Rita Angus (Cleópatra, 1938 ). Entre os muitos autorretratos de Zinaida Serebriakova, há um de perfil de 1910, inacabado, onde a vemos segurando o segundo espelho. Os de Marguerite Stuber Pearson e Dod Procter ilustram claramente o corte juvenil típico da década de 1920 imitando Louise Brooks. Na pintura autorretrato de Amrita Sher-Gil, ela pode ser vista usando uma boina em 1931.

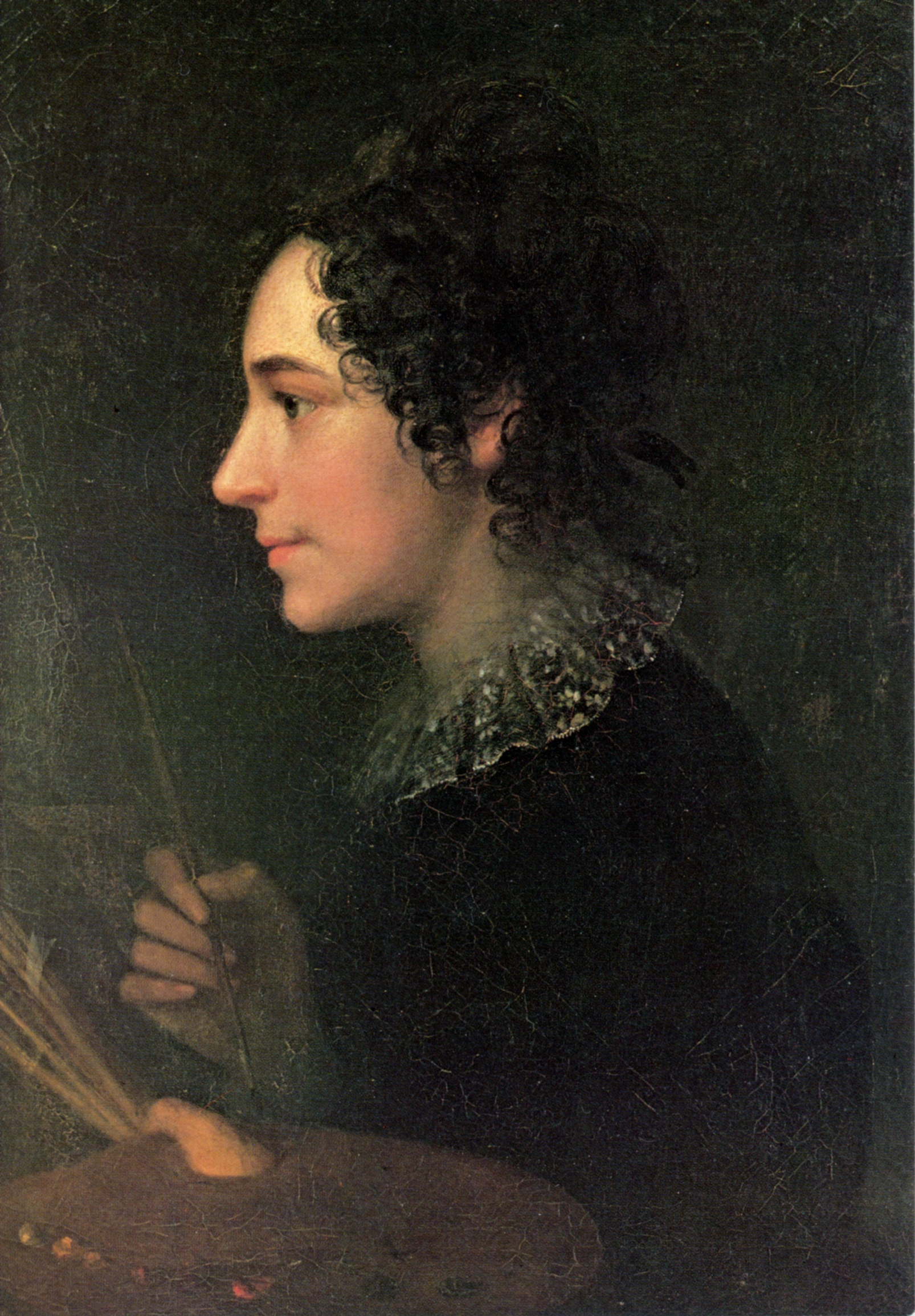
Marie Ellenrieder 1819
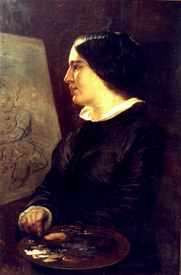
Elisabeth Jerichau-Baumann 1858
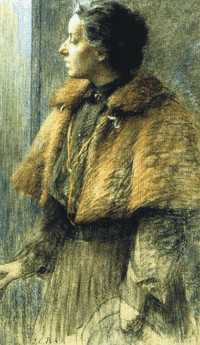
Louise Breslau 1891
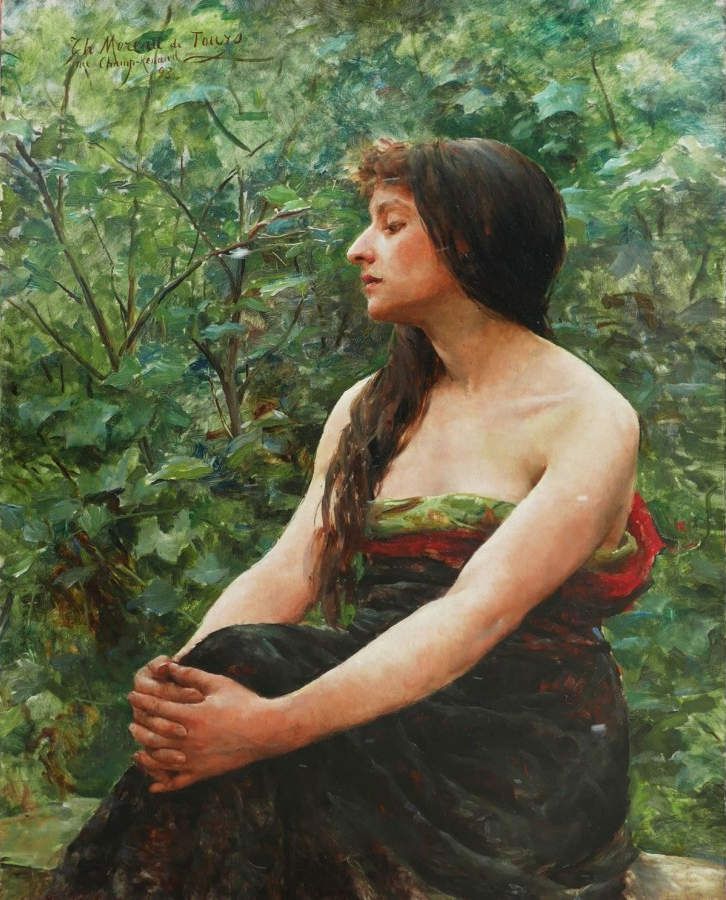
Thérèse Moreau de Tours 1893
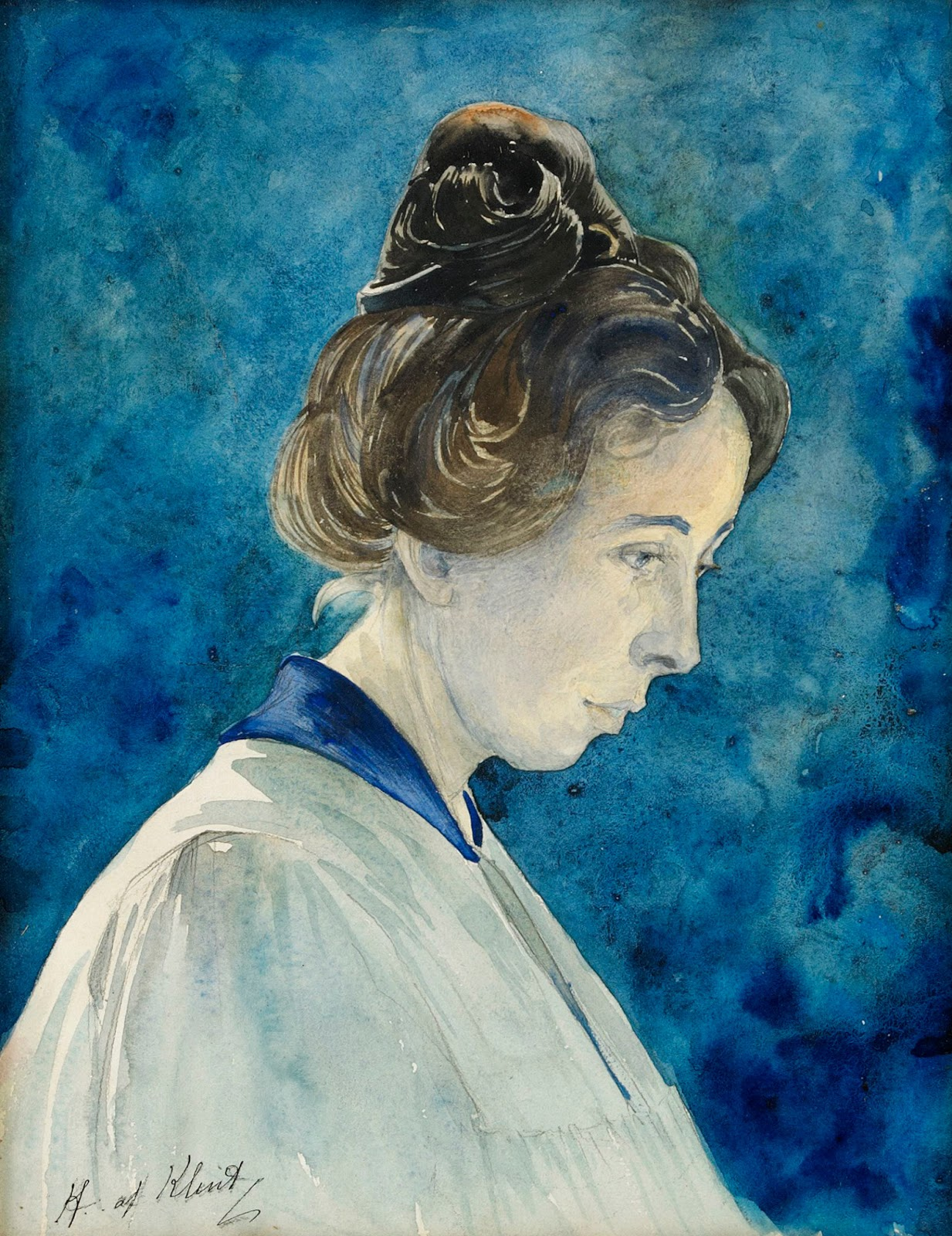
Hilma af Klint
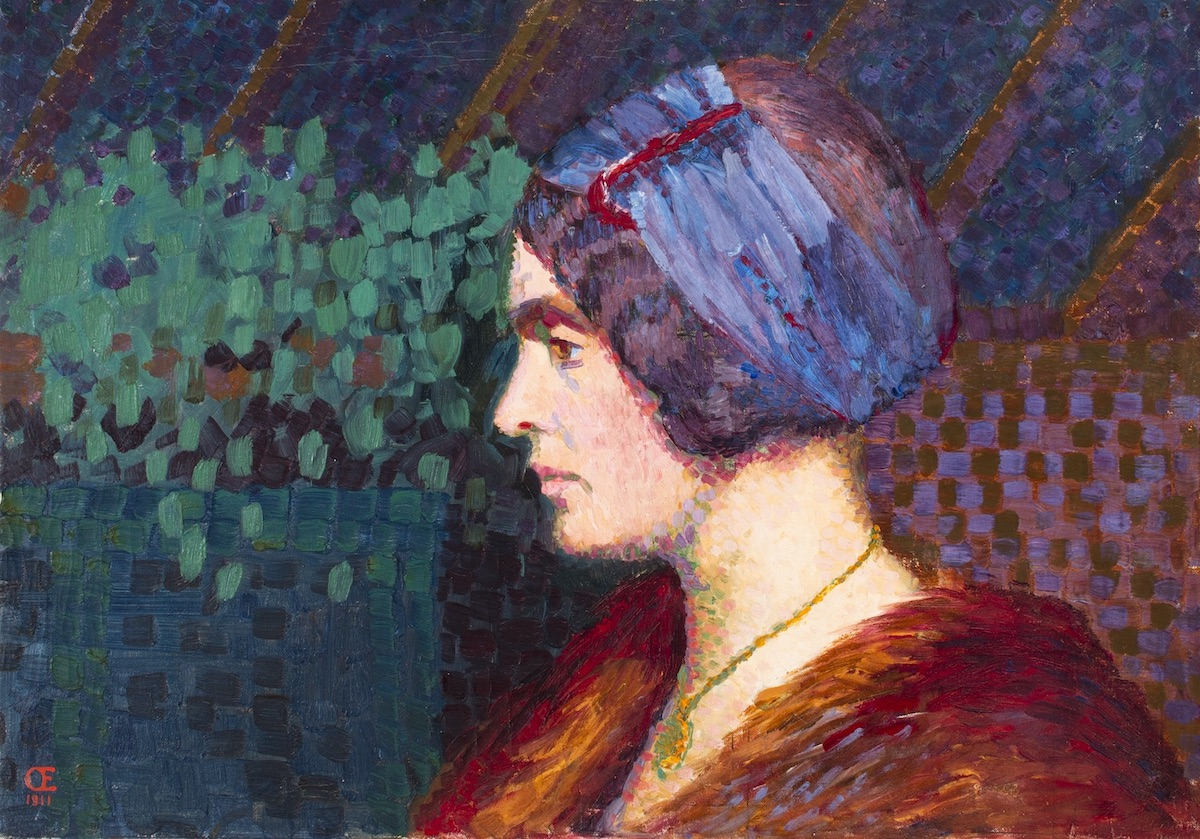
Olga Gummerus-Ehrström 1911
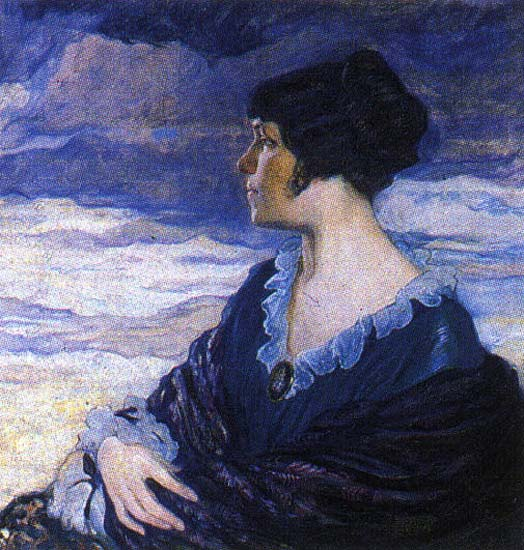
Olga Della-Vos-Kardovskaïa 1917

### Nus
O primeiro nu feminino pintado por uma mulher, assim suposto, talvez já um autorretrato, data de 1590; é uma pintura de Lavinia Fontana, alegoria conhecida pelos nomes de Prudência ou Urânia. Graças a vários espelhos, o corpo da musa ou deusa aparece totalmente três quartos de frente e parcialmente por trás, mas o púbis é habilmente escondido, assim como permanece fora da vista nos trajes de Vênus e Minerva in atto di abbigliarsi, outros nus de Fontana. Podemos supor que foi o seu próprio corpo que a artista pintou com espelhos, caso em que seria o primeiro autorretrato feminino nu.
Talvez melhor que o de Fontana em Urania, o rosto de Artemisia Gentileschi é bem reconhecível em várias de suas pinturas dos anos 1610-1620, nas quais a heroína está nua: Danae, Cleópatra, sua primeira Lucrécia, Suzana e corpulências são idênticas. Jennifer Higgie pensa de fato que, a partir desta primeira Suzana criada aos 17 anos, Artemisia se inspirou no seu próprio corpo; não há, contudo, nenhuma autenticação incontestável como autorretratos – tal como não acontece com a famosa Alegoria da Pintura de 1638-1639. Foi somente na década de 1900 que os artistas se retrataram totalmente nuas sob sua própria assinatura. Menos conhecido que seu Autorretrato no sexto aniversário de casamento de 25 de maio de 1906, duas pinturas de Paula Modersohn-Becker, executadas algumas semanas depois, um pouco como testes para uma pintura nunca feita, representam-na de corpo inteiro e completamente nua, inclusive, o que é, se não uma novidade nos nus femininos, pelo menos uma novidade nos autorretratos, com seus pelos pubianos. Segurando um limão e uma laranja, na primeira ela está de chapéu e os traços de seu rosto não estão desenhados, enquanto na segunda seu rosto é um pouco reconhecível, e em volta do pescoço ela usa o colar de âmbar que usa em outros autorretratos. A croata Nasta Rojc produziu uma série de pinturas simbolistas em 1908 nas quais aparece completamente nua, também com os pelos pubianos: Vision,  Engagement, Au milieu des formes démoniaques, Une femme relie les continents e Femme aux yeux excavés. Os traços de seu rosto são bastante vagos ou ocultos, ou com órbitas vazias, mas seu cabelo é claramente reconhecível; após esta série, Nasta Rojc produziu cerca de dez outros autorretratos até 1949, incluindo o Autorretrato Simbolista. Moi lutteur, onde está vestida de homem (1914), outra em 1925, a contrapartida do retrato de sua companheira Alexandrine Marie Onslow (vestida de forma masculina), e as duas mais conhecidas em 1912, quase idênticas exceto em dimensões, Autorretrato com rifle e Autorretrato em traje de caçador, autorretratos femininos com rifle raríssimos na história da pintura com Repòs de Marisa Roesset Velasco de 1928.
Sem ser reivindicado como um autorretrato pela modesta Marie Laurencin nenhum de cujos numerosos autorretratos tirados de 1904 a 1944 inclui nudez é no entanto o seu rosto desenhado à maneira dos primeiros cubistas como no Groupe d'artistes e nos seus autorretratos de 1908, que aparecem no Nu allongé au paon do mesmo ano1. O mesmo acontece com Jacqueline Marval com L'Odalisque au cheépard de 1900 e Les Odalisques (1902-1903), onde reconhecemos o rosto com olhos amendoados da jovem.
Em 1909, Suzanne Valadon representou-se nua e de corpo inteiro em Adão e Eva. Seguiram-se outras artistas, Florine Stettheimer em “Elongated Venus” (1915), Émilie Charmy diversas vezes nos anos 1910-1920, Nahui Olin, sozinha ou com os seus amantes. Inovadora face aos habituais modelos renascentistas ou ingristas, uma nova representação, na frontalidade sem o menor contraposto, surge com Mina Loy, Macena Barton e Freda Robertshaw com as pernas ligeiramente afastadas. Feito em uma noite por Greta Freist no estúdio de um amigo pintor enquanto ele dormia, The Dancer, de 1938, é um dos poucos autorretratos, incluindo Mulher com Rosas (1937) e a surreal Natureza Morta com Chapéu (1946). Pan Yuliang fez cerca de 2.000 desenhos e pinturas de mulheres asiáticas nuas, mas muitas vezes não tinha dinheiro para pagar modelos, e vários de seus nus, como Narcisismo de 1929, são certamente autorretratos.
A prática do autorretrato nu tornou-se cada vez mais difundida no final do século XX e no século XXI. Nos anos 2012-2014, Angélique Bègue, nascida em 1970, realizou uma série de autorretratos como odaliscas.

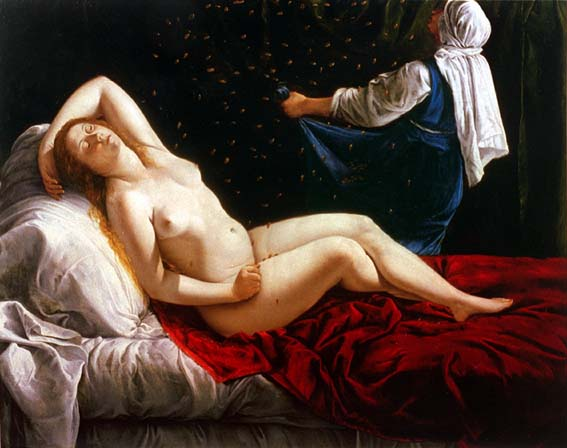
Artemisia Gentileschi, Danae
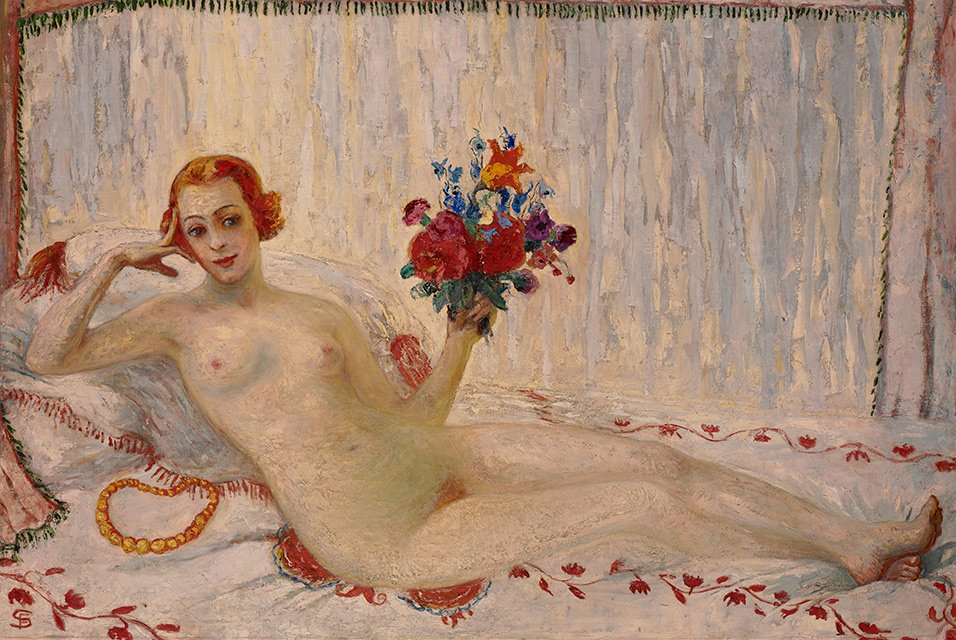
Florine Stettheimer c 1915-16
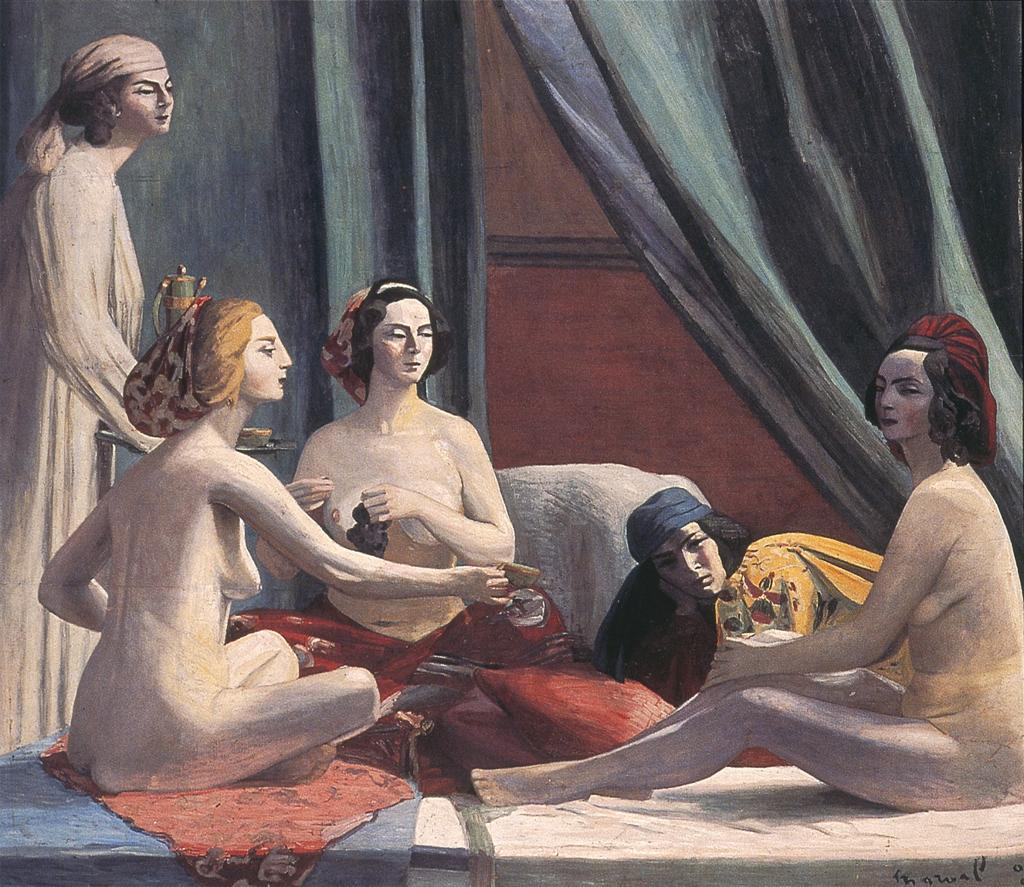
Jacqueline Marval, Les Odalisques 1902-1903
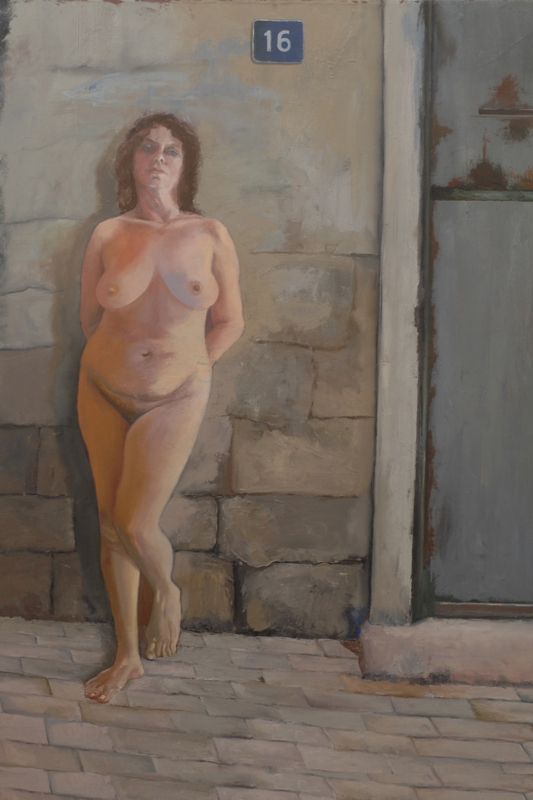
Ora Ruven 2009

### Característica sexuais

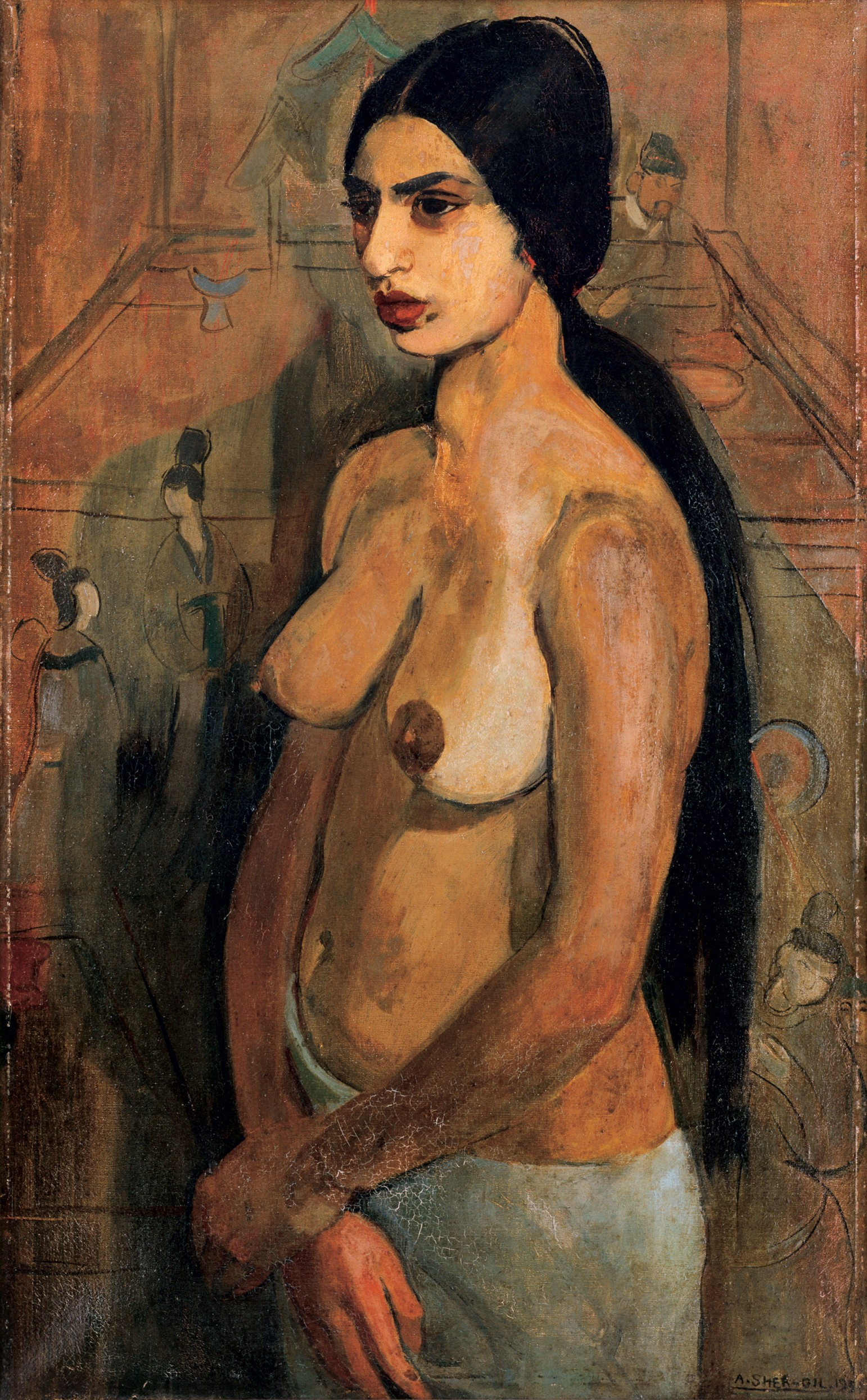
Amrita Sher-Gil
Autorretrato como tahitiana, 1934

Além dos seios, as características sexuais secundárias femininas não se prestam a descrição no campo do retrato artístico. O seio vestido pode ser destacado de forma a chamar imediatamente a atenção, por exemplo apresentado em três quartos e no centro da pintura de Elisabeth Geertruida Wassenbergh e Rosalie Drouot. Mas é na sua nudez representada na pintura desde o Renascimento que os historiadores da arte têm concentrado principalmente a sua atenção; está estabelecido que a exposição de seios nus não foi considerada impudica entre os séculos XV e XVII, períodos em que Marietta Robusti “la Tintoretta” e Michaelina Wautier pintaram ficam com o seio exposto. Imagens de seios nus em meninas ou mulheres muito jovens retratadas por mulheres ainda são visíveis no século XVIII (algumas pinturas de Anna Dorothea Therbusch, Élisabeth Vigée Le Brun, Marie-Victoire Lemoine ou Jeanne-Philiberte Ledoux, por exemplo), mas , exceto em casos particulares como alegorias e autorretratos históricos, e até o século XX o imaginário limita-se a decotes mais ou menos acentuados conforme a moda da época, onde a aréola e o mamilo não são visíveis.
Paula Modersohn-Becker é considerada a primeira a mostrar o seio nu em seus autorretratos de 1906. Depois dela, muitas artistas fizeram o mesmo, seja no busto ou na nudez de corpo inteiro. Suzanne Valadon pintou-se três vezes com os seios nus, em 1917, 1924 e 1931, “assinando ali os primeiros autorretratos conhecidos executados por uma mulher que imortaliza o corpo envelhecido”. Ela é acompanhada nesta abordagem por Ishbel Myerscough, que regularmente se pinta nua no busto desde 1991 (Me Aged, 2019). Às pioneiras Moderson-Becker e Valadon, Lauren Jimerson acrescenta Émilie Charmy, autora de dois retratos de uma mulher se acariciando, Autoportrait dans une robe de chambre ouverte (c.1916-1918) e Nu tenant son sein (c.1920). Anna Lois White se retrata pintando em Autoportrait nue au chevalet (1935) e Amrita Sher-Gil como Tahitiana com gravuras japonesas ao fundo, em referência a Gauguin e Van Gogh. Em seu autorretrato surrealista, Birthday, de 1942, Dorothea Tanning mostra seu peito nu. Maria Lassnig fez vários autorretratos nus, incluindo Self-Portrait with a Stick (1971).
A genitália externa feminina é muito raramente representada em pinturas de mulheres, e menos ainda nos seus autorretratos, e nunca antes do século XX. Além da censura vigente desde Santo Agostinho e a Idade Média, a vulva, dificilmente acessível ao próprio olhar que não seja através do espelho, torna-se difícil de representação pictórica. Jenny Saville fornece um exemplo em 2003 com Reflective flesh. Na década de 1940, e com meios autodidatas, Olga Carol Rama, filha de um fabricante de bicicletas de Torino, realizou a série de aquarelas eróticas Dorina e Appassionata, com vulvas e rodas de bicicleta, pênis e longas cobras de câmara de ar saindo de sua vagina, obviamente em conflito com a censura italiana da época; mudou então de registro, aproximando-se da arte concreta e, na década de 1970, retornou às câmaras de ar, que recortou e colou na tela. Jill Mulleady fez um autorretrato bastante semelhante, com uma segunda boca e uma cobra. Em 1975, Renata Rampazzi fez “Autoportraits par en dessous” com a imagem de sua vulva em carmim vermelho.

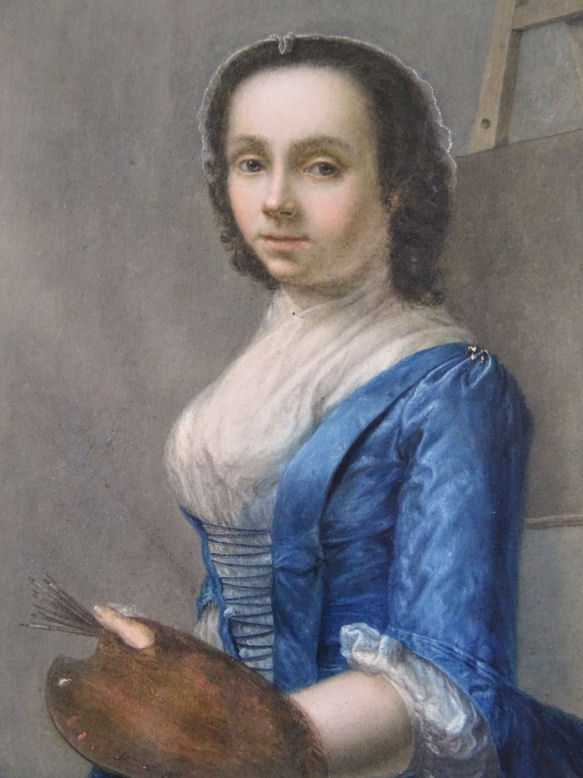
Elisabeth Wassenbergh, 1754
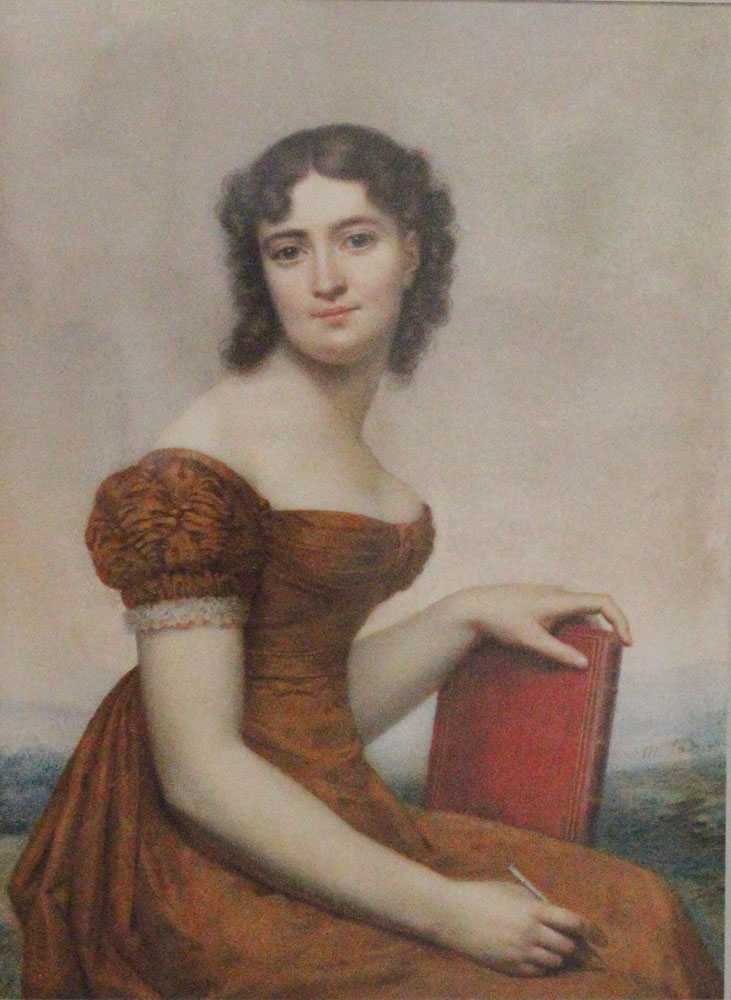
Rosalie Drouot c.1822
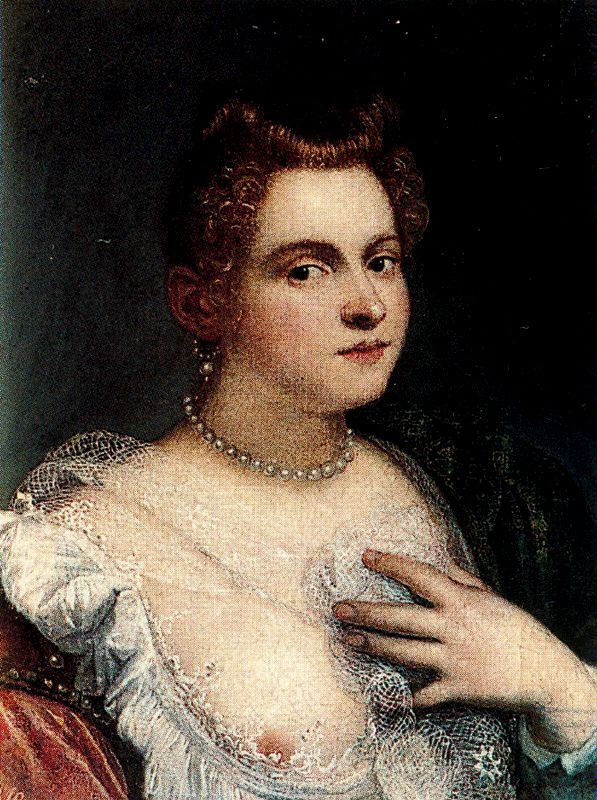
Marietta Robusti c.1588
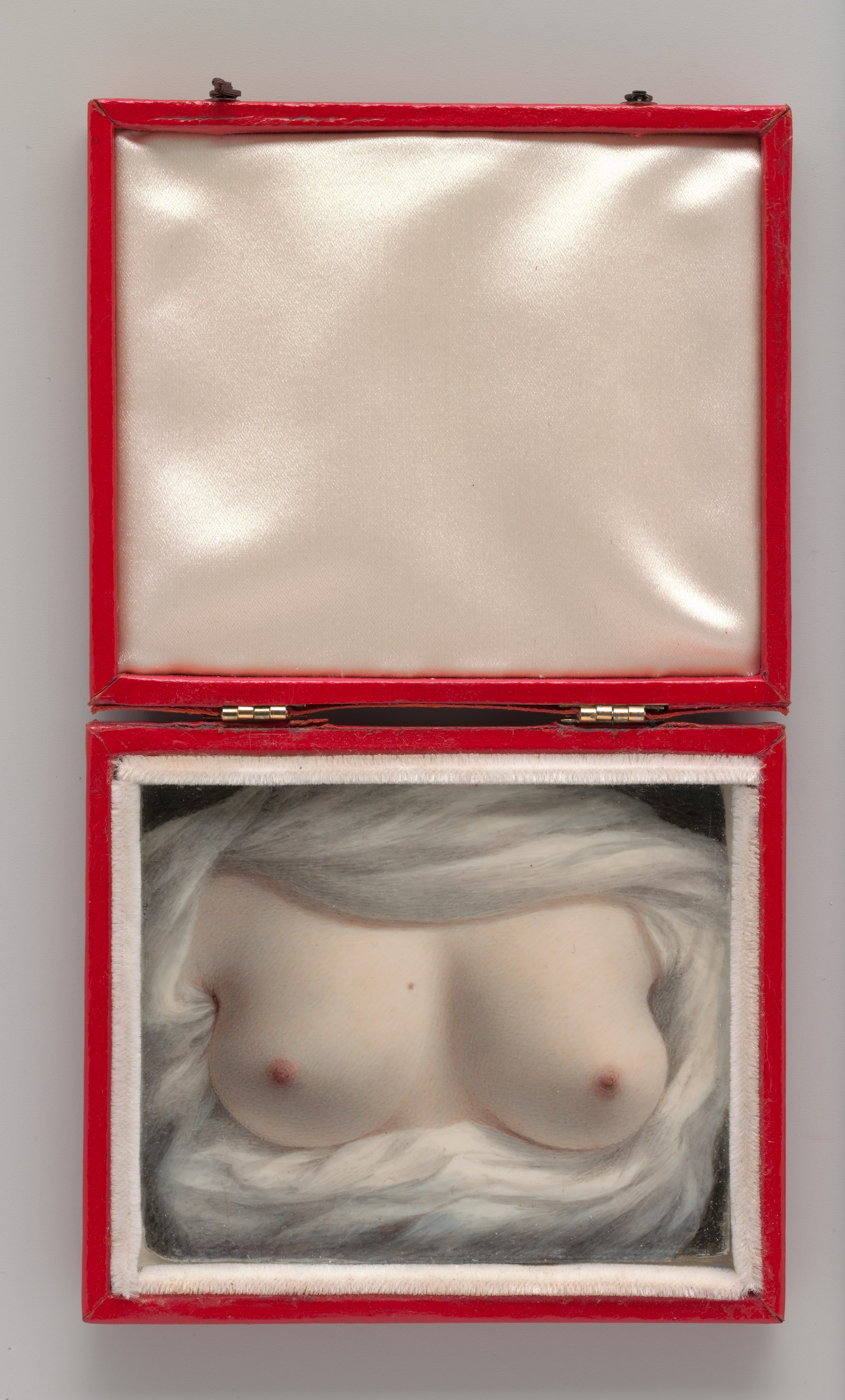
Sarah Goodridge Beleza revelada
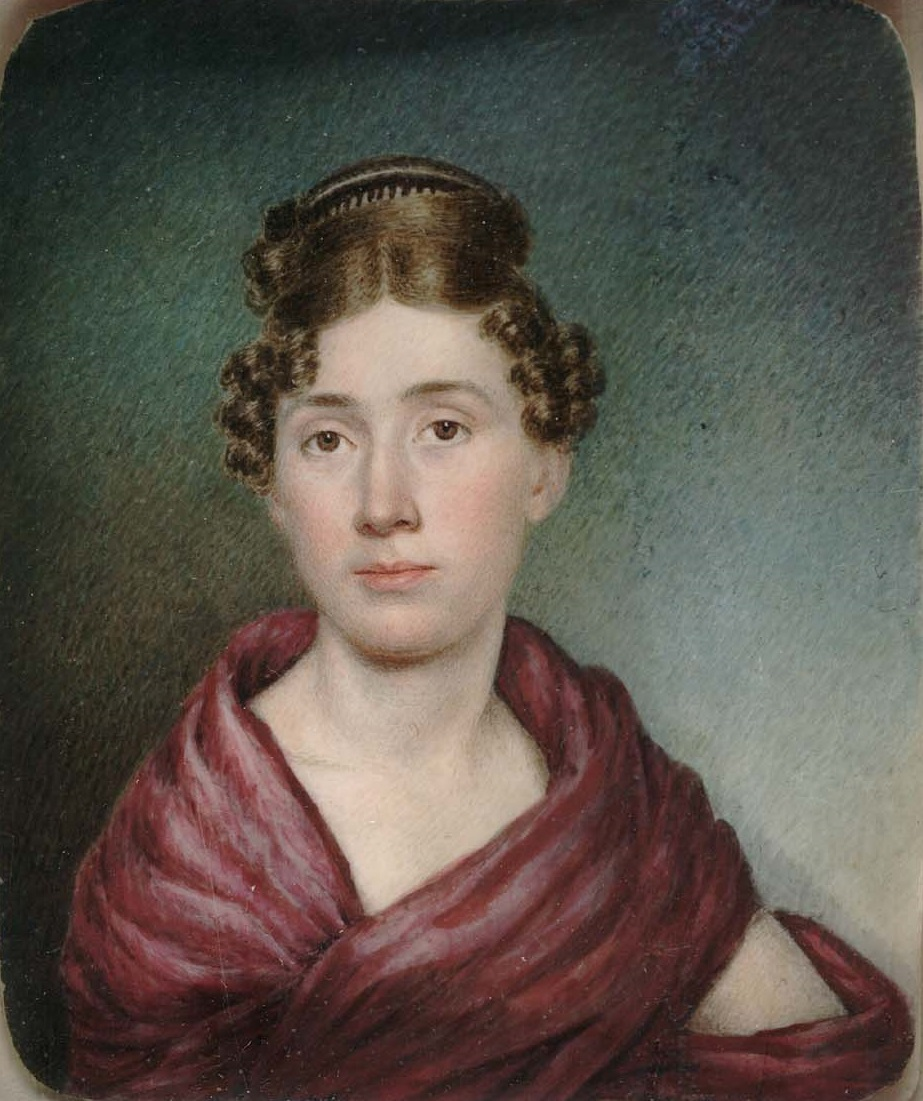
Sarah Goodridge, 1822
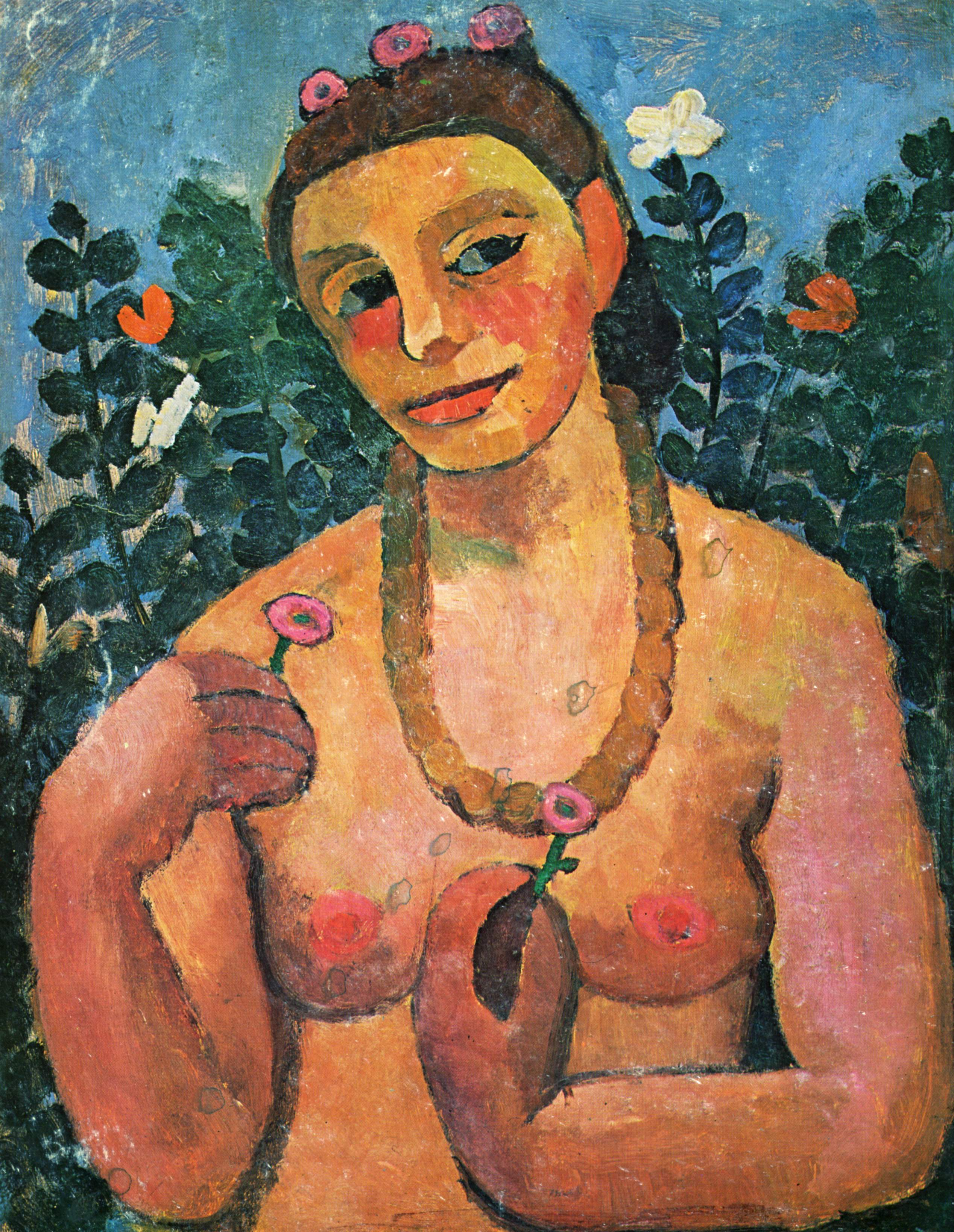
Paula Modersohn-Becker Autoportrait avec collier d'ambre, 1906

### Atitudes
Todas as atitudes e posturas da pintura de retratos estão presentes no autorretrato feminino; algumas são, no entanto, excepcionais, como as pernas cruzadas ou abertas - exceto no caso de vestidos muito largos e longos, e outras bastante raras, mas com um significado particular. Braços cruzados indicam classicamente um estado de inatividade ou passividade; porém, esta atitude deve ser interpretada de acordo com a posição das mãos, a expressão facial, a postura e o contexto. No autorretrato de 1787, podemos reconstruir a partir de sua biografia o que levou Maria Cosway, sentada, a cruzar os braços e esconder a mão direita. De Ottilie Roederstein, o autorretrato de 1926 com braços cruzados com mãos escondidas, rosto descontente e cabelos rebeldes, também evoca um período de crise ou de forte aborrecimento. O mesmo não acontece com Nélie Jacquemart (1880), Tatiana Iablonskaïa e Paraskeva Clark (Myself, 1933), que apresentam rosto achatado, ereto e confiante, numa atitude que dificulta qualquer possível crítica. A mão no quadril também é um sinal clássico de autoafirmação, visto em Jenny Nyström (1884), Anna Bilińska (1892), Marianne von Werefkin (Autorretrato em blusa de marinheiro, 1893), Gwen John (1900), Teresa Feoderovna Ries (1902), Juliette Roche (Autorretrato em Serrières, c.1925), Chien-Ying Chang (1936) e Anna Zinkeisen (c.1944).

Ottilie Roederstein, Autoportrait aux bras croisés, 1926
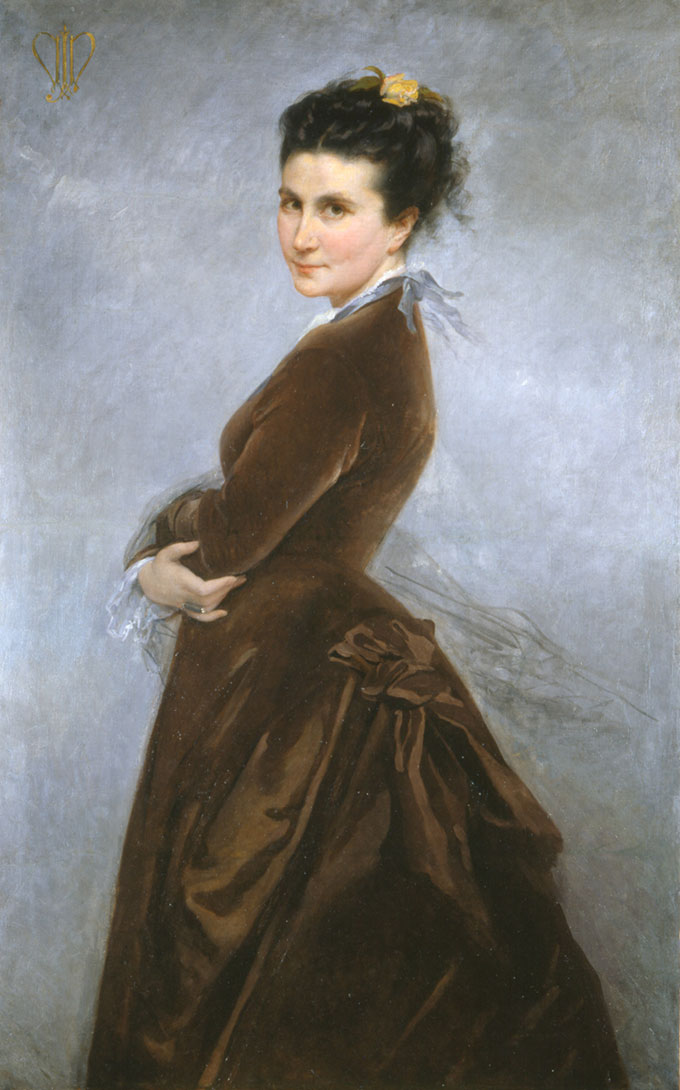
Nélie Jacquemart, 1880
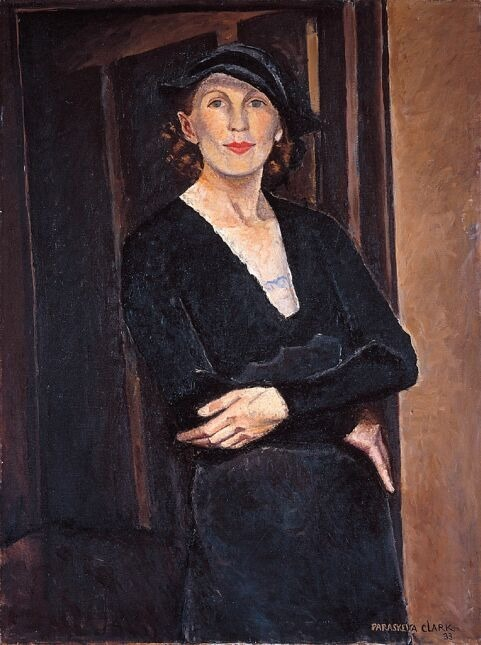
Paraskeva Clark, 1933
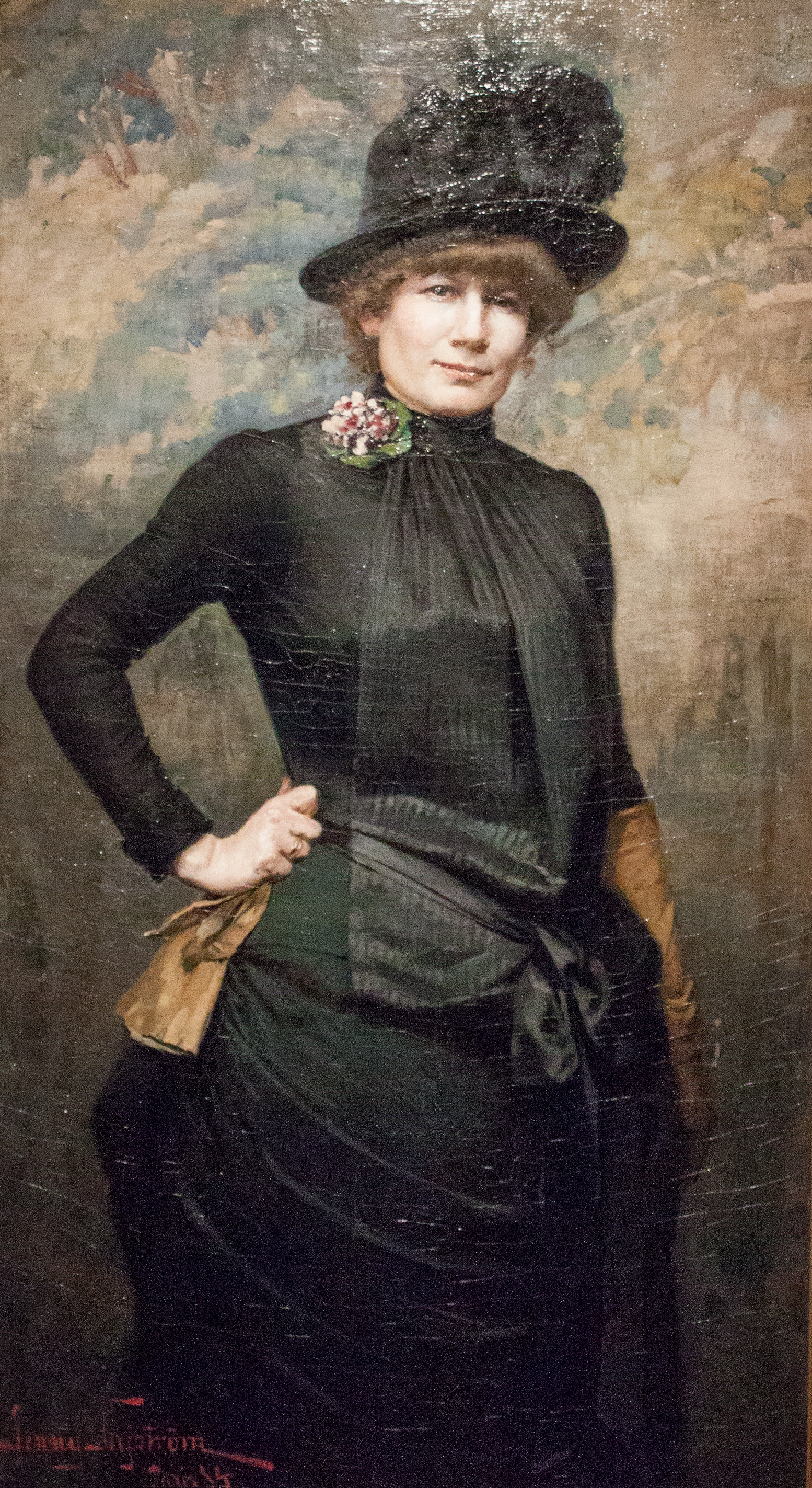
Jenny Nyström, 1884
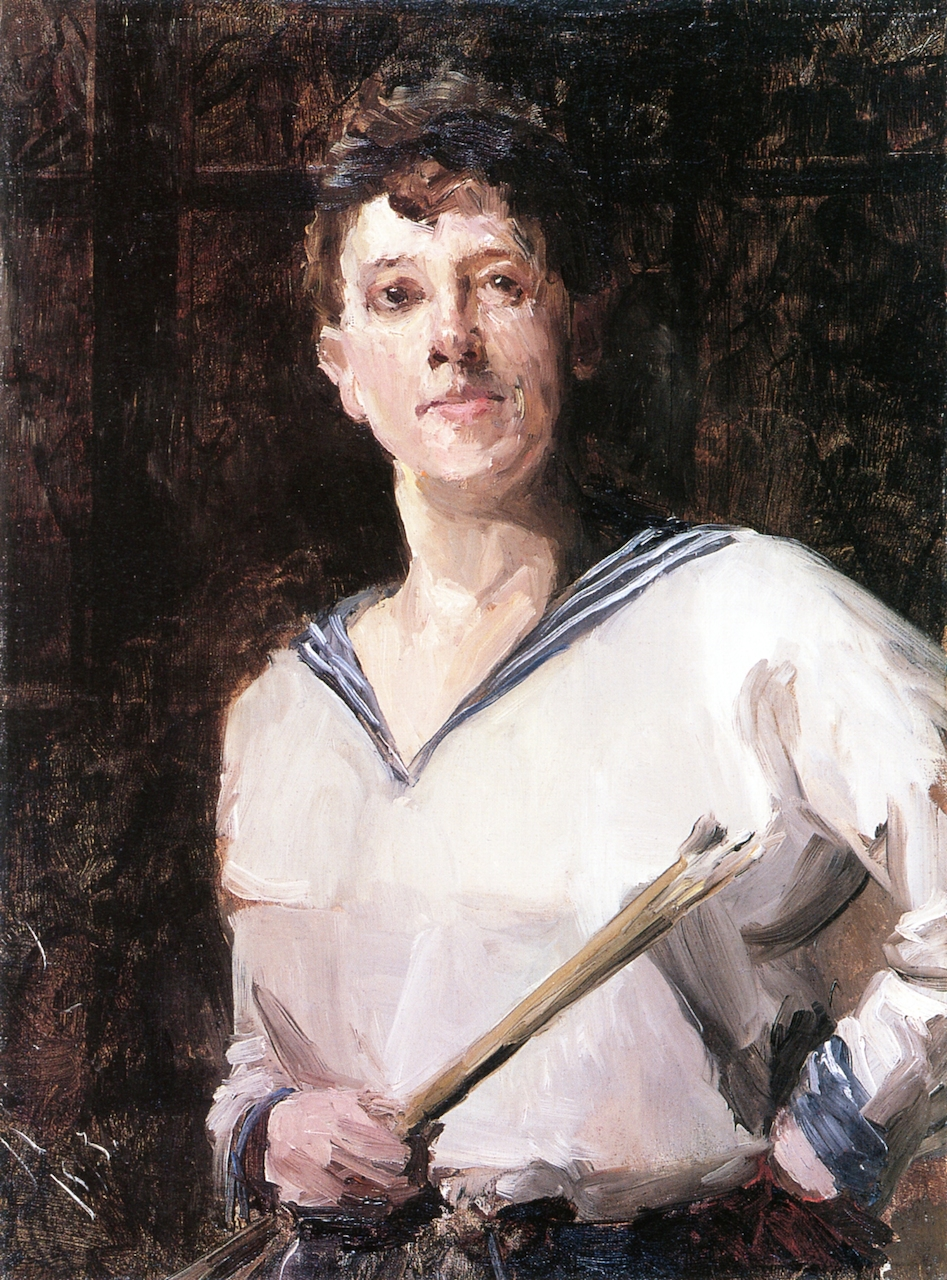
Marianne von Werefkin, 1893

A mão no cabelo é um sinal de sedução muito utilizado na fotografia publicitária e na imprensa masculina, mas essa atitude é mais que rara nos autorretratos femininos em pintura. Menos inequívoca, que pode em certos casos corresponder à imagem da melancolia, a mão no rosto é vista em particular em Anna Rosina de Gasc (1767), Leonor de Almeida Portugal (1787), Marie-Guillemine Benoist (1796), Félicité Beaudin (1838), Lilly Martin Spencer (1840), Elise Ransonnet-Villez (1878), Alice Pike Barney (Auto-retrato em repouso, c.1895, Auto-retrato com babado, 1896), Dora Wahlroos (1901 ), Henrika Šantel (1914), Zinaïda Serebriakova (1924)…

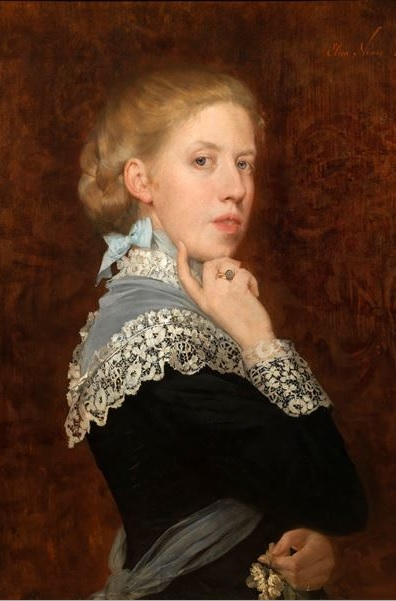
Elise Ransonnet-Villez, 1878
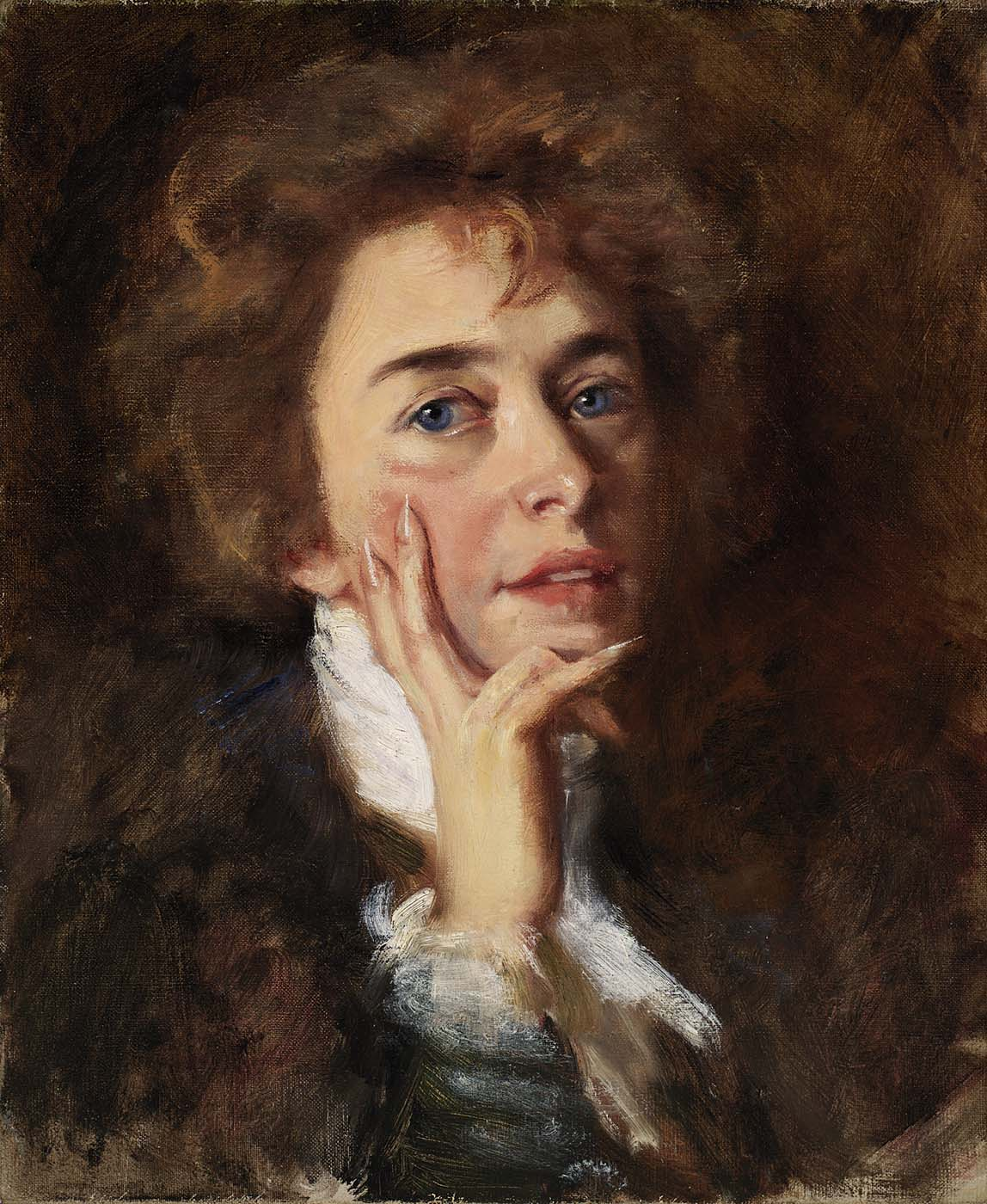
Alice Pike Barney, 1896
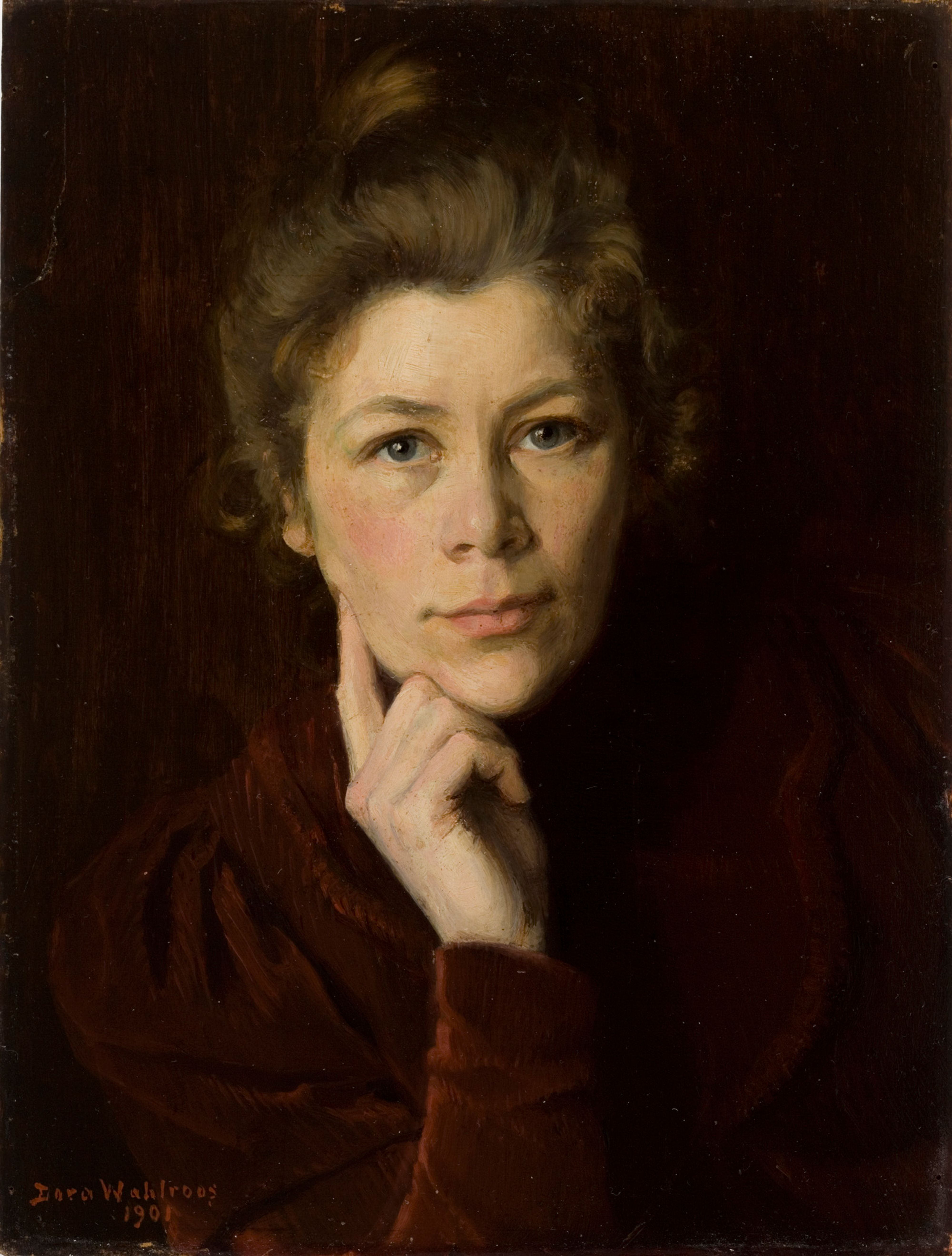
Dora Wahlroos, 1901
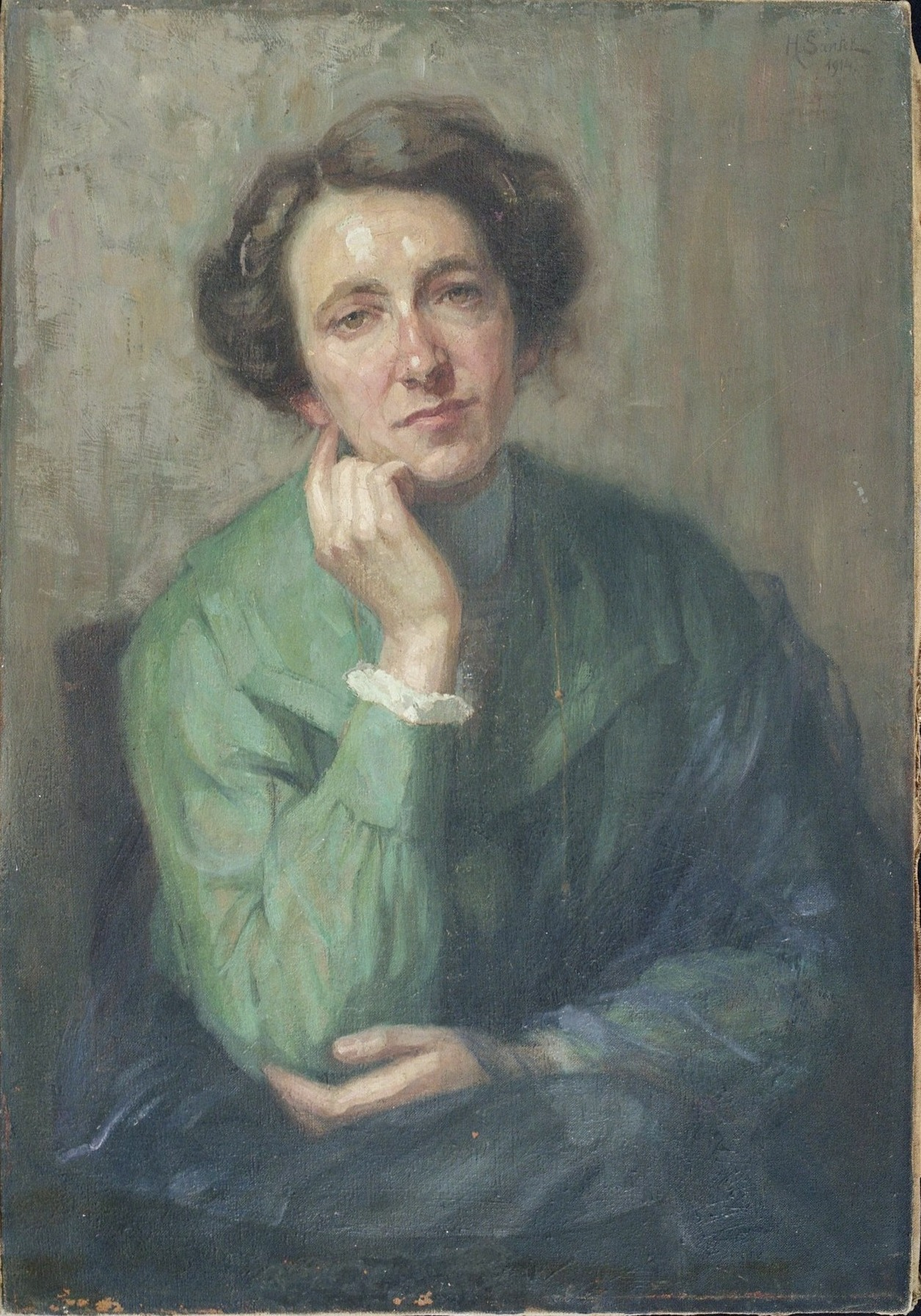
Henrika Šantel, 1914
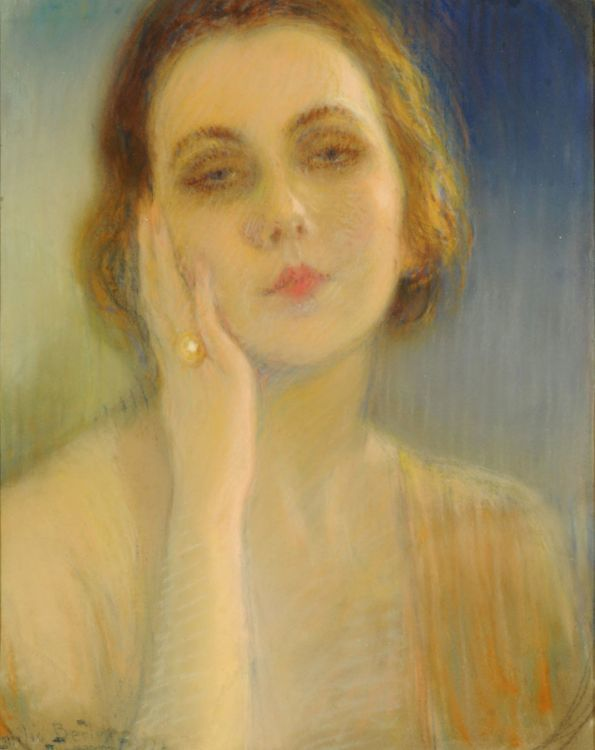
Emilia Bertolé, 1923

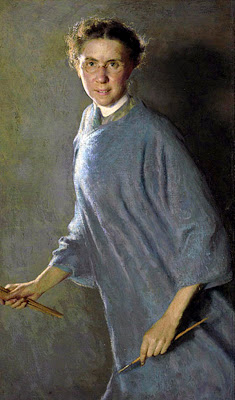
Margaret Foster Richardson, A Motion Picture, 1912

As personagens dos autorretratos costumam estar em pé, muito raramente de corpo inteiro, mas quase sempre estáticos. Certamente influenciada pelas cronofotografias de Marey e Muybridge, Margaret Foster Richardson (1881-1945) conseguiu, com o seu autorretrato A Motion Picture (1912), dar a mesma ideia de movimento. Rosa Rolanda Covarrubias (1895-1962), dançarina de teatro de revista da Broadway antes de se casar com Miguel Covarrubias, fez vários autorretratos, incluindo um dançando durante uma festa mexicana. Anna Walinska, que deu um recital de dança flamenca na The Town Hall de Nova Iorque em benefício dos republicanos espanhóis, retrata-se como uma dançarina espanhola com castanholas, acompanhada por Carlos Montoya ao violão, em Flamenco (1939).
Com Yolanda López (1942-2021), o avanço tornou-se a forte imagem simbólica de um movimento político e feminista da década de 1970 nos Estados Unidos. Fã de corrida, Yolanda López, em seu Retrato da Artista como Virgem de Guadalupe (1978), pinta-se como uma maratonista vitoriosa vestida com a capa estrelada da Virgem Mexicana, não precisando mais do apoio do anjo, mas passando por cima a pequena águia americana, símbolo dos EUA, derrubada pelo feminismo chicano e sua heroína irradiante.

### Estados fisiológicos
Os estados fisiológicos específicos do sexo feminino raramente são representados em autorretratos, nunca antes do século XX, e com um pouco mais de frequência depois de 1970. A menstruação está quase ausente da iconografia; Joan Semmel mostra seu corpo como o vê ao se olhar, sem espelho, com uma toalha vermelha entre as coxas (Me Without Mirrors, 1974). A gravidez é representada com um pouco mais de frequência; a imagem mais conhecida é a de Paula Modersohn-Becker em 1906 (Autorretrato no meu sexto aniversário de casamento, assinado P.B., sem o M. do nome de casada Modersohnn), embora não estivesse grávida, e separada do marido por época que ela considera definitiva. Desde o Renascimento, o código da gestante na pintura tem sua mão colocada no epigástrio; só na iconografia recente ela aparece apoiando a barriga. Em 1907, Paula Modersohn-Becker estava realmente grávida, o que ela indicava pela posição da mão e pelas flores orgulhosamente seguradas como símbolo de fertilidade; é ao mesmo tempo o seu último autorretrato e o primeiro conhecido de uma mulher grávida196 até à redescoberta da pintura de 1906 de Zinaïda Serebriakova, casada em setembro de 1905 e grávida do seu primeiro filho, Zhenya.

Paula Modersohn-Becker
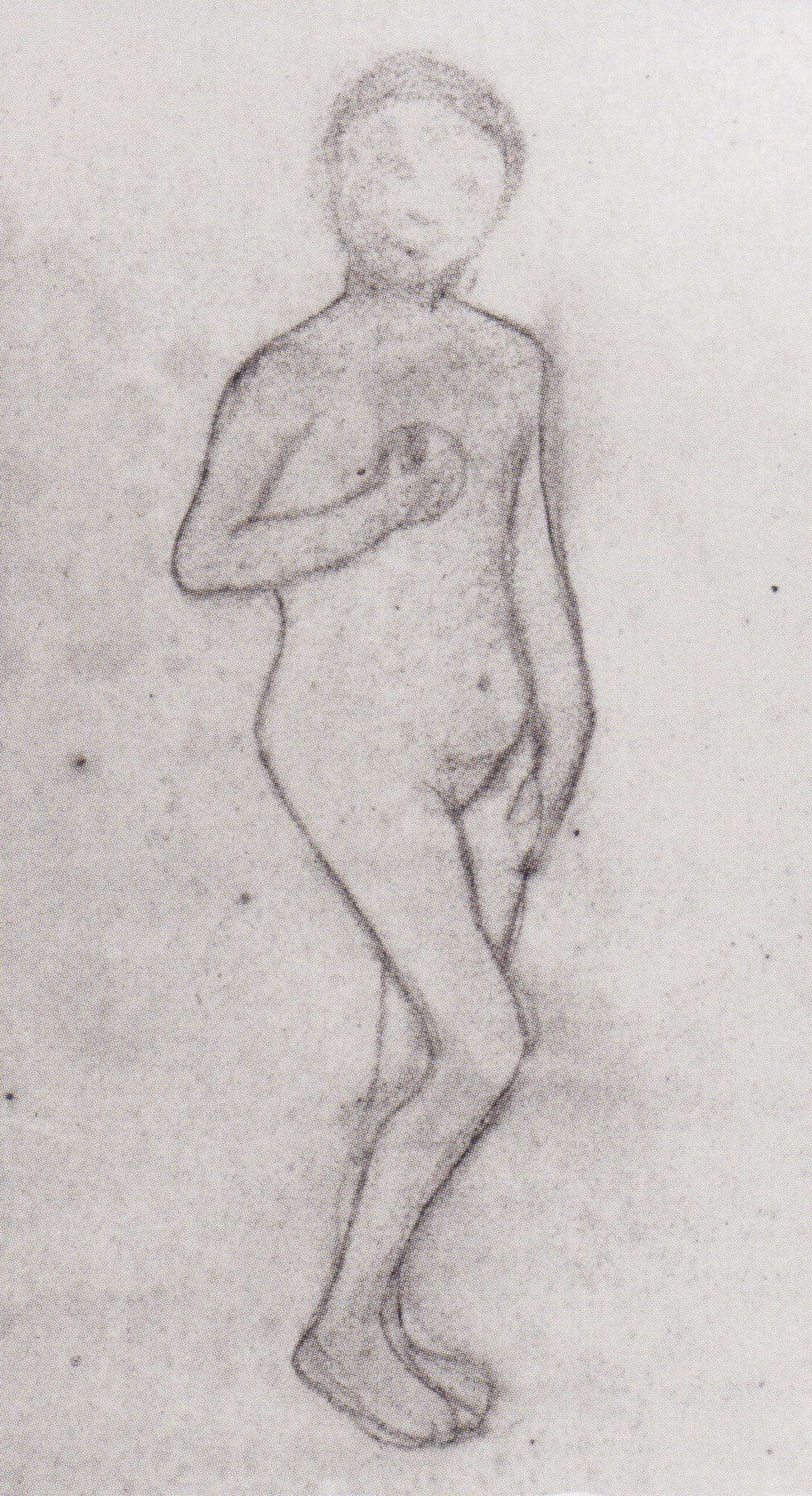
Esboço para o retrato de uma filha, 1906
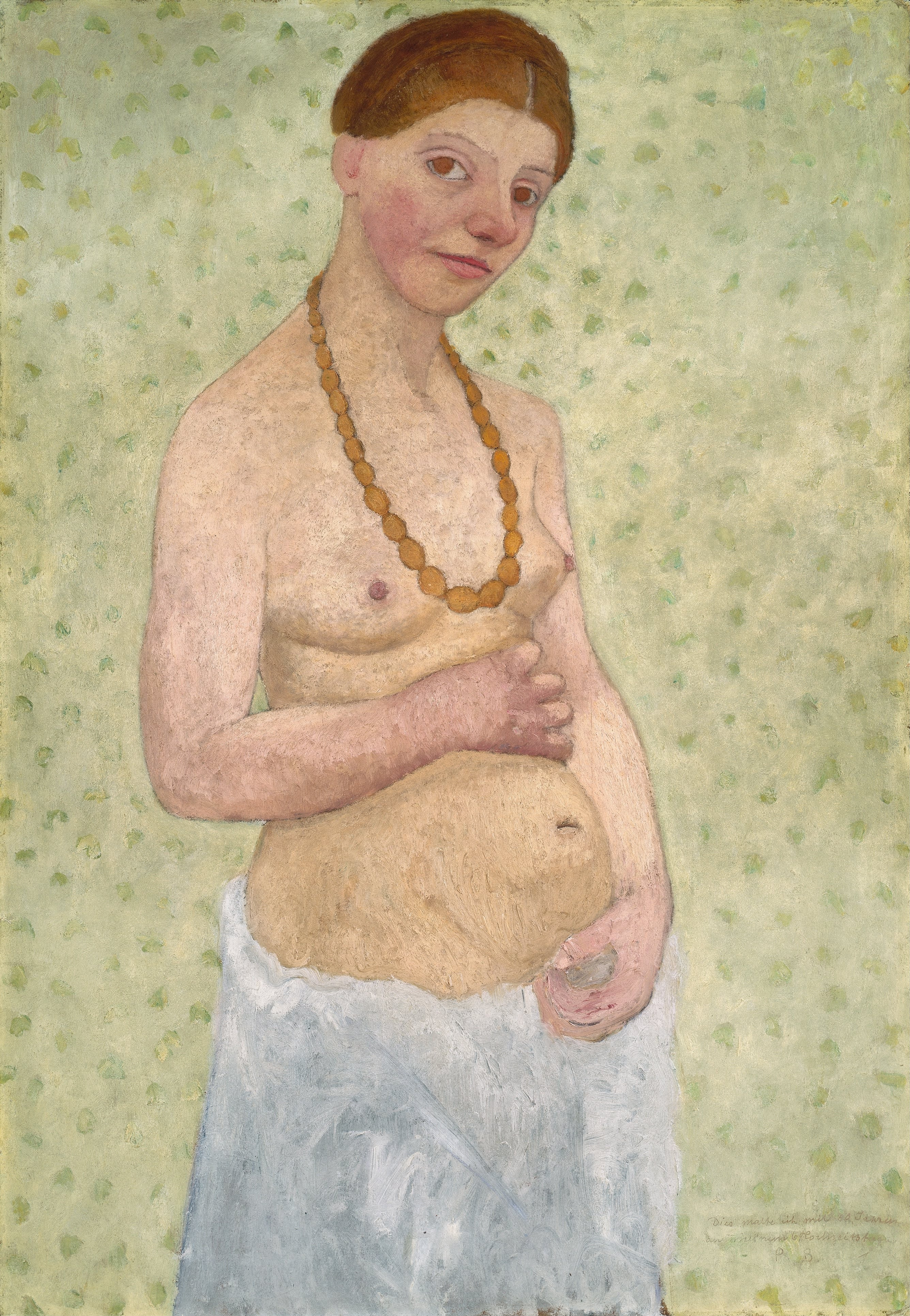
25 de maio de 1906
1907
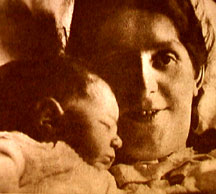
Com sua filha Mathilde Novembro 1907

Chantal Joffe  realizou seu Self-Portrait Pregnant II em 2004. Patricia Watwood, nascida em 1971, com Création (2006), e Anna Rose Bain (nascida em 1985) representam-se grávidas e em suas atividades de pintoras. Em seu premiado autorretrato duplo, a mesma Anna Rose Bain aparece de perfil, grávida, e algumas semanas depois, carregando frontalmente seu bebê (L'attente et la récompense).
Imagens de parto, pós-parto e amamentação são bem mais raras. Com o corpo visto de cima, diretamente pelo olhar ou por uma câmera, Luchita Hurtado criou uma série sobre o nascimento em 2018-2019; obviamente não se trata do seu próprio parto, já que ela tinha, então, 98 anos, mas sim do nascimento de uma mulher por uma mulher; o ângulo de visão é o mesmo de seus autorretratos anteriores e de Joan Semmel. Cecile Walton ofendeu o olhar masculino de 1920 com Romance, visto então como quase blasfemo tanto no conteúdo como na forma, e além disso pintado por uma mulher. A artista retrata o momento idílico entre a mãe e o seu recém-nascido, sabendo que será breve - é o limpo de todo o romance , ou da vida desta rosa caída em pétalas no chão ao lado da cama; o primeiro filho, de quatro anos, está quase fora de cena, e a ausência do pai, alcoólatra e de vida dissoluta, prenuncia a separação do casal três anos depois. Nella Marchesini, depois de seus autorretratos de 1930 a 1937 onde está grávida de Laura, Renzo e Anna, os três filhos que teve do casamento com o pintor Ugo Malvano, amamenta em Mulher e Criança.
Frida Kahlo, que não tinha filhos, pintou-se numa cama ensanguentada após o seu segundo aborto espontâneo, no início de julho de 1932, em Detroit (Henry Ford Hospital – Lost Desire, 1932). Sua pintura inacabada Frida e a Cesariana (Hospital) (sem data, 1929-1932?) também está relacionada a um de seus abortos. Ela representou o parto da mãe em Meu Nascimento (1932) e a amamentação em Eu e Minha Enfermeira (1937), onde tem seu rosto adulto.
Com as reservas expressas sobre os seus “auto-retratos substitutos”, Paula Rego, com experiência pessoal de vários abortos, manifestou-se contra as leis anti-aborto em Portugal ao realizar a série de doze pastéis Aborto em 1998.

### Grupo social

#### Crianças
Os primeiros autorretratos com uma filha são os de Élisabeth Vigée Le Brun e da sua filha Julie, também os mais reproduzidos em papel ou em publicações digitais. Madame Vigée Le Brun et sa fille, por exemplo, mostram a mãe abraçando a criança. Constance-Marie Charpentier (Portrait d'une femme portant son enfant, 1799), Adèle Romany, e Isabelle Pinson fizeram um autorretrato com suas filhas alguns anos depois. De 1883 a 1887, Berthe Morisot fez alguns de seus raros autorretratos ao lado de sua filha Julie Manet (ela só se retratou duas vezes, em 1885), mas sem detalhar os traços faciais da menina, e esboços e desenhos com ela até 1890. Depois no de Mary Beale em 1664, os autorretratos com filhos permanecem muito raros e dizem respeito a artistas que, como Beale, não tiveram filhas, ou, como Elsa Haensgen-Dingkuhn tiveram um filho que permaneceu filho único por muito tempo tempo; Jenny Nyström fez seu retrato com seu único filho Curt de dois anos, e Elena Luksch-Makowsky, que teria três filhos sob seus cuidados após o divórcio, fez com seu filho Peter em 1901, depois outro com o pequeno Andreas em 1908.

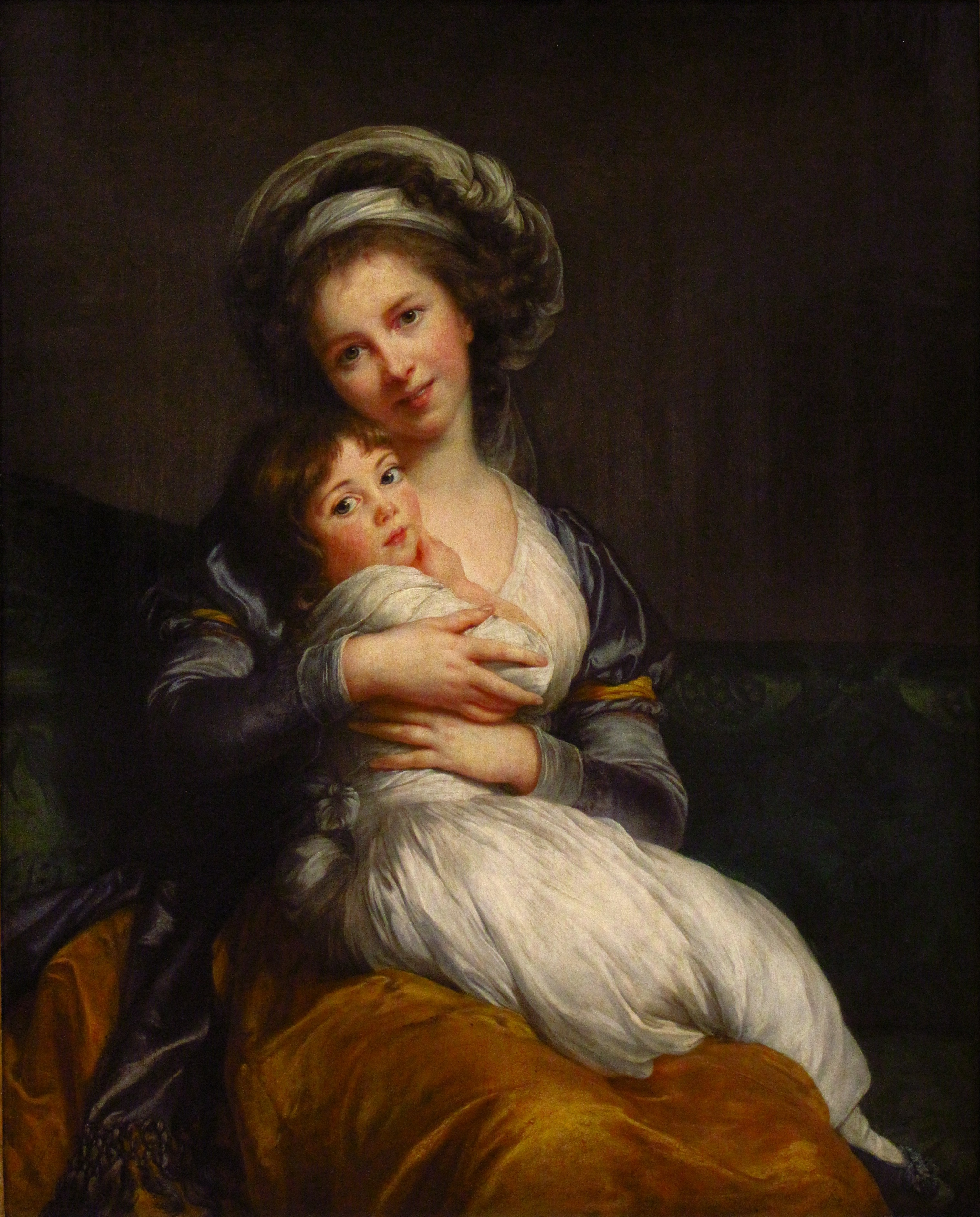
Élisabeth Vigée Le Brun 1786
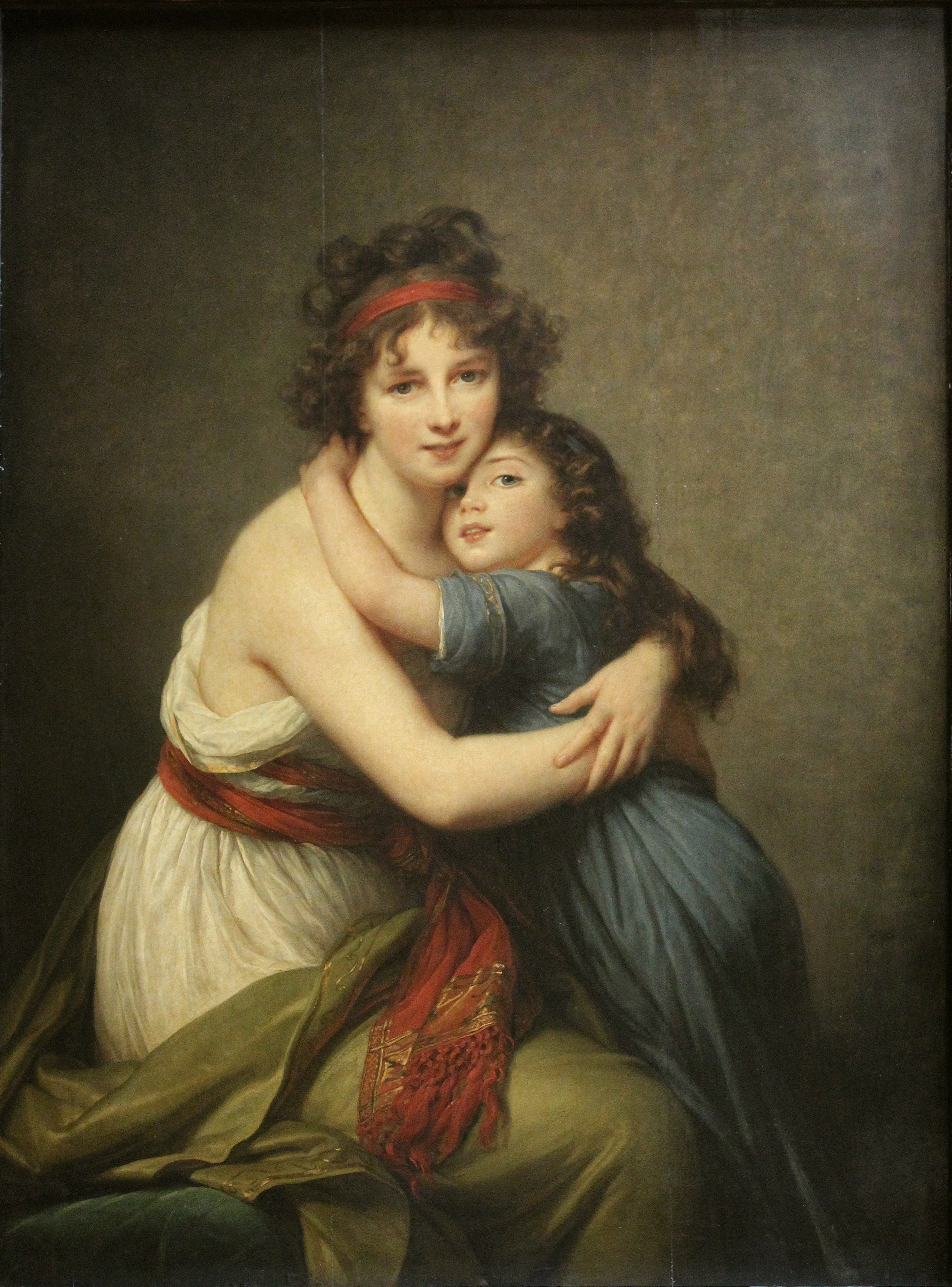
Élisabeth Vigée Le Brun 1789
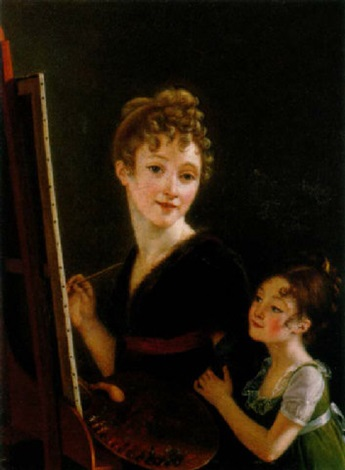
Isabelle Pinson 1804
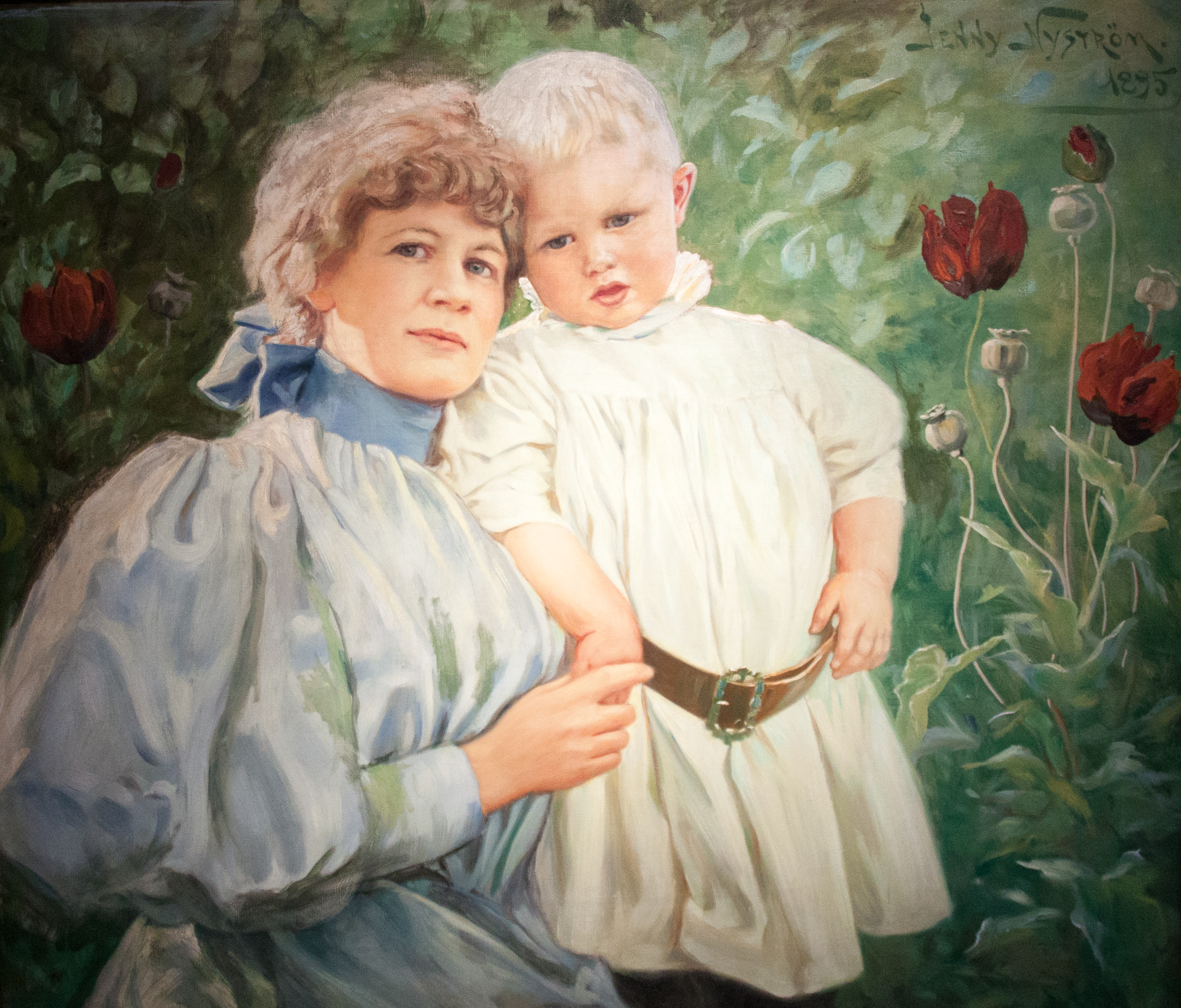
Jenny Nyström, 1895
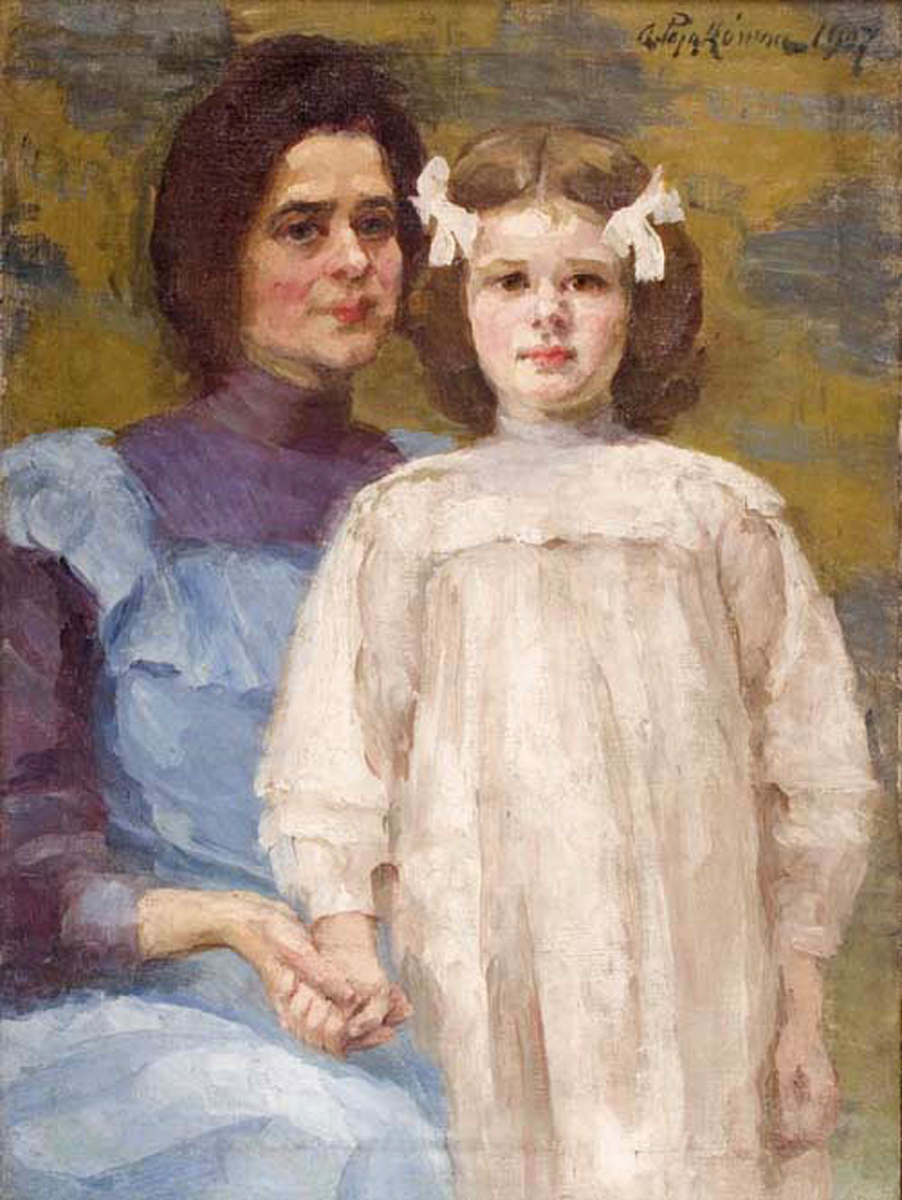
Aniela Pająkówna 1907

Zinaïda Serebriakova, autora de numerosos autorretratos e mãe de quatro filhos cujos retratos pintou, executou com eles pelo menos dois autorretratos: um com suas duas filhas Tatiana e Katya (1921), e uma composição original, Autoportrait dans le miroir, com as duas boas meninas e ao longe um menino turbulento(1917).
Charley Toorop fez vários autorretratos de 1922 a 1954, incluindo em 1929 um autorretrato com Edgar, Johannes e Annetje, os três filhos que teve durante seu casamento infeliz com o destemperado filósofo Hendrik Fernhout; como em seus outros autorretratos de grupo, sua imagem transformada em canhota pelo espelho contrasta com a imagem não invertida das crianças; mais tarde, encontramos os seus três filhos que se tornaram adultos com cônjuges e vários artistas em Dîner avec des amis (1932-1933), onde, como numa pintura histórica do Renascimento, ela é a menos visível mas a mais identificável, e mais tarde novamente, seu filho mais velho, Edgar Fernhout, tornou-se pintor em Trois générations
Ishbel Myerscough se representa sozinha com sua filha, mas também em três com sua amiga pintora Chantal Joffe (2013) e com suas filhas em Mothers and Daughters (2014). Chantal Joffe fez uma série de autorretratos com a filha nas décadas de 2000 e 2010, onde frequentemente se pintava nua.
Louise Catherine Breslau não teve filhos, mas acolheu Hélène, neta dos amigos Maria Feller e Henri Le Crosnier, que se tornou de certa forma sua filha adotiva, e modelo para vários retratos, incluindo seu último autorretrato em 1921 , L'Artiste et son modèle, legado por Madeleine Zillhardt ao Museu de Arte e História (Genebra).

#### Irmãs
Sofonisba Anguissola pintou várias vezes as suas irmãs, mas sem as incluir num autorretrato, o que Rosalba Carriera fez no século seguinte, mas apenas através de uma pintura dentro de uma pintura. Em 1785, com apenas 17 anos, Marie-Guillemine Leroulx-de Laville retratou-se com a sua irmã mais nova, Élisabeth, em Duas Pessoas Jovens. Caroline Bardua pintou-se em retrato duplo com sua irmã Wilhelmine, também artista; nesta pintura, Caroline aparece grávida, mesmo que, assim como sua irmã, sempre tenha permanecido solteira, e não lhe sejam conhecidos descendentes: Wilhelmine, de branco, a cor da virgindade, coloca a mão no abdômen de Caroline em verde, a cor de uma mulher grávida segundo um código de cores que remonta ao século XV. Como fariam mais tarde os cônjuges Marie e Peder Severin Krøyer, as irmãs Anaïs e Héloïse Colin retrataram-se cada uma num retrato cruzado de 1836. Em Nova York, Florine Stettheimer pintou-se com suas irmãs Ettie e Carrie e sua mãe Rosetta em Retrato de Família I (1915) e Retrato de Família II (1933). Em 1912, aos 22 anos, Élisabeth Chaplin realizou um retrato triplo (As Três Irmãs) no qual está rodeada pelas suas irmãs jovens Yvette e Antoinette, mas no qual o seu irmão Jean-Jacques, então com 15 anos, não aparece. Nos autorretratos femininos parece que não há retrato duplo ou triplo com um irmão.

#### Duplas

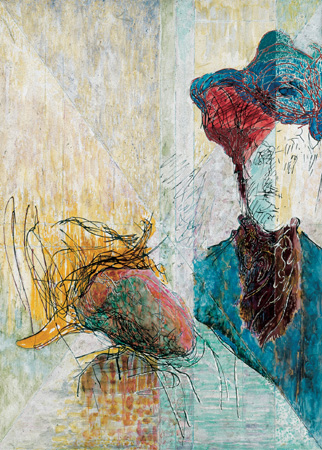
Ilka Gedő - Douplo Autorretrato

Na ausência de irmãs gêmeas pintadas por elas mesmas, há alguns autorretratos duplos, incluindo o de Ginevra Cantofoli como Prudência, uma deusa alegórica com duas faces, uma refletindo sobre o passado olhando no espelho, a outra considerando o futuro com circunspecção, qualidade simbolicamente atribuída à serpente.
Existem muito poucos duplos na história da pintura, e o mais famoso é As Duas Fridas, um retrato simétrico de Frida Kahlo criado logo após seu divórcio de Diego Rivera em 1939; muitas interpretações foram apresentadas sobre esta pintura, que ilustra a dicotomia entre uma Frida que quer se libertar de Diego, mas permanece quebrada pela separação - seu coração está aberto como se fosse uma reparação cirúrgica - e outra que permanece infalivelmente ligada a ele. Os dois rostos são idênticos e inexpressivos, mas os vestidos são opostos, o popular e colorido mexicano do lado de Diego, o corpete de renda branca ornamentado e a saia branca do outro; um fluxo sanguíneo conecta os corações das duas Fridas, mas seu desvio para a barriga da Frida branca foi cortado, e a hemorragia foi temporariamente reprimida por uma pinça hemostática de resgate. Os autorretratos de Jennifer McRae (nascida em 1959) pretendem ilustrar uma dualidade constitucional: Double Exposure I e II (2001 e 2017), We Two are One, Strangers Perfect (Summer Days), Two Imaginary Girls (2001). Filha única, Gertrude Abercrombie pinta seu duplo como uma bacante moderna em Autoportrait de ma sœur(1941).

#### Pai e Mãe
Segundo Omar Calabrese, uma das contradições na história do autorretrato feminino é a relação com a figura do pai; depois de elencar catorze grandes artistas do século XVI ao século XVIII, filhas de pintores mais ou menos renomados, entre eles Elisabetta Sirani e Artemisia Gentileschi, sublinha a ausência do pai nos seus autorretratos. Contudo, considerando a alternativa “pintura dentro da pintura”, existe no Museu Hermitage em um autorretrato do retrato do seu pai de Elisabetta Sirani, realizada no final da curta vida da artista, esta pintura, adaptada por Luigi Martelli para uma gravura publicada em 1883, mostra-lhe pintando o busto do pai, o pintor Giovanni Andrea Sirani, que lhe sobreviveu cinco anos. Da mesma forma, um autorretrato de Artemisia Gentileschi em alegoria da Pintura (c.1635-1640) mostra-a pintando um homem com bigode e cavanhaque à la Van Dyke, em homenagem a seu pai Orazio Gentileschi (1563-1639) em sua juventude.
Sem incluir o pai, as meninas assinavam especificando “filha de”: “Catharina [Hemessen], filha de Jan”, “Lavinia [Fontana], filha de Porsperi Fonatane”, “Lucia Anguissola, filha de Amilcare”. E para qualificar a observação de Calabrese, é apropriado lembrar que antes de Mary Beale e Adélaïde Labille-Guiard (1785), nenhum autorretrato retratava uma personagem que não fosse ela mesma, ou possivelmente um servo anônimo. O primeiro autorretrato feminino que incorpora a figura do pai ocorre na virada do século XVIII para o XIX: é o Autorretrato de Constance Mayer com o pai, Pierre Mayer, que a reconheceu como sua filha aos 15 anos, e por quem tinha grande carinho. C. Mayer já havia apresentado no Salão de 1796 um autorretrato mostrando um esboço do retrato de sua mãe, mas foi em grande parte precedida nesta representação por Françoise Basseporte, muito cedo órfã de seu pai comerciante, e autora do Retrato de Mlle Basseporte e de Even sua mãe. Na Anunciação (Autorretrato com a figura do pai) de 1931, Nella Marchesini, de barriga levemente arredondada e grandes asas de anjo, anuncia ao pai a chegada de um filho. Em outro de seus autorretratos, seu pai e sua mãe estão presentes (Autorretrato no cavalete com os pais) c.1929. Élisabeth Chaplin, que morava com sua companheira Ida Capecchi e também com sua mãe, a escultora Marguerite Chaplin Bavier-Chauffour quando ficou viúva, fez um autorretrato com ela em 1938.
No caso das filhas de pintores dos séculos XIX e XX, uma hipótese levantada por Linda Nochlin para explicar a ausência do pai em seus autorretratos seria uma forte e necessária propensão à rebelião, inclusive contra a autoridade parental. Independentemente disso, nos raros exemplos conhecidos, as meninas prestam homenagem a um pai ou mãe que foi seu professor: Giovanni Andrea Sirani para Elisabetta Sirani, Jean Bardin para Ambroise-Marguerite Bardin (1791), Ellen Sharples para Rolinda Sharples, Julius Mařák para Josefina Mařáková. A mãe de Chantal Joffe, Daryll Joffe, aquarelista, é retratada em Autorretrato vestido com minha mãe e Autorretrato nu com minha mãe (2020).

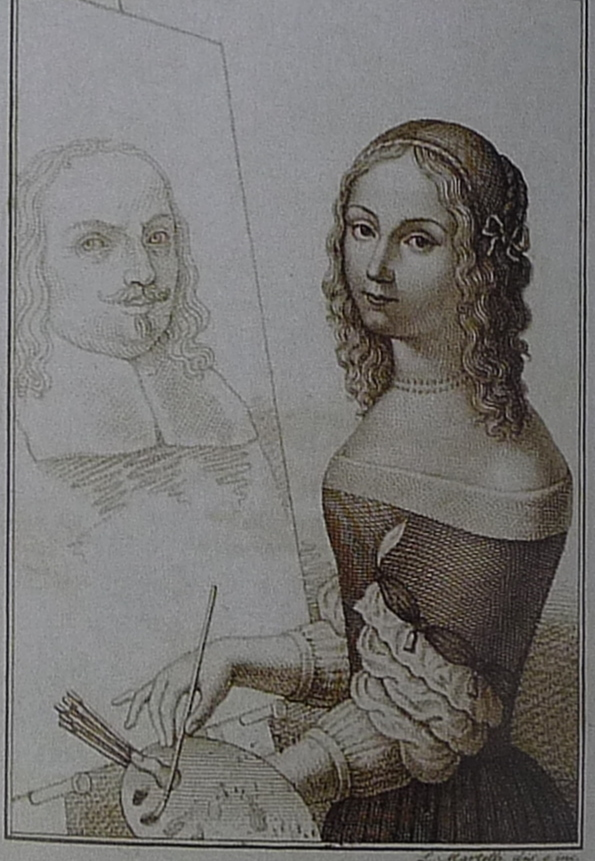
Elisabetta Sirani e seu pai, c.1665, gravura de Luigi Martelli
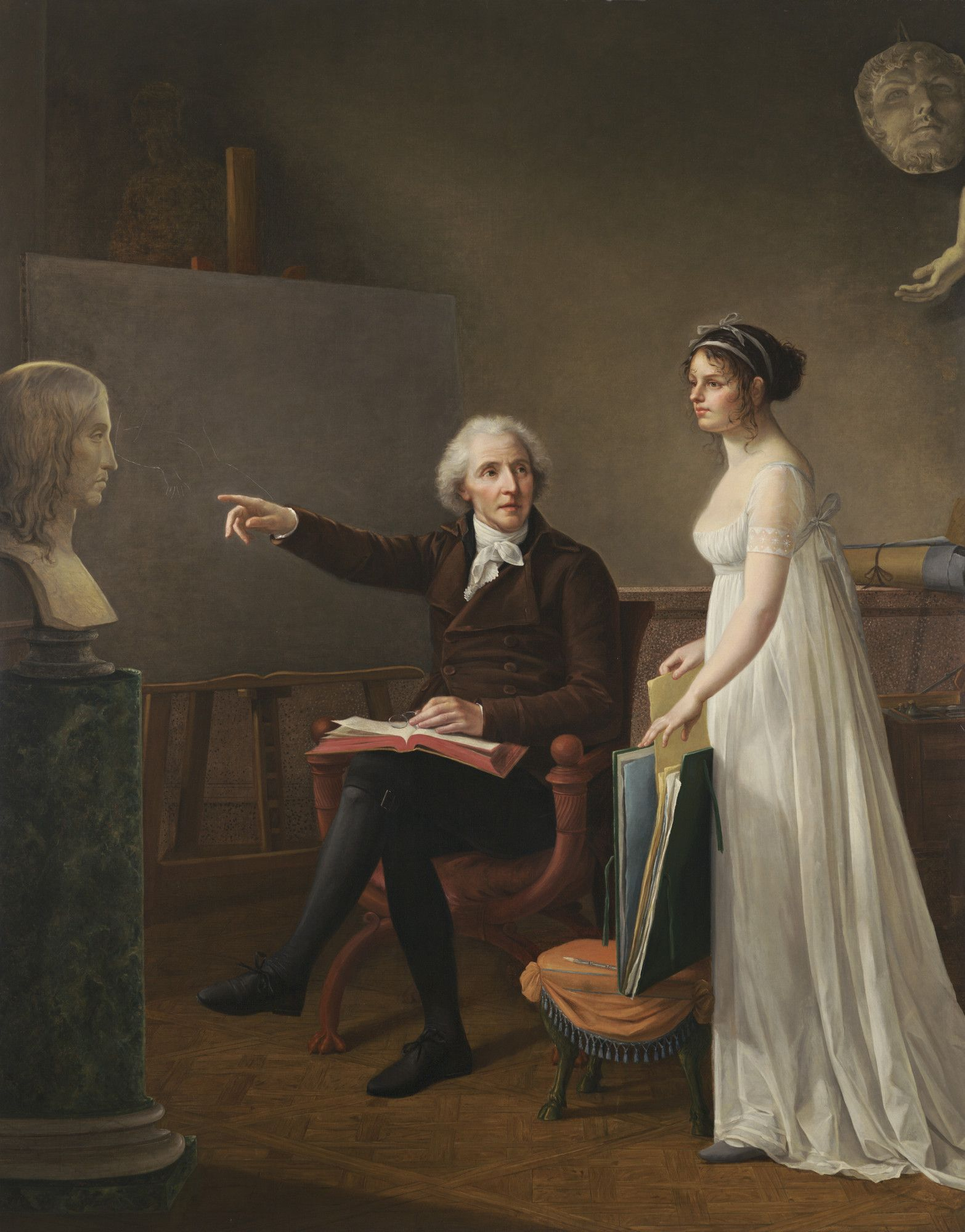
Constance Mayer, Autorretrato da artista com seu pai, 1801
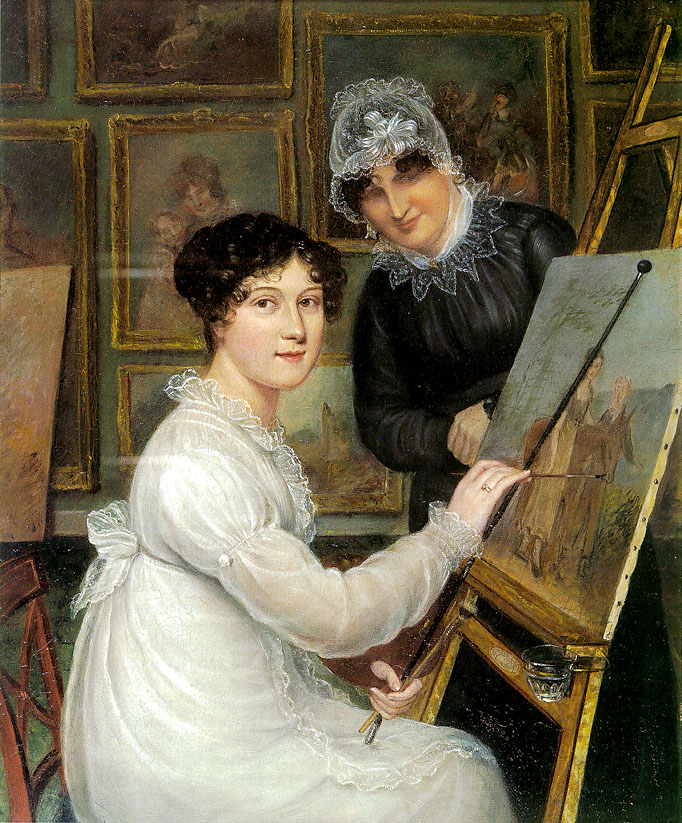
Rolinda Sharples com sua mãe, 1816
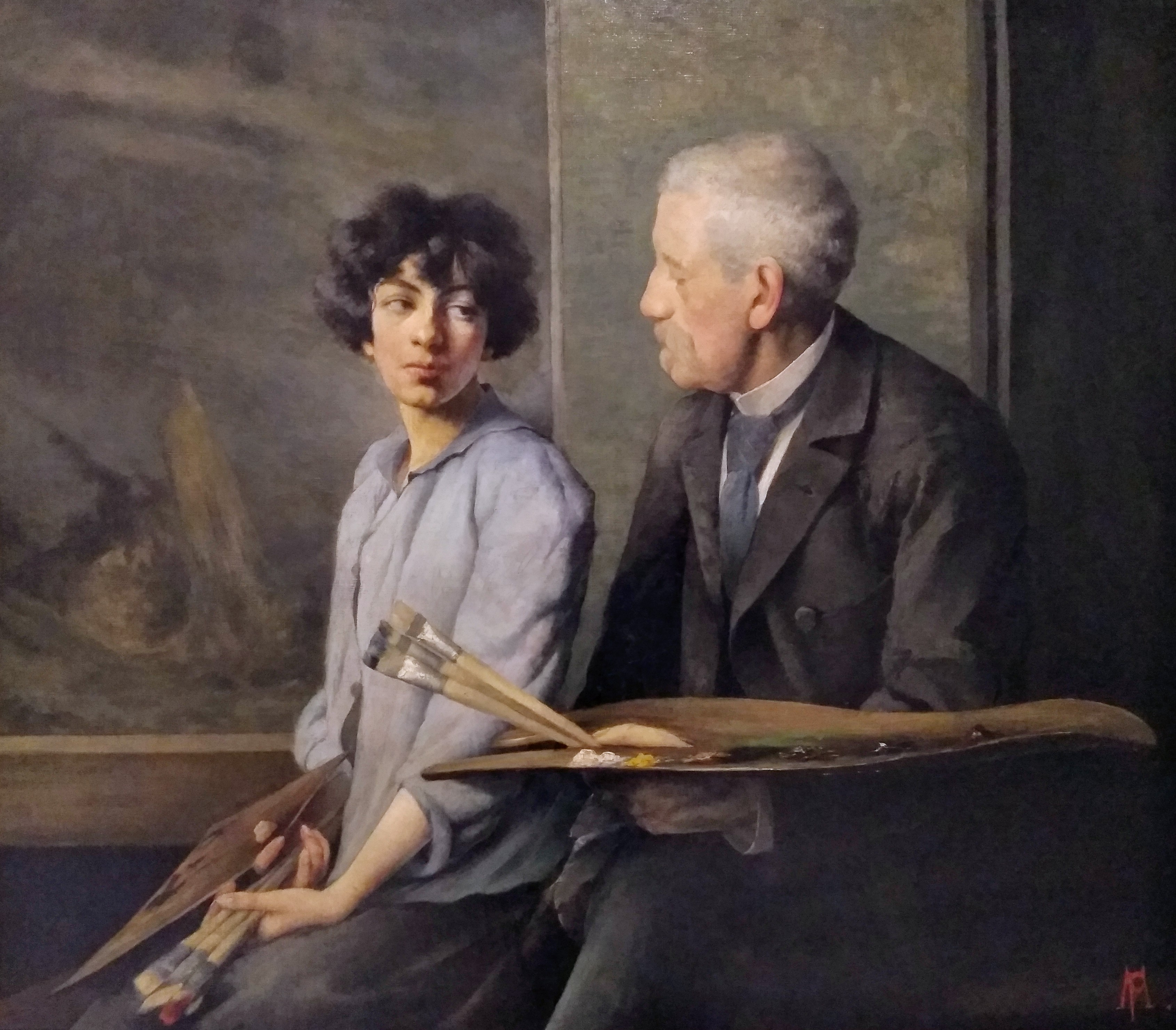
Josefina Mařáková com seu pai, 1896

#### Maridos
Embora os pintores se retratam prontamente com as suas esposas, os autorretratos com os maridos são extremamente raros. Omar Calabrese pensa que se trata de "um ato voluntário, realizado para melhor evidenciar a figura da mulher artista que de outra forma correria o risco, no padrão social vigente entre os séculos XVI e XIX, de não ser mais do que um simples apêndice do cônjuge”. Divulgada para um período de quatro séculos, esta hipótese não pode, no entanto, explicar todos os casos, nem os dos séculos seguintes.
De aspecto alegórico, apresentado tanto como autorretrato de Gaetano Piattoli com a esposa quanto de Anna Bacherini Piattoli com o marido, a pintura é um retrato duplo do casal unido pelo casamento em 1741, segurando o mesmo pincel duplo. Em seus autorretratos solo, Bacherini aparece destra e com rosto idêntico, e é provável que ela mesma tenha se pintado. O duplo retrato de Marie e Peder Severin Krøyer foge ao gênero do autorretrato feminino, pois sabemos, graças à ausência de inversão dos rostos, que cada um pintou o outro.
Muitas vezes, os maridos são eles próprios artistas, ou intelectuais, sendo a condição essencial para serem representados que respeitem, ou melhor ainda, admirem e favoreçam a atividade artística da sua esposa, e que não hesitem em fazer pose. Refira-se ainda que, por razões muito diversas, incluindo a homossexualidade, muitos artistas permaneciam solteiros, ou viviam em casais não legitimados, ou estavam casados há apenas alguns anos, nem sempre felizes. Após seis anos de casamento, quando Marie Laurencin escreveu à amiga Nicole Groult “Por que estou levando esta vida no exterior com um alcoólatra? Não quero mais depender de ninguém. », ela expressa uma necessidade de liberdade que muitos outros sentiram antes ou depois dela.
Casada em 1820, Hortense Haudebourt-Lescot retrata-se numa cena de gênero com o arquiteto Louis Pierre Haudebourt durante sua lua de mel na Itália, onde aparece bem diferente da seriedade e concentração do mais famoso de seus autorretratos, o do Louvre de 1825 como pintora em homenagem a Rafael e Rembrandt; como é costume nos autorretratos, principalmente com várias pessoas, ela aponta para si mesma com o dedo indicador.
Nos outros autorretratos em questão, a presença do marido está quase sempre associada à dos filhos: é o caso de Mary Beale com Charles e o seu filho Bartholomew, os trechos de conversa de Lilly Martin Spencer segurando o seu filho (Conversation piece, c.1851-1852) ou com dois filhos (Fi!Fo!Fum!, 1858), Liselotte Schramm-Heckmann com seu marido Werner Schramm mostrou na pintura e seus dois filhos, Marie Danforth Page (en) fazendo o retrato do marido em frente a um espelho com retrato de criança ao fundo, ou Lady Muriel Wheeler (1888-1979), futura presidente da Society of Women Artists, com o escultor Charles Thomas Wheeler e seus dois filhos Robin e Carol em 1933. Em 1798, Césarine Davin-Mirvault expôs no Salon L'Amour paternel e La Tendresse maternelle dois retratos dela com o marido e os filhos. A aquarelista Mary Ellen Best conseguiu produzir retratos altamente realistas desde os 12 anos de idade. Em 1835, depois de se casar em 1840 com Johann Anton Sarg, professor e músico amador, viveu na Alemanha, onde pintou cenas domésticas no estilo Biedermeier. Alguns deles dizem respeito à sua própria família, mas ela raramente está presente; quando é o caso e o marido também aparece, ela o retrata de costas ou lendo jornal no café da manhã. Grata ao seu marido Pan Zanhua por salvá-la da prostituição e tomá-la como segunda esposa, Pan Yuliang pintou-o com seu enteado Pan Mou em My Family (1932). Fridel Dethleffs-Edelmann (1889-1982) apresenta com Familienbildnis de 1936 a imagem de uma família conhecida como feliz, com sua pequena Ursula e o marido Arist Dethleffs aparecendo no centro como um santo protetor. Pelo contrário, em In the morning (2011), de Agita Keiri (nascida em 1978), o marido só é visível num espelho, preparando-se para o trabalho, enquanto a criança pequena brinca com os tubos coloridos da mãe. Antes do século 20 e de Frida Kahlo, o único autorretrato conhecido de um casal seria de fato o de Elisabeth Alida Haanen e do pintor Petrus Kiers em 1845.

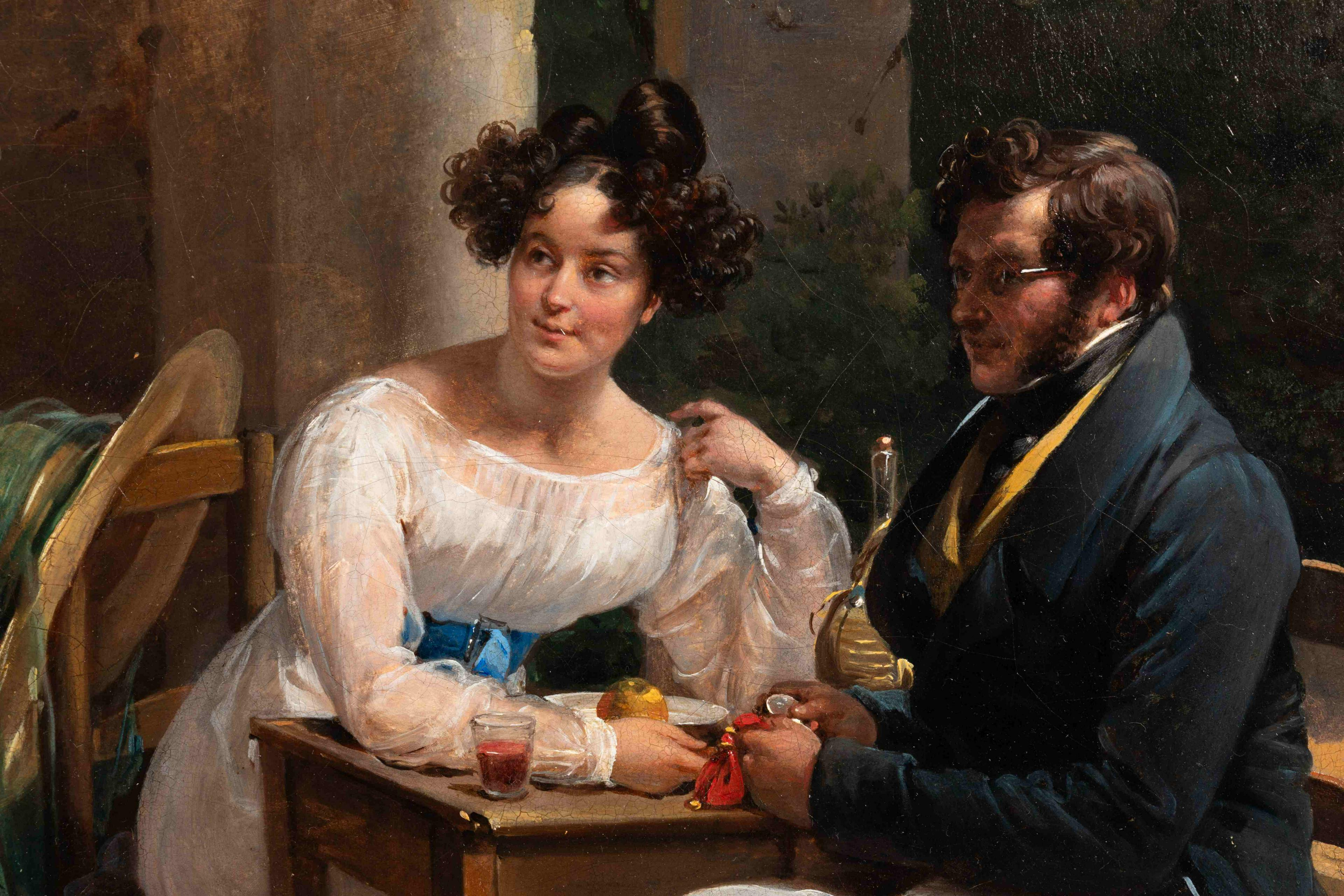
Hortense Haudebourt-Lescot, 1821
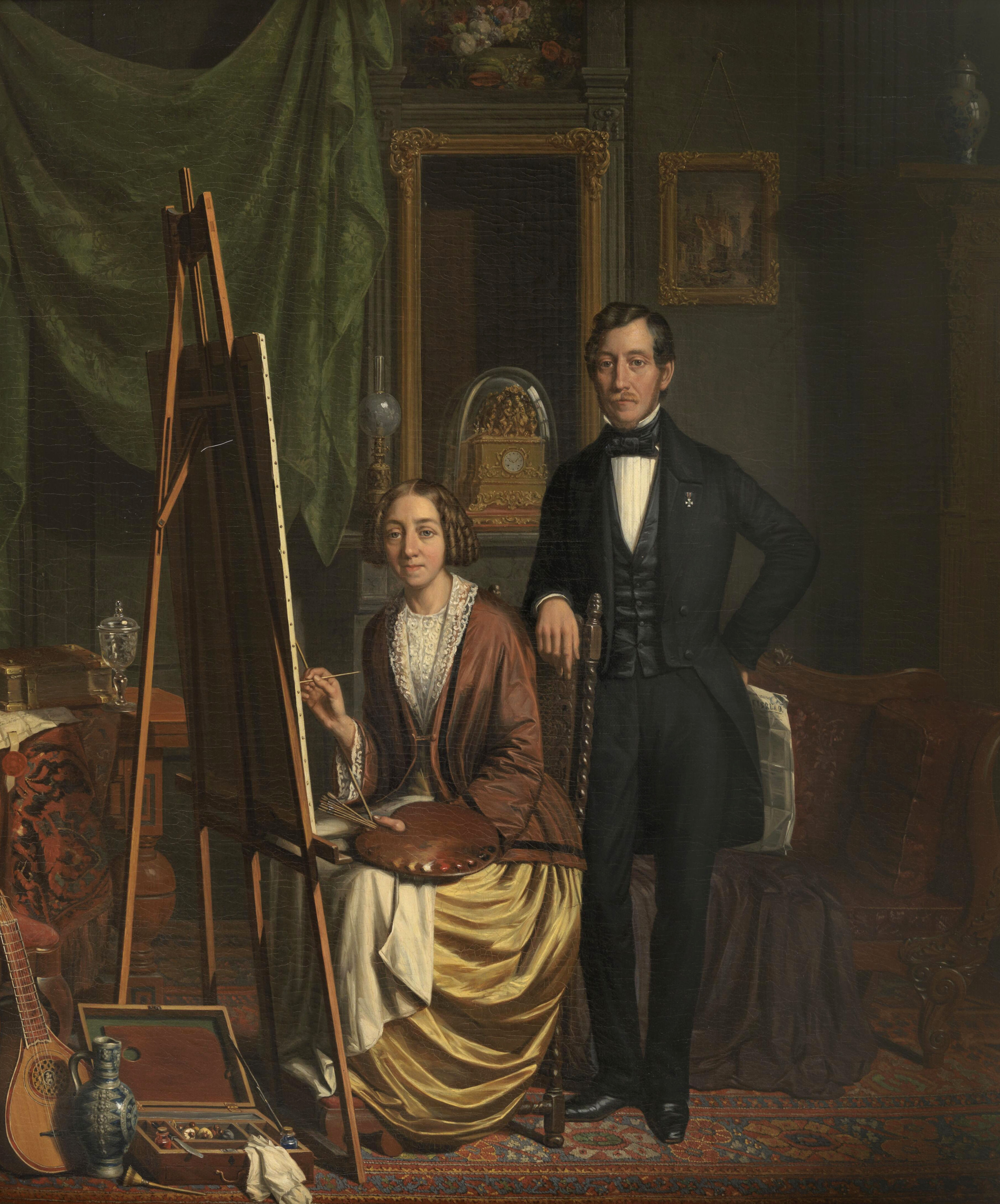
Elisabeth Alida Haanen, 1845
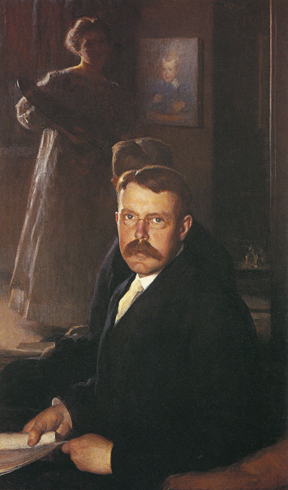
Mary Danforth Page, 1909
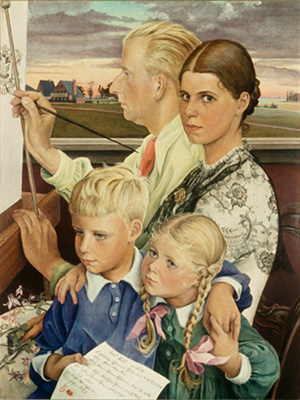
Liselotte Schramm-Heckmann, 1935

Como costuma acontecer no campo do autorretrato, é Frida Kahlo quem renova a iconografia da mulher com o marido. Os seus primeiros retratos ainda não tinham o carácter visionário que a tornou famosa e foram inspirados nas obras do Renascimento que estudou durante a adolescência na biblioteca do seu pai Guillermo Kahlo, fotógrafo de arte amador, e durante a sua convalescença após o acidente. de setembro de 1925; seu primeiro autorretrato a óleo, denominado “com o vestido de veludo” (1926), feito a partir de uma fotografia de Guilhermo, está imbuído do maneirismo italiano. Amantes, cônjuges, camaradas, praticantes do amor livre, o casal apaixonado mas tempestuoso que formou com Diego Rivera inspirou vários quadros. O primeiro, em arte naïf, produzido em 1931, é Frida e Diego Rivera: as mãos unidas - a esquerda para o homem, a direita para a mulher, código pictórico do noivo -, as cores dos trajes, a inclinação a cabeça da noiva e a mão esquerda na barriga são do Casal Arnolfini, mas sem a proeminência abdominal da esposa; Frida já sofreu um aborto espontâneo, e sua mão esquerda serve apenas para segurar o rebozo vermelho sobre sua barriga lisa, acrescentado após o desenho feito quatro meses antes em que seu braço pendia ao longo do corpo; este xale cobre parcialmente o vestido verde, cor das mulheres grávidas (ou que esperam engravidar) segundo o código pictórico do Renascimento.

#### Amigos, amigas e amantes

Ludovike Simanowiz (de branco) e Regine Vossler, 1796

É um autorretrato inusitado feito em 1796 por Ludovike Simanowiz, esposa de Simanowiz com sua amiga a pianista alemã Regine Vossler (1767-1845); a mão colocada na coxa mostra o forte vínculo que as une. Em Três Mulheres com Guarda-chuvas (1880), Marie Bracquemond se retrata cercada por sua meia-irmã Louise e uma amiga. Grupo de artistas é um retrato de grupo pintado por Marie Laurencin em 1908, no qual estão presentes seu amigo Picasso, Fernande Olivier e uma cachorrinha chamada Fricka. As duas mulheres não se consideravam ter 45 anos, o que explicaria o menor lugar dado pelo pintor ao amigo de Picasso. Com um vestido azul, sua cor preferida, dominando o grupo, aquela que suas amigas apelidaram de “Maria cheia de graça” entrega uma rosa ao amante Guillaume Apollinaire.
Um pouco mais tarde, em 1911, Marie Laurencin conheceu Nicole Groult, e as duas mulheres viveram uma relação amigável e romântica até a década de 1930, ilustrada pelo autorretrato Femmes à la colombe, Marie Laurencin et Nicole Groult, de 1919. Este é nomeadamente o período em que Marie Laurencin desenhou os cenários e figurinos do balé Les Biches de Francis Poulenc.

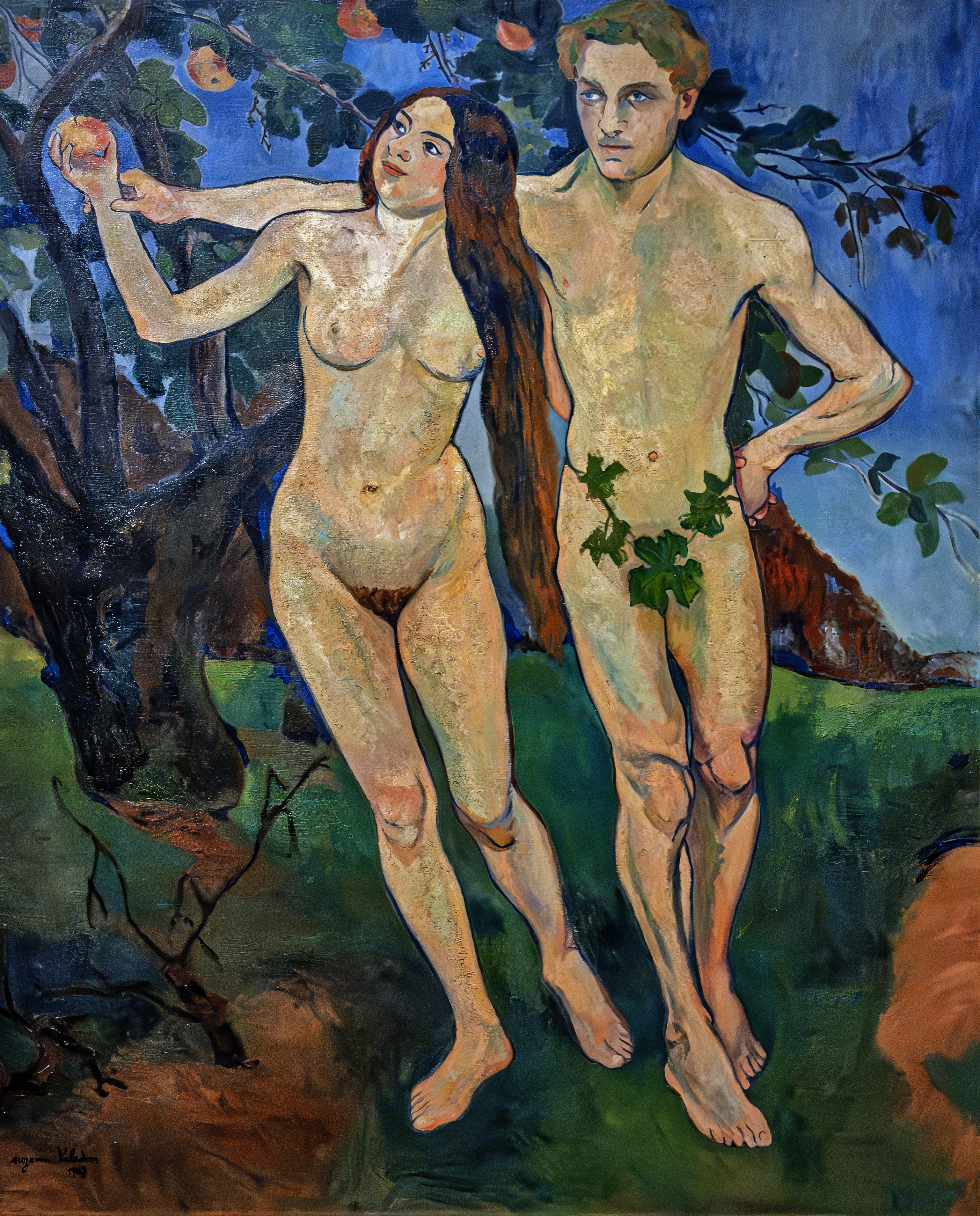
Suzanne Valadon, Adão e Eva, 1909

Em 1909, Suzanne Valadon retratou-se com seu jovem amante André Utter, ambos nus; um cinto de folhas de videira teve que ser adicionado secundariamente para esconder o pênis de Utter.
Leonor Fini também se retratou com amantes, eles bastante nus, ela mais modesta, antes ou depois do abraço amoroso: A Alcova com Nikos Papatakis (1941), Na Torre com Constantin "Kot" Jeleński (1952), Autorretrato com Kot e Sergion (1955). Rachel Constantine mostra-se diante de sua tela com um homem nu dormindo atrás dela (Autorretrato com um Homem, 2010).
Casada há nove anos com o professor de história da arte Michael Greenwood, que conseguiu fazê-la desistir da pintura, Sylvia Sleigh se retrata com seu amante e futuro segundo marido, Lawrence Alloway, em At the Café240 (1950).
Em Almoço na Estufa (1877), de Louise Abbéma, o tema principal é sua amante Sarah Bernhardt, vestida com um longo vestido branco. Sarah B. é retratada com o olhar perdido e o sorriso, enquanto a aproximação das pélvis e a atitude das duas mulheres no sofá oriental deixam poucas dúvidas sobre o relacionamento delas; muito sérios, os outros convidados, exceto a menina vestida de rosa e cinza, aparentemente olham para outro lugar.
Em Retrato de amigos (1881), Louise Catherine Breslau é vista de perfil por trás no desenho; suas duas amigas são Maria Feller e Sophie Schaeppi, também estudante da Académie Julian, que morava com ela, em Paris. Como é frequentemente o caso em Breslau, um cão está presente. Outros dois autorretratos mostram Louise Breslau com Madeleine Zillhardt, sua companheira durante 40 anos: Contre-jour (1888) e La vie pensive (1903).
Foi em 1925 que Lotte Laserstein conheceu Gertrud Süssenbach em Berlim, mais tarde conhecida como pintora e fotógrafa sob o nome de Traute Rose após seu casamento em 1933. As duas mulheres trabalharam juntas por um longo tempo, Laserstein realizando numerosos retratos de sua companheira, nua ou vestida de esportista. Vários autorretratos as representam juntas: Autorretrato com Traute Rose (1928), Eu e minha modelo (1929-1930), Diante do espelho (1930-1931), o surpreendente Em meu estúdio (1928), com o corpo atlético de Traute Rose reclinada como uma odalisca completamente nua em primeiro plano, e a última como irmãs quase gêmeas em 1963.

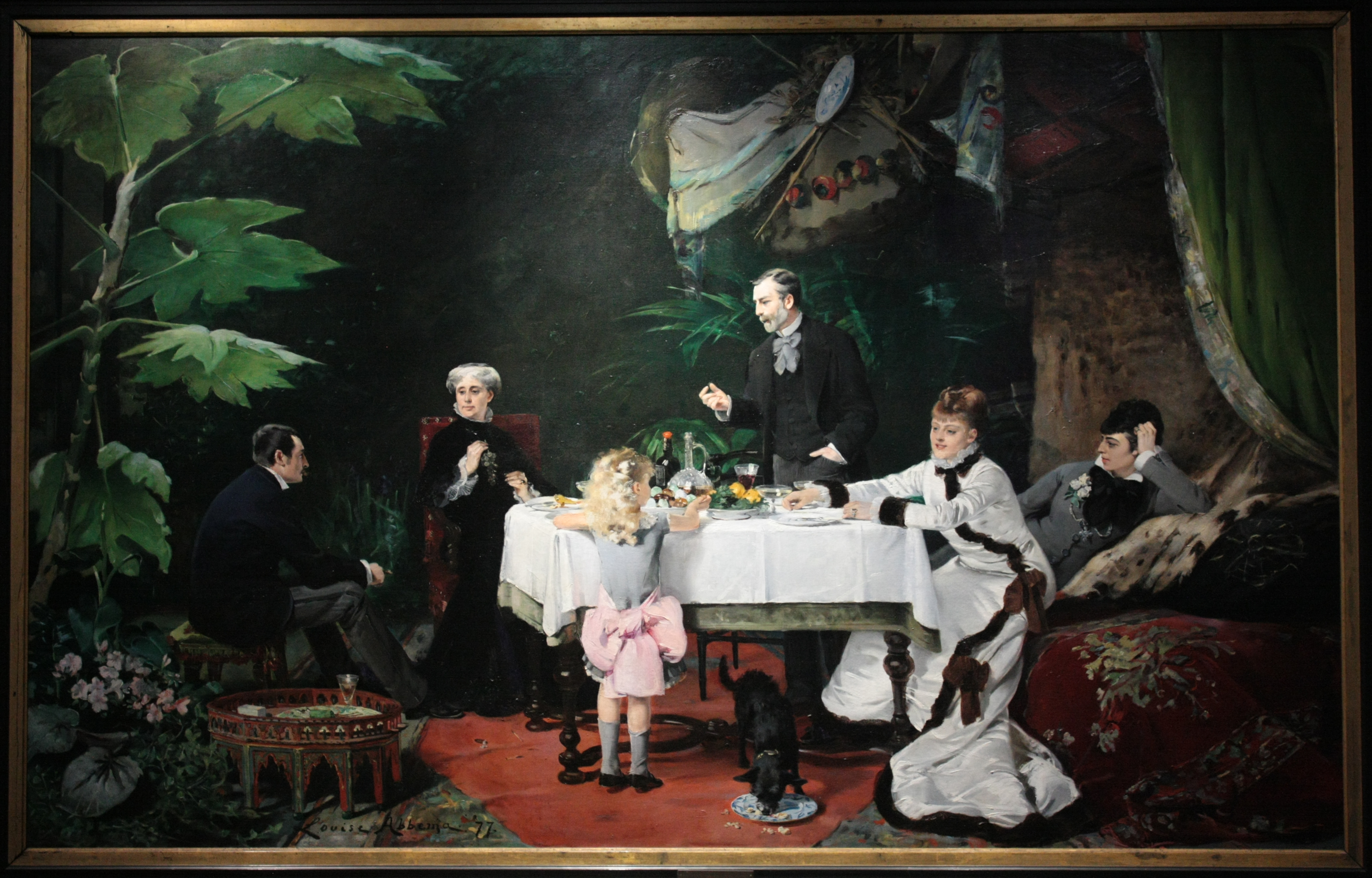
Louise Abbéma, 1877
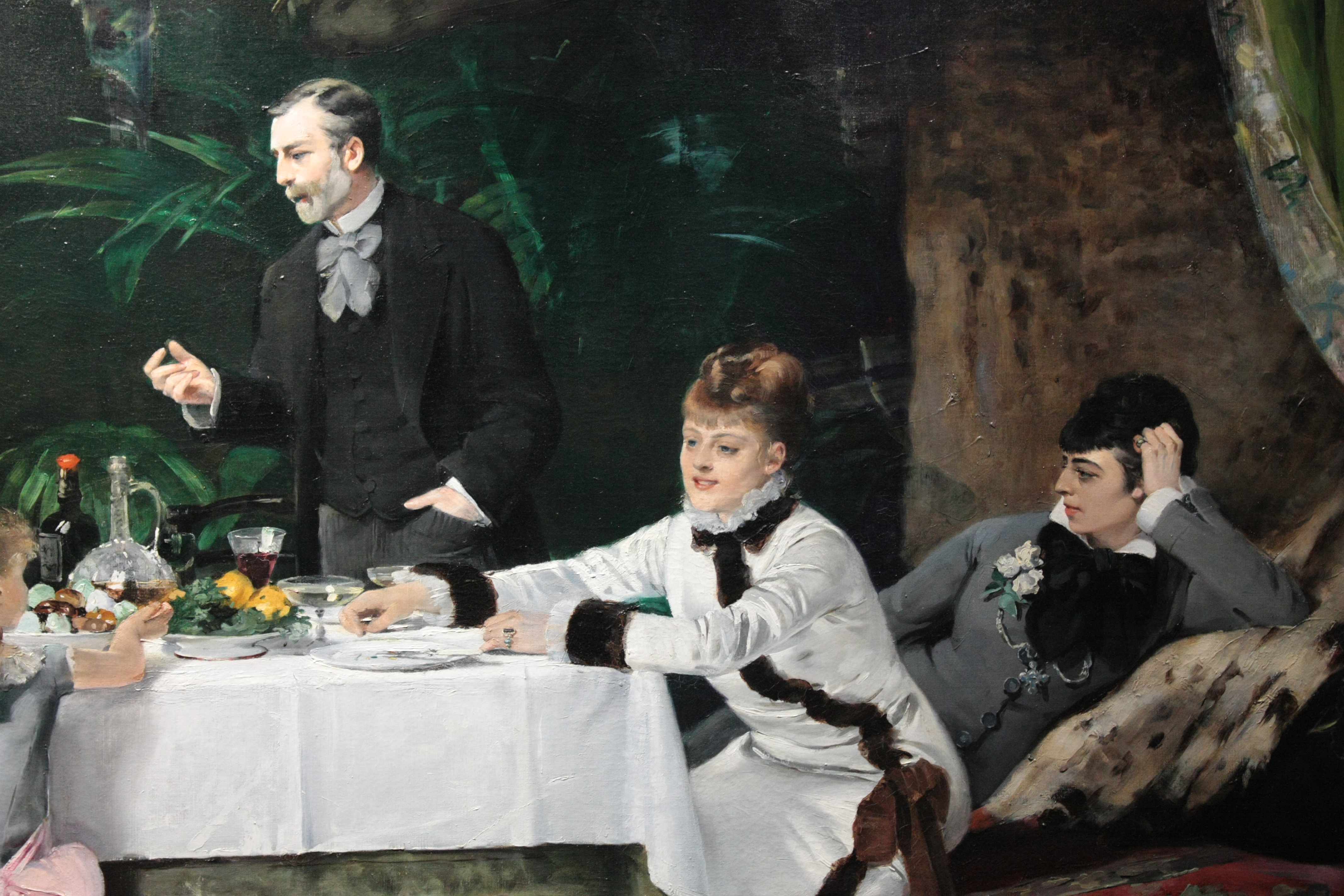
Louise Abbéma, 1877 (detalhe)
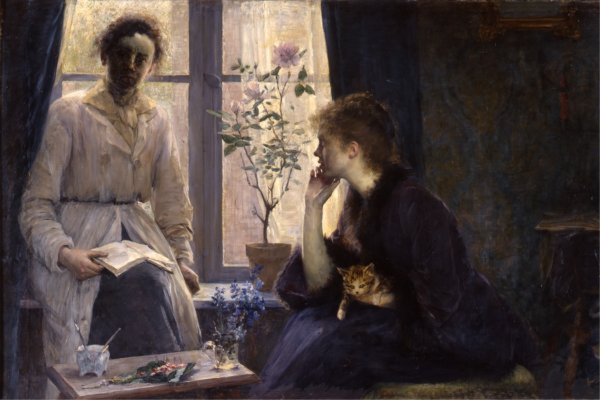
Louise Breslau, 1888

#### Retratos de Família

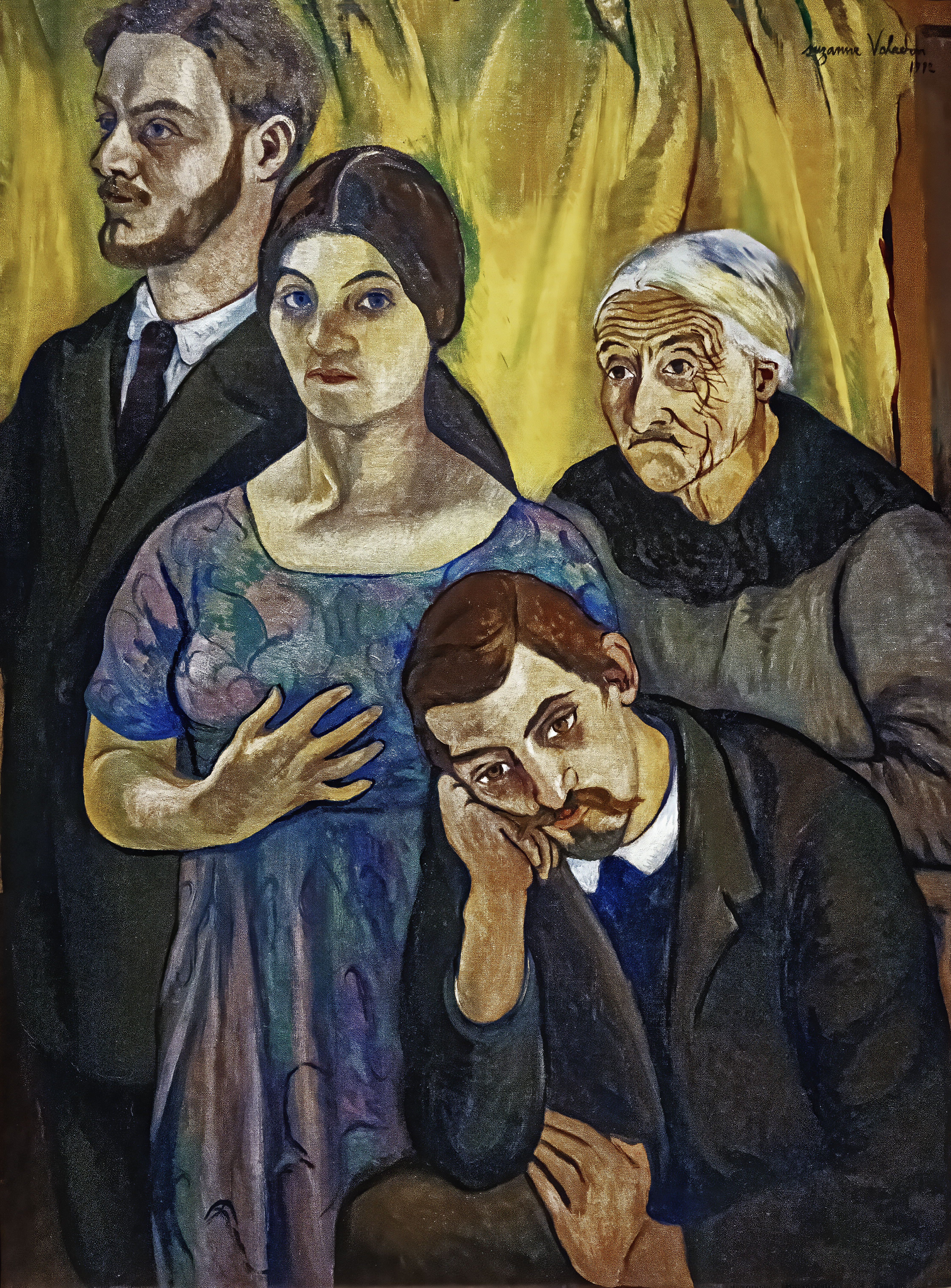
Retrato de Família, 1912 - Suzanne Valadon

Retratos de família com autorretratos são praticados desde Jacob Jordaens. Em casos raros, uma mulher se pintou dentro de um grupo familiar mais ou menos extenso, como Retratos de família de Suzanne Valadon, Retrato de família Kahlo, Árvore genealógica com avós, pais, irmãs, sobrinha e sobrinho, de Frida Kahlo (1950-1954), La Famille Messageot Charve de Lucile Messageot (1799), Autorretrato com a família de Teresa de Saldanha, ou Élisabeth Chaplin com a mãe, as duas irmãs e o irmão, em Retrato de Família num Jardim (1906).
Embora Suzanne Valadon só tenha se casado com ele em 1914, André Utter já fazia parte de Retratos de Família (1912), onde Valadon, apesar dos 47 anos, se retratava tão jovem quanto Utter e Maurice Utrillo, seu filho, enquanto ela envelhece exageradamente as feições da mãe . Como costuma acontecer nos retratos de grupo, Valadon, aqui entre dois pintores, aponta-se como autora da pintura.

#### Autorretratosem assistenza
Os autorretratos em assistenza, ou “testemunhas”, surgiram na Itália a partir do início do século XIV, e um dos exemplos mais famosos vem de Botticelli em Adoração dos Magos (1475).
Por volta de 1615-1625, no Império Mogol, uma mulher fez o seu autorretrato, escondido entre as esposas e concubinas da zenana do imperador Jahangir. O autorretrato simples ou público era praticado por pintores famosos das cortes imperiais mogholis identificados por suas assinaturas, por exemplo Mîr Sayyid'Alî, Bichitr, Bishan Dâs e Bâlchand, mas absolutamente ninguém além do imperador era autorizado a entrar na zenana. Ao ilustrá-lo, a artista feminina colocada no canto inferior esquerdo carrega uma prancheta, como Bâlchand fará mais tarde durante o reinado do Imperador Xá Jeã recebendo o Príncipe Khurram no seu regresso da campanha de Mewar. Esta mulher também poderia ser aquela que, em Jahangir celebrando o Holi com as mulheres da zenana, armada com um pistão com jato de líquido colorido, se esconde atrás de um grupo de músicos, mas olha para o espectador e levanta a mão esquerda como se para atrair a sua atenção. Sabemos que as mulheres pintoras oficiavam nas cortes mogóis246.250.251, mas, ao contrário da maioria das numerosas obras que foram assinadas, as da zenana não o são, e o artista permaneceu, portanto, anónimo.
No mundo ocidental, dois dos primeiros autorretratos femininos em assistenza são devidos a Antonia Pinelli em sua pintura Um Milagre de São João Evangelista, em 1614 e Michaelina Wautier como uma bacante de seios nus em seu Cortège de Bacchus, em 1649.
Por vezes, como acontece com Antonia Pinelli, Angelica Kauffmann, Rolinda Sharples, Lilly Martin Spencer, Madeleine Lemaire, Juliette Roche, Florine Stettheimer ou Charley Toorop, o autorretrato está verdadeiramente “escondido”. Uma pista, porém, é que o artista muitas vezes é colocado no canto inferior direito, como Botticelli e muitos de seus colegas, e onde é costume que sua assinatura seja geralmente escrita. Atendendo a um pedido de Rodolphe Julian para pintar a oficina feminina da Académie Julian (1881), Marie Bashkirtseff está presente na pintura, mas apenas visível por trás.